# Sonderfahndungsliste G.B.
Die Sonderfahndungsliste G.B. (Sonderfahndungsliste Großbritannien) war ein im Frühjahr 1940 im Reichssicherheitshauptamt (RSHA) zusammengestelltes Verzeichnis mit den Namen und Personalien von 2820 Personen, die im Falle einer erfolgreichen Invasion der britischen Inseln durch die deutsche Wehrmacht von dicht auf die Invasionstruppen folgenden Sonderkommandos der SS systematisch aufgespürt und verhaftet werden sollten.
Angelegt wurde die Liste im Zusammenhang mit der im Frühjahr von der deutschen Militärführung in Erwägung gezogenen Invasion der britischen Inseln durch die Wehrmacht (siehe Unternehmen Seelöwe).
Einige Exemplare der Sonderfahndungsliste wurden 1945 von den alliierten Besatzungstruppen in den Ruinen des Reichssicherheitshauptamtes (RSHA) aufgefunden. Im englischsprachigen Raum wurde die Sonderfahndungsliste als the Black Book bekannt (wörtlich „das Schwarze Buch“, vgl. den Ausdruck „Schwarze Liste“).

## Hintergrund
Die Liste wurde von der Leitung des Reichssicherheitshauptamtes unter Leitung des SS-Geheimdienstexperten Walter Schellenberg zusammengestellt. Grundlage waren Einzelfahndungslisten, die verschiedene Amtsgruppen des Reichssicherheitshauptamts bei Schellenberg einreichten.

### Zweck
Die Liste wurde dem sogenannten „Informationsheft G.B.“ als Appendix mit einem Umfang von 104 Seiten beigefügt. Das Informationsheft G.B. war ein 144-seitiges Handbuch, das im Falle einer erfolgreich durchgeführten Besetzung der britischen Inseln durch das Deutsche Reich den in Großbritannien zum Einsatz kommenden deutschen Agenten, Besatzungsfunktionären usw. zur Orientierung mitgegeben werden sollte. Insgesamt wurden 20.000 Exemplare des Informationsheftes (und damit der angehängten Sonderfahndungsliste) gedruckt, die jedoch bei einem Luftangriff auf Berlin während der Kriegsjahre verbrannten.
Nach einer erfolgreichen Besetzung der britischen Inseln sollten Sonderkommandos der SS, die dicht auf die Invasionstruppen folgen sollten, Personen, die aus Sicht des deutschen Regimes als besonders wichtig oder gefährlich angesehen wurden, ausfindig machen und in Gewahrsam nehmen. Die Sonderfahndungsliste sollte diesen Kommandos als Checkliste dienen, um Personen, die in Berlin als besonders wichtige Zielpersonen angesehen wurden besonders schnell und effektiv „abzuarbeiten“. Die Personen auf der Liste waren von der Leitung des RSHA mit besonderer Dringlichkeit gesucht. Die Liste sollte den in Großbritannien operierenden Menschenjagd-Kommandos als Handreichung mitgegeben werden, um es ihnen zu erleichtern, die in ihr angeführten Personen gezielt zu suchen, bzw. sie sollte von diesen genutzt werden, um die in ihr verzeichneten Personen als high profile-Ziele aus größeren Gruppen von Gefangenen, die nach einer Invasion an vielen Orten gemacht werden würden, herauszufiltern.

### Erhaltene Exemplare
Zwei Originale der Sonderfahndungsliste wurden nach der Niederlage des nationalsozialistischen Deutschlands von alliierten Besatzungstruppen in den Trümmern des Reichssicherheitshauptamtes aufgefunden. Auszüge aus diesen wurden noch 1945 in der britischen Presse veröffentlicht.
Auf diese Weise erfuhren einige der in der Liste verzeichneten Personen, dass sie auf der Schwarzen Liste der Nationalsozialisten gestanden hatten. Der Karikaturist David Low, der Adolf Hitler jahrelang mit ihn verspottenden Zeichnungen, die in britischen Zeitungen veröffentlicht wurden, lächerlich gemacht hatte, quittierte die Mitteilung, dass sich sein Name auf der Liste befinde, beispielsweise mit dem Kommentar: „Das geht schon in Ordnung. Ich hatte sie ja auch auf meiner Liste.“ („That is all right. I had them on my list too.“).
Eines der in Berlin aufgefundenen Exemplare befindet sich heute im Imperial War Museum in London. Das Museum veröffentlichte 1989 eine Faksimile-Ausgabe der Liste mit einem erläuternden Vorwort und editorischen Erläuterungen.

## Inhalt

### Gliederung
- Sonderfahndungsliste G.B.
- Zur Beachtung! (auf S. 1)

[allgemeine Hinweise über den Aufbau des Buchs]
Sämtliche in der Sonderfahndungsliste G.B. aufgeführten Personen sind festzunehmen.
- Inhaltsangabe (auf S. 3)
  - I. Personenverzeichnis, S. 1–232
  - II. Sachverzeichnis, S. 233–296
  - III. Ortsverzeichnis, S. 297–376
- Erläuterungen (auf S. 4)

Die an erster Stelle hinter den Fahndungsangaben aufgeführten Dienststellen geben über die Originalvorgänge Auskunft.

### Angaben zu gesuchten Personen
Die Sonderfahndungsliste enthält in kompakter Form die Namen und weitere Daten zu den gesuchten Personen. Die Namen sind alphabetisch nach Nachnamen sortiert. Neben Angaben zur Funktion bzw. dem Tätigkeitsgebiet der jeweiligen Person enthalten die Einträge auch die Angabe, welches Referat des RSHA an der Person besonders interessiert war und an wen sie daher nach ihrer Verhaftung zu übergeben sei. Der Großteil der verzeichneten Personen hätte an die Amtsgruppe IV (Gestapo) übergeben werden sollen.

### Gesuchte Personen
Die Liste umfasst zwei Hauptgruppen von Personen: I.) Gesuchte Briten und II.) gesuchte Emigranten aus anderen Ländern, die in Großbritannien vermutet wurden.
Die erste Hauptgruppe besteht aus Einträgen mit den Namen und Daten führender Angehöriger der britischen Regierung, des britischen Parlaments, der britischen Armee und des öffentlichen Lebens in Großbritannien (Journalisten, Schriftsteller usw.), die nach einer Invasion Großbritanniens in Haft genommen werden sollten.
In der zweiten Hauptgruppe fand sich eine größere Zahl von Einträgen zu Emigrantinnen und Emigranten aus dem Deutschen Reich sowie aus den bis 1940 von Deutschland besetzten Staaten Europas, von denen angenommen wurde, dass sie sich in Großbritannien aufhielten. Das RSHA suchte diese Personen zumeist, weil es sie als besonders gefährlich oder wichtig ansah, obschon sie als Geflohene im Regelfall über keine nennenswerten Machtmittel verfügten, die sie gegen den NS-Staat einsetzen konnten.
Die Einträge zu Personen, die aus den ab 1938 von Deutschland besetzten Ländern stammten, umfassten belgische, französische, niederländische, polnische, österreichische und tschechoslowakische Politiker, Militärs usw., denen es gelungen war, sich bei der Besetzung ihrer Heimatländer dem Zugriff der Besatzungsmacht durch Flucht zu entziehen. Bekannte Beispiele hierfür sind der ehemalige tschechoslowakische Regierungschef Edvard Beneš und der französische General Charles de Gaulle.
Die in der Liste verzeichneten Persönlichkeiten aus Deutschland und Österreich waren größtenteils Politiker, Beamte, Journalisten Kulturschaffende und Wissenschaftler, die in den 1930er Jahren ins Exil in Großbritannien gegangen waren und die den Nationalsozialisten aus ideologischen oder persönlichen Gründen besonders verhasst waren. Gründe für die feindliche Einstellung der Nationalsozialisten diesen Personen gegenüber waren beispielsweise, dass diese den Nationalsozialismus vor 1933 bekämpft hatten oder dass sie (bei Schriftstellern und Künstlern) in ihren Werken Ideen und Werte bzw. (bei Wissenschaftlern) Lehren vertraten, die die Nationalsozialisten als ihrer Ideologie entgegengesetzt betrachteten. Beispiele hierfür sind die Schriftsteller Heinrich Mann und Stefan Zweig, deren Werke in ihrem humanitär-liberalen Geist im Gegensatz zur nationalsozialistischen Weltanschauung standen, und der Psychologe Sigmund Freud, dessen Theorie (die Psychoanalyse) die Nationalsozialisten scharf ablehnten.
Insbesondere in Hinblick auf Wissenschaftler, die als Zielpersonen in der Liste verzeichnet standen, waren häufig, anstatt von ideologischen Gründen, pragmatische Gründe dafür bestimmend, dass diese in die Liste eingetragen wurden. Sowohl britische Wissenschaftler, als auch aus anderen Ländern stammende Wissenschaftler, die in Großbritannien vermutet wurden, waren ins Visier der SS-Nachrichtendienste geraten und auf die Liste gesetzt worden, weil sie als führende Experten auf ihren jeweiligen Gebieten über Know-how verfügten, das von deutscher Seite als kriegsrelevant angesehen wurde. Dies galt zumal für führende Physiker, Biologen und Chemiker sowie für Ingenieure und sonstige Techniker.
Erkennbar lag den Erstellern der Sonderfahndungsliste die 1936 von dem „Emergency Committee in Aid of Displaced German Scholars“ herausgegebene List of Displaced German Scholars vor und wurde von ihnen als Quelle benutzt: Zahlreiche Einträge der Sonderfahndungsliste, die Wissenschaftler betrafen, die aus Deutschland stammten, basierten nämlich ersichtlich auf dieser Publikation. Und zwar in der Weise, dass fast alle in der Displaced German Scholars-Publikation stehenden Personen, in den Einträgen zu welchen eine Adresse des/der Betreffenden in Großbritannien vermerkt ist, als zu verhaftende Personen in die Sonderfahndungsliste übernommen wurden und die in der Displaced German Scholars-Publikation stehende Adresse als ihr vermuteter Aufenthaltsort in die Sonderfahndungsliste übernommen wurde. Infolge dieser schematisch-automatischen Übernahme fast aller Personen aus dem Werk von 1936, zu denen ein Wohnsitz in Großbritannien angegeben wird, finden sich unter den zur Fahndung ausgeschriebenen deutschen Wissenschaftlern auch Forscher, die 1940 (noch) von eher nachrangiger Bedeutung in ihren Forschungsgebieten waren, nämlich junge Forscher, die damals noch am Anfang ihrer Laufbahn standen und Personen des akademischen Mittelbaus, die es in die Emigration verschlagen hatte.
Weiter sind in der Liste Personen verzeichnet, von denen angenommen wurde, dass sie als Wissensträger über wichtige Kenntnisse zu bedeutsamen Vorgängen oder Projekten verfügten: Neben Personen (v. a. Wissenschaftlern), von denen vermutet wurde, dass sie kriegsrelevante Kenntnisse auf technischem Gebiet (Aufbau und Funktionsweise von Waffen, Kommunikationsmitteln etc.) besaßen, oder Personen, von denen aufgrund ihrer Tätigkeit im Staatsapparat angenommen wurde, dass sie Kenntnisse über aus deutscher Sicht wichtige Vorgänge (geheime Pläne der britischen Regierung etc.) besaßen, fielen in diese Kategorie auch Personen, wie Bankiers, die über den Verbleib von Vermögenswerten befragt werden sollten, die sie verschoben hatten, um sie vor dem Zugriff der Nationalsozialisten zu schützen.
Zuletzt finden sich in der Sonderfahndungsliste auch eine Anzahl von der Öffentlichkeit praktisch unbekannten Namen. Ein Grund, weshalb solche Personen in die Liste aufgenommen wurden, war beispielsweise, das von ihnen angenommen wurde, dass sie sich vor 1939 in Deutschland als britische Agenten betätigt hatten.

## In der Liste verzeichnete Personen

### Hinweise zur Liste
Die nachfolgende Liste wurde durch Rückübersetzung einer fehlerhaften englischen Übersetzung der Sonderfahndungsliste erstellt. Dies hat zur Folge, dass der Text an vielen Stellen nicht mit dem originalen Wortlaut übereinstimmt. Korrekturen und Ergänzungen wurden in eckigen Klammern […] hinzugefügt. Dennoch sind derzeit noch zahlreiche Fehler enthalten. Dies kann auch die Schreibweise von Namen oder das Geburtsdatum betreffen. Im Zweifel ist das originale deutschsprachige Dokument maßgeblich (ein Digitalisat ist unter #Weblinks abrufbar).
Kursiv sind Namen von Personen geschrieben, zu denen so wenig bekannt ist, dass es wahrscheinlich auch künftig keinen Wikipedia-Artikel zu der Person geben wird.
Die hinter dem Hinweis „gesucht von“ angegebenen Abteilungen/Referate des Reichssicherheitshauptamtes (RSHA) lassen sich anhand der Geschäftsverteilungspläne des RSHA aufschlüsseln. Die initiale römische Zahl steht für die Amtsgruppe im RSHA, der die gesuchte Person übergeben werden sollte, der folgende Großbuchstabe für die zuständige Abteilung und die folgende Ziffer für das jeweilige Referat innerhalb der betreffenden Abteilung. Beispiel: Die Kennung IVA1 steht für das Referat 1 in Abteilung A der Amtsgruppe IV des RSHA. Ein ggf. noch am Schluss der Kennung folgender kleiner Buchstabe steht für ein zuständiges Sachgebiet innerhalb des Referats.

### Buchstabe A
- A 1: J. Aalten: involviert in Angelegenheit „Breijnen“; zuletzt gesehen in Holland; vermuteter Aufenthaltsort: England; gesucht von Referat IVE4
- A 2: Mohamed Oma Abbassi (* 21. September 1894 in Junagort, Indien): [keine weiteren Angaben]; vermuteter Aufenthaltsort: London; gesucht von Referat IVE4
- A 3: Maude Abbotte (* 19. Juli 1906 in Liverpool): [keine weiteren Angaben]; gesucht von Referat IVE4
- A 4: Lascelles Abercrombie (* 9. Januar 1881): Professor und Dichter; wohnhaft in Oxford, Merton College; gesucht von Referat VIG1 [tatsächlich bereits 1938 verstorben]
- A 5: Louis Markus Heinz Abrahamczijk (* 15. April 1900 in Berlin): [keine weiteren Angaben]; zuletzt gesehen in den Niederlanden; vermuteter Aufenthaltsort: London; gesucht von Referat IVE4
- A 6: Isidor Abrahamer (* 18. Mai 1901 in Mährisch-Ostrau): Kaufmann, Arzt; zuletzt gesehen in Teschen; vermuteter Aufenthaltsort: England; gesucht von Referat IVE5
- A 7: Abrahams: Britischer Nachrichtendienstoffizier; vermuteter Aufenthaltsort: England; gesucht von Referat IVE4
- A 8: Bruno Abramowicz (* 2. Juni 1895 in Berlin): Redakteur; gesucht von Referat IVE5
- A 9: Simon Abramowitz (* 23. März 1887 in Ruß, Kreis Heydekrug): Früherer Ministerialrat; Wohnung: London; gesucht von Referat IVA1
- A 10: Irma Abrasimos, geborene Michelson, Deckname Michalowski (* 12. September 1901 in Riga): Kontoristin, Bardame; zuletzt gesehen in der Böttchergasse 3 Danzig; gesucht von Referat IVE5 und Stapo Königsberg
- A 11: Gottfried Abt (* 10. Mai 1892 in Heinzberg): involviert in Angelegenheit „Christian van Houdt“; gesucht von Referat IVE4
- A 12: Ernst Ackermann (* 25. Mai 1895 in Gnarrenberg): Gewerkschaftsangestellter; gesucht von Referat IVA1
- A 13: Manfred Ackermann (* 1. November 1898 in Nikolsburg), Decknamen „Mandi“ und „Martin“: Ehemaliger Gewerkschaftssekretär; gesucht von Referat (Sachgebiet) IVA1b
- A 14: Richard Acland: Antifaschist, liberaler Unterhausabgeordneter; gesucht von Referat VIG1
- A 15: David Adams (* 23. Februar 1875): Labour-Abgeordneter; Wohnung: London, 8 Southill Street, Poplar E.C.4 London; gesucht von Referat VIG1
- A 16: R.A. Adams: Major, Gehilfe des [britischen] Luftattachés; gesucht von Referat IVE4
- A 17: Vyvyan Samuel Adams (* 22. April 1900): Konsul. [?], Abgeordneter; Wohnung: London, 3. Gloucester Gate, U.W. 1; gesucht von Referat VIG1
- A 18: Stanislaus Adamski (* 5. April 1899 in Wezerow): Gymnasialprofessor; gesucht von Referat IVE5 und Stapo Danzig
- A 19: Jennie Adamson: Vertreterin der 2. Internationale [außerdem Unterhausabgeordnete]; gesucht von Referat VIG1
- A 20: Christopher Addison (* 19. Juni 1869 in Hogsthorpe): [Arzt und Politiker; Munitionsminister im Ersten Weltkrieg]; Wohnung: Bucks bei Great Missenden, Peterley Farm; gesucht von Referat VIG1
- A 21: Friedrich Adler (* 9. Juli 1879 in Wien): Schriftsteller, Sekretär der II. [Sozialistischen] Internationale; gesucht von Referat IVA1
- A 22: Leonhard Adler (* 4. August 1882): Dozent, Emigrant; gesucht von Referat IIIA1
- A 23: Max Adler (* 24. Juli 1907): Assistent, Emigrant; gesucht von Referat IIIA1
- A 24: Nettie Adler (* 1. Dezember 1868): vermuteter Aufenthaltsort: London W. 14, 121a Sinclair Road, Edison Gardens; gesucht von Referat IIB2
- A 25: Alfred Fritz Berthold Adolf (* 30. Juli 1895 in Sommerfeld) [wahrscheinlich gleiche Person wie A26]: Dreher [Politiker]; gesucht von Referat IVA2
- A 26: Alfred Adolph (* 30. Juli 1895) [wahrscheinlich gleiche Person wie Eintrag A25]: Dreher; gesucht von Referat Referat IVA2 [hielt sich wahrscheinlich nie in Großbritannien auf]
- A 27: Franz Xaver Aerderl (* 24. November 1883 in Steinweg): Versicherungsinspektor; Wohnung: London; gesucht von Referat IVA1 und Stapo Nürnberg
- A 28: Jusuf Alaeddin: Britischer Agent; zuletzt gesehen: Ankara; gesucht von Referat IVE4
- A 29: Andrew Agnew: Verwaltungsdirektor; Wohnung: London E C 2, St. Helen's Court, Leadenhall Street; gesucht von Referat IVE2
- A 30: Johann Willem Albarda (* 5. Juni 1877 in Leeuwarden): Ehemaliger holländischer Minister; zuletzt gesehen in Holland; vermuteter Aufenthaltsort: England; gesucht von Abteilung IIIB
- A 31: H. Albot: Fräulein, involviert in die Angelegenheit „Karel Machacek“; zuletzt gesehen in Brüssel; gesucht von Referat IVE4
- A 32: Alfred Albrecht (* 2. Juli 1904 in München): Vertreter, verwickelt in die Angelegenheit „I. E. Roos“; zuletzt gesehen in Zagreb/Laibach; vermuteter Aufenthaltsort: England; gesucht von Referat IVE4
- A 33: Otto Albrecht (* 19. März 1905 in Dirschau): Mechaniker, „polnischer Provokateur“; gesucht von Referat IVE5
- A 34: Kurt Alexander, Deckname: Freeman: Emigrant, Schriftsteller; angenommener Aufenthaltsort: London N2, 38 Vivian Way; gesucht von Referat IIB5
- A 35: Albert Victor Alexander (* 1. Mai 1885 in Weston-Super-Mare): Minister; Wohnung: London, 1 Viktoria Street; gesucht von Referat VIG1
- A 36: John Alexis Alexander: Englischer Konsul, involviert in die Affäre „Eric Eissler“; Wohnung: London; gesucht von Referat IVE4
- A 37: Alletrino: verwickelt in die Affäre „Werner Mikkelsen“; gesucht von Referat IVE4
- A 38: Heinrich Allina (* 24. November 1878 in Schaffa): [Tschechoslowakischer] Nationalrat; gesucht von Referat (Sachgebiet) IVA1b
- A 39: Charles B. Mac-Alpine: gesucht von Referat VIG1
- A 40: Viktor Altmann (* 7. März 1900 in Wien): Österreichischer Legitimist, Monarchist, Schriftsteller; gesucht von Referat IVA3
- A 41: d'Alton: Leiter des Intelligence Service in Rotterdam, verwickelt in die Angelegenheit „Egon Rohr“; gesucht von Referat IVE4
- A 42: Ambridge: Miß; Wohnung: Dawigdor-rand-Hove; gesucht von Referat IVE4 und Stapoleitstelle München
- A 43: Leopold Amery (* 22. Februar 1873 in Gorakhpur): Minister [britischer Indienminister]; Wohnung: London S.W. 1, 112 Laton Square; gesucht von Referat VIG1 und Referat IID5
- A 44: Karl Ammer (* 5. Mai 1898 in Pottenbach): Schlossergehilfe; Wohnung: Jersey; gesucht von Referat IVA1
- A 45: Amsling: Emigrant, evangelischer Geistlicher (Vikar), verwickelt in Angelegenheit „Hildebrand-Boeckheler-Rieger-Freudenberg“; vermuteter Aufenthaltsort: London; gesucht von Referat IIB32 [?] und Referat VIH3
- A 46: Friedrich Anders (* 19. März 1899 in Barmen); gesucht von Referat IVA2
- A 47: Fergus Anderson (* 9. Februar 1909 in Vallington): Rennfahrer; Wohnung: London SW 1, Viktoria-Street 36; gesucht von Referat IVE4
- A 48: G. Herbert Anderson-Foster (* 30. Mai 1890 in Liverpool): Britischer Agent, verwickelt in die Angelegenheit „Maundry Gregory“; zuletzt gesehen in Riga; gesucht von Referat IVE4 und VIC2
- A 49: William Albert Anderson (* 4. März 1883 in Spezia): zuletzt gesehen in Rom; vermuteter Aufenthaltsort: England; gesucht von Referat IVE4
- A 50: Andriessen: Mitinhaber der Bankfirma Pierson und Co., verwickelt in die Angelegenheit „Stevens/Best“ [siehe Venlo-Zwischenfall];  vermuteter Aufenthaltsort: England; gesucht von Referat IVE4
- A 51: Norman Angell (* 26. Dezember 1872): Präsident des Weltkomitees gegen Krieg und Faschismus; Wohnung: London, Temple L.C. 4, Kings Bench Walk; gesucht von Referat VIG1
- A 52: J.R.M. van Angeren [= Johannes van Angeren]: Generalsekretär im [niederländischen] Justizministerium; zuletzt gesehen in Holland; vermuteter Aufenthaltsort: England; gesucht von Referat IIIB Holl.
- A 53: Friedrich Antal: (* 1892): Emigrant, Dozent; Wohnung: London, Universität; gesucht von Referat IIIA1
- A 54: Erich Antonczyk (* 5. Oktober 1899 in Bielschowitz): Kaufmann, polnischer Nachrichtenagent; gesucht von Referat IVE5 und Stapo Oppeln
- A 55: Herbert Appel (* 28. März 1907 in Spantekow bei Anklam): Emigrant, Assistent [Chemiker]; Wohnung: Birmingham, Universität; gesucht von Referat IIIA1
- A 56: Karl Appel (* 29. Januar 1892 in Hamburg): Seemann, „Schiffssabotage“; vermuteter Aufenthaltsort: in England interniert; gesucht von Referat IVA2 und IVA1
- A 57: F.D. Arcy-Cooper [= Francis D’Arcy Cooper]: Wohnung: London, Unilever-Haus [House], Blackfriars; gesucht von Referat IVE2
- A 58: Heinrich Arenz (* 3. September 1901 in Köln): Ehemaliger Straßenbahnschaffner; gesucht von Referat IVA2
- A 59: Alexander Arian (* 28. April 1896 in Warschau): Polnischer Offizier; gesucht von Referat IVE5
- A 60: Franz Arijs: gesucht von Referat VIG1
- A 61: Reinhold Aris (1904–1972): Emigrant; Wohnung: Cambridge University; gesucht von Referat IIIA1
- A 62: Josef Armann: Wohnung: High Cross, Castle Windemen, Westmorland; gesucht von Referat [Sachgebiet] IVA1b
- A 63: Otto Armann (* 6. August 1910 in Elisenthal): Arbeiter; Wohnung: High Cross, Castle Windemen, Westmoreland; gesucht von Referat (Sachgebiet) IVA1b
- A 64: Theodor Armbruster (* 2. Februar 1906 in Gnibel, Kreis Tübingen): Schuhmacher; gesucht von Referat IVA2
- A 65: Fritz Arnold, richtig Fritz Kleine (* 7. März 1901 in Apolda); gesucht von Referat IVE4 und Stapo Prag
- A 66: Robert Arnold, richtig Adolf Paul Narr [identisch mit N6]: vermuteter Aufenthaltsort: London?; gesucht von Referat VIG1
- A 67: William Edward Arnold-Forster: Politischer Schriftsteller; gesucht von Referat IVG1
- A 68: Arnold: Oberst, Chef der Nachrichtenabteilung des englischen Generalstabes; gesucht von Referat IVE4
- A 69: Eduard Arnthal (* 3. Februar 1893 in Hamburg): Kunstmaler; zuletzt gesehen in Zagreb; gesucht von Referat IVE4 und Stapo Graz
- A 70: August Artischewski (* 23. April 1915 in Rundfließ, Kreis Lyck): Reichswehrangehöriger [Wehrdienstflüchtling]; gesucht von Referat IVE5 und Stapo Allenstein
- A 71: Mary Artner (* 2. Juli 1914 in Hamburg-Groß Flottbeck): gesucht von Referat IVA2
- A 72: Henry Rolf Arton (* 28. Oktober 1912): Britischer Leutnant; gesucht von Referat IVE4 und Stapo Frankfurt./Oder
- A 73: Rudolf Aschaffenburg (* 1902): [Chemiker], Emigrant; Wohnung: Edinburgh Universität; gesucht von Referat IIIA1[A 1]
- A 74: Mrs. Corbett-Ashby [= Margery Corbett Ashby] (* 19. April 1882): Führerin der liberalen Partei; gesucht von Referat VIG1
- A 75: A.J. van Asselt: zuletzt: Rotterdam-Arnheim; gesucht von Referat IVE4 und Stapol Hamburg
- A 76: Herbert Purcel Astbury (* 13. November 1907 in Leeds): Ingenieur, verwickelt in die Angelegenheit „Rudolf Köppel“; Wohnung: London W 4, The Lodge Bedfort Park; gesucht von Referat IVE4
- A 77: John Astor [= John Jacob Astor, 1. Baron Astor of Hever] (* 20. Mai 1886): [konservativer] Abgeordneter [des Unterhauses]; Wohnung: London SW 1, 18, Carlton House Terrace; gesucht von Referat VIG1
- A 77a: Lady Astor [= Nancy Astor]: „deutschfeindlich“; vermuteter Aufenthaltsort: London; gesucht von Referat IVE4
- A 78: Aline Sybil Atherton-Smith (* 13. November 1875 in Ryde): Wohnung: Chantrya; gesucht von Referat IVA1
- A 79: Katharine Duchess of Atholl [= Catherine Duchess of Atholl]: Wohnung: London SW 10, Elm-Park Gardens und Blair Castle, Blair Atholl,Perthshire; gesucht von Referat VIG1
- A 80: Clement Richard Attlee (* 3. Januar 1883) [gleiche Person wie A81]: Major; Wohnung: Heywood, Stanmore (Middlesex); gesucht von Referat VIG1 und Referat IID5
- A 81: Clemens Attlee [recte: Clement Attlee]: Führer der Labour-Party; Wohnung: London SW 1, Smith Square, Transport House; gesucht von Referat IIB4
- A 82: Werner Karl Rudolf Aue [= Werner Charles Rudolph Aue] (* 8. Januar 1898 in Albion Villas) [recte: 8. Juni 1891]: Britischer Vizekonsul [Vizekonsul in Hannover]; zuletzt gesehen in Antwerpen; vermuteter Aufenthaltsort: England; gesucht von Referat IVE4 und Stapostelle Hannover
- A 83: Walter Auerbach (* 22. Juli 1905 in Hamburg), Deckname Dirksen: Archivleiter; gesucht von Referat IVA2 und Referat (Sachgebiet) IVA1b
- A 84: Rifat Avigdor (* 9. August 1895 in Konstantinopel) [recte: * 20. Juni 1895]: Jude, Konstruktionsleiter; gesucht von Referat IVB3 [1939 in Deutschland ausgebürgert, gestorben am 5. Februar 1949 in Kanada]
- A 85: Henry Joseph d’Avigdor-Goldsmith [= Henry d’Avigdor-Goldsmid] (* 1909): Wohnung London, E C 2, 7, Throgmorton Ave.[nue]; gesucht von Referat IIB2
- A 86: Sir Osmond Elim d’Avignor-Goldsmith [recte: Osmond D’Avigdor-Goldsmid]: zuletzt gesehen in London SW 1, Sommerhill, Tonbridge, 47 Hans Place; gesucht von Referat IIB2
- A 87: Alfonso Aziria: Involviert in die Angelegenheit „Hendrik Peter Kreutzenkamp“; zuletzt gesehen in Brüssel; gesucht von Referat IVE4

### Buchstabe B
- B 1: Bernhard Franz Baalen, richtig: Bernhard Franz Donkers (* 21. Mai 1905 in Duisberg): Arbeiter, involviert in Angelegenheit "Pfaffhausen"; 1938 gesehen in Nymwegen, Kroonestr. 18; gesucht von Referat IVE4
- B 2: M.G. Baat: vermuteter Aufenthaltsort: London, Unilever House, Blackfriars; gesucht von Referat IVE2[A 2]
- B 3: Kurt Babel (* 10. Oktober 1897 in Liegnitz): Kreis-Sekretär der KPC [Tschechischen Kommunistischen Partei]; vermuteter Aufenthaltsort: England; gesucht von Referat IVA1
- B 4: Dr. Stefan Bach (1897–1973): Assistent, Emigrant [Biochemiker]; vermuteter Aufenthaltsort: Cambridge; gesucht von Referat IIIA1
- B 5: Geoffrey Backhouse: 1939 gesehen in Green, Garden-Birmingham; gesucht von Referat IVE4
- B 5a: Ludwig Badmann: Mitarbeiter des Richard Merton; vermuteter Aufenthaltsort: London; gesucht von Abteilung IIID
- B 6: Lord Baden-Powell [= Robert Baden-Powell]: Gründer der Boy-Scout-Bewegung; gesucht von Referat IVE4
- B 7: F Baer: Schriftsteller, Emigrant; vermuteter Aufenthaltsort: London E.C. 3, 7 Gracechurch Street ; gesucht von Referat IIB5
- B 7a: Karl Bär: Mitarbeiter von Richard Merton; vermuteter Aufenthaltsort: London: gesucht von Abteilung IIID
- B 8: Baginski [=Henryk Baginski]: Oberst, Mitglied der polnischen Regierung; gesucht von Referat IVD2
- B 9: Guilla[u]me Edouard Bagnay (* 17. April 1883): verwickelt in Angelegenheit "Stevens/Best"; zuletzt gesehen in Holland; vermuteter Aufenthaltsort: England; gesucht von Referat IVE4
- B 10: Wilhelm Bahnik, Decknamen Martin, Dicker, Nasenhermann (* 15. Mai 1900 in Gnesen); gesucht von Referat IVA2
- B 11: Adolf Baeir [= Adolf Baier] (* 30. September 1907 in Oberskirchen): Schlosser; gesucht von Referat IVA2
- B 12: Dora Baier (* 6. Juni 1904 in Berlin): gesucht von Referat IVA2
- B 13: Josef Baeir [wahrscheinlich Baier] (* 24. Januar 1879 in Atschau, Bezirk Kaaden): Konsumbeamter; vermuteter Aufenthaltsort: Manchester 20, Palatine Road 4a; gesucht von Referat IVA1
- B 14: Aloys Bayer (* 21. Juni 1904 in Wittlich): Schriftsteller; gesucht von Referat IVA2
- B 15: G.H. Baker [= Geoffrey Hunter Baker]: Britischer Vizekonsul; vermutlicher Aufenthaltsort: England; gesucht von Referat IVE4
- B 16: Phillip J. Baker-Noel [identisch mit N 37] (* 1889): Abgeordneter, Professor; vermuteter Aufenthaltsort: London SW 1, 43 South Eaton Place; gesucht von Referat VIG1
- B 17: Baker: Britischer Nachrichtendienst-Offizier, Colonel (Britisch [!] Legion), involviert in Angelegenheit "White Baker"; vermuteter Aufenthaltsort: London; gesucht von Referat IVE4
- B 18: D. Bakken, richtig Helmut Kern (* 3. Juni 1905 in Magdeburg): Redakteur, involviert in "Kern-Kreis"; vermuteter Aufenthaltsort: England; gesucht von Referat IVA1
- B 19: Margot Bakken, geborene Bauer (* 27. Dezember 1908 in Hamburg) [identisch mit B 49]: involviert in Angelegenheit "Hugo Bentscher"; 1940 in Oslo, Hansteengate 5; vermuteter Aufenthaltsort: England; gesucht von Referat IVE4
- B 20: Horatio Ballantyne: vermuteter Aufenthaltsort: London, Unilever House, Blackfriars; gesucht von Referat IVE2
- B 21: Eva Lewis Balley (* 22. April 1905 in Portugal): Britische Journalistin; 1939 in Portugal; vermutlicher Aufenthaltsort: England; gesucht von Referat IVE4
- B 22: Gaston Barbé, richtig: Dickwell: Britischer Nachrichtenagent, involviert in Angelegenheit "Kurt Felsenthal"; 1939 in Brüssel, Rue de Houbloniere 64; vermuteter Aufenthaltsort: England; gesucht von Referat IVE4
- B 23: Johann Bardt (* 18. Juli 1890 in Hochweiler): Chemiker; 1939 in England; gesucht von Referat (Sachgebiet) IVE4b[A 3]
- B 24: Hans Barion, Decknamen Hans Ober, Karl Mertens, Dr. Westhoff, Kaulbach, Adolf Steinemann (* 19. Dezember 1897 in Großbüllesheim): Oberstadtsekretär; ; gesucht von Referat IVA2
- B 25: Ernest Barker (* 23. September 1874): Professor in Cambridge; vermuteter Aufenthaltsort: Cambridge, 17 Cranmer Road; gesucht von Referat VIG1
- B 26: Barkley: Britischer Militärattaché [in Ungarn], involviert in Angelegenheit "Berkeley"; zuletzt gesehen in Budapest; vermuteter Aufenthaltsort: England; gesucht von Referat IVE4
- B27: George Nicoll Barnes (* 2. Januar 1859): Delegierter bei der Friedenskonferenz [Labour-Politiker]; vermuteter Aufenthaltsort: London E.C., 76 Herne Hill; gesucht von Referat VIG1
- B 28: Hugh S. Barnes [= Hugh Shakespear Barnes]: Direktor; vermuteter Aufenthaltsort: London, E.C. 2, Britannic House, Anglo-Iranian Oil Co.; gesucht von Referat IVE2
- B 29: Lawrence Barnett: Beamter des britischen Konsulates in Panama; vermuteter Aufenthaltsort: England; gesucht von Referat IVE4[A 4]
- B 30: C.W. Barnisch: vermuteter Aufenthaltsort: London, Unilever House, Blackfriars; gesucht von Referat IVE2
- B 31: B. Baron [wahrscheinlich Bernhard Baron]: Antifaschistische Liga; gesucht von Referat VIG1 [Baron war bereits 1929 verstorben]
- B 32: Dr. Hans Baron (1900–1988): Privatdozent, Emigrant; vermuteter Aufenthaltsort: London; gesucht von Referat IIIA1
- B 33: Gerald Barry (* 20. November 1898): Journalist, Direktor bei News Chronicle; vermuteter Aufenthaltsort: London S.W. 7, 43 Cheval Place; gesucht von Referat VIG1
- B 34: Barry: Britischer Nachrichtenagent; vermuteter Aufenthaltsort: England; gesucht von Referat IVE4
- B 35: Franciszek (Franz) Barski (* 18. Juni 1891 in Jablone, Kreis Wollstein): Polnischer Kreissekretär; gesucht von Referat IVE5 und Stapostelle Schneidemühl
- B 36: George L. Barstow [= George Barstow]: Vertreter der britischen Regierung; vermuteter Aufenthaltsort: London E.C. 2, Britannic House, Anglo-Iranian-Oil Co.; gesucht von Referat IVE2
- B 37: Willi Barth (* 25. September 1899 in Ingersleben): Tischler; vermuteter Aufenthaltsort: Sowjetrussland; gesucht von Referat IVA1 und Stapostelle Weimar
- B 38: Alfred Barthel (* 4. Dezember 1907 in Berlin) Deckname Friedrich Forstel (* 19. Februar 1899): Elektromonteur; vermuteter Aufenthaltsort: England; gesucht von Referat IVA2
- B 39: Albrecht Mendelssohn-Bartholdy (1874–1936): Emigrant, Professor am Balliol College, Oxford; vermuteter Aufenthaltsort: Balliol College Oxford; gesucht von Referat VIG1 [tatsächlich bereits 1936 verstorben]
- B 40: Josef Bartik, Deckname: Josef Baranek, Beta (* 3. Juni 1897 in Stachau): vermuteter Aufenthaltsort: London 53, Lexham, Gardens Kensington W 8; gesucht von Referat IVE4
- B 41: Josef Bartik [= Josef Bartík] (* 30. Juni 1897 in Stachny-Suice): Ehemaliger tschechoslowakischer Major, involviert in "Frantisek Moravec"; vermuteter Aufenthaltsort: London; gesucht von Referat IVE6
- B 42: Leonard Bartlakowski (* 31. August 1916 in Berlin): Uffz. [Unteroffizier?] gesucht von Referat IVE5 und Stapostelle Breslau [später Gerechter unter den Völkern ]
- B 43: Vernon Werner Bartlett [= Vernon Bartlett] (* 30. April 1894 in Westbury): Diplomatischer Korrespondent von News Chronicle, Abgeordneter [des Unterhauses]; vermuteter Aufenthaltsort: Llotead Sure, The Old Farm House; gesucht von Referat IVB4 und Referat VIG1
- B 44: Bernhard Baruch [= Bernard Baruch]: [Bankier]; vermuteter Aufenthaltsort: London S.W. 1, 1, Carlton Gardens; gesucht von Referat IIB2
- B 45: Dr. Anton Basch (* 5. Juni 1896 in Deutsch-Brod): Direktor; gesucht von Referat IVE4 und Stapostelle Prag
- B 46: R.F.O.N. Bashford [= Roderick Fleming O’Nolan Bashford]: Presseattaché; vermuteter Aufenthaltsort: England; gesucht von Referat IVE4[A 5]
- B 47: Reginald Bates-Jones: vermuteter Aufenthaltsort England; gesucht von Referat IVE4
- B 48: Margarete Bauer (* 12. November 1901 in Königswarth): Lagerhalterin; vermuteter Aufenthaltsort:  Ashbourne, Derby, Ilam-Hall; gesucht von Referat (Sachgebiet) IVA1b und Stapostelle Karlsbad
- B 49: Margot Bauer, verheiratete Bakken (* 27. Dezember 1908 in Hamburg): involviert in Angelegenheit "Hugo Bentscher"; zuletzt gesehen in: Haansteengate 5, Oslo; vermuteter Aufenthaltsort: England; gesucht von Referat IVE4
- B 50: Dr. Bauer: Beauftragter der Petschek-Gruppe; vermuteter Aufenthaltsort: London, 458/9 Salisbury House; gesucht von Referat IVE4
- B 51: Adolf Bauerfeind (* 24. Mai 1904 in Eibenberg), Deckname Davi Kornähre: Maurer, Attentäter; vermuteter Aufenthaltsort: England; gesucht von Referat IVA2
- B 52: Robert Bauerfeind (* 11. Mai 1913 in Markhausen): vermuteter Aufenthaltsort: England; gesucht von Referat IVA1
- B 53: Johann Baukart: Schuldirektor; 1940 in Luttenberg, Jugoslawien, gesehen; vermuteter Aufenthaltsort: England; gesucht von Referat IVE4 und Stapostelle Graz
- B 54: Alfred Ottomar Baumeister, Deckname Erich Reichenberger (* 16. November 1907 in Plauen): Bäcker; gesucht von Referat IVA2[A 6]
- B 55: Dr. Elise Baumgärtel (* 5. Oktober 1892): Emigrantin; vermuteter Aufenthaltsort: London; gesucht von Referat IIIA1
- B 56: Dr. David Baumgardt (* 1880): Außerordentlicher Professor, Emigrant; vermuteter Aufenthaltsort: Birmingham Universität; gesucht von Referat IIIA1 [HdE II,1, S. 62, geboren 20. April 1890]
- B 57: Rupert Baumgartner (* 20. Mai 1910 in München): Former; gesucht von Referat IVA2
- B 58: Paul Baxa: Tschechoslowakisches Rundfunksprecher, involviert in Angelegenheit "Benesch"; vermuteter Aufenthaltsort: London; gesucht von Referat (Sachgebiet) IVD1a
- B 59: L.G. Baylis: Britischer Vizekonsul; vermuteter Aufenthaltsort: England; gesucht von Referat IVE4 und Stapoleitstelle Hamburg[A 7]
- B 60: Viscount Bearstead [identisch mit B 61]: Präsident [von Shell]; vermuteter Aufenthaltsort: London E.C. 3, St. Helen's Court 22, Shell Transport und Trading Co.; gesucht von Referat IVE2
- B 61: Viscount Walter Horace Samuel Bearsted [= Walter Samuel, 2. Viscount Bearsted] (* 13. März 1892): Industrieller; vermuteter Aufenthaltsort: London, Carlton House Gardens, und Banbury, Upton House; gesucht von Referat VIG1
- B 62: Grace N. Beaton: Sekretärin des Internationalen Rates der Internationalen Kriegsdienstgegner; vermuteter Aufenthaltsort: London; gesucht von Referat VIG1[A 8]
- B 63: Emilie Beaumont, geborene Vanek (* 20. März 1894 in Wien): Agentin; zuletzt gesehen in Prag; vermuteter Aufenthaltsort: England; gesucht von Referat IVE4
- B 64: Frank Beaumont (* 10. Mai 1896 in London): Britischer Nachrichtenoffizier; vermuteter Aufenthaltsort: London; gesucht von Referat IVE4
- B 65: Lord Beaverbrock [sic!] [= Max Aitken, 1. Baron Beaverbrook] (* 25. Mai 1879): Zeitungsmagnat, Minister; vermuteter Aufenthaltsort: Cherkley, Leatherhead, Surrey; gesucht von Referat VIG1
- B 66: Hans Heinrich Bebensee (* 11. Februar 1917 in Kiel): Schütze; gesucht von Referat IVE5 und Stapostelle Allenstein
- B 67: Bech: Redakteur, involviert in Angelegenheit "Jens Dons"; vermuteter Aufenthaltsort: England; gesucht von Referat IVE4 und Stapostelle Kiel
- B 68: Peter Bechholt (* 27. Juli 1873 in Gelsenkirchen): gesucht von Referat IVA2
- B 69: Dr. Adolf Beck (* 1905) [zweifelhaft]: Emigrant, Assistent; vermuteter Aufenthaltsort: Greenwich; gesucht von Referat IIIA1[A 9]
- B 70: Eugen Beck (* 29. März 1907 in Stuttgart): Kaufmann; gesucht von Referat IVA2[A 10]
- B 71: Francis Beck: Emigrant, Schriftsteller; vermuteter Aufenthaltsort: Paignton (Devon), Shorton Cottage; gesucht von Referat IIB5
- B 72: Dr. Stephen Beck (* 1895): Emigrant, Assistent; vermuteter Aufenthaltsort: Glasgow; gesucht von Referat IIIA1[A 11]
- B 73: Dr. Walter Beck: Direktor Boston-Universität, Emigrant; gesucht von Referat IIIA1
- B 74: Jan Becke: Emigrant; vermuteter Aufenthaltsort: London; gesucht von Referat IIB5
- B 75: Jerome Sidney Becker (* 20. August 1881 in New York): Korrespondent; vermuteter Aufenthaltsort "angeblich" England; gesucht von Referat IVE4 und Referat IIA5
- B 76: Karl Becker [= Karl Albin Becker], Deckname Karin (* 19. November 1894 in Hannover): Schriftsteller; zuletzt gesehen in Prag; vermuteter Aufenthaltsort: England; gesucht von Referat IVA1 [hielt sich tatsächlich in Frankreich auf]
- B 77: Friedrich Beckert (* 22. November 1897 in Giengen): vermuteter Aufenthaltsort: England; gesucht von Referat (Sachgebiet) VC2e
- B 78: Johann Jan Becko (* 16. November 1889 in Jasemek): Ehemaliger sozialdemokratischer Abgeordneter; Aufenthaltsort 1940: London; gesucht von Referat IVE4, Referat (Sachgebiet) IVD1a und Stapoleitstelle Prag
- B 79: Gustaf Becvar (* 13. September 1894 in Neu-Jetschin): Privatbeamter; vermuteter Aufenthaltsort: London; gesucht von Referat IVE4 und Stapoleitstelle Prag[A 12]
- B 80: Beekhorst: Britischer Agent; 1939 in Rotterdam; vermuteter Aufenthaltsort: England; gesucht von Referat IVE4
- B 81: Graf Beenstorff [sic!] [= Albrecht Graf von Bernstorff]: involviert in Angelegenheit "Siegfried Franke"; gesucht von Referat IVE4
- B 82: Dr. Arthur Beer (1900–1980): Emigrant [Physiker]; vermuteter Aufenthaltsort: Cambridge, Physikalisches Observatorium, Universität; gesucht von Referat IIIA1
- Gertrud Bing: Assistent, Emigrant; gesucht von Referat IIIA1
- B 83: Friedrich (Fritz) Beer [= Heinrich Grunow] (* 15. August 1900 in Schweinfurt), Deckname: Heinrich Grunov: Schriftsteller, Schwarze Front; vermuteter Aufenthaltsort: England; gesucht von Referat IVA3
- B 84: Beer: Ehemaliger britischer Konsul in Preßburg; vermuteter Aufenthaltsort: England; gesucht von Referat IVE4
- B 85: Siegfried Begoll (* 5. Februar 1898 in Lusow): Polnischer Zollkomm.; gesucht von Referat IVE5 und Stapo Schneidemühl
- B 86: Annemarie Behrens, verheiratete Spiegel [identisch mit Sp 9] (* 25. Juli 1901 in Altona): vermuteter Aufenthaltsort: England; gesucht von Referat IVA1
- B 87: Max Behretz (* 22. Januar 1913 in Roermond): Radiohändler, involviert in Angelegenheit "Theo Heespers"; zuletzt gesehen in Holland; gesucht von Referat IVE4
- B 88: Normann John Beiles: Britischer Agent; vermuteter Aufenthaltsort: England; gesucht von Referat IVE4
- B 89: Rudolf Beiner (* 6. November 1908 in München): [Vertreter] Jude, involviert in Angelegenheit "Leo Heymann"; 1939 gesehen in Brüssel; vermuteter Aufenthaltsort: England; gesucht von Referat IVE4
- B 90: Harald Belchambers: Agrarprofessor; vermuteter Aufenthaltsort: Oxford; gesucht von Referat IVA1
- B 91: Leslie Hore-Belisha; vermuteter Aufenthaltsort: London S.W. 14, The Close,Sheen Connwon [Common?]; gesucht von Referat VIG1
- B 92: Albert I. Belisha: vermuteter Aufenthaltsort: London E.C. 3, 15, St. Helens [Helen's] Place London E.C. 3; gesucht von Referat IIB2
- B 93: Ludwig Belkot (* 24. August 1913 in Ruda, Schwientochlowitz): Grubenarbeiter, polnischer Deserteur; gesucht von Referat IVE5 und Stapostelle Oppeln
- B 94: Nancy Bell: Völkerbundsbewegung; gesucht von Referat VIG1[A 13]
- B 95: Bell: Britischer Agent; zuletzt gesehen in Belgrad; vermuteter Aufenthaltsort: England; gesucht von Referat IVE4
- B 96: Dr. Clemens Ernst Benda (1898–1975): Assistent, Emigrant; vermuteter Aufenthaltsort: Universität Cambridge; gesucht von Referat IIIA1
- B 97: Josef Theo Bender (* 25. August 1906 in Wuppertal-Elberfeld): Arbeiter; gesucht von Referat IVA2[A 14]
- B 98 Dr. phil. Eduard Benes, (* 28. Mai 1884 in Kozlenech). Expräsident der CSR [Tschechoslowakischen Republik]; gesucht von Referat VIG1, Referat (Sachgebiet) IVD1a, Referat IVE4 und Stapoleitstelle Prag
- B 99: Hanna Benes, geb. Vlcek (* 16. Juli 1885 in Deutzendorff): [Ehefrau von Edvard Benes]; vermuteter Aufenthaltsort: London; gesucht von Referat IVE4 und Stapoleitstelle Prag[A 15]
- B 100: Edward Benesch [= Edvard Beneš] [identisch mit B 98]: Emigrant, Vorsitzender des Tschechischen Nationalkomitees in Frankreich und England, Emigrant; vermuteter Aufenthaltsort: London S.W. 15, Gwendole Ave. 27; gesucht von Referat IIB5
- B 101: Davis Bengen (* 23. Juli 1901 in London): vermuteter Aufenthaltsort: London; gesucht von Referat IVE3 und Stapoleitstelle München
- B 102: Walter Benninghaus (* 25. Januar 1898 in Kirpse): SPD-Funktionär; vermuteter Aufenthaltsort: England; gesucht von Referat (Sachgebiet) IVA1b[A 16]
- B 103: Hugo Israel Benscher (* 17. Juni 1903 in Hamburg): vermuteter Aufenthaltsort: England; gesucht von Referat IVE4 und Stapostelle Kiel
- B 104: J.W. Bentley: gesucht von Referat VIG1
- B 105: Norman Bentwich (1883–1971): Rechtsanwalt und Schriftsteller, Professor; vermuteter Aufenthaltsort: Hollycot, Vale of Health, N.W. 3; gesucht von Referat VIG1
- B 106: Theodor Benz (* 19. Juli 1880 in Köln-Mülheim): Arbeiter; gesucht von Referat IVA2
- B 106a: Helene Berendson: Mitarbeiter des Richard Merton; vermuteter Aufenthaltsort: London; gesucht von Abteilung IIID
- B 107: Clive Bergh Van Den [= Clive van den Bergh]: Kaufmann; vermuteter Aufenthaltsort: London NW 3, Eton Avenue, Eton Court 50, Unilever Konzern; gesucht von Referat IIID2[A 17]
- B 108: Albert van den Bergh (* 1875 in London): vermuteter Aufenthaltsort: London W. 1, Alderbrook Park, Cranleigh, Surrey, Flat 54, 20 Grosvenor Square; gesucht von Referat IIB2[A 18]
- B 109: James Paul Bergh van den Bergh [= James Paul van den Bergh]: vermuteter Aufenthaltsort: London, Unilever House, Blackfriars; gesucht von Referat IVE2
- B 110: Jakob Hermann van den Bgerg [= Jakob Hermann van den Berg] (* 11. September 1900 in Viersen): involviert in Angelegenheit "Gerrit Spruijtenburg"; zuletzt gesehen 1939: Blerick, Holland, Spoorstrasse 26; vermuteter Aufenthaltsort: England; gesucht von Referat IVE4[A 19]
- B 111: Matthias van den Berg (* 22. August 1905 in Viersen): verwickelt in Angelegenheit "Gerrit Spruijtenburg"; zuletzt gesehen 1939 in: Blerick, Holland, Spoorstrasse 26; gesucht von Referat IVE4
- B 112: Sidney Van Den Bergh: Jude, Kaufmann (Unilever-Konzern); vermuteter Aufenthaltsort: Ostlands Mere, Weybridge Surrey; gesucht von Referat IIID2
- B 113: Sam van den Bergh: vermuteter Aufenthaltsort: London, Unilever House, Blackfriars; gesucht von Referat IVE2[A 20]
- B 114: van den Bergh: Kapitän [Hauptmann?] der Niederländischen Armee, Margarinefabrikant; zuletzt gesehen in Holland; vermuteter Aufenthaltsort: England; gesucht von Abteilung IIIB
- B 115: Martha Berg, geborene Schmidt (* 4. Juli 1897 in Fiel, Süderdithmarschen): Fabrikarbeiterin; gesucht von Referat IVA2
- B 116: Dr. Wolfgang Berg (Physiker) (* 30. März 1908): Assistent, Emigrant; gesucht von Referat IIIA1
- B 117: Dr. Franz Bergel (1900–1987): Privatdozent, Emigrant; vermuteter Aufenthaltsort: Edinburgh, Universität; gesucht von Referat IIIA1
- B 118: Max Bernhard Berger (* 2. August 1895 in Wüstenbrand-Nadelrichter): gesucht von Referat IVA1 und Stapo Chemnitz
- B 119: Richard Berger, Decknamen: C. Siemens, Simmons und James Upson: Britischer Polizeiagent; vermuteter Aufenthaltsort: London SW, Brixton Stockwall Road 83; gesucht von Referat IVE4
- B 120: Berkeley: Britischer Oberst und Militärattaché in Budapest; vermuteter Aufenthaltsort: England; gesucht von Referat IVE4
- B 121: Berkenheim: vermuteter Aufenthaltsort: London; gesucht von Referat IVE4
- B 122: Paul Wilhelm Karl Berlin (* 2. April 1914 in Petersdorf): Dienstpflichtiger [Wehrdienstflüchtling]; vermuteter Aufenthaltsort: London E.C. 1, 29 Barbican; gesucht von Referat (Sachgebiet) VD2f und Gericht der Kommandantur Berlin
- B 123: John D. Bernal [= John Desmond Bernal]: Professor ("Einkreisungspolitiker") [Minister, Regierungsberater]; gesucht von Referat VIG1
- B 124: Wilhelm Bernegau, Deckname: "Der rote Graf" (* 27. Februar 1903 in Werdohl): Arbeiter; gesucht von Referat IVA2
- B 125: Alex Bernstein: Einkreisungspolitiker; gesucht von Referat VIG1
- B 126: George William Berry (* 25. August 1895 in Jelgava, Lettland): Chef der Paßabteilung im britischen Konsulat Wien; vermuteter Aufenthaltsort: England; gesucht von Referat IVE4 und Stapoleitstelle Wien[A 21]
- B 127: Berthoud [= Eric Berthoud]: Angestellter der AJOC [Anglo Iranian Oil Company]; vermuteter Aufenthaltsort: London E.C. 2, Britannic-House; gesucht von Referat IVE2
- B 128: Georg Bertl (* 12. Dezember 1901 in Prag): Journalist, involviert in Angelegenheit "Bretislav Kika"; zuletzt gesehen 1939 in Bukarest; gesucht von Referat IVE4
- B 129: Maria Margareta Best, geborene van Rees (* 9. Januar 1892 in Hellevoentssluis): involviert in Angelegenheit "Stevens/Best"; vermuteter Aufenthaltsort: London NW. 3, Hampstead 3, Holford Road; gesucht von Referat IVE4
- B 130: Otto Beuer (* 25. September 1898 in Reichenberg): Geschäftsführer; vermuteter Aufenthaltsort: Putney bei London SW. 15, 24 Egliston Road; gesucht von Referat IVA1
- B 131: Ernest Bevin: Minister („Einkreisungspolitiker“), Gewerkschaftler; gesucht von Referat VIG1
- B 132: Martha Beyer (* 2. November 1906 in Hamburg): Schneiderin; gesucht von Referat IVA2
- B 133: Beyli: Britischer Agent; zuletzt gesehen in Belgrad; vermuteter Aufenthaltsort: England; gesucht von Referat IVE4
- B 134: James Bharu: Britischer Agent; vermuteter Aufenthaltsort: England; gesucht von Referat IVE4
- B 135: Hans Bodo von Bieberstein: involviert in Angelegenheit "Siegfried Franke"; vermuteter Aufenthaltsort: England; gesucht von Referat IVE4
- B 136: Lorenz Biedermann (* 17. Juli 1910 in Haslau) [† 1964]; vermuteter Aufenthaltsort: Ashbourne-Derby, Ham Hall; gesucht von Referat (Sachgebiet) IVA1b
- B 137: Leo Biesemann, Deckname: Jupp Leo, (* 17. März 1893 in Emmerich): Kapitän a. D. [Tätigkeit für den französischen Geheimdienst]; gesucht von Referat IVA2
- B 138: Bernhard Biesterfeld [= Bernhard zur Lippe-Biesterfeld]: Holländischer Prinz; gesucht von Referat IVE4
- B 139: Dr. J. J. Bikerman (1898–1978): Emigrant; vermuteter Aufenthaltsort: Manchester Universität; gesucht von Referat IIIA1[2]
- B 140: Dr. jur. Tadeusz Bilecki [= Tadeusz Bielecki]: Mitglied des polnischen Nationalrates; gesucht von Referat IVD2
- B 142: Julius Guthlac Birch (* 8. April 1884 in London): Britischer Nachrichtendienst-Offizier; vermuteter Aufenthaltsort: England; gesucht von Referat IVE4
- B 143: Natan Birch [recte: Nathan Birch]: Antifaschistische Liga; gesucht von Referat VIG1[A 22]
- B 144: Alfred Birkenmayer (* 28. Mai 1892 in Krakau): Polnischer Konsulatsbeamter, Leiter des polnischen Nachrichtendienstes; gesucht von Referat IVE5 und Stapoleitstelle Danzig
- B 145: W.E. Birkett (* 11. Januar 1882 in Blackburn): Botschaftssekretär; zuletzt gesehen 1939: in Den Haag; vermuteter Aufenthaltsort: England; gesucht von Referat IVE4
- B 146: Gerhard Birnbaum: Britischer Agent; zuletzt gesehen 1938 in Warschau; vermuteter Aufenthaltsort: England; gesucht von Referat IVE4[A 23]
- B 147: J. Blaazer: Nachrichtenagent, involviert in Angelegenheit "Waldemar Pötsch"; vermuteter Aufenthaltsort: England; gesucht von Referat IVE4
- B 148: Black, Deckname Simpson (* um 1895): Britischer Agent; vermuteter Aufenthaltsort: England; gesucht von Referat IVE4
- B 149: P.M.S. Blackett [= Patrick Maynard Stuart Blackett] (* 18. November 1897): Professor; vermuteter Aufenthaltsort: London E.C. 4, Birchbeck Colledge, Breams, Buildings, Felber Lane; gesucht von Referat VIG1
- B 150: Blackwood [= Raleigh Keay Blackwood]: Angestellter der AJOC [Anglo Iranian Oil Company]; vermuteter Aufenthaltsort: London E.C. 2, Britannic House; gesucht von Referat IVE2[A 24]
- B 151: E.R. Blaikie: Jude, Emigrant; vermuteter Aufenthaltsort: London, 32 Fleet Lane E.C.4; gesucht von Referat VIG1
- B 152: Gerardus Adrianus Everhard Blanche-Koelensmid (* 8. April 1884): involviert in Angelegenheit "Snatager"; zuletzt gesehen 1939 in Amsterdam; gesucht von Referat IVE4
- B 153: Dr. Robert Blank (* 25. September 1888 in London): Leiter der Kreditanstalt "Bernia" in Buchs/Schweiz; vermuteter Aufenthaltsort: London, Folkestone 18, Grinston-Gardens; gesucht von Referat IVE3, Referat IVA1 und Stapoleitstelle München
- B 154: Blankenhagen (* um 1880-1890): involviert in Angelegenheit "Stevens/Best"; zuletzt gesehen in Doorn/Holland; vermuteter Aufenthaltsort: England; gesucht von Referat IVE4
- B 155: Markus van Blankenstein [= Marcus van Blankenstein] (* 3. Juni 1880 in Oderkark): Redakteur 'New Rotterdamsche Courant', involviert in Angelegenheit "Karl Nihom"; vermuteter Aufenthaltsort: England; gesucht von Referat IVE4
- B 156: Dr. Hermann Blaschko (1900–1993): Assistent, Emigrant; vermuteter Aufenthaltsort: Cambridge Universität; gesucht von Referat IIIA1
- B 157: Sc. Dr. Alfred Bloch: Assistent, Emigrant; vermuteter Aufenthaltsort: London; gesucht von Referat IIIA1
- B 158: Berthold Bloch (* 5. Juli 1900 in Randegg bei Konstanz): Kaufmann; vermuteter Aufenthaltsort: Gibraltar; gesucht von Referat IVA1
- B 159: Max Bloch, richtig Katzenellenbogen [recte: Max Katzenellenbogen] (* 1. Februar 1906 in Leipzig): Chemiker [inkorrekt: recte: Musiker]; vermuteter Aufenthaltsort: England; gesucht von Referat IVA2[A 25]
- B 160: Dr. Robert Bloch (* 1898): Professor, Emigrant; vermuteter Aufenthaltsort: Leeds, Universität; gesucht von Referat IIIA1
- B 161: Dr. Elisabeth Blochmann (1892–1972): Professor, Emigrant; vermuteter Aufenthaltsort: Oxford; gesucht von Referat IIIA1
- B 162: Edgar Georgs [!] Blohm: Aufenthaltsort 1936: London, Cromwell Road 168; gesucht von Referat IVE3 und Stapoleitstelle Berlin
- B 163: Christian Bloss (* 24. Mai 1898 in Asch): Laborant [Chemiker]; vermuteter Aufenthaltsort: England; gesucht von Referat IVA1 und Stapostelle Karlsbad
- B 164: Franz Blume, Deckname: Michel, (* 26. September 1905 in Hamburg): Tischler; gesucht von Referat IVA2
- B 165: Werner Blumenberg (* 21. Dezember 1900 in Hülsede): Redakteur; vermuteter Aufenthaltsort: England; gesucht von Referat IVA1
- B 166: Ralph D. Blumenfeld [= Ralph David Blumenfeld] (* 1864 in den USA): vermuteter Aufenthaltsort: Muscombs, Little Easton Dunmow; gesucht von Referat IIB2
- B 167: Dr. Wolf Bodenheimer (* 19. März 1905): Emigrant; vermuteter Aufenthaltsort: London; gesucht von Referat IIIA1
- B 168: Annemarie Bodenstein, verh. Masur (* 18. November 1909 in Gronau): gesucht von Referat IVA1 und Stapoleitstelle Hamburg[A 26]
- B 169: Dr. ing. Böhm (* 2. Juli 1884 in Zaborze): vermuteter Aufenthaltsort: London; gesucht von Referat IVA1
- B 170: Boeckheler: Evangelischer Pfarrer, involviert in Angelegenheit "Amsling-Hildebrand-Freudenberg"; vermuteter Aufenthaltsort: London S.E. 23, 23 Manor Mount Forest Hill; gesucht von Referat IIB3 und Referat VIH3
- B 171: Hendrik von Boeijen [recte: Hendrik van Boeijen] (* 23. Mai 1889 in Putten): Ehemaliger holländischer Innenminister; vermuteter Aufenthaltsort: England; gesucht von Abteilung IIIB
- B 172: Boekelman: Britischer Agent; zuletzt gesehen 1939 in Den Haag; vermuteter Aufenthaltsort: England; gesucht von Referat IVE4
- B 173: August Boersma: involviert in Angelegenheit "August de Fremery"; vermuteter Aufenthaltsort: England; gesucht von Referat IVE4
- B 174: van den Bogard: Holländischer Autovermieter, involviert in Angelegenheit "Wilhelm Willemse"; vermuteter Aufenthaltsort: Bergen-Daal, Holland; gesucht von Referat von IVE4
- B 175: Karol Bogdoll (* 4. November 1895 in Zawadzki, Strehlitz): Ehemaliger polnischer Insurgentenführer, Nachrichtendienst-Agent; gesucht von Referat IVE5 und Stapo Oppeln
- B 176: Dr. Viktor Bogometz (* 8. Mai 1895 in Kiew): Journalist; vermuteter Aufenthaltsort: London; gesucht von Referat IVA1
- B 177: Jane Bohn: involviert in Angelegenheit "Brijnen"; zuletzt gesehen 1939 in Kopenhagen; vermuteter Aufenthaltsort: England; gesucht von Referat IVE4
- B 178: H. Boland: Britischer Agent; zuletzt gesehen 1939 in Den Haag; vermuteter Aufenthaltsort: England; gesucht von Referat IVE4
- B 179: Boland: Katholische Schwester; zuletzt gesehen 1940; gesucht von Referat IVE4
- B 180: Gerrit Bolkestein (* 9. Oktober 1871 in Amsterdam): Ehemaliger holländischer Unterrichtsminister; vermuteter Aufenthaltsort: England; gesucht von Abteilung IIIB
- B 181: Robert Boller: Büro-Inhaber; zuletzt gesehen 1940 in Yokohama/Japan; vermuteter Aufenthaltsort: England; gesucht von Referat IVE4 und Referat IVD5
- B 182: Lady Violet Bonham-Carter: „Einkreisungspolitikerin“; vermuteter Aufenthaltsort: London W.2, 40 Gloucester Square; gesucht von Referat VIG1
- B 183: Wladislaus Bonk (* 24. November 1906 in Sokohowo). Kurzwarenhändler; gesucht von Referat IVE5 und Stapoleitstelle Schneidemühl
- B 184: Dr. Moritz Bonn (1873–1965): Professor, Emigrant; vermuteter Aufenthaltsort: London; gesucht von Referat IIIA1
- B 185: Madelene Bonneau [identisch mit B 186]: involviert in Angelegenheit "Albert Albseit"; zuletzt gesehen 1939 in Paris; gesucht von Referat IVE4 und Stapoleitstelle Wien
- B 186: Susanne Bonneau: involviert in Angelegenheit "Albert Albseit"; zuletzt gesehen 1939 in Paris; vermuteter Aufenthaltsort: England; gesucht von Referat IVE4 und Stapoleitstelle Wien
- B 187: Dr. Boon: Kammerabgeordneter, Rechtsanwalt, verwickelt in Angelegenheit "Prins"; zuletzt gesehen 1939 in Den Haag; vermuteter Aufenthaltsort: England; gesucht von Referat IVE4
- B 188: Robert Boothby (1900–1986): Sekretär von Winston Churchill; vermuteter Aufenthaltsort: London S.W. 1., 17, Tall Male; gesucht von Referat VIG1
- B 189: Dr. Friedrich Borinski (* 17. Juni 1903 in Berlin): Schwarze Front; vermuteter Aufenthaltsort: London, 44 Lemsford Lane, Welwyn Garden City, 1 Blakomer Road; gesucht von Referat IVA3
- B 190: Dr. Franz Borkenau-Pollak (* 1900): vermuteter Aufenthaltsort: London; gesucht von Referat IIIA1
- B 191: Dr. Ludwig Borlinski (* 1910): Emigrant; vermuteter Aufenthaltsort: Cambridge; gesucht von Referat IIIA1
- B 192: Georg Boronowski (* 2. September 1912 in Schwientochlowitz): Wehrpflichtiger [Künstler]; zuletzt gesehen in Südafrika; gesucht von Referat (Sachgebiet) VD2f und Reichskriegsgericht
- B 193: Theodor Bottländer, Decknamen Josef Fiebig, Kurt Richter, Arthur, Kurt, (* 18. November 1904 in Schwartau): Kesselschmied [Journalist]; vermuteter Aufenthaltsort: England; gesucht von Referat IVA2
- B 194: Hugo Bouvard: Hauptmann; vermuteter Aufenthaltsort: London; gesucht von Referat IVA3
- B 195: Charles Bove: vermuteter Aufenthaltsort: London WS. 14 Paterstreet; gesucht von Referat IVE4
- B 196: Phillip George Bower: gesucht von Referat IVE4
- B 197: Ernest Boyce: Beamter, britischer Nachrichtendienst-Agent; zuletzt gesehn Reval; vermuteter Aufenthaltsort: England; gesucht von Referat VIC2[A 27]
- B 198: Arka Bozek [= Arka Bożek]: Mitglied des polnischen Nationalrates; vermutlicher Aufenthaltsort: England; gesucht von Referat IVD2
- B 199: Brendan Bracken (1901–1958): Direktor, Abgeordneter; vermuteter Aufenthaltsort: London SW 1, 8 North Street; gesucht von Referat VIG1
- B 200: Frl. Bracker: involviert in Angelegenheit "Dons"; zuletzt gesehen in Kopenhagen; vermuteter Aufenthaltsort: England; gesucht von Referat IVE4 und Stapo Kiel
- B 201: Robert A. Bradby (* 13. Mai 1901): Professor; vermuteter Aufenthaltsort: London; gesucht von Referat IVA1
- B 202: Sir. Prof. William Bragg (* 31. März 1890 in Australien): Professor; vermuteter Aufenthaltsort: Windy House Alderley Ledge, Cheshire; gesucht von Referat VIG1
- B 203: Borris Braginski, Deckname: Jubanski: involviert in die Angelegenheit "Waldemar Pötsch"; zuletzt gesehen in Antwerpen; vermuteter Aufenthaltsort: England; gesucht von Referat IVE4
- B 204: Henry Noel Brailsford (1873–1958): Journalist; vermuteter Aufenthaltsort: London N.W. 3, Belsize Park Gardens; gesucht von Referat VIG1
- B 205: Leo Brakensiek (* um 1912): involviert in Angelegenheit "Prins"; zuletzt gesehen in Amsterdam;  vermuteter Aufenthaltsort: England; gesucht von Referat IVE4
- B 206: Ted Bramley: Organisator; vermuteter Aufenthaltsort: England; gesucht von Referat VIG1
- B 207: Franz Brandl (* 23. Dezember 1898 in Tachau): vermuteter Aufenthaltsort: "Cefn Cöed bei Merthyr Tydfil" [?], 28 Field Street, South Wales; gesucht von Referat (Sachgebiet) IVA1b
- B 208: Albert Ernest Acton Brandon (* 18. September 1889 in London): Britisch Cpt. [Captain], involviert in Angelegenheit "Burnell"; zuletzt gesehen in Genf; gesucht von Referat IVE4
- B 209: Dr. med. Arthur Brandt (* 26. März 1869 in Posen): Jude, "Abtreibung"; vermuteter Aufenthaltsort: London; gesucht von Referat (Sachgebiet) IVB1c
- B 210: Johann Brandt (* 17. Juli 1893 in Geestemünde): Britischer Agent; vermuteter Aufenthaltsort: England; gesucht von Referat IVE4
- B 211: Jan Branys: Mitglied der polnischen Regierung; zuletzt gesehen in Chorzow; vermuteter Aufenthaltsort: England; gesucht von Referat IVD2
- B 212: Leon Brauers: involviert in Angelegenheit J. Hermans; zuletzt gesehen in Holland; vermuteter Aufenthaltsort: England; gesucht von Referat IVE4
- B 213: Hans Braun, Decknamen: Peter, Georg, (* 24. Januar 1906 in München): Angestellter; vermuteter Aufenthaltsort: London; gesucht von Referat IVA2
- B 214: Hugo Braun (* 12. Februar 1901 in Johanngeorgenstadt): vermuteter Aufenthaltsort: England; gesucht von Referat IVA1
- B 215: Matthias Braun, Deckname Matz (* 13. August 1892 in Neuss): Schriftsteller; vermuteter Aufenthaltsort: England; gesucht von Referat IVA1
- B 216: Anton Brautferger (* 15. August 1894 in Falkenau): vermuteter Aufenthaltsort: England; gesucht von Referat (Sachgebiet) IVA1b
- B 217: Hans von Bredow [recte: Hans Bredow]: involviert in Angelegenheit "Siegfried Franke"; vermuteter Aufenthaltsort: England; gesucht von Referat IVE4
- B 218: Pieter Breijnen: Journalist; zuletzt gesehen in Holland; vermuteter Aufenthaltsort: England; gesucht von Referat IVE4
- B 219: Breine: Agent, involviert in Angelegenheit "Prins"; vermuteter Aufenthaltsort: England; gesucht von Referat IVE4
- B 220: Dr. Rudolf Breitscheid (* 2. November 1874 in Köln): Emigrant, Schriftsteller [Politiker]; gesucht von Referat IIB5
- B 221: Helmut Brems (* um 1912): zuletzt gesehen in Riga; vermuteter Aufenthaltsort: England; gesucht von Referat IVE4 und Stapo Tilsit
- B 222: Dr. Otto Brendel (1901–1973): Emigrant; vermuteter Aufenthaltsort: England; gesucht von Referat IIIA1
- B 223: Brewer (* um 1905): Britischer Agent, involviert in Angelegenheit "Stevens/Best"; zuletzt gesehen in Den Haag; vermuteter Aufenthaltsort: England; gesucht von Referat IVE4
- B 224: Dr. Ernst Brieger: Emigrant; vermuteter Aufenthaltsort: Cambridge; gesucht von Referat IIIA1
- B 225: Brinkhof: Britischer Agent, involviert in Angelegenheit "Arends"; zuletzt gesehen in Holland; vermuteter Aufenthaltsort: England; gesucht von Referat IVE4 und Stapoleitstelle Düsseldorf
- B 227: Vera Brittain, verheiratete Catlin: Journalistin; vermuteter Aufenthaltsort: London SW3, 19 Glebe Palace; gesucht von Referat VIG1
- B 228: Dr. Werner Brock (1901–1974): Emigrant; vermuteter Aufenthaltsort: Cambridge; gesucht von Referat IIIA1
- B 229: Archibald Fenner Brockway (* 1888 in Kalkutta): vermuteter Aufenthaltsort: The Spinney Londwater, Rickmansworth Herts; gesucht von Referat VIG1
- B 230: Luise Brod, verh. Öhl [= Louise Oehl] (* 29. Oktober 1907 in München): Hausangestellte; vermuteter Aufenthaltsort: England; gesucht von Referat IVA2 (Ehefrau von Erwin Oehl), hielt sich tatsächlich in Frankreich auf[A 28]
- B 231: Selig Brodetsky (* 10. Februar 1888 in Russland): Professor in Headlingley (Leeds); vermuteter Aufenthaltsort: 3 Grosvenor Road; gesucht von Referat VIG1
- B 232: Stanislaus Brodniewicz: Ehemaliger polnischer Komm.[issar?]; vermuteter Aufenthaltsort: England; gesucht von Referat IVE5
- B 233: Dr. Walter Bronstein (* 1890): vermuteter Aufenthaltsort: England; gesucht von Referat IIIA1
- B 234: Dr. Max Brond (* 1882): Professor; vermuteter Aufenthaltsort: Edinburgh; gesucht von Referat IIIA1
- B 235: Theodor Broumer, richtig Theodor Franssen (* 22. Juni 1892 in Münster): Ingenieur; zuletzt gesehen in Amsterdam; vermuteter Aufenthaltsort: England; gesucht von Referat IVE4
- B 236: R.P. Brousson: Aufsichtsratsmitglied; vermuteter Aufenthaltsort: London EC 3, St. Helens [Helen's?] Court, Shell-Max & B.P. Limited; gesucht von Referat IVE2[A 29]
- B 237: H. Runhan Brown: Generalsekretär; vermuteter Aufenthaltsort: England; gesucht von Referat VIG1
- B 238: J. Brown: Schriftsteller; vermuteter Aufenthaltsort: England; gesucht von Referat IVB4
- B 239: ten Brucker, richtig Harry Richter: involviert in Angelegenheit "Karl Nihom"; zuletzt gesehen in Den Haag; vermuteter Aufenthaltsort: England; gesucht von Referat IVE4 und Staatspolizeileitstelle Münster
- B 240: Erna Brücker, verheiratete Owen (* 31. Dezember 1904 in Oberhausen): vermuteter Aufenthaltsort: England; gesucht von Referat IVA1
- B 241: J.J.H. van der Brug: involviert in Angelegenheit "Brijnen"; zuletzt gesehen in: Utrecht; vermuteter Aufenthaltsort: England; gesucht von Referat IVE4;
- B 242: Hans Flesch-Brun: vermuteter Aufenthaltsort: England; gesucht von Referat VIG1
- B 243: Helene Elisabeth Brunert, verheiratete Robinson (* 27. Februar 1897 in Martenan): vermuteter Aufenthaltsort: England; gesucht von Referat IVE4
- B 244: Josef Bruss (* 8. Mai 1908 in Herne): Arbeiter; vermuteter Aufenthaltsort: England; gesucht von Referat IVE5 und Stapoleitstelle Breslau
- B 245: Viktor Brussowansky (* 27. Juli 1915 in Charinopol): Student; vermuteter Aufenthaltsort: England; gesucht von Referat IVE4 und Stapoleitstelle Prag
- B 246: Carter Roy Bryan: Korrespondent, involviert in Angelegenheit "Sigrid Schulz"; vermuteter Aufenthaltsort: England; gesucht von Referat IVE4
- B 247: Franziszek Brzezinski (* 14. September 1895 in Garschau, Dirschau): Nachrichtenoffizier; vermuteter Aufenthaltsort: England; gesucht von Referat IVE5 und Stapo Schneidemühl
- B 248: Dr. Fritz Buchardt [recte Fritz Burchardt] (* 1902): Emigrant; vermuteter Aufenthaltsort: Oxford; gesucht von Referat IIIA1
- B 249: Maria Budberg [= Moura Budberg], geb. Baronin Sakrewska, Deckname Mura: Britische Nachrichtendienstagentin; vermuteter Aufenthaltsort: London; gesucht von Referat VIC2
- B 250: Hermann Budzislawski (* 11. Februar 1901 in Berlin): Jude, Emigrant; gesucht von Referat II B5
- B 251: Horst von Bülow (* 3. März 1902 in Berlin): involviert in Angelegenheit "Siegfried Franke"; vermuteter Aufenthaltsort: England; gesucht von Referat IVE4
- B 252: Hans Bürger [möglicherweise = Hanuš Burger]: Schriftsteller, Emigrant; vermuteter Aufenthaltsort: London W.C. 1, 8 Mecklenburgh Square; gesucht von Referat IIB5
- B 253: Gottfried Büttner (* 23. Mai 1914 in Offenbach): Wehrpflichtiger [Wehrdienstflüchtling]; vermuteter Aufenthaltsort: England, Moosley; gesucht von Referat (Sachgebiet) VD2f und Gericht der Kommandantur Berlin
- B 254: Harry Bullock: Britischer Vizekonsul; vermuteter Aufenthaltsort: England; gesucht von Referat IVE4[A 30]
- B 255: Robert Bunzel (* 15. März 1882): vermuteter Aufenthaltsort: England; gesucht von Referat VIG1 und Referat IIB5
- B 256: Dr. Onissim Burawoy (* 1899): Emigrant; gesucht von Referat IIIA1[A 31]
- B 257: William Isaak Burch: vermuteter Aufenthaltsort: London; gesucht von Referat IVE4
- B 258: Egon Kurt Burckert (* 4. Juni 1910 in Setzingen, Kreis Aalen): Lehrer; vermuteter Aufenthaltsort: England; gesucht von Referat IVA1 und Stl. [Stapoleitstelle?] Stuttgart
- B 259: Friedrich Burde, Deckname Dr. Adolf Edgar Schwarz, (* 20. September 1901 in Berlin-Schöneberg): Schlosser [Mitarbeiter von Hans Kippenberg]; gesucht von Referat IVA2
- B 260: M.R.H. Burge: vermuteter Aufenthaltsort: London; gesucht von Referat VIG1
- B 261: Lord Burghley [= David Cecil, 6. Marquess of Exeter]: vermuteter Aufenthaltsort: London, St. James Court, Buckingham Gate; gesucht von Referat VIG1
- B 262: A. Burianek: involviert in Angelegenheit H. Sneevliet; vermuteter Aufenthaltsort: London; gesucht von Referat IVE4
- B 263: Erika Burn, geb. Korsetz, (* 9. April 1914 in Berlin): vermuteter Aufenthaltsort: London, 4 Arlington Gardens Chiswick; gesucht von Referat IVA1
- B 264: Albert Ernest Acton Burnell, Deckname Brandon (* 18. September 1889 in London): Britischer Captain; zuletzt gesehen in Genf; vermuteter Aufenthaltsort: England; gesucht von Referat IVE4
- B 265: Lord William Lawson Burnham [= William Arnold Webster Levy-Lawson, 3rd Baron Burnham] (* 19. März 1864 in Barton Court Kintbury, Berkeshire); gesucht von Referat VIG1
- B 266: Ronald Burt (* 27. Oktober 1920 in Leichester): vermuteter Aufenthaltsort: Ringstad, Knigton; gesucht von Referat IVE4 und Stapo Frankfurt/Main
- B 267: Burton: Britischer Major; vermuteter Aufenthaltsort: England; gesucht von Referat IVE4
- B 268: Butcher: Britischer Captain [Hauptmann]; zuletzt gesehen in Riga; vermuteter Aufenthaltsort: England; gesucht von Referat IVE4
- B 269: Josef Buttinger, Deckname Hubert, Gustav Richter, (* 30. April 1906 Reichenbrunn): Handelsangestellter; vermuteter Aufenthaltsort: England; gesucht von Referat IVA1
- B 270: Kenneth Ernest Buxton (* 16. September 1916 in London): Pilot; vermuteter Aufenthaltsort: England; gesucht von Referat IVE4 und Gestapo Köln
- B 271: Byron: Britischer Nachrichtendienstagent, involviert in Angelegenheit "Jens Dons"; ^vermuteter Aufenthaltsort: England; gesucht von Referat IVE4 und Stapo Kiel
- B 272: Simon Bytel: vermuteter Aufenthaltsort: York, 5 South View, Acomb Road; gesucht von Referat VIG1
- B 273: Piotr Bzdyl (* 13. Juni 1898 in Polen): Geistlicher; zuletzt gesehen in Holland; vermuteter Aufenthaltsort: England; gesucht von Referat IVE4 und Stapo Aachen[A 32]

### Buchstabe C
- C 1: Eric Cable [= Eric Grant Cable] (* 1897): Britischer Konsul; Heimat Helsingsfors; vermuteter Aufenthaltsort: England; gesucht von Referat IVE4
- C 2: Elizabeth Cadbury: gesucht von Referat VIG1
- C 2A: Cadogan [= Alexander Cadogan]: Leiter des britischen Nachrichtendienstes; vermuteter Aufenthaltsort: England; gesucht von Referat IVE4
- C 3: James Calderwood (* 13. Oktober 1911 in Glasgow): vermuteter Aufenthaltsort: England; gesucht von Referat IVE4
- C 4: Richard Calerghi-Coudenhove [recte: Richard Nikolaus Coudenhove-Kalergi] (* 17. November 1894 in Tokio): Schriftsteller und österreichischer Legitimist; vermuteter Aufenthaltsort: England; gesucht von Referat IVA3
- C 5: Theodor Camber (* 28. November 1894 in Kowno): Britischer Nachrichtendienstagent; zuletzt gesehen in Wilna; vermuteter Aufenthaltsort: England; gesucht von Referat IVE4, Referat IIIE4 und Stapo Tilsit
- C 6: Marian Eilene Mabel Cameron (* 15. September 1896 in London): vermuteter Aufenthaltsort: England; gesucht von Referat IVA1 und IVE4
- C 7: Angus Campbell (* 6. August 1901 in London): Beamter des britischen Passport-Office Berlin; zuletzt gesehen in Oslo; vermuteter Aufenthaltsort: England; gesucht von Referat IVE4
- C 8: Anjus Campbell [identisch mit F 39] (* 10. Februar 1861 in Sorel, Kanada), Decknamen Finkelstein, Steen: Rentier; vermuteter Aufenthaltsort: England; gesucht von Referat IVE4 und Stapoleitstelle Berlin
- C 9: Lord William E Berry Camrose [= William Berry, 1. Viscount Camrose] (* 23. Juni 1879): Eigentümer d. „Daily Telegraph Morning Post“; vermuteter Aufenthaltsort: Barrow Hills, Long Close, Surrey/London, 25 St Dames Place; gesucht von Referat VIG1
- C 10: McCann: involviert in Angelegenheit „Ignaz Petschek“; vermuteter Aufenthaltsort: 4 Meddoecroft Road, Wallasey, Cheshire; gesucht von Referat IIID4
- C 11: Robert Gordon-Canning [gleiche Person wie G83]: vermuteter Aufenthaltsort: England; gesucht von Referat IVE4
- C 12: David Capper (* 2. März 1901 in London): Lehrer; vermuteter Aufenthaltsort: London; gesucht von Referat IVA1
- C 13: John T Cargill: Direktor; vermuteter Aufenthaltsort: London E.C. 2, Britannic House, Anglo Iranian Oil Co.; gesucht von Referat IVE2
- C 14: W.J. Carlton: vermuteter Aufenthaltsort: London; gesucht von Referat VIG1
- C 15: Mosco Carner-Cohen [= Mosco Carner] (* 15. November 1904): Dozent; vermuteter Aufenthaltsort: London; gesucht von Referat IIIA1
- C 16: Walter Heinz Bubi Anton Caro [= Walter Caro (Chemiker)] (* 19. Juni 1909 in Berlin), Deckname Kurt Glanz: Chemiker; vermuteter Aufenthaltsort: England; gesucht von Referat IVA2
- C 17: Friedrich Carstens (* 25. März 1893 in Erfde): Geschäftsführer der Firma 'Page Wate Farrer' London; vermuteter Aufenthaltsort: London; gesucht von Referat IVE3 und Gestapo Karlsruhe
- C 18: Henry Carter: Geistlicher; gesucht von Referat VIG1
- C 19: Carter-Bonham [recte: Violet Bonham-Carter], geb. Asquith: vermuteter Aufenthaltsort: London W. 2, Glouchester Square; gesucht von Referat VIG1
- C 20: G.M. McCarthy: Mitarbeiter des 'Sunday Referee Ld.'; gesucht von Referat VIB4
- C 21: Maxwell Carton, Deckname Rogersen: vermuteter Aufenthaltsort: London, Vauxhall Bridge 173; gesucht von Referat IVE4
- C 22: J.E.M. Carvell [= John Eric Maclean Carvell]: Britischer Generalkonsul; vermuteter Aufenthaltsort: England; gesucht von Referat IVE4
- C 23: Alois Caslavka (* 9. September 1899 in Böhmisch-Skalitz), Deckname Cizek: Ehemaliger Stabskapitän des tschechischen Heeres, Nachrichtenoffizier, involviert in Angelegenheit „Cizek“; zuletzt gesehen in: Prag-Device Vevarska 49; gesucht von Referat IVE4 und Stapoleitstelle Prag
- C 24: Karl Caslavsky, Deckname Rotenstein: zuletzt gesehen in: Olmütz; vermuteter Aufenthaltsort: England; gesucht von Referat IVE4
- C 25: Johann Caspari, Decknamen Weiß, Pick, Dr. Jakobi (* 10. Dezember 1888 in Berlin): Landeshauptmann, Schwarze Front; vermuteter Aufenthaltsort: England; gesucht von Referat IVA3
- C 26: Theodor Cassau (1884–1972): Direktor; vermuteter Aufenthaltsort: London; gesucht von Referat IIIA1
- C 27: Conde de Castejar: zuletzt gesehen in Lissabon; vermuteter Aufenthaltsort: England; gesucht von Referat IVE4
- C 28: Graf de O’Brien Castelchomond [= Conrad Fulke Thomond O’Brien-ffrench]: Britischer Cpt. [Captain], verwickelt in Angelegenheit „O’Brien/French“; zuletzt gesehen in Kitzbühel; vermutlicher Aufenthaltsort: England; gesucht von Referat IVE4
- C 29: George Edward Cordon Catlin (* 29. Juli 1896): Politiker; vermuteter Aufenthaltsort: London S.W. 3, 19 Glebe Place; gesucht von Referat VIG1
- C 30: [Vera] Catlin, geb. Brittain [identisch mit B 227]: Journalistin; vermuteter Aufenthaltsort: London SW3, 19 Gleve Place; gesucht von Referat VIG1
- C 31: Victor Alexander Cazalet (* 27. Dezember 1896): Offizier; vermuteter Aufenthaltsort: London W1, 66 Grosvenor Street; gesucht von Referat VIG1
- C 32: Alfred Cebular: zuletzt gesehen in Novi Sad; vermuteter Aufenthaltsort: England; gesucht von Referat IVE4
- C 33: Lord Robert Cecil (1864–1958): [Politiker]; vermuteter Aufenthaltsort: London, 16 South Eaton Place; gesucht von Referat VIG1
- C 34: Frederik Le Cerep (* 22. März 1896 in New York): Advokat; vermuteter Aufenthaltsort: England; gesucht von Referat IVE4
- C 35: Ernst Chain (1906–1979): [Biochemiker]; zuletzt gesehen in Oxford; gesucht von Referat IIIA1
- C 36: Thomas Chaloner (* 18. August 1899 in Wiltshire): Britischer Captain; vermuteter Aufenthaltsort: England; gesucht von Referat IVE4
- C 37: Arthur Neville Chamberlain (* 18. März 1869): Politiker, ehemaliger Ministerpräspident [Premierminister]; vermuteter Aufenthaltsort: London S.W. 1, 10 Downing Street, Westbourne, Edgbaston, Birmingham; gesucht von Referat IID5 und Referat VIG1
- C 38: Fred William Chamier (* 8. April 1876 in Stammore bei Sydney): Dr. der Politikwissenschaft; vermuteter Aufenthaltsort: London; gesucht von Referat IVE4
- C 39: Sidney John Chapman [= Sydney Chapman] (* 29. Januar 1888): Professor; vermuteter Aufenthaltsort: London S.W. 7, The Imperial College; gesucht von Referat VIG1
- C 40: B. Charles: Britische Agentin, verwickelt in Affäre „Josef Mennecken“; zuletzt gesehen in Brüssel; vermuteter Aufenthaltsort: England; gesucht von Referat IVE4
- C 41: Margarete Charoux, geb. Treibl (* 25. Mai 1895 in Wien): Reisende; vermuteter Aufenthaltsort: London; gesucht von Referat IVA1[A 33]
- C 42: Siegfried Charroux [= Siegfried Charoux] (* 15. Oktober 1896 in Wien): Bildhauer; vermuteter Aufenthaltsort: London W. 4, Riverside 51, British Grove; gesucht von Referat IVA1 und Abteilung IIIA
- C 43: M. Reamy Chidson [= Montagu Reany Chidson] (* 13. April 1893 in London): Militärattaché, britischer Oberstleutnant; zuletzt gesehen in Den Haag; vermuteter Aufenthaltsort: England; gesucht von Referat IVE4[A 34]
- C 43a: John Edwin China (* 21. Januar 1901 in Bradlington): zuletzt gesehen in Kopenhagen; vermutlicher Aufenthaltsort: England; gesucht von Referat IVE4
- C 44: Charles Chingford: Vertreter; vermuteter Aufenthaltsort: London W.1, Cambridge 119; gesucht von Referat IVE4
- C 45: Andreas Chountzarias: Arzt, involviert in Angelegenheit „Crawford“; zuletzt gesehen in Athen; vermuteter Aufenthaltsort: England; gesucht von Referat IVE4
- C 46: Louis Choiseul-Gouffier: involviert in Angelegenheit „Th. Camber“; zuletzt gesehen in Kowno; vermuteter Aufenthaltsort: England; gesucht von Referat IVE4 und Stapo Tilsit
- C 47: Segrue John Chrisoton [recte: J.C./John Chrysostom Segrue] [identisch mit S 46] (* 7. Januar 1884 in Liverpool): Journalist; vermuteter Aufenthaltsort: England; gesucht von Referat IVE4
- C 47a: Christie: Britischer Nachrichtenoffizier; vermuteter Aufenthaltsort: London; gesucht von Referat IVE4
- C 48: Archibald George Church (1886–1954): Britischer Major; vermuteter Aufenthaltsort: Rostrevor, Seledon-Road, Sanderstreet; gesucht von Referat VIG1
- C 49: Winston Spencer Churchill: Ministerpräsident; vermuteter Aufenthaltsort: Chartwell Manor, Westerham/Kent; gesucht von Referat VIA1
- C 50: Johann Chwatal (* 16. August 1892 in Suchenthal): vermuteter Aufenthaltsort: England; gesucht von Referat IVA1
- C 51: Silvester Chwatal (* 21. November 1894 in Suchenthal): vermuteter Aufenthaltsort: England; gesucht von Referat IVA1
- C 52: Gerhard Cibulski (* 12. November 1908 in Barnim): vermuteter Aufenthaltsort: London N.W. 2, 47 Blenheim Gardens; gesucht von Referat IVA1
- C 53: Georg Cichy (* 30. September 1914 in Scharley, Ostoberschlesien): Obergefreiter; gesucht von Referat IVE5 und Stapo Oppeln
- C 54: Vladimir Cigna (* 3. Juni 1898 in Olmütz): Ehemaliger tschechischer Stabscpt.[Stabscaptain], involviert in Angelegenheit „Frantisek-Moravec“; vermuteter Aufenthaltsort: London, 53 Lexan Gardens, Kensington W.8; gesucht von Referat IVE4 und IVE6
- C 55: Walter Citrine (1887–1983): Generalsekretär; vermuteter Aufenthaltsort: London S.W. 1, Smith Square; gesucht von Referat VIG1
- C 56: Cizek, richtig Caslavka: gesucht von Referat IVE4 und Stapoleitstelle Prag
- C 57: Charles Clark: Britischer Agent, involviert in Angelegenheit „Kurt Felsenthal“; zuletzt gesehen in Lüttich; vermuteter Aufenthaltsort: England; gesucht von Referat IVE4
- C 58: Herta Clark, geb. Braunthal (* 1. Februar 1887 in Wien): vermuteter Aufenthaltsort: England; gesucht von Referat IVA1
- C 59: Hilda Clark: gesucht von Referat VIG1[A 35]
- C 60: John Clark: Sekretär; vermuteter Aufenthaltsort: London E.C. 2, Britannic-House, Anglo Iranian Oil Co.; gesucht von Referat IVE2
- C 61: R.T. Clark: Schriftsteller; gesucht von Referat IIIA5
- C 62: William Clark (* 13. August 1885 in London): Redakteur; vermuteter Aufenthaltsort: London; gesucht von Referat IVA1
- C 63: Eric Allen Clarke: Britischer Hauptmann; vermuteter Aufenthaltsort: England; gesucht von IVE4
- C 64: Albert Clavering, Deckname Closenburg: Reklameagent; vermuteter Aufenthaltsort: England; gesucht von Referat VIG1[A 36]
- C 65: Charles Cleyg: Britischer Leutnant, involviert in Angelegenheit „John Hugill“; zuletzt gesehen in Dänemark; vermuteter Aufenthaltsort: London; gesucht von IVE4
- C 66: Lina Clutterbuk, geborene Kant (* 15. August 1898 in Pforzheim): Übersetzerin der ITF [International Transport Workers Federation]; gesucht von Referat (Sachgebiet) IVA1b[A 37]
- C 67: Martha Cnockaert [recte: Marthe Cnockaert], verheiratete Mckenna: vermuteter Aufenthaltsort; gesucht von Referat IVE4
- C 68: W.P. Coatts: Schriftstellerin; vermuteter Aufenthaltsort: England; gesucht von Referat VIG1
- C 69: Frau Corbett-Ashby [= Margery Corbett Ashby]: Führerin der liberalen Partei; gesucht von Referat VIG1
- C 70: Claude Cockburn, Deckname Frank Pitcairn (* um 1884): [Journalist] Korrespondent; vermuteter Aufenthaltsort: London S.W. 1, 34 Victoria Street; gesucht von Referat IVA1 und Referat VIG1
- C 71: John Cockerill: Britischer General; zuletzt gesehen in Antwerpen; vermuteter Aufenthaltsort: England; gesucht von Referat IVE4
- C 72: Seymour Cocks (1882–1953): Politiker; gesucht von Referat VIG1
- C 73: Peter Coenen (* 6. Mai 1888 in Stettin): Gewerkschaftssekretär; vermuteter Aufenthaltsort: England; gesucht von Referat IVA1
- C 74: Reverend Abraham Cohen: Rev.; Wohnung: Birmingham 15, 2, Highfield Rd. Edg. Baston; gesucht von Referat IIB2
- C 75: Chapman Cohen: Journalist; vermuteter Aufenthaltsort: England; gesucht von Referat VIG1
- C 76: Israel Cohen: Politiker; vermuteter Aufenthaltsort: London N.W. 2, 29 Pattison Road, Childs Hill; gesucht von Referat VIG1
- C 77: Mosco Cohen-Carner [recte: Mosco Carner] [identisch mit C 15] (* 1904): Dozent; vermuteter Aufenthaltsort: London; gesucht von Referat IIIA1
- C 78: Lionel Leonard Cohen (1888–1973): Bankier [recte: Jurist]; Wohnung: London W. 2, Orme Sq[uare], 3; gesucht von Referat IIB2
- C 79: Mac Cohen, richtig Makohim: Vermuteter Aufenthaltsort: England; gesucht von Referat (Sachgebiet) IVD3a
- C 80: Reuss Emmanuel Cohen [= Max Cohen (Journalist)] (* 30. Januar 1876 in Langenberg): [Journalist]; vermuteter Aufenthaltsort: England; gesucht von Referat IVA1
- C 81: Robert Waley Cohen: Verwalterdirektor; vermuteter Aufenthaltsort: London E.C. 3, 22. St. Helen'S Court, Shell Transport u. Trading Co.; gesucht von Referat IVE2
- C 82: Ernst Cohn [= Ernst Joseph Cohn]: Professor; vermuteter Aufenthaltsort: London; gesucht von Referat IIIA1
- C 83: Walter Cohn (* 3. September 1901 in Chemnitz): Kaufmann [Arzt]; vermuteter Aufenthaltsort: England; gesucht von Referat IVA1[A 38]
- C 84: George Cole: Lektor; vermuteter Aufenthaltsort: Universität Oxford; gesucht von Referat VIG1
- C 85: Norman Collins: Direktor; gesucht von Referat VIG1
- C 86: Collins: Britischer Agent; vermuteter Aufenthaltsort: England; gesucht von Referat IVE4
- C 87: Edward Conze (* 1869): Professor; vermuteter Aufenthaltsort: London; gesucht von Referat IIIA1
- C 88: Alfred Duff Cooper: Informationsminister; vermuteter Aufenthaltsort: London S.W. 1, Chapel Street 34; gesucht von Referat IID5 und VIG1
- C 89: F. D’Arcy Cooper [= Francis D’Arcy Cooper]: Kaufmann; vermuteter Aufenthaltsort: Westbridge Reigate Surrey, [London] Unilever House, Blackfriars; gesucht von Referat IVE2 und IIID2
- C 90: Ivor Cooper: Mitglied des britischen Rüstungsausschusses; vermuteter Aufenthaltsort: London, The Old Schoolhouse, Rudgwick, Sussex; gesucht von Referat IIID2
- C 91: Fred Copeland: gesucht von Referat VIG1
- C 92: Pierre Coralfleet, richtig Frank Davison: Vermuteter Aufenthaltsort: England; gesucht von Referat IVE4
- C 93: Georges Cormack: Direktor; zuletzt gesehen in Riga; gesucht von Referat IVE4
- C 94: Richard Coudenhove-Calerghi [= Richard Nikolaus Coudenhove-Kalergi] (* 17. November 1894 in Tokio): Schriftsteller, österreichische Legitimist; vermuteter Aufenthaltsort: England; gesucht von Referat IVA3
- C 95: Courboin: Britischer Agent; zuletzt gesehen in Brüssel; vermuteter Aufenthaltsort: England; gesucht von Referat IVE4
- C 96: Noel Coward: vermuteter Aufenthaltsort: London; gesucht von Referat VIG1
- C 97: C. McCracken (* 18. Juli 1880 in London) [identisch mit xy]: Britischer Oberleutnant; zuletzt gesehen in Brüssel; vermuteter Aufenthaltsort: England; gesucht von Referat IVE4
- C 97A: Noel Craig (* 11. November 1887 in Kopenhagen): vermuteter Aufenthaltsort: England; gesucht von Referat IVE4
- C 98: R. Cranborne [= Robert Gascoyne-Cecil, 5. Marquess of Salisbury]: Unterstaatssekretär; vermuteter Aufenthaltsort: England; gesucht von Referat VIG1
- C 99: Janet Crawford (* 14. April 1877 in Bukarest): zuletzt gesehen in Bukarest; vermuteter Aufenthaltsort: England; gesucht von Referat IVE4
- C 100: Crawford: Leiter des Britischen Nachrichtendienstes; zuletzt gesehen in Athen; vermuteter Aufenthaltsort: England; gesucht von Referat IVE4
- C 101: T.M. Creighton: verwickelt in Angelegenheit „Algernon Slade“; vermuteter Aufenthaltsort: England; gesucht von Referat IVE4
- C 102: Siegfried Crick (* um 1900), Deckname Krik: gesucht von Referat IVE4
- C 103: Stafford Cripps: Botschafter in Moskau; vermuteter Aufenthaltsort: London E.C. 4, 3 Elm Court, Temple; gesucht von Referat IIB4 und VIG1
- C 104: William Cromwell: vermuteter Aufenthaltsort: England; gesucht von Referat IVE4
- C 105: Crook: Angehöriger des britischen Nachrichtendienstes; vermuteter Aufenthaltsort: England; gesucht vom Referat IVE4
- C 106: B.F. Crossfield [= Bertram Fothergill Crosfield] (* 1882): Direktor des ‚New Chronicle‘; gesucht von Referat VIG1[A 39]
- C 107: R.H.S. Crossman: gesucht von Referat VIG1
- C 108: Geoffrey Crowther (1907–1972): Direktor; vermuteter Aufenthaltsort: England; gesucht von Referat VIG1
- C 109: W.P. Crozier: Hauptschriftleiter; vermuteter Aufenthaltsort: England; gesucht von Referat VIG1
- C 110: A.J. Cummings [= Arthur J. Cummings]: Mitarbeiter des News Chronicle; gesucht von Referat IVB4 und Referat VIG1
- C 111: Nancy Cunard: [Dichterin, Erbin]; gesucht von Referat VIG1
- C 112: David Nathaniel Curitz: Wohnung: Cardiff, Four Winds, Pensisely Road; gesucht von Referat IIB2
- C 113: John Curnbull: verwickelt in Angelegenheit „Stevens/Best“ [[[Venlo-Zwischenfall]]]; vermuteter Aufenthaltsort: England; gesucht von Referat IVE4
- C 114: Frederick F. C. Curtis: Privatdozent; vermuteter Aufenthaltsort: England; gesucht von Referat IIIA1
- C 115: Stanislaus Czoglia (* 23. April 1898 in Zawade, Ratibor): Vertreter; vermuteter Aufenthaltsort: England; gesucht von Referat IVE5 und Stapo Oppeln
- C 116: August Czoska (* 1. April 1885 in Soppischin): Zollinspektor; vermuteter Aufenthaltsort: England; gesucht von Referat IVE5 und Stapo Graudenz

### Buchstabe D
- D 1: Maria Dahrowski (* 18. Juli 1896 in Zeznitzere): Ehemalige Sekretärin im polnischen Konsulat; vermuteter Aufenthaltsort: London; gesucht von Referat IVE5
- D 2: Johann Dahlmann (* 2. August 1894 in Thorn): Bergmann, polnischer Nachrichtenagent; gesucht von Referat IVE5
- D 3: George Dallas (1878–1961): Labour-Abgeordneter im Parlament; gesucht von Referat IVG1
- D 4: Dale-Herbst, richtig: Dale-Long [identisch mit D 5]: zuletzt gesehen in Brüssel; gesucht von Referat IVE4
- D 5: Herbert Dale-Long (* 15. Dezember 1875 in London) (Decknamen Long, Lessing, Lane, Lennox): Britischer Nachrichtenagent [Leiter einer britischen Nachrichtenorganisation in Brüssel vor 1914]; gesucht von Referat IVE4
- D 6: Hugh Dalton: Wirtschaftler an der Universität London; gesucht von Referat VIG1
- D 7: Daly [identisch mit D 8]: Britischer Oberst; zuletzt gesehen in Lissabon; vermuteter Aufenthaltsort: England; gesucht von Referat IVE4
- D 8: T.D. Daly [gleiche Person wie D 7]: Oberst, Militärattaché; gesucht von Referat IVE4
- D 9: van Damm: involviert in Angelegenheit Albert Albseit; gesucht von Referat IVE4
- D 10: Damm: Britischer Nachrichtenagent, Deserteur; gesucht von Referat IVE4
- D 11: Daniel de Luce [recte: Daniel De Luce] (* 8. Juni 1911): Journalist, involviert in Angelegenheit Segrue Chrisoston; gesucht von Referat IVE4
- D 12: Danckwerts = Victor Danckwerts: Britischer Captain, Leiter der Sp.[ionage]-Abteilung; gesucht von Referat IVE4
- D 12a: Claude Dansey: British Oberstleutnant a.D, britischer Hauptagent; vermuteter Aufenthaltsort: London; gesucht von Referat IVE4
- D 13: Darwin: gesucht von Referat IVE4
- D 14: Robert Dassau (Deckname Max Munki) (* 1. Mai 1903 in Hamburg): Arbeiter; gesucht von Referat IVA2
- D 15: David Daube (1909–1999): Assistent; vermuteter Aufenthaltsort: Cambridge Universität; gesucht von Referat IIIA1
- D 16: Käthe Davidson, geb. Boday (* 25. August 1905 in Fürstenwalde): Sekretärin; vermuteter Aufenthaltsort: London; gesucht von Referat IIA1
- D 17: R. Davidson: Verleger des News Chronicle; gesucht von Abteilung VIG
- D 18: Theodora Davidson: involviert in Angelegenheit Algernon Sladen; gesucht von Referat IVE4
- D 19: C.E. Davies: vermuteter Aufenthaltsort: Unilever House, Blackfriars, London; gesucht von Referat IVE2
- D 20: Lord David Davies: Lord, Bank- und Eisenbahndirektor (Völkerbundsbewegung, Einkreisungsfront gegen Deutschland); gesucht von Referat VIG1
- D 21: Randolph S. Davies: Schriftsteller, Verfasser des Buches Hitler's Spy Ring [erschienen unter dem Namen E.7., hinter dem sich nach anderen Quellen ein Eric Lancaster verbarg]; gesucht von Referat IVB4[A 40]
- D 22: Stephan Davies (* 1886): Labourabgeordneter, Förderer der Einkreisungsfront; gesucht von Referat VIG1
- D 23: Davies: Britischer Captain und Nachrichtenagent; vermuteter Aufenthaltsort: London, 54 Crewys Road, Childs Hill, Golden Green; gesucht von Referat IVE4
- D 24: Davis: Britischer Nachrichtendienst in Lettland; zuletzt gesehen in Riga; gesucht von Referat VIC2
- D 25: Frank Ch.[arles] Davisohn-Spencer (* 10. August 1889 in Montabu) [identisch mit Sp 3]: Rechtsanwalt; gesucht von Referat IVE4
- D 26: Horace Cortland Dawson (* 11. November 1901 in London): Ingenieur; zuletzt gesehen in Berlin-Grunewald; gesucht von Referat IVE4 und Stapoleitstelle Berlin
- D 27: Lord Dawson ff Penn [= Bertrand Dawson, 1. Viscount Dawson of Penn]: Lord, Mitunterzeichner der englischen Rundfunkbotschaft an das deutsche Volk von 1939; gesucht von Referat VIG1
- D 28: Donald Day: USA-Staatsangehöriger, Vertreter der Chicago Tribune, britischer Nachrichtendienst in Lettland; zuletzt gesehen in Riga; gesucht von Referat VIC2
- D 29: Day: involviert in Angelegenheit Vyth; zuletzt gesehen in Den Haag; gesucht von Referat IVE4
- D 30: van Deep: Britischer Oberleutnant; gesucht von Referat IVE4
- D 31: Karl Deichmüller (* 3. November 1879 in Lichow): Musiker; vermuteter Aufenthaltsort: Southampton; gesucht von Referat IVE4
- D 32: J.V. Delahaya: Führer der Labour-Party; gesucht von Referat VIG1
- D 33: Sefton Delmer: Pariser Vertreter des Daily Express; vermuteter Aufenthaltsort: London; gesucht von Referat IVB4
- D 34: Stanislaus Demikowski: Britischer Agent, involviert in Angelegenheit Fray Strong; gesucht von Referat IVE4
- D 35: Aneta Demmer (* um 1916): Journalistin, verwickelt in Angelegenheit Stevens/Best; zuletzt gesehen in Den Haag; gesucht von Referat IVE4
- D 36: Georg Dengel (* 17. September 1908 in Marktheidenfeld): Seemann, involviert in Angelegenheit Waldemar Pötsch; zuletzt gesehen in Antwerpen; gesucht von Referat IVE4
- D 37: Rodney Dennys: [Nachrichtenoffizier], verwickelt in Angelegenheit Putlitz; zuletzt gesehen in Den Haag; gesucht von Referat IVE4
- D 38: Lord Derby [= Edward John Stanley, 18. Earl of Derby]: Mitunterzeichner der englischen Rundfunktbotschaft [an das deutsche Volk von] 1939; vermuteter Aufenthaltsort: London; gesucht von Referat VIG1
- D 39: Willi Derkow (* 17. November 1906 in Charlottenburg): Bankangestellter; gesucht von Referat IVA1
- D 40: Marie Dessau [= Marie Dessauer-Meinhardt]: (* 28. April 1901): Emigrant[in], Ass.[istentin]; gesucht von Referat IIIA1
- D 41: Alfred Detraz-Schweitzer [identisch mit Sch 68]: Bankprokurist; zuletzt gesehen in Basel; gesucht von Referat IVE4 und Stapoleitstelle Karlsruhe
- D 42: Adam Deutsch (1907–1976): Emigrant, Ass.[istent]; vermuteter Aufenthaltsort Edinburgh; gesucht von Referat IIIA1
- D 43: Julius Deutsch (* 2. Februar 1884 in Lackenbach): Ehemaliger österreichischer Staatssekretär; Arbeiter-Sport-Internationale; gesucht von Referat IVA1
- D 44: Oscar Deutsch: vermuteter Aufenthaltsort: Birmingham 15, 5, Baston, Augustus Rd. Edg.; gesucht von Referat IIB2
- D 45: Walter Deutsch (* 1894): Privatdozent, Emigrant; vermuteter Aufenthaltsort: Universität Manchester; gesucht von Referat IIIA1
- D 46: Roy Devereux: involviert in Angelegenheit „Algernon Sladen“; gesucht von Referat IVE4
- D 46a: Walter Dewald: Ehemaliger Pförtner des britischen General-Konsulats Rotterdam, involviert in Angelegenheit „Walter Ewald“; zuletzt gesehen in Rotterdam; gesucht von Referat IVE4
- D 47: Norman Dewhurst (* 29. September 1887 in Southport): Britischer Nachrichtendienst-Offizier, Schriftsteller; zuletzt gesehen in Riga; jetziger Aufenthaltsort: London; gesucht von Referat IVE4 und Referat VIC2[3]
- D 48: W. Dey: Britischer Agent; zuletzt gesehen in Stockholm; gesucht von Referat IVE4
- D 49: A.S. Diamond: vermuteter Aufenthaltsort: London E.C.4, 1 Temple Gardens, Temple; gesucht von Referat IIB2
- D 50: Dible [= James Dible]: Britischer Konsul, involviert in Angelegenheit Theo Hespers; zuletzt gesehen in Amsterdam; gesucht von Referat IVE4
- D 51: Albin Dick (* 24. April 1913 in Tiss): keine Angaben [sudetendeutscher Kommunist]; gesucht von Referat IVA1[A 41]
- D 52: Lina Dick, geb. Horn (* 19. Juni 1912 in St. Joachimsthal); gesucht von Referat (Sachgebiet) IVA1b
- D 53: Rudolf Dick, richtig: Baron von Gerlach: verwickelt in Angelegenheit „Stevens/Best“ [Venlo-Affäre]; gesucht von Referat IVE4
- D 54: Ellen Dicken (um 1911): Kunstgewerbelehrerin; früher in Düsseldorf; gesucht von Referat IVE4
- D 55: Baron Dickinson [= Willoughby Dickinson, 1. Baron Dickinson] (* 1859): Pazifist; gesucht von Abteilung VIG
- D 56: Alee Dickson: Journalist; vermuteter Aufenthaltsort: Struan-Wimbledon-Park, London SW; gesucht von Referat IVE4, Abteilung III2 und Stapo Reichenberg
- D 57: Dickwell, Deckname Gaston Barbé [gleiche Person wie B22]: Britischer Agent; zuletzt gesehen in Brüssel, involviert in Angelegenheit „Kurt Felsentahl“; gesucht von Referat IVE4
- D 58: Felix Graf von Spiegel-Diesenberg (* 19. Januar 1891 in Iglau, Mähren): involviert in Angelegenheit „von Gerlach“; zuletzt gesehen in Mißlitz; gesucht von Referat IVE4[A 42]
- D 59: Kurt [Alwin] Dietzschold (* 9. Januar 1888 in Leipzig): Sägemüller; vermuteter Aufenthaltsort: Bristol 8, Pembrok Road, Clifton; gesucht von Referat IVA1
- D 60: A.Q.H. Dijxhoorn (d. i. Adriaan Dijxhoorn): Früherer holländischer Verteidigungsminister; zuletzt gesehen in Den Haag; gesucht von Abteilung IIIB
- D 61: Erhard Dill (* 28. April 1910 in Selb): Student; gesucht von Referat IVA1[A 43]
- D 62: Johann Dill (* 25. Juni 1887 in Brand): Parteisekretär; gesucht von Referat [Sachgebiet] IVA1b
- D 63: H. van Dillen: Britischer Agent, verwickelt in Angelegenheit „Waldemar Pötzsch“; gesucht von Referat IVE4
- D 64: Hermann Dimanski [= Hermann Diamanski] (* 16. November 1910 in Berlin); zuletzt gesehen in Antwerpen; gesucht von Referat IVE4
- D 65: Ruth Dinhorn (* 1908): involviert in Angelegenheit „Lukapello“; gesucht von Referat IVE4
- D 66: Walter Dirksen, richtig Walter Auerbach; gesucht von Referat (Sachgebiet) IVA1b
- D 67: van Dittmar: zuletzt gesehen in Rotterdam; gesucht von Referat IVE4
- D 68: Dittmar: Ehemaliger russischer Leutnant; zuletzt gesehen in Amerika; gesucht von Referat IVE4
- D 69: Anna Divish (* 3. Mai 1902 in Pilsen): Ehefrau von Alfred Frank; gesucht von Referat IVE4
- D 70: Dix: Britischer Captain; früher in Kopenhagen; gesucht von Referat IVE4
- D 71: Dixen: Britischer Agent; gesucht von Referat IVE4
- D 72: Neville Dixey: Antifaschist, Vorsitzender von Lloyds, Mitglied der IPC und der Lib.[eral] Party; gesucht von Abteilung VIG
- D 73: Dragi Djordewic: Holzhändler, verwickelt in Angelegenheit Lukapello; zuletzt gesehen in Zagreb; gesucht von Referat IVE4
- D 74: Dominik Dlouhy: Großkaufmann; zuletzt gesehen in Zagreb; gesucht von Referat IVE4, Abteilung IIIA und Stapo Graz
- D 75: Kurt Doberer: (* 11. September 1904 in Nürnberg): Ingenieur; gesucht von Referat (Sachgebiet) IVA1b
- D 76: Doberlet: Radiohändler, britischer Nachrichtendienst-Agent, involviert in Angelegenheit „J.C. Ross“; zuletzt gesehen in Laibach; gesucht von Referat IVE4
- D 77: Doby: Britischer Captain; gesucht von Referat IVE4
- D 78: Docharly: verwickelt in Angelegenheit „Allan Graves“; vermuteter Aufenthaltsort: London, Whitehall; gesucht von Referat IVE4
- D 79: Eric Robertson Dodds: Professor, Propagandist gegen Franco und „Einkreisungsfront gegen Deutschland“; vermuteter Aufenthaltsort: Oxford; gesucht von Abteilung VIG
- D 80: Franz Dörfler (* 13. April 1903 in Schwaderbach): vermuteter Aufenthaltsort: England; gesucht von Referat (Sachgebiet) IVA1b
- D 81: F.P. Dörin: Emigrant; gesucht von Referat VIG1 und Referat IIB5
- D 82: Friedrich Döring (* 4. März 1882 in Tobertitz): Lehrer; vermuteter Aufenthaltsort: London; gesucht von Referat IVA1
- D 83: Klaus Dohrn (* 28. Juni 1909 in Dresden): Schriftsteller, österreichischer Legitimist [Monarchist]; gesucht von Referat IVA3[4]
- D 84: Myra (Irma) Dolivo: Musiklehrerin [Pianistin], verwickelt in Angelegenheit „Janet Crawford“; zuletzt gesehen in Bukarest; vermuteter Aufenthaltsort: England gesucht von Referat IVE4
- D 85: Dolphin: Major, Leiter der britischen Mil[itär] Sp.[ionage] in Wiesbaden; gesucht von Referat IVE4
- D 85a: James Richards MacDonald (* 21. Januar 1881 in Kopenhagen): Britischer Nachrichtenagent; zuletzt gesehen: Kopenhagen; gesucht von Referat VIE4
- D 86: Donaldson, richtig Clement Arnold de Haas: zuletzt gesehen in Den Haag; gesucht von Referat IVE4.
- D 87: Hector van der Donk: Britischer Leutnant; zuletzt gesehen in Brüssel; gesucht von Referat IVE4
- D 88: Bernhard Franz Donkers, Deckname Baalen (* 21. Mai 1905 in Duisberg): Arbeiter, verwickelt in Angelegenheit „Pfaffhausen“; zuletzt gesehen in Nymwegen; vermuteter Aufenthaltsort: England; gesucht von Referat IVE4
- D 89: Franz Donkers (* 11. Juli 1910 in Duisburg): Händler/Arbeiter; zuletzt gesehen in Nymwegen; vermuteter Aufenthaltsort: England; gesucht von Referat IVE4
- D 90: Johanna Sofia Donkers, geborene Schlees (* 18. Juli 1906 in Büderich): involviert in Angelegenheit „Wilhelm Willemsen“; zuletzt gesehen in Nymwegen; gesucht von Referat IVE4
- D 91: Kornelius Donkers (* 5. Oktober 1875 in Horsen): involviert in Angelegenheit „Wilhelm Willemsen“; zuletzt gesehen in Duisburg-Wanheimerort; gesucht von Referat IVE4
- D 92: Wilhelm Donkers (* 2. April 1912 in Duisburg): verwickelt in Angelegenheit „Wilhelm Willemse“; zuletzt gesehen in Nymwegen; vermuteter Aufenthaltsort: England; gesucht von Referat IVE4
- D 93: J.K. Donohugue [= John Kingston O’Donoghue]: Ehemaliges Mitglieder britischen Botschaft in Berlin; vermuteter Aufenthaltsort: England; gesucht von Referat IVE4
- D 94: Vlado Doric: Britischer Agent, verwickelt in Angelegenheit „Lukapello“; vermuteter Aufenthaltsort: England; gesucht von Referat IVE4
- D 95: Rudolf Dostali-Möller [identisch mit M 154]; vermuteter Aufenthaltsort: London W.C. 1, Bedford Place 12; gesucht von Referat VIG1
- D 96: J. Douglas: Journalist, Herausgeber kommunistischer Schriften; gesucht von Abteilung VIG
- D 97: A.E. Dowden [= Arthur Ernest Dowden]: Früherer britischer Vizekonsul; gesucht von Referat IVE4
- D 98: Benjamin Drage: vermuteter Aufenthaltsort: London N.W. 3, 28 Eton Ave.; gesucht von Referat IIB2[A 44]
- D 99: B. Draper: vermuteter Aufenthaltsort; gesucht von Referat IVE4
- D 100: Karl Dresel (* 18. Februar 1887 in Reitendorf): Kommunistischer Senator; vermuteter Aufenthaltsort: England; gesucht von Referat IVA1[5]
- D 101: J.J.K. Dresen (* 19. März 1892 in Maastricht): Portier, involviert in Angelegenheit „Arthur Bastin“; zuletzt gesehen in Den Haag; vermuteter Aufenthaltsort: England; gesucht von Referat IVE4
- D 102: Jerzy Drobnik: Pole, Mitarbeiter der Schrift „Free Europe“; vermuteter Aufenthaltsort: London; gesucht von Referat VIG1
- D 103: Prokop Drtina: [Tschechoslowakisches Parlamentsmitglied] Referent in der Kanzlei des Expräsidenten Benes; gesucht von Referat (Sachgebiet) IVD1a
- D 104: Peter Drucker (1909–2005): Professor, Emigrant; vermuteter Aufenthaltsort: London; gesucht von Referat IIIA1
- D 105: Lord Drummond, Deckname Grove Sprio [tatsächlich: Spiro Grove]; vermuteter Aufenthaltsort: England; gesucht von Referat IVE4
- D 106: R.I.D. Alex Drummond (* 12. März 1879): Britischer Fliegeroffizier; vermuteter Aufenthaltsort: England; gesucht von Referat IVE4
- D 107: Charles Dubicz [= Charles Dubicz-Penther] (* 2. Juni 1892 in Warschau): Major, polnischer Nachrichtenoffizier; gesucht von Referat IVE5 und Stapo Danzig
- D 108: Dubie; vermuteter Aufenthaltsort: England; gesucht von Referat IVE4
- D 109: D. Dubinski: verwickelt in Angelegenheit „Sneevliet“; vermuteter Aufenthaltsort: England; gesucht von Referat IVE4
- D 110: Ivo Duchazek (27. Februar 1913 in Proßnitz): Redakteur; vermuteter Aufenthaltsort: England; gesucht von Referat IVE4 und Stapoleitstelle Prag
- D 111: Vladimir Rosenbaum-Ducomun: Rechtsanwalt; vermuteter Aufenthaltsort: England; gesucht von Referat IVE4
- D 112: Henry Noble-Dudley (* 11. Oktober 1901 in London): Direktor; vermuteter Aufenthaltsort: London; gesucht von Referat IVE4
- D 113: Charles Duff: Schriftleiter, „betrieb rotspanische Propaganda in England“; vermuteter Aufenthaltsort: England; gesucht von Abteilung VIG
- D 114: Alfred Duff-Cooper: Informationsminister; vermuteter Aufenthaltsort: England; gesucht von Referat VIG1
- D 115: D. Dukker: verwickelt in Angelegenheit „Hermann Knüfken“; zuletzt gesehen in Antwerpen; vermuteter Aufenthaltsort: England; gesucht von Referat IVE4
- D 116: Erwin Dulkeit: Britischer Agent; zuletzt gesehen in Riga; vermuteter Aufenthaltsort: England; gesucht von Referat IVE4 und Stapoleitstelle Hannover
- D 117: Dumas: Britischer Agent; zuletzt gesehen in Brüssel; vermuteter Aufenthaltsort: London; gesucht von Referat IVE4
- D 118: Dumont: Angehöriger des britischen Nachrichtendienst; vermuteter Aufenthaltsort: England; gesucht von Referat IVE4
- D 119: Peddy Dumphy: Britischer Offizier; vermuteter Aufenthaltsort: England; gesucht von Referat IVE4
- D 120: Dumpi: Leiter eines britischen Nachrichtenbüros; vermuteter Aufenthaltsort: England; gesucht von Referat IVE4
- D 121: Oliver Duncan: [Industrieller], involviert in Angelegenheit „Ignaz Petschek“; vermuteter Aufenthaltsort: London E.C.2, 7/8 Princes Street; gesucht von Referat IIID4
- D 122: Dunkan-Sendys [recte: Duncan Sandys]: Abgeordneter [im Unterhaus], Schwiegersohn von Winston Churchill; gesucht von Referat VIG1
- D 123: Karl Dunker: [recte: Karl Duncker] (* 2. Februar 1903): Emigrant, Ass.[istent]; vermuteter Aufenthaltsort: London; gesucht von Referat IIIA1
- D 124: Dunderdale [= Wilfred Dunderdale]: Britischer Leutnant, involviert in Angelegenheit „Stevens/Best“ [Venlo-Affäre]; vermuteter Aufenthaltsort: England; gesucht von Referat IVE4
- D 125: A.P.R. Dunhan: Britischer Agent, britischer Nachrichtendienst in Lettland; zuletzt gesehen in Riga; gesucht von Referat IVE4 und Referat VIC2
- D 126: Edgar Dunk: Direktor des Linksbuch-Clubs, Antifaschist; gesucht von Abteilung VIG
- D 127: Mary Dunstan: Schriftstellerin; gesucht von Referat IVB4[A 45]
- D 128: Edward Charles Durban (* 27. März 1891 in Berningham [Birmingham?]): Britischer Oberst, involviert in Angelegenheit „Lew Trofimow“; vermuteter Aufenthaltsort: England; gesucht von Referat IVE4
- D 129: Durward, richtig Porter: Leiter der sowjet.-russ.[ischen] Sp.[ionage]-Abteilung; vermuteter Aufenthaltsort: England; gesucht von Referat IVE4
- D 130: Dutsh: Britischer Captain; vermuteter Aufenthaltsort: England; gesucht von Referat IVE4
- D 131: Eric Dutt: Britischer Major, Leiter [recte: Agent] des IS [Intelligence Service] in Valencia; zuletzt gesehen in Valencia; vermuteter Aufenthaltsort: England; gesucht von Referat: IVE4[A 46]
- D 132: Palme R. Dutt [= Rajani Palme Dutt] (* 15. April 1893): Journalist und Antifaschist; vermuteter Aufenthaltsort: Cambridge; gesucht von Referat IVA1 und Abteilung VIG
- D 133: Paul Dyks, Deckname Pavel Pawlowitsch: Britischer Oberst; vermuteter Aufenthaltsort: England; gesucht von Referat IVE4

### Buchstabe E
- E 1: Alexander Levvey Eastermann [= Alexander Easterman]: Journalist; vermuteter Aufenthaltsort: London N.W.1, 15 Regents Court, Hannover Gate: gesucht von Referat IIB2
- E 2: Norman Ebbutt: Berliner Korrespondent der Times; gesucht von Referat (Sachgebiet) IVB4b
- E 3: Dr. Hans Ebeling (* 2. September 1897 in Krefeld): Kaufmann, verwickelt in die Angelegenheit "Stevens/Best"; vermuteter Aufenthaltsort: London; gesucht von Referat IVE4 und Referat IVB1
- E 4: Baron van Eck [= Jan van Panthaleon van Eck]: Direktor; vermuteter Aufenthaltsort: London E.C. 5, St. Helens Court; gesucht von Referat IVE2
- E 5: Fritz Ecker (* 5. März 1892 in Fürth): gesucht von Referat (Sachgebiet) IVA1b
- E 6: Robert Anthony Eden (* 12. Juni 1897): Kriegsminister; vermuteter Aufenthaltsort: London W.1, Fitzhardinge Street 17; gesucht von Referat IID5 und Abteilung VIG
- E 7: Eden: Chef der Firma Einkaufshaus für Kanada in Zürich; vermuteter Aufenthaltsort: England; gesucht von Referat IVE4
- E 8: Dr. A. Ederheimer [recte: Adolf Ederheimer]: Mitarbeiter von Richard Merton; vermuteter Aufenthaltsort: London; gesucht von Abteilung IIID
- E 9: Edmonds: Britischer Oberst; vermuteter Aufenthaltsort: England; gesucht von Referat IVE4
- E 10: Edmondson [= Gerald James Edmondson]: Britischer Vizekonsul in Dairen/Ostasien, involviert in Angelegenheit "Klingmüller"; vermuteter Aufenthaltsort: England; gesucht von Referat IVE4 und Stapo Köln
- E 11: Sir Charles Edwards: Labour-Abgeordneter; gesucht von Abteilung VIG
- E 12: Hendrik Edwards, richtiger Name Kurt Stein, (* 19. Februar 1900 in London): vermuteter Aufenthaltsort: England; gesucht von Referat IVE4
- E 13: Edwards, richtig Moscow: Leiter des britischen Nachrichtendienstes in Amsterdam; zuletzt gesehen in Amsterdam; vermuteter Aufenthaltsort: England; gesucht von Referat IVE4
- E 14: Harald Eeman, richtig Watson: Diplomatischer Beamter, britischer Nachrichtenagent in Lettland; vermuteter Aufenthaltsort: England; gesucht von Referat VIC2
- E 15: Frieda Kent Egemeier: gesucht von Referat IVE4 und Stapoleitstelle Prag
- E 16: Franz Ehm (* 21. Januar 1901 in Zwodau): [vom britischen Roten Kreuz aus Prag evakuiert]; vermuteter Aufenthaltsort: England; gesucht von Referat IVA1
- E 17: Daniel Ehrenfried (* 3. September 1881 [korrekt] oder 6. Oktober 1883 in Gotzdowo): Rennstallbesitzer, verwickelt in die Affäre "von Einem/Gerta/Luise"; zuletzt gesehen in Prag; vermuteter Aufenthaltsort: England; gesucht von Referat IVE4
- E 18: L. Eichelberg: Emigrant, Schriftsteller; vermuteter Aufenthaltsort: Oxford, 159 Woodstock Road, Oxford; gesucht von Referat IIB5
- E 19: Wilhelm Eichler (* 7. Januar 1896 in Berlin): Leiter des ISK [International Socialist Militant League]; vermuteter Aufenthaltsort: London; gesucht von Referat (Sachgebiet) IVA1b
- E 20: Josef Eigler (* 22. August 1904 in Bärringen): vermuteter Aufenthaltsort: Hope Wiew, Castleton, Derbyshire; gesucht von Referat (Sachgebiet) IVA1b
- E 21: op't' Einde, Deckname van der Heide; vermuteter Aufenthaltsort: England; gesucht von Referat IVE4
- E 22: Dr. Robert Einsenschitz [recte: Robert Eisenschitz] (* 1898): Emigrant [ehemaliger Chemiker beim Kaiser Wilhelm Institut für Chemie]; vermuteter Aufenthaltsort: London; gesucht von Referat IIIA1
- E 23: Dr. Alfred Einstein (1880–1952): Emigrant; vermuteter Aufenthaltsort: London; gesucht von Referat IIIA1
- E 24: Dr. Paul Einzig: Redakteur; gesucht von Referat IIIA5 und Abteilung VIG
- E 25: Kurt Merling-Eisenberg (* 1899): Privatdozent; vermuteter Aufenthaltsort: London; gesucht von Referat IIIA1
- E 26: Magarethe Eisenberg, verheiratete Nußbaum (* 23. Februar 1906 in Wien): zuletzt gesehen in Den Haag; vermuteter Aufenthaltsort: England; gesucht von Referat IVE4
- E 27: Gustav Ekblom (* ca. 1885-1890): Seemann; zuletzt gesehen in: Stockholm, Köpmangaten 18; vermuteter Aufenthaltsort: England; gesucht von Referat IVE4, Referat IIIA1 und Stapo Hamburg
- E 28: Ekrosher: zuletzt gesehen in Kopenhagen; vermuteter Aufenthaltsort: England; gesucht von Referat IVE4 und Stapo Kiel
- E 29: Eliot: Britischer Nachrichtenagent; vermuteter Aufenthaltsort: England; gesucht von Referat IVE4
- E 30: Elissen: Britischer Major; vermuteter Aufenthaltsort: England; gesucht von Referat IVE4
- E 31: Sir John Reeves Ellermann [recte: John Ellerman] (* 21. Dezember 1909): vermuteter Aufenthaltsort: London W. 1, South Audley Str.; gesucht von Referat IIB2
- E 32: Arthur Ellinger: Mitarbeiter von Richard Merton; vermuteter Aufenthaltsort: London; gesucht von Abteilung IIID
- E 33: Dr. Philipp Ellinger (1887–1952): Emigrant, ordentlicher Professor [Pharmakologe]; vermuteter Aufenthaltsort: London; gesucht von Referat IIIA1
- E 34: Walter Ellinger: Mitarbeiter von Richard Merton; vermutlicher Aufenthaltsort: England; gesucht von Abteilung IIID
- E 35: Eunice (Enris) Ellis (* 22. September 1889 in Sheffield): Britische oder französische Agentin; vermuteter Aufenthaltsort: England; gesucht von Referat IVE4
- E 36: Ellis: Britischer Journalist; vermuteter Aufenthaltsort: England; gesucht von Referat IVE4
- E 37: M. Ellwood: Britische Beamtin; vermuteter Aufenthaltsort: England; gesucht von Referat IVE4
- E 38: M.J. Elsas [= Moritz John Elsas] (* 1881): Emigrant, Dozent; vermuteter Aufenthaltsort: London; gesucht von Referat IIIA1
- E 39: Rudolf Eltrop (* 1. Januar 1904 in Hamm): Umwalzer; vermuteter Aufenthaltsort: England; gesucht von Abteilung IIA und Staatspolizei Potsdam
- E 40: Herbert Henry Elvin: [[[Gewerkschafter]]]; gesucht von Abteilung VIG
- E 41: Fritz van Emden (* 3. Oktober 1898): Emigrant, Kurator im Britischen Museum; gesucht von Referat IIIA1
- E 42: A. Emmering, richtig Vrinten, (* 13. November 1893 in Loon op Zand, Niederlande): Britischer Nachrichtenagent, verwickelt in Affäre "Stevens-Best"; zuletzt gesehen in Rotterdam; vermuteter Aufenthaltsort: England; gesucht von Referat IVE4 und Stapo Köln
- E 43: Karl Emonts (* 14. November 1889 in Eupen): Gewerkschaftssekretär; vermuteter Aufenthaltsort: England; gesucht von Referat IVA1
- E 44: Aloisa Endt, verheiratete Meixner (* 14. März 1905 in Bärringen): vermuteter Aufenthaltsort: Norfolk Falkenhamm, Thorpland Hall, bei Miss Savnry; gesucht von Referat (Sachgebiet) IVA1b
- E 45: Enfreas: Britischer Hauptmann und Nachrichtendienstoffizier; vermuteter Aufenthaltsort: England; gesucht von Referat IVE4
- E 46: Dr. Stefan Engel (* 7. November 1878): Emigrant, außerordentlicher Professor [Kinderarzt]; vermuteter Aufenthaltsort: London, Great Ormond Street; gesucht von Referat IIIA1
- E 47: Ludwig Engelmann [voller Name: Antonius Ludwig Otto Engelmann] (* 24. März 1903 in Iserlohn): Heizer; vermuteter Aufenthaltsort: England, Internierungslager; gesucht von Referat IVA1
- E 48: Herbert Engemann [voller Name: Herbert Edmund Willy Engemann] (* 16. Juli 1901 in Berlin): Diplomingenieur; vermuteter Aufenthaltsort: England; gesucht von Referat IVE4
- E 49: English: Britischer Captain; vermuteter Aufenthaltsort: England; gesucht von Referat IVE4
- E 50: Enoc: Mitarbeiter des Chefs des britischen Nachrichtendienstes, involviert in Angelegenheit "Walter Oehme"; vermuteter Aufenthaltsort: England; gesucht von Referat IVE4
- E 51: Dr. Fritz Epstein (* 1898): Emigrant, Assistent; vermuteter Aufenthaltsort: London, Universität; gesucht von Referat IIIA1
- E 52: Jacob Epstein (* 10. November 1880 in New York): Bildhauer; vermuteter Aufenthaltsort: London S.W. 7, 18 Hyde Park Gate; gesucht von Referat IIB2
- E 53: Erban: Früherer Presseattaché der tschechischen Gesandtschaft, involviert in die Angelegenheit "Stevens/Best"; vermuteter Aufenthaltsort: England; gesucht von Referat IVE4
- E 54: Erich Erchmann: involviert in die Angelegenheit "Wilhelm Willemse"; vermuteter Aufenthaltsort: England; gesucht von Referat IVE4
- E 55: Richard Erlanger: Mitarbeiter von Richard Merton; vermuteter Aufenthaltsort: London; gesucht von Abteilung IIID[A 47]
- E 56: Ermi: Britischer Vizekonsul; zuletzt gesehen Zagreb; vermuteter Aufenthaltsort: England; gesucht von Referat IVE4 und Stapo Graz
- E 57: Dr. Alois Ernst, Deckname Schwarz (* 8. November 1901 in Neurode): Schriftsteller; vermuteter Aufenthaltsort: London, eventuell nach Schottland verzogen; gesucht von Referat IVA3
- E 58: Hermann Eschka (* 3. März 1888 in Voigtsgrün): vermuteter Aufenthaltsort: England; gesucht von Referat (Sachgebiet) IVA1b
- E 59: Karl Eschka (* 15. Juli 1882 in Voigtsgrün): vermuteter Aufenthaltsort: Leeds; gesucht von Referat (Sachgebiet) IVA1b
- E 60: Eugenie Esser: Britische Agentin; zuletzt gesehen in Riga; vermuteter Aufenthaltsort: England; gesucht von Referat IVE4
- E 61: R.G.A. Etherington-Smith [= Raymond Gordon Antony Etherington-Smith]: Botschaftssekretär; vermuteter Aufenthaltsort: England; gesucht von Referat IVE4
- E 62: Everett: Motoreningenieur; vermuteter Aufenthaltsort: London E.C. 2, Britannic House [Anglo Iranian Oil Co.]; gesucht von Referat IVE2
- E 63: H.B. Heath Eves [= Hubert Bryan Heath Eves]: Direktor [Deputy Chairman der British Petroleum Company]; vermuteter Aufenthaltsort: London E.C. 2, Britannic House [Anglo Iranian Oil Co.]; gesucht von Referat IVE2
- E 64: Alfred Eving [eventuell James Alfred Ewing]: [Physiker, Oberhaupt des Nachrichtendienstes der britischen Marine von 1914 bis 1917]; vermuteter Aufenthaltsort: England; gesucht von Referat IVE4
- E 65: Evingham: Britischer Captain; vermuteter Aufenthaltsort: England; gesucht von Referat IVE4
- E 66: Ewert: Britischer General; vermuteter Aufenthaltsort: England; gesucht von Referat IVE4
- E 67: Dr. phil. Margarete Ewinger, geborene Schenk (* 23. März 1881 in Gotha [Ohrdruf]): Sekretärin; vermuteter Aufenthaltsort: England; gesucht von Referat IVE4 und Stapo Nürnberg[A 48]
- E 68: Elizabeth Ewings [recte: Elizabeth Ewing] (* 31. Juli 1890 in Brüssel): Konzertpianistin und Sprachlehrerin; vermuteter Aufenthaltsort: England; gesucht von Referat IVE4, SV7 und Stapoleitstelle München
- E 69: Walter Ewoldt (* 20. November 1905 in Kiel), Deckname: Papageien-Walter: vermuteter Aufenthaltsort: interniert in Südengland ("Insel"); gesucht von Referat IVA1
- E 70: Eyre: Ehemaliger britischer Konsul in Holland, Revisor; vermuteter Aufenthaltsort: London, Unilever-Haus; gesucht von Referat IVE4 und Referat IVE2

### Buchstabe F
- F 1: Dr. phil. Dora Fabian, geb. Heinemann (* 25. August 1901 in Berlin); gesucht von Referat (Sachgebiet) IVA1b [tatsächlich bereits 1935 verstorben]
- F 1A: H.A.C. Fabius [= Hendrik Anton Cornelis Fabius]: General, Leiter des holländischen Nachrichtendienstes; vermuteter Aufenthaltsort: England; gesucht von Referat IVE4
- F 2: Osman Fachreddin: Britischer Agent; vermuteter Aufenthaltsort: England; gesucht von Referat IVE4
- F 3: W.E. Fairholme [= William Ernest Fairholme]: Brigadegeneral; vermuteter Aufenthaltsort: England; gesucht von Referat IVE4
- F 4: Dr. Edgar Fajans (* 1911) [zweifelhaft]: Emigrant; vermuteter Aufenthaltsort: Bristol Universität; gesucht von Referat IIIA1[A 49]
- F 5: Dr. Werner Falk (1906–1991): Dozent, Emigrant; vermuteter Aufenthaltsort: Oxford-Universität; gesucht von Referat IIIA1
- F 6: Falk: Deserteur, britischer Agent; vermuteter Aufenthaltsort: England; gesucht von Referat IVE4
- F 7: Algernon Gordon Fallowfield: Vizekonsul; vermuteter Aufenthaltsort: England; gesucht von Referat IVE4[A 50]
- F 8: Alfred Falter (* 25. Juli 1880 in Ropa^bei Gorlice): Industrieller, Mitglied der polnischen Emigrantenregierung in England; gesucht von Abteilung IIIB15 [!]
- F 9: Falter: Mitglied des polnischen Nationalrates, Stellvertreter des Finanzministers; gesucht von Referat IVD2
- F 10: Fanshawe: Britischer Kommandeur; vermuteter Aufenthaltsort: England; gesucht von Referat IVE4
- F 11: John Farell: involviert in Angelegenheit "Engemann"; vermuteter Aufenthaltsort: England; gesucht von Referat IVE4
- F 12: Adalbert Farkas (1906–1995): Emigrant [Biochemiker]; vermuteter Aufenthaltsort: Cambridge Universität; gesucht von Referat IIIA1
- F 13: F.N. Mason MacFarlane [= Frank Noel Mason-MacFarlane]: Ehemaliger britischer Militärattaché in Berlin; vermuteter Aufenthaltsort: England; gesucht von Referat IVE4
- F 14: Featherton: Britischer Capitain; vermuteter Aufenthaltsort: Emngland; gesucht von Referat IVE4
- F 15: Max Fechner [wahrscheinlich Max Fechner] (* 3. Oktober 1905 in Charlottenburg): Gemälderestaurator; gesucht von Referat IVA2
- F 16: Fritz Feddersen, Deckname Fred Karlssen (* 10. September 1914 in Hamburg): Emigrant, Matrose; zuletzt gesehen in Stockholm; vermuteter Aufenthaltsort: England; gesucht von Referat IVE4 und Stapoleitstelle Hamburg
- F 17: Dr. Ladislaus Feierabend [= Ladislav Karel Feierabend] (* 14. Juni 1899 in Kostalec): Staatsminister in der csl. Auslandsregierung, Emigrant; gesucht von Referat (Sachgebiet) IVD1a
- F 18: R.C. Feilding [= Rowland Charles Feilding]: Oberst, involviert in Angelegenheit "Julius Petschek"; vermuteter Aufenthaltsort: London, Stoke House bei Slough, London; gesucht von Referat IIID4[A 51]
- F 19: Erich Feiler (1882–1940): Außerordentlicher Professor, Emigrant; vermuteter Aufenthaltsort: London; gesucht von Referat IIIA1
- F 20: Egon Feldmann (* 21. Juli 1909 in Hamburg): verwickelt in Angelegenheit "Karl Niholm"; zuletzt gesehen in Amsterdam; gesucht von Referat IVE4 und Stapoleitstelle Münster[A 52]

- F 21: S. Theodore Felstead, Schriftsteller; gesucht von Referat IVB4[A 53]
- F 22: Joe Fenston: Britischer Nachrichtenagent; vermuteter Aufenthaltsort: 77 Ourteney Court, Maida Vale, London W9; gesucht von Referat IVE4
- F 23: Ch Ferguson; vermuteter Aufenthaltsort: Unilever House; gesucht von Referat IVE2
- F 24: Mary Fergusson: Journalistin; gesucht von Referat VIG[A 54]
- F 25: Gustav Ferl (Alias Rachel Clark) (* 23. Dezember 1890 in Großottersleben): SPD-Parteisekretär; gesucht von Sachgebiet IVA1b
- F 26: Rose Fern: Hotelarbeiterin; Heimat Yokohama; gesucht von Referat IVE4
- F 27: Franz Feuchtwanger (Alias Hugo Boenecke) (* 6. Juni 1908 in München): Student; gesucht von Referat IVA2
- F 28: Lion Feuchtwanger (* 7. Juli 1884 in München): Schriftsteller, Emigrant; vermuteter Aufenthaltsort: Henriette Street, London W6; gesucht von Referat VIG1
- F 29: Emanuel Feuermann: [Cellist], Emigrant; vermuteter Aufenthaltsort: London; gesucht von Referat IIIA1 [hielt sich tatsächlich in den USA auf]
- F 30: Arnold Fewster (* 6. März 1912 in Newcastle): Student; gesucht von Referat IVE4 und Gestapo Stettin
- Oskar Fichter (* 30. Januar 1898 in Furtwangen): gesucht von Referat IVA2
- F 32: Hermann Ficker (* 4. Oktober 1893 in Friedrichsruth); gesucht von Sachgebiet IVA1b
- F 33: Jv Fildes: [Manager]; vermuteter Aufenthaltsort: Unilever House, London; gesucht von Referat IVE2[A 55]
- F 34: Tytus Filipowlez [= Tytus Filipowicz], Polish Government; gesucht von Referat IVD2
- F 35: Dfs Filliter [= Douglas Freeland Shute Filliter]: Britischer Konsul, involviert in Angelegenheit Werner Aue; gesucht von Referat IVE4[A 56]
- F 36: Edo (Edu) Fimmen (* 18. Juni 1881 in Amsterdam): Generalsekretär der Itf, involviert in Angelegenheit Stevens/Best [= Venlo-Zwischenfall]; vermuteter Aufenthaltsort: London; gesucht von Referat IVE4
- F 37: Findley: Britischer Nachrichtenagent; gesucht von Referat IVE4
- F 38: Troels Fink-Trier [= Troels Marstrand Trier Fink]: Zeitungsredakteur, involviert in Angelegenheit Jens Dons; Heimat: Apenrade; gesucht von Referat IVE4 und Gestapo Kiel
- F 39: Anjus Finkelstein (Alias Campbell) [identisch mit C 8] (* 10. Februar 1861 in Sorel, Kanada); gesucht von Referat IVE4 und Gestapo Berlin
- F 40: Gustav Firla (* 1. Juli 1900 in Opama): Konsulatssekretär/Pressehelfer; gesucht von Referat IVE5 und Gestapo Leipzig
- F 41: Anton Fischbach (* 14. Juli 1899 in Rotau): vermuteter Aufenthaltsort: Reverend Aa Hoskings, St Philips Vicarage, Osmondthorpe, Leed; gesucht von Referat IVA1[A 57]
- F 43: Marie Fischer (* 23. Mai 1898 in Elbogen): vermuteter Aufenthaltsort: 7 Castel Street, Barry, South Glamorgan; gesucht von Sachgebiet IVA1b und Gestapo Karlsbad
- F 44: Fischer: Organisator beim Militärattaché Kala, Jude, Emigrant; gesucht von Referat IIB5
- F 45: Fischer; gesucht von Referat VIG1
- F 46: Fischer: Britischer Sergeant; gesucht von Referat IVE4
- F 47: Willam Fisher (* 14. August 1896 in Lodz); gesucht von Referat IVE4
- F 48: Fisher: Sergeant bei Scotland Yard; gesucht von Referat IVE4
- F 49: Fisher-Sarasin: Britischer Major, Chef der Nachrichtenabteilung in Bern; gesucht von Referat IVE4
- Louis Fischer: Mitarbeiter der Union of Democratic Control; gesucht von Referat VIG[A 58]
- F 50: Harry Fischgold: Emigrant [Mediziner]; gesucht von Referat IIIA1
- F 50A: Fjedlgaar: Britischer Nachrichtenagent; gesucht von Referat IVE4
- F 51: Josef Flack (* 1901); gesucht von Referat IVE4 und Gestapo Brünn
- F 53: Karl Fleck (* 5. Dezember 1890 in Siebitz/Teplitz): Sekretär des Arbeiterhilfsdienstes; gesucht von Abteilung IIA und Gestapo Karlsbad
- Karl Fleck (* 5. November 1890 in Sinbitz); gesucht von Referat (Sachgebiet) IVA1b
- F 54: Hans Fleischhacker [recte: Hans Fleischhacker] (* 1898): Assistent, Emigrant; vermuteter Aufenthaltsort: London, Maudsley Hospital; gesucht von Referat IIIA1
- F 55: Karl Fleischmann (* 15. Juni 1890 in Wasseruppen): gesucht von Referat IIIA1
- F 56: Paul Fleischmann: Professor, Emigrant; gesucht von Referat IIIA1
- F 57: Edward L Fleming: gesucht von Referat IVD4
- F 58: Edward L Flemming: Schriftsteller; gesucht von Referat IIIA5[A 59]
- F 59: Hans Flesch-Brun [= Hans Flesch-Brunningen]: Organisator der Deutschen Kulturliga in England; gesucht von Referat VIG1
- F 60: Reginald Fletcher: Offizier, Parlamentsmitglied; gesucht von Referat VIG
- F 61: Marguerite Floid: gesucht von Referat IVE4
- F 62: Florent (Alias Franzius Jannsens): Verkäufer/Kommissionär; gesucht von Referat IVE4
- F 63: Clement Flower (* 14. September 1878); gesucht von Referat IVE4
- F 64: M. W. Fodor [= Marcel Fodor]: Journalist und Autor; gesucht von Referat IVB4
- F 65: Friedrich Forstel (Alias Alfred Barthel) (* 19. Februar 1899): Elektriker, gesucht von Referat IVA2
- F 66: Max Förster (1869–1954): Außerordentlicher Professor [Anglist], Emigrant; vermuteter Aufenthaltsort: New Haven, Yale-Universität; gesucht von Referat IIIA1
- F 67: Nikolaus Johannes Fohrmann: Präsident der luxemburgischen Gewerkschaften; vermuteter Aufenthaltsort: London; gesucht von Referat (Sachgebiet) IVA1b
- F 68: William J Follen: Beamter an der britischen Botschaft in Panama; gesucht von Referst IVE4
- F 69: Frank Edward Folley [= Frank Foley]: Kapitän, ehemaliger Leiter der britischen Passbüros in Berlin; gesucht von Referat IVE4
- F 70: Heinrich Fomferra (Alias Franz Maurer) (* 19. November 1895 in Essen-Schonnebeck); gesucht von Referat IVA2
- F 71: Dingle Foot (1905–1978): Abgeordneter der Liberal Party; gesucht von Referat VIG1
- F 72: David Footman: vermuteter Aufenthaltsort: 25 Collingham Place, London; gesucht von Referat IVE4
- F 73: A. Forbarth: Schriftsteller; gesucht von Referat IVB4
- F 74: Dita Forbes (* 27. Oktober 1905 in Düsseldorf): Gouvernante, involviert in Angelegenheit Gustav Weber; gesucht von Referat IVE4
- F 75: Ogilvie George Forbes [recte: George Ogilvie-Forbes]: Botschaftsmitarbeiter; involviert in Angelegenheit IVE4
- F 76: Forbes: Britischer Nachrichtenagent, involviert in Angelegenheit Gustav Weber; gesucht von Referat IVE4
- F 77: Josef Alfred Ford (* 26. Juli 1864 in Darlington): Journalist; gesucht von Referat IVE4
- F 78: Forene: Britischer Nachrichtenagent; gesucht von Referat IVE4
- F 79: W.B.C.W. Forester: Britischer Vizekonsult; gesucht von Referat IVE4[A 60]
- F 80: Josef Forst (* 21. Juli 1895 in Prag): Czech 1st Lieutenant; gesucht von Referat IVE6
- Edward Morgan Forster: Schriftsteller; gesucht von Referat VIG1
- F 82: G. Forster: Britischer Nachrichtenagent, involviert in Angelegenheit James Haymes; gesucht von Referat IVE4
- F 83: William Edward Forster-Arnold [besser: William Edward Arnold-Forster]: Politischer Schriftsteller; gesucht von Referat VIG1
- F 84: Josef Fort (Forst) (* 21. Juli 1895 Ziskow) [identisch mit F 80]: Tschechischer Stabshauptmann; vermuteter Aufenthaltsort: 53 Lexham Gardens, Kensington, London W8; gesucht von Referat IVE4
- F 85: G. Herbert Foster-Anderson (* 30. Mai 1890 in Liverpool): Britischer Nachrichtenagent, involviert in Angelegenheit Gregory Maundry; vermuteter Aufenthaltsort: London; zuletzt gesehen in Kaunas; gesucht von Referat IVE4[A 61]
- F 86: Foulds [= Linton Harry Foulds]: Britischer Konsul in Ostasien, involviert in Angelegenheit Klingmüller; gesucht von Referat IVE4
- Eduard Fraenkel: Professor; gesucht von Referat IIIA1
- F 88: Ernst Fraenkel: Professor, Emigrant: gesucht von Referat IIIA1
- F 89: Gottfried Fränkel: Professor für Zoologie; vermuteter Aufenthaltsort: Universität London; gesucht von Referat IIIA1
- F 90: Hermann Fränkel: Professor, Emigrant; vermuteter Aufenthaltsort: Stanford University; gesucht von Referat IIIA1 [hielt sich tatsächlich in den USA auf]
- F 91: Franco: Britischer Konsul; Heimat Den Haag; gesucht von Referat IVE4
- F 92: Alfred Frank (* 3. Juni 1897 in Brüssel): Britischer Passbeamter; gesucht on Referat IVE4
- F 93: Alois Frank (* 3. Juni 1897 in Sobekurech): Tschechischer Major; vermuteter Aufenthaltsort: London; gesucht von Referat IVE6
- Karl Frank (* 31. Mai 1893): Publizist; gesucht von Referat IVA1
- F 95: Kurt Frank: involviert in Angelegenheit Stevens/Best; Heimat: Den Haag; gesucht von Referat IVE4
- F 96: Steven Frank (* 20. September 1903 in Kopenhagen): Sekretär des Britischen Pressebüros; gesucht von Referat IVE4 und Gestapo Kiel
- F 97: Frank [identisch mit F 84]; gesucht von Referat IVE4
- F 98: Ludwig Franke (Alias Fritz Kleine) (* 7. März 1901 in Apolda); gesucht von Referat IVE4 und Gestapo Prag
- F 99: Otto Franke (* 15. September 1877 in Berlin-Neukölln): vermuteter Aufenthaltsort: London; gesucht von Referat
- F 100: Dau Frankel [= Daniel Frankel]: Jude, Abgeordneter der Labour Party; gesucht von Referat VIG1
- F 102: Georg Baron Frankenstein [= Georg Albert von und zu Franckenstein] (* 18. März 1878 in Wien): [ehemaliger österreichischer Botschafter in London]; vermuteter Aufenthaltsort: London; gesucht von Referat VIG1
- F 101: George (Georg) Frankenstein: Schriftsteller; gesucht von Referat IVB4
- F 103: Elisabeth Franssen (* 1. September 1891 in Ruhla); zuletzt gesehen in Amsterdam; gesucht von Referat IVE4
- F 104: Gerhard Franssen (* 21. August 1886 in Bysen): zuletzt gesehen in Amsterdam; gesucht von Referat IVE4
- F 105: Leo Franssen; zuletzt gesehen in Amsterdam; gesucht von Referat IVE4 und Gestapo Osnabrück
- F 106: Ruth Franssen (* 6. März 1920 in Dortmund); zuletzt gesehen in Amsterdam; gesucht von Referat IVE4 und Gestapo Lüneberg
- F 107: Theodor Franssen (Alias de Jong/De Friessen/Broumer) (* 22. Juni 1892 in Münster): Ingenieur; zuletzt gesehen in Amsterdam; gesucht von Referat IVE4
- F 108: Harold Dareton Fraser [= Snub Pollard] (* 8. Oktober 1889 in Chicago): Korrespondent des Chicago Tribune; gesucht von Referat IVE4
- F 109: William Fraser: Vizepräsident; vermuteter Aufenthaltsort: Anglo Iranian Oil Co, Britannic House, London EC13; gesucht von Referat IVE2
- F 110: Freeman-Horn [= Freeman Horn]: Chief of the British Aluminium Corporation; gesucht von Referat IVE4
- F 111: August De Fremery [Pseudonym von Captain Jan Hendricks] (* 7. Mai 1895 in Gravenhage): [Vertreter des Secret Service in den Niederlanden] involviert in Angelegenheit Stevens/Best; gesucht von Referat IVE
- F 112: Marquis de Castelchomond O’Brien [= Conrad O’Brien-ffrench]: Britischer Nachrichtenagent, Hauptmann; gesucht von Referat IVE4 und Gestapo München
- F 113: French [eventuell identisch mit F 112]: Britischer Nachrichtenagent, verwickelt in Angelegenheit Stevens/Best; gesucht von Referat IVE4
- Sigmund Freud (* 6. Mai 1856 in Freiberg, Mähren): [Psychoanalytiker], Jude; gesucht von Referat IIB5 [tatsächlich bereits 1939 verstorben]
- F 115: Alexander Freundenberg [wahrscheinlich Freudenberg] (* 11. Januar 1893 in Colombo): Geschäftsmann; zuletzt gesehen in Ceylon; gesucht von Referat IVE4
- F 116: Freundenberg [recte: Adolf Freudenberg]: [ehemaliger] Legationssekretär, Emigrant [Leiter des Ökumenischen Flüchtlingsdienstes in Genf]; vermuteter Aufenthaltsort: 26 Bedford Way, London; gesucht von Referat VIG1
- F 117: Mrs Freundenberg [= Else Freudenberg]: Jüdin [Ehefrau von E116]; vermuteter Aufenthaltsort: 26 Bedford Way, London; gesucht von Referat III[A 62]
- F 118: Walter Freundenthal: Emigrant, Dozent; vermuteter Aufenthaltsort: London; gesucht von Referat IIIA1
- F 119: Dr. Ernst Freund; zuletzt gesehen in Wien; vermuteter Aufenthaltsort: London; gesucht von Referat VIG1
- F 120: Otto Freund-Kahn [= Otto Kahn-Freund]: Schriftsteller, Emigrant; vermuteter Aufenthaltsort: 1 Fawley Road, London NW6; gesucht von Referat IIB5
- F 121: Richard Freund: Schriftsteller; gesucht von Referat IIIA5[A 63]
- F 122: Herbert Freundlich, Professor, Emigrant; gesucht von Referat IIIA1
- F 123: Robert Freyhan, Professor, Emigrant; gesucht von Referat IIIA1
- F 124: Alexander Fricker (* 3. Mai 1894 in Pilsen): Tschechoslowakischer Major; gesucht von Referat IVE4 und Gestapo Prag
- F 125: Otto Fricke; vermuteter Aufenthaltsort: Broadstreet Place, London EC6; gesucht von Referat IVE4
- F 126: Curt Friedberg: Assistent, Emigrant; vermuteter Aufenthaltsort: London; gesucht von Referat IIIA1[A 64]
- F 127: Karl Friediger (* 21. Mai 1906 in München); gesucht von Referat IVA3[A 65]
- F 128: Karl Friedl (* 3. April 1884 in Auschwitz); gesucht von Sachgebiet IVA1b
- F 129: Erich Friedländer: Assistent [Chemiker], Emigrant; gesucht von Referat IIIA1
- F 130: Ernst Friedländer (* 15. August 1908 in Posen): Ingenieur; vermuteter Aufenthaltsort: London; gesucht von Referat IVA2[A 66]
- F 131: Ernst Joseph Friedmann (1877–1956): Professor, Emigrant; gesucht von Referat IIIA1
- F 132: Hans Friedmann (* 26. Juni 1894 in Berlin): Geschäftsmann; vermuteter Aufenthaltsort: London; gesucht von Referat IVA1
- F 133: Friedmann [= Franticek Friedmann]: Jude, tschechischer Regierungsminister; Heimat: Prag; vermuteter Aufenthaltsort: London; gesucht von Referat VIG1
- F 134: Gerhard Friedrich (* 4. Februar 1916 in Graudenz; September 1974): Wehrdienstflüchtling [Freiheitsfreund]; vermuteter Aufenthaltsort: London; gesucht von Referat VD2[A 67]
- F 135: Josef Friedrich (* 25. August 1895 in Orpur): Schreiner; vermuteter Aufenthaltsort: Liverpool; gesucht von Referat IVA1
- F 136: Reeltje Fries: Vorsitzender der Royal Steamship Co; gesucht von Referat IVE4
- F 137: Herbert Friedrich Friess (* 30. Juni 1909 in Markneukirchen): Kleriker[6]
- F 138: Hildegard Wilhelmine Elsa Margarete Friess (* 3. Juli 1907 in Wustergiersdorf); gesucht von:
- F 139: Theodor De Friessen (Alias Theodor Franssen) (* 22. Juni 1892 in Münster): Ingenieur; zuletzt gesehen in Amsterdam; gesucht von Referat IVE4
- F 140: Josef Frings (* 24. September 1895 in Vaals) (Alias Taxi-Frings): Taxi Cab Company, involviert in Angelegenheit Stevens/Best; zuletzt gesehen in Vaals; gesucht von Referat IVE4
- F 141: Adrianus Johannes Josephus Frinten (Alias Vrinten) (* 13. November 1893 in Loon Op Zand, Niederlande): Britischer Nachrichtenagent, involviert in Angelegenheit Stevens/Best; zuletzt gesehen in Rotterdam; gesucht von Referat IVE4
- F 142: Willi Frischauer: Schriftsteller, österreichischer Emigrant; vermuteter Aufenthaltsort: London; gesucht von Referat VIG1
- F 143: Franz Fritsch (Alias Fryc) (* 23. November 1895 in Prag): Tschechischer Stabshauptmann; vermuteter Aufenthaltsort: 53 Lexham Gardens, Kensington, London W8; gesucht von Referat IVE4
- F 144: Kurt von Fritz (* 25. August 1900): Dozent, Emigrant; vermuteter Aufenthaltsort: Reed College, Portland; gesucht von Referat IIIA1
- F 145: Hans Frohlich [Fröhlich?] (* 10. März 1899 in Johannesburg); gesucht von Referat IVE4
- F 146: Herbert Frohlich [= Herbert Fröhlich]: Dozent, Emigrant; vermuteter Aufenthaltsort: Bristol University; gesucht von Referat IIIA1
- F 147: Paul Frölich (* 7. August 1884 in Neusellerhausen): Redakteur; gesucht von Referat IVA1
- F 148: Leopold Frommer (* 1893): Assistent [Chemiker], Emigrant; gesucht von Referat IIIA1
- F 149: A Ruth Fry [= Ruth Fry]: Schatzmeisterin der International Anti-War Organisation; gesucht von Referat VIG1
- F 150: Magery Sarah Fry: Director of the BBC; gesucht von Referat VIG1
- F 151: Franz Fryc (* 23. November 1895 in Prag): Tschechischer Stabshauptmann, involviert in Angelegenheit Moravec; gesucht von Referat IVE6
- F 152: Hans J. Fuchs: Assistent, Emigrant; vermuteter Aufenthaltsort: London; gesucht von Referat IIIA1
- F 153: Martin Fuchs (* 26. September 1903 in Wien): Geschäftsmann, österreichischer Legitimist; gesucht von Referat IVA3
- F 154: Frank Fulham: Britischer Vizekonsul; gesucht von Referat IVE4[A 68]
- F 155: Francis Fullham (* 18. Januar 1895): Britischer Vizekonsul, involviert in Angelegenheit C.E. King; gesucht von Referat IVE4
- F 156: Joseph Furmanek (* 23. August 1895 in Betsche): Polnischer Offizier, Beamter; gesucht von Referat IVE5 und Gestapo Schneidemühl[A 69]

### Buchstabe G
- G 1: Janus Gaihede: Kaufmann (Fischexportgeschäft); vermuteter Aufenthaltsort: England; gesucht von Referat IVE4
- G 2: St. Clair D. Gainer [recte: Donald St. Clair Gainer] (* 18. Oktober 1891 in Thrapston): Ehemaliger britischer Generalkonsul in Wien; vermuteter Aufenthaltsort: England; gesucht von Referat IVE4
- G 3: Rozier de Gay, verheiratete Rozier [identisch mit G 16]: vermuteter Aufenthaltsort: London; gesucht von Referat IVE4
- G 4: William Gallacher (* 1. Dezember 1891 in Paisley): Metallarbeiter; vermuteter Aufenthaltsort: England; gesucht von Referat IVA1 und Referat IVC1
- G 5: Wilfred Hansford Gallienne: Britischer Gesandter in Estland; zuletzt gesehen in Reval; vermuteter Aufenthaltsort: England; gesucht von Abteilung VIC2
- G 6: Gustav Gamma-Stocker (* 23. Oktober 1904 in Zürich) [gleiche Person wie St 37]: Hotelsekretär; zuletzt gesehen in Zürich; vermuteter Aufenthaltsort: England; gesucht von Referat IVE4 und Stapoleitstelle Karlsruhe
- G 7: S. Gaposchskin [= Sergei I. Gaposchkin]: Emigrant [Astronom]; gesucht von Referat IIIA1 [hielt sich tatsächlich in Cambridge Massachusetts, USA auf]
- G 8: Reginald Garbutt [wahrscheinlich ein Pseudonym]: Schriftsteller [Verfasser des Buches Germany: The Truth, by Reginald Garbutt Who, for Six Years, was Chief Organizer of Foreign Propaganda and Espionage under Himmler, chief of the Gestapo, London 1939]: gesucht von Referat IVB4
- G 9: Geoffrey Theodor Garratt: Journalist beim Manchester Guardian; gesucht von Referat VIG1
- G 10: Dr. Lancelot Cyril Brewster Garston (* 6. September 1908 in Bramley): [Vizekonsul in Lugano, MI6-Agent]; vermuteter Aufenthaltsort: England; gesucht von Referat IVE4 und Stapo Kiel
- G 11: Josef Gartner (* 17. Juli 1888 in Tachau): vermuteter Aufenthaltsort: Süd-England; gesucht von Referat IVA1
- G 12: James Louis Garvin (* 12. April 1868): Direktor der Zeitung "Observer"; vermuteter Aufenthaltsort: London; gesucht von Referat IVB4
- G 13: de Gaulle [= Charles de Gaulle]: Ehemaliger französischer General; vermuteter Aufenthaltsort: London; gesucht von Referat VIG1
- G 14: Josef Gawlina: Bischof, Mitglied des polnischen Nationalrates; gesucht von Referat IVD2
- G 15: Dr. Sigismund (Zygmunt) Gawronski, Deckname Dr. Rawita-Gawronski [identisch mit R 17] (* 9. Dezember 1886 in Genf): Handelsnat., polnischer Botschaftsangehöriger in Berlin; gesucht von Referat IVE5
- G 16: Rozier de Gay, verheiratet gewesene Rozier [identisch mit G 3]: Angestellte der Firma General Trading u. Shipping Co.; vermuteter Aufenthaltsort: London; gesucht von Referat IVE4
- G 17: D.J. de Geer [= Dirk Jan de Geer] (* 14. Dezember 1870 in Groningen): Ehemaliger holländischer Ministerpräsident; zuletzt gesehen in Den Haag; vermuteter Aufenthaltsort: England; gesucht von Abteilung IIIB
- G 18: Geijsendorfer: Flieger; vermuteter Aufenthaltsort: England; gesucht von Abteilung IIIB
- G 19: Ernst Gellert (* 7. Januar 1900 in Hannover): vermuteter Aufenthaltsort: England; gesucht von Referat IVA1
- G 20: Grete Gellert [geb. Petschek] [* 12. Februar 1894] [Ehefrau von G22]: vermuteter Aufenthaltsort: Ashot-Berkshire/London; gesucht von Abteilung IIID[A 70]
- G 21: Mitzi Gellert: Mitarbeiterin der Petschke [recte: Tochter von Julius Petschke]; vermuteter Aufenthaltsort: London, Ashot-Berkshire; gesucht von Abteilung IIID
- G 22: Dr. Oswald Gellert: verwickelt in die Angelegenheit "Julius Petschek"; vermuteter Aufenthaltsort: Askot Berks bei London; gesucht von Referat IIID4
- G 23: Dr. Andreas Gemant (1895–1983): Privatdozent, Emigrant; vermuteter Aufenthaltsort: Oxford, Universität; gesucht von Referat IIIA1
- G 24: Anton Gembalczyk (* 4. April 1894 in Wittkowitz): Büroangestellter; gesucht von Referat IVA5 und Stapo Troppau
- G 25: Adolf Gems (* 11. Oktober 1906 in Eibenberg): vermuteter Aufenthaltsort: Winslow, Provinz Cheshire, Fulschaw Park; gesucht von Referat IVA1
- G 26: Elisabeth Gentsch, verheiratete Franssen (* 1. September 1891 in Ruhla/Thüringen): zuletzt gesehen in Amsterdam; vermuteter Aufenthaltsort: England; gesucht von Referat IVE4
- G 27: Roger Gerard, Deckname Leather, Henri Jean: Nachrichtendienst-Agent; vermuteter Aufenthaltsort: England; gesucht von Referat IVE4
- G 28: Eugenie Gerards, geb. Meuter, verwitwete Lösch: Ehefrau, verwickelt in die Affäre "Stevens/Best" [siehe Venlo-Zwischenfall]; früher Sittart/Holland; vermuteter Aufenthaltsort: England; gesucht von Referat IVE4
- G 29: Josef Heinrich Arnold Gerards (* 19. März 1889 in Haarlem): Holländischer Oberleutnant d.R., verwickelt in Angelegenheit Stevens/Best; zuletzt gesehen in Sittart/Holland; vermuteter Aufenthaltsort: England; gesucht von Referat IVE4
- G 30: Georg Gerasimov (* 15. Juli 1900 in Odessa): vermuteter Aufenthaltsort: England; gesucht in Referat IVE4; [tatsächlich im KZ Dachau umgekommen]
- G 31: Peter Sjoerds Gerbrandy [= Pieter Sjoerds Gerbrandy] (* 13. April 1885 in Goengamieden): Ehemaliger holländischer Justizminister; vermuteter Aufenthaltsort: England; gesucht von Abteilung IIIB
- G 32: Rudolf Baron von Gerlach [= Rudolf von Gerlach] (* 13. Juli 1886 in Baden-Baden): Privatmann, Deckname "Dick", verwickelt in Angelegenheit "Best/Stevens" [ Venlo-Affäre ]; vermuteter Aufenthaltsort: England; gesucht von Referat IVE4
- G 33: Germens: Britischer Major; vermuteter Aufenthaltsort: England; gesucht von Referat IVE4
- G 34: Rudolf Gessner [Pseudonym von John Mars]: Emigrant; vermuteter Aufenthaltsort: London; gesucht von Referat VIG1
- G 35: Jakob Geurts: Britischer Nachrichtenagent; zuletzt gesehen in Basel; vermuteter Aufenthaltsort: England; gesucht von Referat IVE4
- G 36: Serge Gewlitsch (* 9. November 1892 in Nikiforowka): Ehemaliger russischer Rittmeister; vermuteter Aufenthaltsort: England; gesucht von Referat IVE4
- G 37: Dr. phil. Kurt Geyer (* 19. November 1891 in Leipzig): vermuteter Aufenthaltsort: England; gesucht von Referat IVA1
- G 38: Richard Geyer (* 29. Oktober 1898 in St. Joachimsthal): vermuteter Aufenthaltsort: England; gesucht von IVA1
- G 39: C. Gibb: Britischer Agen des Secr.[€t] Service; zuletzt gesehen in Shanghai; vermuteter Aufenthaltsort: England; gesucht von Referat IVE4
- G 40: Philip Gibbs: Schriftsteller; gesucht von Referat IVB4
- G 41: C.I. Gibbson (* 13. Mai 1897 in London): Britischer Hauptmann, Major; zuletzt gesehen in Prag; vermuteter Aufenthaltsort: England; gesucht von Referat IVE4
- G 42: Harald Gibson [recte: Harold Gibson]: Britischer Agent, verwickelt in die Angelegenheit "Borris Sobinoff"; vermuteter Aufenthaltsort: England; gesucht von Referat IVE4
- G 43: Gibson: Britischer Major; zuletzt gesehen in Libau; gesucht von Referat VIC2
- G 44: Gibson: Korrespondent der Times; zuletzt gesehen in: Bukarest; vermuteter Aufenthaltsort: England; gesucht von Referat IVE4
- G 45: Giddings: Britischer Captain; vermuteter Aufenthaltsort: England; gesucht von Referat IVE4
- G 46: Willi (Wilhelm) Giersch (* 14. Juli 1901 in Berlin): Maurer; gesucht von Referat IVA2 [kommunistischer Jugendfunktionär in Berlin und den Niederlanden]
- G 47: Giffey [= Chester Giffey]: Major, Sekretär an der englischen Gesandtschaft in Reval, Chaf des Passport-Office, Nachrichtendienst-Agent, Freimaurer; zuletzt gesehen in Reval; vermuteter Aufenthaltsort: England, gesucht von Referat IVE4 und Referat VIC2
- G 48: Simon Gilbert: vermuteter Aufenthaltsort: London EC 2, 47 Moorlane; gesucht von Referat IIB2
- G 49: G.C.T. Giles: Sekretär; gesucht von Referat VIG1
- G 50: Waclaw Gilewicz (* 10. Januar 1903 in Maciegiew): Polnischer Konsulatssekretär; gesucht von Referat IVE5
- G 51: William Gillies: Mitglied der Untersuchungskommission; vermuteter Aufenthaltsort: London SW 1, Transport House, Smith Square; gesucht von Referat IIB4
- G 52: Gilles [= William Gillies] [identisch mit G 51]: Sekretär der Labour Party [Sekretär der Internationalen Abteilung der Labour Party]; vermuteter Aufenthaltsort: London, Smith Square Transport House, Trade Union; gesucht von Referat IVE5
- G 53: Morris Ginsberg: Professor; vermuteter Aufenthaltsort: London W.C 2, Houghton Street; gesucht von Referat IIB2
- G 54: Waclaw Gintrowski (* 26. September 1894 in Czempin): Elektronmonteur, polnischer Nachrichtenagent [1931 in Deutschland wegen Verrats militärischer Geheimnisse angeklagt, 1977 verstorben]; gesucht von Referat IVE5 und Stapo Schneidemühl
- G 55: Charles John Girling: Britischer Vizekonsul; vermuteter Aufenthaltsort: England; gesucht von Referat IVE4
- G 56: Franz Gittner (* 4. November 1897 in Staab): Maurer; vermuteter Aufenthaltsort: London; gesucht von Referat IVA1
- G 57: Dorothy Gladstone: Viscountess/Präsidentin; gesucht von Referat VIG1
- G 58: Dr. Kurt Glanz [= Walter Caro] (* 19. Juni 1909 in Berlin): Chemiker; vermuteter Aufenthaltsort: England; gesucht von Referat IVE2
- G 59: Ludwig Glaser (* 4. März 1893 in Elm, Kreis Karlsbad): Bergmann; vermuteter Aufenthaltsort: Neat-Inverness, Schottland; gesucht von Referat (Sachgebiet) IVA1b und Stapo Karlsbad
- G 60: Glenvil: Vizekonsul; vermuteter Aufenthaltsort: England; gesucht von Referat IVE4
- G 61: Anton Glöckner (* 17. Februar 1900 in Trinksaifen): vermuteter Aufenthaltsort: Edinburgh; gesucht von Referat IVA1
- G 62: Dr. Eugen Glückauf (1906–1981): Emigrant, Assistent [Chemiker]; vermuteter Aufenthaltsort: London; gesucht von Referat IIIA1
- G 63: Dr. Alfred Glücksmann (* 1904): Assistent, Emigrant; vermuteter Aufenthaltsort: Cambridge; gesucht von Referat IIIA1
- G 64: L.H. Glückstein [= Louis Gluckstein]: Konservativer Abgeordneter [des Unterhauses]; gesucht von Referat VIG1
- G 65: Morris Glückstein: Stadtrat; gesucht von Referat VIG1
- G 66: Frederick Godber: Verwaltungsdirektor; vermuteter Aufenthaltsort: London E.C. 3, 22 St. Helens Court, Great St. Helen's (Shell Transport u. Trading Co.); gesucht von Referat IVE2
- G 67: Fritz Goder (* 2. Juli 1908 in Grünberg): Schlosser; gesucht von Referat IVA2
- G 68: Moya Godfrey, verheiratete Stevens (* 16. Februar 1895 in London): Schriftstellerin, involviert in die Angelegenheit "Stevens/Best" [[[Venlo-Zwischenfall]]]; vermuteter Aufenthaltsort: London; gesucht von Referat IVE4
- G 69: Dr. Martin Gotz [= Martin Götz] (* 13. September 1903 in Nürnberg): Emigrant; vermuteter Aufenthaltsort: London; gesucht von Referat IVA1 und Referat IIIA1
- G 70: Dr. Albrecht Götze (* 11. Januar 1897): Emigrant, ordentlicher Professor; vermuteter Aufenthaltsort: New Haven, Yale-Universität; gesucht von Referat IIIA1
- G 71: Barbara Gold: gesucht von Referat VIG1
- G 72: Cecil C. Goldsmith: Ehemaliger Lehrer; vermuteter Aufenthaltsort: London; gesucht von Referat IVE4
- G 73: Goldsmith: Englischer Major, [Firmen]Direktor; verwickelt in Angelegenheit "Hans Schönfeld"; vermuteter Aufenthaltsort: England; gesucht von Referat IVE4
- G 74: Ruth Gollancz: Leiterin des ‚Linksbuch-Clubs‘ [Left Book Club]; vermuteter Aufenthaltsort: London, 14 Henrietta Street; gesucht von Referat VIG1[A 71]
- G 75: Viktor Gollancz [recte: Victor Gollancz] (* 1893): Verleger; vermuteter Aufenthaltsort: London, 14 Henrietta Street; gesucht von Referat VIG1 und IVB4
- G 76: Arnold Vieth von Goissenau, Deckname = Ludwig Renn (* 22. April 1889 in Dresden): Polizeioberleutnant a. D.; gesucht von Referat IVA2
- G 77: Mary Golton: Vermutlich Agentin des britischen Nachrichtendienstes; vermuteter Aufenthaltsort: Liverpool; gesucht von Referat IVE4
- G 78: Karl Gomolla (* 7. November 1916 in Burghof): Flieger; gesucht von Referat IVE5
- G 79: George Peabody Gooch (1873–1968): Historiker; vermuteter Aufenthaltsort: London, W. 8, 76 Campden Hill Road; gesucht von Referat VIG1
- G 80: Dora Goodall: vermuteter Aufenthaltsort: London N.W. 11, Hatikvah The Old Corner House, Paradies [Paradise] Road; gesucht von Referat IVA1
- G 81: Paul Goodmann: vermuteter Aufenthaltsort: London N.W. 11, Hatikvah The Rich Way; gesucht von Referat IIB2
- G 82: Miel Goossenaerts: zuletzt gesehen in Brüssel; vermuteter Aufenthaltsort: London; gesucht von Referat IVE4
- G 83: Robert Gordon-Canning [gleiche Person wie C11]: gesucht von Referat IVE4
- G 84: Dr. Erich Gostynski (* 1904): Emigrant; vermuteter Aufenthaltsort: Manchester; gesucht von Referat IIIA1
- G 85: Emily Gotelee (* 1. August 1914 in Medstead): Sprachlehrerin; vermuteter Aufenthaltsort: England; gesucht von Referat IVE4
- G 86: Kelly Katharina Gottfried (* 7. Juli 1902 in Stolberg): zuletzt gesehen in Holland; vermuteter Aufenthaltsort: England; gesucht in Referat IVE4
- G 89; Herta Gotthelf: Schriftstellerin, Emigrantin; vermuteter Aufenthaltsort: London W. 2, 120 Sussex Gardens; gesucht von Referat IIB5
- G 87: Fritz Gottlurcht [recte: Fritz Gottfurcht ]: Emigrant; gesucht von Referat VIG1
- G 88: Hans Gottlurcht [recte: Hans Gottfurcht] (* 7. Februar 1896 in Berlin): Handlungsgehilfe; gesucht von Referat (Sachgebiet) IVA1b
- G 90: Louis Goulfier-Choiseul: involviert in Angelegenheit "Th. Chamber"; vermuteter Aufenthaltsort: England; zuletzt gesehen in Kowno; gesucht von Referat IVE4
- G 91: Fritz Herbert Charles Gerald Gough (* 20. Dezember 1899 in London): Britischer Kolonialbeamter; vermuteter Aufenthaltsort: Nevin, North Wales, Gosse Chliff; gesucht von Referat IVE4
- G 92: Reginald Gye Gount [recte: Guy Gaunt]: Britischer Admiral a. D. des Intelligence Service; gesucht von Referat IVE4
- G 93: Felix Grabowski (* 19. November 1905 in Culmsee): Polnischer Deserteur; gesucht von Referat IVE5 und Stapo Schneidemühl
- G 94: Jan (Johann) Grabowski, Deckname Lamkowski (* 26. Januar 1888 in Lessen, Graudenz): Polnischer Nachrichtenoffizier; gesucht von Referat IVE5 und Stapo Graudenz
- G 95: Hugo Graf (* 10. Oktober 1892 in Rehstädt): Schlosser, Sekretär; vermuteter Aufenthaltsort: London; gesucht von Referat IIA1
- G 96: Rosa Graetzer [recte: Rosi Grätzer]: (* 23. Mai 1899 in Berlin): Angestellte; vermuteter Aufenthaltsort: London; gesucht von Referat IVA1
- G 97: J.A. Graffy: Ehemaliger Kriegsgefangener; vermuteter Aufenthaltsort: Essex, 95 Devon Road, Barking; gesucht von Referat IVE4
- G 98: A. Graham: Lord, Beauftragter der Petschek-Gruppe; vermuteter Aufenthaltsort: Woodbridge, Suffolk; gesucht von Abteilung IIID
- G 99: Ronald Graham: Privatdetektiv; vermuteter Aufenthaltsort: London; gesucht von Referat IVE4
- G 100: Gralinsky [= Zygmunt Graliński]: Justizminister, Mitglied des polnischen Nationalrates; gesucht von Referat IVD2
- G 101: Grant: Leiter der Sabotageabteilung des SIS, verwickelt in die Angelegenheit "Stevens/Best" [vgl. Venlo-Zwischenfall]; gesucht von Referat IVE4
- G 102: Leslin Remvik Grant (* 8. Januar 1893): Britischer Captain; vermuteter Aufenthaltsort: England; gesucht von Referat IVE4
- G 103: Allan Graves [recte: Alan Graves] (* 19. August 1891 in New Ross): Attaché der britischen Botschaft in Dublin; vermuteter Aufenthaltsort: Dublin, 44 Sluphens Green; gesucht von Referat IVE4[A 72]
- G 104: Magarete Gray: Gesellschafterin; zuletzt gesehen in Paris; vermuteter Aufenthaltsort: England; gesucht von Referat IVE4
- G 105: Grecgor [sic!]: Übersetzer; zuletzt gesehen in Yokohama; vermuteter Aufenthaltsort: England; gesucht von Referat IVE4
- G 106: Green (* 1883): Britische Nachrichtenagentin; gesucht von Referat IVE4
- G 107: Ivan Marion Greenberg: [Herausgeber der Zeitschrift Jewish Chronicle]; vermuteter Aufenthaltsort: London E.C. 2, 47/49 Moor Lane; gesucht von Referat IIB2
- G 108: H.R. Greenhaigh: vermuteter Aufenthaltsort: London, Unilever House, Blackfriars; gesucht von Referat IVE2
- G 109: Arthur Greenwood (1880–1954): Minister; vermuteter Aufenthaltsort: London S.W. 1, 28 Old Queen Street; gesucht von Referat VIG1
- G 110: J.D. Gregory [= John Duncan Gregory]: Schriftsteller; gesucht von Referat IVB4
- G 111: Walter Greif (* 30. Juni 1911 in Wien): Ingenieur [Kommunist, Jude]; gesucht von Referat IVA2
- G 112: A.D. Thomas Grenfeld (* 14. Juni 1869 in St. Ives): Englischer Major; vermuteter Aufenthaltsort: England; gesucht von Referat IVA1
- G 113: William Grenson: Britischer Nachrichtendienstoffizier; vermuteter Aufenthaltsort: England; gesucht von Referat IVE4
- G 114: Edward Grigg: [Kolonialbeamter]; gesucht von Referat VIG1
- G 115: Elsa Gronenberg (* 4. Januar 1909 in Königsberg): Stenotypistin, vermuteter Aufenthaltsort: England; gesucht von Referat IVA1
- G 116: Dr. Fabius Gross: Emigrant, Assistent [Meeresbiologe]; vermuteter Aufenthaltsort: Plymouth; gesucht von Referat IIIA1
- G 117: Fritz Groß: Emigrant, Schriftsteller; vermuteter Aufenthaltsort: London W.C. 1, 3 Regent Square; gesucht von Referat IIB5
- G 118: Emil Groß (* 6. August 1904 in Bielefeld): [Verleger und Politiker (SPD)]; vermuteter Aufenthaltsort: England; gesucht von Referat IVA1
- G 119: Dr. Willy Gross-Meyer [= Wilhelm Mayer-Gross] [identisch mit M xy]: Außerordentlicher Professor [Psychiater], Emigrant; vermuteter Aufenthaltsort: London, Maudsley Hospital; gesucht von Referat IIIA1
- G 120: Dr. Wilhelm Gross (1883–1944): Ordentlicher Professor, Emigrant; zuletzt gesehen in Breslau; gesucht von Referat IIIA1
- G 121: Emil Grossheim (* 24. Mai 1880 in Essen-Borbeck): Zeitungshändler; vermuteter Aufenthaltsort: England; gesucht von Referat IVA3
- G 122: Dr. Henryk Grossman (1881–1950): Außerordentlicher Professor, Emigrant; vermuteter Aufenthaltsort: London; gesucht von Referat IIIA1
- G 123: Kurt Grossman [recte: Kurt Grossmann] (* 21. Mai 1897 in Berlin): Präsident der deutschen Liga für Menschenrechte; vermuteter Aufenthaltsort: England; gesucht von Referat IVA1
- G 124: Stanley Grove-Spiro, Deckname Lord Drumond, George Saville (* 18. Januar 1900 in Kapstadt, Südafrika): Ehemaliger englischer Fliegerleutnant, Kaufmann, Bankier, Makler; vermuteter Aufenthaltsort: London-Kensington W. 8, Cottes more Gardens 18, Büro: London V., Suffolk-Street, Pall-Mall S.W. 1; gesucht von Referat IVE4
- G 125: Dr. Hans Grünberg [recte: Hans Grüneberg] (* 1907): Assistent, Emigrant [Biologe]; vermuteter Aufenthaltsort: London; gesucht von Referat IIIA1
- G 126: H.E. Grüner (um 1912): Britischer Agent; vermuteter Aufenthaltsort: England; gesucht von Referat IVE4
- G 127: Hans Grünfeld (* 25. Mai 1899 in Neudorf): Student; gesucht von Referat IVA2
- G 128: Heinrich Grunov [recte: Heinrich Grunow], richtig Friedrich Beer (* 15. August 1900 in Schweinfurt): Schriftsteller; vermuteter Aufenthaltsort: England; gesucht von Referat IVA3
- G 129: Heinz Grunwald (* 31. Januar 1903 in Friedenau): vermuteter Aufenthaltsort: London 170, Goswell Road C.1; gesucht von Referat IVA1
- G 130: Max Gruschwitz (* 9. Oktober 1892 in Breslau): Redakteur; vermuteter Aufenthaltsort: England; gesucht in Referat IVA3
- G 131: James Grynling (* 27. November 1899 in Stammvove): Privatier; vermuteter Aufenthaltsort: England; gesucht von Referat IVE4
- G 132: Maria Grzonka (* 6. November 1897 in Heydebreck), Deckname Helene Kellwitz: gesucht von Referat IVE5 und Stapo Oppeln
- G 133: Herbert Guedella: [Chairman der Imperial Foreign Corporation]; gesucht von Referat VIG1
- G 134: August Günther: vermuteter Aufenthaltsort: England; gesucht von Referat IVE4
- G 135: John Gunther: Schriftsteller; gesucht von Referat IVB4
- G 136: Dilip Kumar Gupta (* 9. Juli 1907 in Kalkutta): Sekretär; vermuteter Aufenthaltsort: England; gesucht von Referat IVA1
- G 137: Curt Sigmar Gutkind (* 29. September 1896): Außerordentlicher Professor, Emigrant [Romanist und Italianist]; vermuteter Aufenthaltsort: London, Bedfort College; gesucht von Referat IIIA1
- G 138: Gutmann: verwickelt in Angelegenheit "Stevens/Best"; vermuteter Aufenthaltsort: England; gesucht von Referat IVE4
- G 139: Bernhard Guttmann: Emigrant, Schriftsteller; vermuteter Aufenthaltsort: Hindhead, Surrey, Windwhistle Grayshott; gesucht von Referat IIB5
- G 140: Dr. Erich Guttmann (* 7. Februar 1880 in Berlin): Arzt; vermuteter Aufenthaltsort: England; gesucht von Referat (Sachgebiet) VC3c
- G 141: Dr. Erich Guttmann (1896–1948): Privatdozent [Psychiater], Emigrant; vermuteter Aufenthaltsort: London, Maudsley Hospital; gesucht von Referat IIIA1

### Buchstabe H
- H 1: Clement Arnold De Haas: zuletzt gesehen in: Dn Haag; gesucht von Referat IVE4
- H 2: De Haas (* 5. Juni 1911 in Uckel) [eventuell identisch mit H 1]; zuletzt gesehen in Den Haag; gesucht von Referat IVE4
- H 3: Erzherzog Habsburg [= Otto von Habsburg] (* 29. März 1905) [recte: 1912]: gesucht von Referat VIG1
- H 4: Hadke: Britischer Nachrichtenagent; gesucht von Referat IVE4
- H 5: Victor Haefner [= Viktor Haefner] (* 18. Mai 1896 in Brenden, Bezirk Waldshut): Pilot; vermuteter Aufenthaltsort: 24 Norfolk Square, London W2; gesucht von Referat IVE3 und Gestapo Stuttgart
- H 6: Karl Hahn (* 27. März 1909 in Hannover): KPD-Funktionär; zuletzt gesehen in Amsterdam; gesucht von Referat IVE4
- H 7: Paul Haide [= Paul Heide] (* 3. Oktober 1879 in Hohenstein-Ernstthal): Geschäftsmann; gesucht von Sachgebiet IVA1b
- H 8: Wally J Hakin: Britischer Nachrichtenagent; gesucht von Referat IVE4
- H 9: Charlotte Haldane; gesucht von Referat VIG1
- H 10: John B S Haldane (* 5. November 1892): Professor [Biologe und Genetiker]; gesucht von Referat VIG1
- H 11: Berthold Halder (Alias Berthold Strauss): Britischer Nachrichtenagent; zuletzt gesehen in Den Haag; gesucht von Referat IVE4
- H 12: Elazar Halevy: vermuteter Aufenthaltsort: 32 Sarre Road, London Ew2; gesucht von Referat IIB2[A 73]
- H 13: F.L. Halford: General Manager; vermuteter Aufenthaltsort: Shell-Mex & Bp Ltd, 3 St Helens Court, London EC3; gesucht von Referat IVE2[A 74]
- Viscount Edwart Frederick Lindley Wood Halifax: Politiker (* 16. April 1881); gesucht von Referat IID5
- H 15: King Hall [= Stephen King-Hall, Baron King-Hall]: Schriftsteller; gesucht von Referat IVB4
- H 16: Reginald Hall: Britischer Admiral und Chef im Nachrichtendienst, involviert in Angelegenheit Rintelen; gesucht von Referat IVE4
- H 17: Hatton Hall: Britischer Major und Nachrichtenagent; gesucht von Referat IVE4
- H 18: Lady Hall [= wahrscheinlich Ethel Hall, Ehefrau von H 16]: gesucht von Referat VIG1
- H 19: Haller [= Józef Haller]: Politischer Organisator und Mitglied des polnischen Parlaments [General]; gesucht von Referat IVD2
- H 20: Hermann Hamacher: [SPD-Politiker], gesucht von Referat IVA1[A 75]
- H 21: Richard Hamburger: Professor, Emigrant; vermuteter Aufenthaltsort: Privatpraxis in London; gesucht von Referat IIIA1
- H 22: Fritz Hamer (* 10. Oktober 1900 in Klenzau): Schlosser; gesucht von Referat IVA2
- H 23: Gerald Hamilton (* 1. November 1890 in Shanghai); gesucht von Referat IVA1
- H 24: Abraham Chaim Von Hammerstein (Alias Margullis) (1. Oktober 1895 in Lodz): Nachrichtenagent; gesucht von Referat IVE5 und Gestapo Danzig
- H 25: Hammerstein: Reeder; zuletzt gesehen in den Niederlanden; gesucht von Abteilung IIIB
- H 26: John Hammon (* 31. Dezember 1901): Clerk; vermuteter Aufenthaltsort: London; gesucht von Sachgebiet IVA1b
- H 27: Franz Hampel (* 12. Februar 1907 in Karbitz): Redakteur; gesucht von Referat IVA1
- H 28: Marie Hampl (* 27. April 1895 in Tachau): [Tabakarbeiter]; vermuteter Aufenthaltsort: Margate, Kent; gesucht von Sachgebiet IVA1b
- H 29: Hänsel: Jude, Mitbesitzer der Firma Hänsel u. Schmitt [Architekten]; vermuteter Aufenthaltsort: 13 Victoria Street, London SW1; gesucht von Referat IVE4
- H 30: Ernst Hanfstaengl (* 11. Februar 1887 in München); vermuteter Aufenthaltsort: London, 28. Gunterstone Road W. 14, West Kensington; gesucht von Referat IVC5
- H 31: Franz Hanisch (* 9. Juli 1899 in Klosterle): vermuteter Aufenthaltsort: New Field Hall, Bells-Bust Near Kipton, York; gesucht von Sachgebiet IVA1b
- H 31A: Hankey [= Maurice Hankey]: Britischer Nachrichtenagent; gesucht von Referat IVE4
- H 32: Heinrich Hans (* 25. Mai 1915 in Zerbau): Schütze IR [Militärdienstflüchtling]; gesucht von Referat IVE4 und Gestapo Aachen
- H 33: Irene Harand: Schriftstellerin; gesucht von Referat VIG1
- H 34: Henry George Charles Loscelles Harewood [= Henry Lascelles, 6. Earl of Harewood] (* 9. September 1882); gesucht von Referat VIG1[A 76]
- H 35: Lionel Wilfred Harford: Britischer Nachrichtenagent für Lettland; gesucht von Referatg VIC2
- H 36: Hermann Harke (* 29. Juni 1886 in Leopoldshall): Ehemaliger Gewerkschaftssekretär; gesucht von Referat IVA1 [hielt sich tatsächlich in Frankreich auf][A 77]
- H 37: Edwin Harle: Britischer Vizekonsul, involviert in Angelegenheit Renald Penton; gesucht von Referat IVE4[A 78]
- H 38: Kathleen Harmann: involviert in Angelegenheit Siegfried Wreszynsky; vermuteter Aufenthaltsort: 22 Lauderdale London; gesucht von Referat IVE4
- H 39: Leslie Harmer; vermuteter Aufenthaltsort: Belgrad; gesucht von Referat IVE4
- H 40: Otto Gustav Ernst Harms (* 17. November 1892 in Hamburg): Britischer Nachrichtenagent, involviert in Angelegenheit Theodor Franssen; zuletzt gesehen in Amsterdam; gesucht von Referat IVE4
- H 41: Maria Harnier (* 23. Oktober 1890 in Maasmünster): zuletzt gesehen in den Niederlanden; gesucht von Referat IVE4
- H 42: Mac Harper: British Major (* 21. September 1894 in Gloucester); gesucht von Referat IVE4 und Gestapo Kiel
- H 43: Percy Alfred Harris; gesucht von Referat VIG1
- H 44: Pincus Harris: vermutete Adresse: 149 Anson Road, London NW2; gesucht von Referat IIB2
- H 45: Gw Harrison [= Geoffrey Wedgwood Harrison]: Britischer Botschaftssekretär in Berlin; gesucht von Referat IVE4
- H 46: Hubert Harrison (* 28. November 1898 in Walsall): Journalist; gesucht von Referat IVE4 und Gestapo Graz
- H 47: A Harting: Unilever House, Blackfriars, London EC2; gesucht von Referat IVE2
- H 48: L.H. Hartland; Unilever House, Blackfriars, London EC2; gesucht von Referat IVE2[A 79]
- H 49: Erna Hartmann (* 23. April 1896 in Hamburg): Redaktionssekretärin
- H 50: Hans Hartmann (* 17. Februar 1907 in Biederitz): Cramer Court, Sloane Avenue, Chelsea London SW1; gesucht von Referat IVE4 und Gestapo Magdeburg
- H 51: Willy Hartner (* 19. März 1905): Dozent an der Harvard University, Emigrant; gesucht von Referat IIIA1
- H 52: John Harvey (* 2. Juli 1910 in Pressburg): zuletzt gesehen in Pressburg; gesucht von Referat IVE4
- H 53: Harwood: Kaufmann, Nachrichtenagent für Estland; zuletzt gesehen in Reval; gesucht von Referat VIC2
- H 54: Heinrich Hasselbring (* 14. März 1899 in Holdenstedt): Holzfäller; gesucht von Referat IVA2
- H 55: Hasting Leibdiener von Stevens, Angelegenheit Stevens/Best [= Venlo-Zwischenfall]; gesucht von Referat IVE4
- H 56: Hatton-Hall [= Hubert Hatton-Hall]: Britischer Nachrichtenagent und Major, gesucht von Referat IVE4[A 80]
- H 57: Walter Hauck (* 5. Juni 1888 in Steinau): Mitglied der Schwarzen Front, Anwalt; vermuteter Aufenthaltsort: Park West, Etgware Road, London W2; gesucht von Referat IVA3
- H 58: C Haunzwickel: verwickelt in Angelegenheit Sneevliet; gesucht von Referat IVE4
- H 59: Eduard (Edward) Hauptmann (* 7. Februar 1904 in Zgier): Polnischer Nachrichtenagent; gesucht von Referat IVE5 und Gestapo Danzig
- H 60: J Van Haute: Britischer Konsul; gesucht von Referat IVE4
- H 61: Hawkins: Polnischer Hauptmann, Mitglied des britischen Nachrichtendienst; zuletzt gesehen in: Windhuk, Südafrika; gesucht von Referat IVE4
- H 62: August Hay (* 12. Mai 1897 in Dudweiler): Bergmann; gesucht von Referat IVA2
- H 63: Howard Georges Hay: Britischer Oberstleutnant im Generalstab; gesucht von Referat IVE4
- H 63: H Van Dillen: Britischer Nachrichtenagent, involviert in Angelegenheit Waldemar Potsch; gesucht von Referat IVE4 [??]
- H 64: Doctor Hay: Britischer Militärattaché; gesucht von Referat IVE4
- H 65: Arthur Hayday (* 11. Februar 1905); gesucht von Referat VIG1
- H 66: Haywood: Oberst in der britischen Botschaft; gesucht von Referat IVE4
- H 67: Georges Head (* 17. Oktober 1910 in Bergbauing); gesucht von Referat IVE4
- H 68: A C Hearn [= Arthur Charles Hearn]: Direktor; vermuteter Aufenthaltsort: Anglo Iranian Oil Co, Britannic House, London EC14; gesucht von Referat IVE2
- H 69: Glynn Hearson [recte: Glyn Hearson] (* 31. Oktober 1902 in Schanghai): Offizier in der britischen Armee [bis 1939 Hilfs-Marineattaché in Berlin]; gesucht von Referat IVE4
- H 70: John Heartfield (Alias Helmut Herzfeld): Karikaturist; gesucht von Referat VIG1
- H 71: Tomas Alexander Heatcote-Quechterlone: Britischer Hauptmann, involviert in Angelegenheit John hugill; zuletzt gesehen in: Esbjerg, Denmark; gesucht von Referat IVE4 und Gestapo Kiel
- H 72: William Duncan Francis Heaton-Armstrong (* 29. September 1886 in Veldes); vermuteter Aufenthaltsort: Lloyds Bank, Pall Mall, London; gesucht von Referat IVE4
- H 73: Hecht: Hauptmann; vermuteter Aufenthaltsort: London; gesucht von Referat IVA3a
- H 74: Gustav Heckmann (* 22. April 1898 in Voerde-Niederrhein):, Tutitions Assessor; gesucht von Referat IVA1
- H 75: Snowdon Hedley [* 8. Juni 1888]: Besitzer einer Autowerkstatt [Pilot im Ersten Weltkrieg]; zuletzt gesehen in Sofia; gesucht von Referat IVE4
- H 76: Josef Heger (* 21. Juli 1907): [Sudetendeutscher]; gesucht von Sachgebiet IVA1b
- H 77: Fritz Heichelheim: Emigrant, Dozent; vermuteter Aufenthaltsort: Cambridge; gesucht von Referat IIIA1
- H 78: Van Der Heide (Alias Op T'Einde); gesucht von Referat IVE4
- H 79: Rudolf Heidelberger (* 6. Mai 1901 in Trinkaifen); vermuteter Aufenthaltsort: Beech Mount, Selattyn, Oswestry, Salop; gesucht von Sachgebiet IVA1b
- H 80: Johann Heidler (* 21. Dezember 1903 in Neudeck): gesucht von Sachgebiet IVA1b
- H 81: Hans L Heilbronn [= Hans Arnold Heilbronn]: Assistent [Mathematiker], Emigrant; vermuteter Aufenthaltsort: Cambridge University; gesucht von Referat IIIA1
- H 82: George Henry Heilbuth: [ehemaliger Lory Mayor von Westminster]; vermuteter Aufenthaltsort: 20 Suffolk Street, London SW1; gesucht von Referat IIB2[A 81]
- H 83: Dora Magdalene Heilfort [recte: Dora Magdalena Heilfort] (* 9. Dezember 1903 in Chemnitz): Sekretärin; vermuteter Aufenthaltsort: Short Hills, Sandy Lodge, Road,Moor Park, Herts; gesucht von Abteilung IIA und Gestapo Chemnitz[A 82]
- H 84: Betty Heimann: Professorin, Emigrantin; vermuteter Aufenthaltsort: London University; gesucht von Referat IIIA1
- H 85: Fritz Heimann (* 3. Februar 1909 in Schöneberg): Jurist, Schwarze Front; gesucht von Referat IVA3[A 83]
- H 86: Paula Gertrud Heiman [recte: Paula Heimann] (* 3. Februar 1899): Arzt; gesucht von Referat IVA1
- H 87: Josef Hein (* 9. Februar 1903 in Ottowitz); vermuteter Aufenthaltsort: Brook, Guildford, Surrey; gesucht von Sachgebiet IVA1b
- H 88: Friedrich (Fritz) Heine (* 6. Februar 1904 in Hannover): [SPD-Funktionär]; gesucht von Referat IVA1 [hielt sich tatsächlich in Frankreich auf]
- H 89: Fritz Heinemann: Professor, Emigrant; gesucht von Referat IIIA1
- H 90: Gunther Eberhard Heinrich (* 30. Oktober 1914 in Berlin): Wehrdienstflüchtling; vermuteter Aufenthaltsort: 63 Grafton Way, London W1; gesucht von Referat IVE4
- H 91: Helene Heinsdorf-Lewinson (* 18. Februar 1899 in Gora-Calwarja): Journalistin; gesucht von Referat IVE5
- H 92: Joseph Heintze: Beamter; gesucht von Referat IVE5 und Gestapo Liegnitz
- H 93: Herbert Heiser (* 20. Januar 1918 in Eppendorf) Arbeiter; gesucht von Referat IVE5 und Gestapo Königsberg
- H 94: Walter Heitler: Dozent; gesucht von Referat IIIA1
- H 95: Reinhard Hellmann: Assistent, Emigrant; gesucht von Referat IIIA1
- H 96: Arno Hellmers (* 11. Januar 1902 in Oberhausen-Sterkrade); zuletzt gesehen in Rotterdam; gesucht von Referat IVE4 und Gestapo Kiel
- H 97: Olaf Helmer-Hirschberg [= Olaf Helmer]: Emigrant [Mathematiker]; vermuteter Aufenthaltsort: University of London; gesucht von Referat IIIA1 [hielt sich tatsächlich in den USA auf]
- H 98: Anton Helmers (* 11. Januar 1902 in Sterkrade) (Alias Jan Smits Hellmers); zuletzt gesehen in Rotterdam; gesucht von Referat IVE4 und Gestapo Kiel
- H 99: Arthur Henderson; gesucht von Referat VIG1
- H 100: A Henderson: Journalist; gesucht von Referat IVB4
- H 101: Neville Meyrick Henderson (* 24. Februar 1905) [recte: 10. April 1882]: Britischer Botschafter in Berlin; gesucht von Referat IVE4
- H 102: Henry Augustus Hendriks (* 20. Mai 1890 in Lebbeke): Britischer Nachrichtenagent; gesucht von Referat IVE4
- H 103: Harry (Henry) Hendrika (* 22. Juni 1878 in Oss, Niederlande): involviert in Angelegenheit Aloisius Porta; zuletzt gesehen in Den Haag; gesucht von Referat IVE4
- H 104: Jan Hendricks (Alias De Fremery); gesucht von Referat IVE4
- H 105: Karl Hennemann (* 17. September 1898 in Köln): Schreiner [Kommunist]; gesucht von Referat IVA2[A 84]
- H 106: Elisabeth Hennig (* 16. September 1900 in Düsseldorf); gesucht von Referat IVA1
- H 107: Ernst Henri: Schriftsteller; gesucht von Referat IVB4[A 85]
- H 108: Cyril Henriques: vermuteter Aufenthaltsort: 4 Capden Hill Square, London W4; gesucht von Referat IIB2
- H 109: Mauriel Mitschell-Henry (* 28. August 1893 in Bradford): Recovery Administrator, involviert in Angelegenheit Julius Guthlac Birch; gesucht von Referat IVE4
- H 110: Franz Hensen (* 28. September 1896 in Vaalnyk) Kurier, britischer Nachrichtenagent, involviert in Angelegenheit Wilhelm Willemsen; zuletzt gesehen in Utrecht; gesucht von Referat IVE4 und Gestapo Düsseldorf
- H 111: Montaen Goffry Alarig Hepper [recte: Montagu Geoffry Alaric Hepper] (* 22. Oktober 1906 in Basingstoke): Britischer Hauptmann; vermuteter Aufenthaltsort: 10 Warrington Crescent, London; gesucht von Referat IVE4 und Gestapo Lüneburg
- H 112: Max Herb [Pseudonym für Eugen Brehm]: Schriftsteller, Emigrant; vermuteter Aufenthaltsort: 3-4 Thurlow Road, London NW3; gesucht von Referat IIB5
- H 113: Alfred Herbert; gesucht von Referat IVE4
- H 114: Godfrey Herbert: British Commander; gesucht von Referat IVE4
- H 115: Moritz Herbschild: Kollege von Richard Merton; vermuteter Aufenthaltsort: London; gesucht von Abteilung IIID
- H 116: Franz Paul Felix Hering (* 23. April 1902 in Wengelsdorf): Doktor der Philosophie; gesucht von Referat IVA1[A 86]
- H 117: Johannes Hermans (* 20. Juli 1898 in Venlo) (Alias Bank), involviert in Angelegenheit Stevens/Best; zuletzt gesehen in Amsterdam; gesucht von Referat IVE4
- H 118: Max Herrmann [recte: Max Herrmann-Neiße] (* 25. Mai 1886 in Neisse) [recte: 23. Mai 1886]: Schriftsteller; vermuteter Aufenthaltsort: London, Bryanston Court Flat, 82 Upper George Street; gesucht von Referat IVA1 und IIB5
- H 119: Edgar Hertog: Kollege von Richard Merton; gesucht von Abteilung IIID
- H 120: Friedrich Hertz: Professor, Schriftsteller; vermuteter Aufenthaltsort: London, 37 Corringham Road; gesucht von Referat VIG1
- H 121: Joseph Hermann Hertz (* 25. September 1872): Chefrabbiner [von Großbritannien]; vermuteter Aufenthaltsort: 4 St James Place London, 103 Hamilton Terrace, London NW8, 4 Creechurch Place, Aldgate, London EC3; gesucht von Referat VIG1
- H 122: Mathilde Hertz (* 5. März 1905): Emigrantin, Dozentin; vermuteter Aufenthaltsort: Cambridge University; gesucht von Referat IIIA1
- Helmut Herzfeld: Cartoonist; gesucht von Referat VIG1
- H 124: John Herzfeld (Alias John Heartfield) [selbe Person wie H123]: gesucht von Referat VIG1
- H 125: Rudolf Herzheimer Kollege von Richard Merton; vermuteter Aufenthaltsort: London; gesucht von Abteilung IIID
- H 126: Anna Herzstein (Alias [Anna] Neubeck) (* 20. Juni 1900 in Witten): [Kommunistin, Mutter von Herbert Neubeck, Ehefrau von Hans Neubeck]; gesucht von Referat IVA2 [hielt sich tatsächlich in Belgien auf][A 87]
- H 127: Theo (Theodor) Hespers (* 12. Dezember 1903 Mönchengladbach): Katholischer Jugendführer, involviert in Angelegenheit Stevens/Best; gesucht von Referat IVE4
- H 128: Hubert Tiltmann-Hessell [identisch mit T 36] (* 2. Februar 1897 in Birmingham): Journalist; gesucht von Referat IVE4
- H 129: H. van Heusden: Sekretär; zuletzt gesehen in Leiden; gesucht von Referat IVE4
- H 130: Jh Heussen: involviert in Angelegenheit Celine Joosten; zuletzt gesehen in Heerlebaan; gesucht von Referat IVE4 und Gestapo Aachen
- H 131: W Hevliger: Sekretär, involviert in Angelegenheit Stevens/Best; zuletzt gesehen in Middelburg; gesucht von Referat IVE4
- H 132: Friedrich Hexmann (* 24. August 1900 in Brünn): Journalist; gesucht von Referat IVA2
- H 133: Gertrud Elisabeth Sarah Heymann (* 16. September 1922 in Hamburg); gesucht von Referat IVE4 und Gestapo Hamburg
- H 134: Leo Heymann (* 24. November 1910 in Altenstadt): Geschäftsmann, Repräsentant; vermuteter Aufenthaltsort: Brüssel; gesucht von Referat IVE4
- H 135: J Heywards (* 2. März 1899 in Summrey): Britischer Armeehauptmann, involviert in Angelegenheit Pacey; vermuteter Aufenthaltsort: London; gesucht von Referat IVE4 und Gestapo Berlin
- H 136: Geoffrey Heyworth; vermuteter Aufenthaltsort: Unilever House, Blackfriars, London; gesucht von Referat IVE2
- H 137: George Hicks: [Parlamentsabgeordneter]; vermuteter Aufenthaltsort: London; gesucht von Referat VIG1
- H 138: George Hicks (* 2. Januar 1896): Parlamentsmitglied, involviert in Angelegenheit Sneevliet; vermuteter Aufenthaltsort: London; gesucht von Referat IVE4
- H 139: Emil Hieke (* 13. April 1894 in Böhmisch-Wiesenthal): gesucht von Sachgebiet IVA1b
- H 140: Hildebrand [recte: Franz Hildebrandt]: Kleriker, involviert in Protestantische Front; vermuteter Aufenthaltsort: London; gesucht von Referat IIB3
- H 141: Kurt Hiller (* 17. August 1885 in Berlin): Schriftsteller, involviert in Angelegenheit Schwarze Front; vermuteter Aufenthaltsort: 126 Fordwich Road, London SW2, 7 St Lawrence Mansions Priory Park Road Nw6; gesucht von Referat IVA3
- H 142: Hermann Christian M A Hillmann [= Hal C. Hillmann]: Assistent, Emigrant; gesucht von Referat IIIA1
- H 143: F Doctor Himmelweit [= Fred Himmelweit] (* 17. März 1905) [recte: 1902]: Assistent, Emigrant; vermuteter Aufenthaltsort: London; gesucht von Referat IIIA1[A 88]
- H 143a: Hinchley-Cook: Colonel & Leader of Mi5 (Military Intelligence); gesucht von Referat IVE4
- H 144: Hermann Hinderks (* 19. Dezember 1907 in Hamburg): Student; gesucht von Referat IVA2[A 89]
- H 145: Karl Hintze (* 13. August 1884 in Putbus); zuletzt gesehen: USA; gesucht von Referat IVE4 und Gestapo Schwerin
- H 146: Gerhard Hinze: Emigrant; gesucht von Referat VIG1
- H 147: Adolf Hirsch (* 21. März 1887 in Mandel); gesucht von Referat IVE4 und Gestapo Koblenz
- H 148: Emil Hirsch (Alias Erich Schwarz) (* 24. Dezember 1876 in Berlin), vermuteter Aufenthaltsort: Elliot Road, Hendon, Nw4, Post Restante, Golderes Green Bo, London NW11; gesucht von Referat IVA1[A 90]
- H 149: Kurt A Hirsch: [Mathematiker], Emigrant; vermuteter Aufenthaltsort: Universität Cambridge; gesucht von Referat IIIA1
- H 150: Max Hirsch (* 4. Februar 1903 in Gleiwitz) (Alias Erich Schwarz); vermuteter Aufenthaltsort: Elliot Road, Hendon, Nw4, Post Restante, Golderes Green Bo, London NW11; gesucht von Referat IVA1
- H 151: Hans Hirschfeld (* 26. November 1894 in Hamburg); gesucht von Referat IVA1
- H 152: Ernst Hirschlaff: Emigrant; vermuteter Aufenthaltsort: Cambridge University; gesucht von Referat IIIA1
- H 153: Johannes Hitzemann (* 29. Oktober 1905 in Glückstadt) [fraglich]: Wehrdienstflüchtling; gesucht von Referat VD2
- H 154: Gej Hoblyn: Britischer Vizekonsul [in Hamburg]; gesucht von Referat IVE4
- H 155: John Atkinson Hobson: Ökonom; gesucht von Referat VIG1
- H 156: Graf Hochberg [ = Alexander Hochberg]; Mitglied der Polnischen Regierung; gesucht von Referat IVD2
- H 157: Tommy Hodgkins: Staatsbeamter, involviert in Angelegenheit Norits; vermuteter Aufenthaltsort: 5 Holm Gardens, Alexander Road, Sunderland; gesucht von Referat IVE4 und Gestapo Königsberg
- H 158: Johann Hofer (* 6. September 1915 in Frauenberg): Fahrer; vermuteter Aufenthaltsort: London; gesucht von Referat IVA2 und Gestapo Graz
- H 159: Otto Hoft (* 31. März 1907 in Plagow); gesucht von Referat IVA1
- H 160: Karl Holtermann (Karl Höltermann, * 20. März 1894 in Pirmasens): Schriftsteller, Emigrant; vermuteter Aufenthaltsort: London; gesucht von Referat IVA1
- H 161: Camillo Hölzel (* 6. Dezember 1908 in Sebnitz): Attentäter; gesucht von Referat IVA2
- H 162: Simon Hofmann (* 8. August 1876 in Wien): Generaldirektor; gesucht von Referat IVE4
- H 163: Lothar Hofmann (Alias Hans Richter) (* 16. Februar 1903 Leipzig): Techniker; gesucht von Referat IVA2
- H 164: Max Hofmann (* 1. März 1891 in Mühlhausen); gesucht von Referat IVA1
- H 165: Walter Hofmann (* 25. Juli 1907 in Pirmasens): Model Salesman; gesucht von Referat IVA1
- H 166: Maria Fürstin von Hohenberg: Emigrantin [ehemalige Erzherzogin]; vermuteter Aufenthaltsort: London; gesucht von Referat VIG1 [hielt sich tatsächlich in Österreich auf]
- H 167: Holler: Emigrant; gesucht von Referat IIB5
- H 168: A Holman (Adrian Holman): Erster Sekretär dr britischen Botschaft in Berlin; gesucht von Referat IVE4
- H 169: Arthur Holzinger (* 13. November 1898 in Gangerhof); gesucht von Referat IVA1
- H 170: Hans Honigmann: Director London Zoo, Emigrant; gesucht von Referat IIIA1
- H 171: Jan Harms Honnebecke (* 1. Mai 1880 in Hoogesand): Arbeiter; gesucht von Referat IVE4
- H 172: Hoogesand (Alias Rietveld): Clerk; gesucht von Referat IVE4
- H 173: William John Hooper (* 23. April 1905) (Alias Konrad): involviert in Angelegenheit Stevens/Best; zuletzt gesehen in Scheveningen; Heimat Rotterdam; gesucht von Referat IVE4
- H 174: W P Hope (* 26. März 1905 in London) [fraglich]: Ingenieur, involviert in Angelegenheit James Haynes; zuletzt gesehen in Overschie bei Rotterdam; gesucht von Referat IVE4
- H 175: Fritz Hopf (* 23. Juli 1902 in Neudorf): gesucht von Sachgebiet IVA1b
- H 176: Mj Hopmans: Sekretär, involviert in Angelegenheit Breijnen; zuletzt gesehen in Zwolle; gesucht von Referat IVE4
- H 177: Leslie Hore-Belisha; vermuteter Aufenthaltsort: The Close, Sheen Common, London SW1/ Reform Club, 104 Pall Mall, London SW1; gesucht von Referat IIB2
- H 178: Wenzl Horn (* 17. September 1894 in Simmer); gesucht von Sachgebiet IVA1b
- H 179: Freeman-Horn [= Freeman Horn]: Vorsitzender der British Aluminium Company; gesucht von Referat IVE4[A 91]
- H 180: Arthur Horner, Miners Union gesucht von Referat VIG1
- H 181: Eric Horning: Chemiker; vermuteter Aufenthaltsort: 33 Dorset Square, London NW1; gesucht von Referat IVE4
- H 182: Phineas Horowitz; vermuteter Aufenthaltsort: 9 Grovesnor Gardens, London NW2; gesucht von Referat IIB2
- H 183: James Francis Horrabin: Unterhausabgeordneter; gesucht von Referat VIG1
- H 184: Dorothy Horsemann: Direktorin des Linksbuch-Club; gesucht von Referat VIG1
- H 185: Hermann Horstmann (* 12. März 1893 in Osnabrück): Anwalt; gesucht von Referat IVA2 [tatsächlich seit 1938 verstorben]
- H 185a: Houser: zuletzt gesehen in Kopenhagen; gesucht von Referat IVE4
- H 186: Fritz Houtermann (* 12. März 1903 in Danzig): Assistent; gesucht von Referat IVA1
- H 187: Elisabeth Howard (* 6. März 1873): Führerin in der Quäkerbewegung; gesucht von Referat IVA1
- H 188: Stanley Howard: Britischer Armeehauptmann; vermuteter Aufenthaltsort: Park Hotel, Aston -Clinton; gesucht von Referat IVE4 und Gestapo Hamburg
- H 189: Howard [identisch mit H 199] (Alias Sc Taylor Hughes): Britischer Armeehauptmann; vermuteter Aufenthaltsort: 144 Sloane Street, London SW1; gesucht von Referat IVE4
- H 190: Robert Howe (Diplomat): Diplomat, britischer Nachrichtendienst für Lettland; zuletzt gesehen in Riga; gesucht von Referat VIC2
- H 191: Josef Hubmann (Alias Josef Lustig) (* 13. November 1910 in Pernegg): Schlosser; gesucht von Referat IVA2 [hielt sich tatsächlich in Frankreich auf][A 92]
- H 192: Hudson: Britischer Nachrichtenagent, involviert in Angelegenheit Jens Dons; gesucht von Referat IVE4 und Gestapo Kiel
- H 193: Johann Huller (* 20. Januar 1911 in Pechbach): gesucht von Sachgebiet IVA1b
- H 194: Ernst Hugo Husgen (* 3. März 1914 in Wiescheid): involviert in Angelegenheit Julius Rogosch; zuletzt gesehen in Rotterdam; gesucht von Referat IVE4
- H 195: L Huetting: Sekretär, involviert in Angelegenheit Breijnen; gesucht von Referat IVE4
- H 196: Louis Hutgens (* 9. November 1885 in Venlo): Geschäftspartner, involviert in Angelegenheit Stevens/Best; gesucht von Referat IVE4
- H 197: Helmut Hutter (* 1. Mai 1889 in Krems): Österreichischer Monarchist und Nachrichtenagent; gesucht von Referat IVA3
- H 198: Isabell Hugh (* 23. April 1904 in Dublin); vermuteter Aufenthaltsort: 72 Rodenhurst Road, Clapham Park, London; gesucht von Referat IVE4
- H 199: James Mogurk Hughes (Alias Howard): Britischer Armeehauptmann; vermuteter Aufenthaltsort: 144 Sloane Street, London SW1; gesucht von Referat IVE4
- H 200: Wr Hughes: involviert in Angelegenheit von der Ropp; vermuteter Aufenthaltsort: Welwyn Garden City, Herts; gesucht von Referat IVE4
- H 201: John Michael Hugill (* 6. November 1915 in Sanderstead): Student; vermuteter Aufenthaltsort: Treford, Purley; gesucht von Referat IVE4 und Gestapo Kiel
- H 202: Georges Hummel: Mitgründer der Investment Holding Group in Luxembourg der Petschek Holdings, involviert in Angelegenheit Ignaz Petschek; vermuteter Aufenthaltsort: London; gesucht von Referat IIID4
- H 203: Sidney Hummel: Mitgründer der Investment Holding Group in Luxemburg; gesucht von Referat IIID4
- H 204: Humphrey: Britischer Mahor und Nachrichtenoffizier, involviert in Angelegenheit M King; vermuteter Aufenthaltsort: London; gesucht von Referat IVE4
- H 205: Max Hurwitz; vermuteter Aufenthaltsort: 56 Harehills Avenue, Leeds 7; gesucht von Referat IIB2
- H 206: Patrick Husband: Buchhalter im britischen Nachrichtendienst; vermuteter Aufenthaltsort: Yapton Road, Middleton-Sea, Sussex; gesucht von Referat IVE4
- H 207: Huston: Britischer Major, involviert in Angelegenheit Elbing; zuletzt gesehen in Bukarest; gesucht von Referat IVE4
- H 208: S Hut: Sekretär, involviert in Angelegenheit Breijnen; Heimat Veendam; gesucht von Referat IVE4
- H 209: Aldous Huxley (* 26. Juli 1894): Schriftsteller; gesucht von Referat VIG1 [lebte tatsächlich seit 1937 in den USA]
- H 210: Julian Sorell Huxley (* 22. Juni 1887)_ Professor; vermuteter Aufenthaltsort: Regents Park Zoo, London NW8; gesucht von Referat VIG1
- H 211: Hans Graf Von Huyn [= Hans von Huyn]: Autor, Emigrant; gesucht von Referat VIG1
- H 212: Albert Hyamson; vermuteter Aufenthaltsort: 32 Teignmouth Road, London NW2 gesucht von Referat IIB2
- H 213: Maurice Hymans (Alias De Leenw/Dr. Haas): Britischer Nachrichtenagent; gesucht von Referat IVE4

### Buchstabe I
- I 1: W. H. Ide (Alias: Prins): Britischer Nachrichtenagent; zuletzt gesehen in: Toldwaarstrasse 6, Amsterdam; gesucht von Referat IVE4
- I 2: J. Iedema: Sekretär, britischer Nachrichtenagent, involviert in Täterkreis Breijnen; zuletzt gesehen in: Holland, Laan 1; gesucht von Referat IVE4
- I 3: A. Ignatief: Angehöriger des britischen Nachrichtendienst; vermuteter Aufenthaltsort: London, Shell Max House, Strand; gesucht von Referat IVE4
- I 4: Lucian Iltis (* 15. Mai 1903 in Mannheim) (Deckname Fritz Theo Otto): Redakteur; gesucht von Referat IVA2
- I 5: Sergey Ingr [recte: Sergěj Ingr] (* 2. September 1894): Tschechischer Divisionsgeneral, Minister für nationale Verteidigung der tschechischen Exilregierung in London; gesucht von Referat [Sachgebiet] IVD1a
- I 6: Leonhard Ingrams [recte: Leonard Ingrams]: [Leiter der Schwarzen Propaganda im Ministry of Economic Warfare] verwickelt in die Angelegenheit Julius Petschek; vermuteter Aufenthaltsort: London; gesucht von Referat IIID4
- I 7: Sergej Ingres [dieselbe Person wie I5]: Tschechischer General und Minister für nationale Verteidigung; gesucht von Referat IIB5
- I 8: Albert Inkpin: Zeitungsverleger [Generalsekretär der British Communist Party]; gesucht von Referat VIG1
- I 9: Max Intosk (Deckname Macintoch): Café-Besitzer; zuletzt gesehen in Rotterdam; gesucht von Referat IVE4
- I 10: Keith Iravor: Britischer Major; zuletzt gesehen in Ravel; gesucht von Referat VIC2
- I 11: Eduard Irmer (* 9. September 1889 in Dittmannsdorf): Direktor der niederländischen Handelsgesellschaft; zuletzt gesehen in Amsterdam; gesucht von Referat IVE4 und Stapoleitstelle Berlin
- I 12: Erich Irmer (* 26. März 1908 in Berlin): Vertreter; gesucht von Referat IVA1 und Stapoleitstelle Berlin
- I 13: Gerald Rufas Isaac (richtig: Lord Reading) [= Gerald Rufus Isaacs, 2. Marquess of Reading ]: [konservativer Politiker]; gesucht von Referat VIG1
- I 14: George Alfred Isaaks (* 1883): Sekretär der Nationalunion der Drucker; gesucht von Referat VIG1
- I 15: Morris Isaacs; gesucht von Referat VIG1
- I 16: Henry Isherwood (* 23. Oktober 1898 in Wimborne): Beamter des britischen Luftfahrtministeriums; vermuteter Aufenthaltsort: London W.C. 1, Russel Square, Hotel Royal; gesucht von Referat IVE4 und Stapoleitstelle Berlin
- I 17: Wilhelm James Israel (1881–1959): Privatdozent [Chirurg, Urologe], Emigrant; gesucht von Referat IIIA1
- I 18: Martin Israelski (* 1901): Emigrant; seit 1936 in Glasgow; gesucht von Referat IIIA1

### Buchstabe J
- J 1: Robert Jablonski: (* 29. April 1909): ohne Angaben; gesucht von Referat IVA1
- J 2: Vladimir Jabotinsky: ohne Angaben; vermuteter Aufenthaltsort: London N.W. 8, 47 Finchley Road; gesucht von Referat IIB2
- J 3: Eissi Jacks (Jaksch) (* 16. Juli 1891): verwickelt in Schiffssabotage; vermuteter Aufenthaltsort: London; gesucht von Referat IVA2
- J 4: Johanna Jacobi, geschiedene Honig (* 17. August 1896): Photographin; vermuteter Aufenthaltsort: London; gesucht von Referat IVA1 und IVA2
- J 5: G.H. von Jacobs, richtig Jacabos (* 17. September 1896 in Hettin, Rumänien): Direktor; gesucht von Referat IVE4
- J 6: Norman Myer Jacobs: ohne Angaben; vermuteter Aufenthaltsort: 86 Upper Park Road, Manchester 7; gesucht von Referat IIB2
- J 7: Werner Jacobson (1906–2000): Assistent, Emigrant; vermuteter Aufenthaltsort: Cambridge; gesucht von Referat IIIA1
- J 8: Paul Jacobsthal (1880–1957): Ordentlicher Professor, Emigrant; vermuteter Aufenthaltsort: Oxford, Universität; gesucht von Referat IIIA1
- J 9: M. H. Jacobus: verwickelt in Angelegenheit Longstaff-Jakobus [sic!]; vermuteter Aufenthaltsort: 22 Abercorn Place London N.W.8; gesucht von Referat IVE4 und Stapoleitstelle München
- J 10: Fritz Jacoby (1902–1991): Assistent, Emigrant; vermuteter Aufenthaltsort: Birmingham (Universität, Physiologisches Institut); gesucht von Referat IIIA1
- J 11: William Jacomb (* 29. August 1903 in Brighton): Britischer Offizier; vermuteter Aufenthaltsort: Pall Mall 116, London; gesucht von Referat IVE4
- J 12: Ernst Jäckh (* 22. Februar 1875 in Urach): Direktor, Emigrant; gesucht von Referat IIB5 und IIIA1 und VIG1
- J 13: Hans Ferdinand Heinrich Jäger (* 10. Februar 1899 in Berlin-Friedenau) (Deckname: Kohout): Redakteur, Mitglied der Schwarzen Front; vermuteter Aufenthaltsort: London N.7, 21 Anson Hoad bei Mrs. Greening; gesucht von Referat IVA3 und IVE6
- J 14: Gerda Josephine Jaffe (* 21. Juni 1910 in Berlin-Charlottenburg): ohne Angaben; gesucht von Referat IVA1
- J 15: John Jagger: Jude, Abgeordneter der Labour Party; gesucht von Referat VIG1
- J 16: G.I. (G.H.) Jakabos (* 17. September 1896 in Hettin, Rumänien): Direktor, ohne weitere Angaben; gesucht von Referat IVE4
- J 17: Jerzy Jakubczik (* 19. Dezember 1910 in Strczemieszyl): Student, ohne weitere Angaben; gesucht von Referat IVE5 und Stapo Danzig
- J 18: Wenzel Jaksch (* 25. September 1896 in Langstrobnitz): Maurer; vermuteter Aufenthaltsort: London N.W. 3, 35. Park Gardens im Hause Miß Warringer bei Belsize; gesucht von Referat IVA1
- J 19: Johann (Jan) Janczak (* 8. Mai 1911 in Hamborn): Arbeiter, ohne weitere Angaben; gesucht von Referat IVE5 und Stapoleitstelle Breslau
- J 20: Barnett Janner: vermuteter Aufenthaltsort: London W.2, 3 Lancaster Terr.[ace]; gesucht von Referat II B2
- J 21: Cornelius Jansen (* 4. August 1883 in Made en Drimmelen): Leutnant der Nachrichtenabteilung in Roermond, involviert in Affäre Stobben; zuletzt gesehen in Roermond; gesucht von Referat IVE4
- J 22: Jansen: involviert in Affäre J.A. Rietveld; zuletzt gesehen in Rotterdam; gesucht von Referat IVE4
- J 23: H.J.H Jansens (Alias J.W. Leusing): Niederländischer Kunstmaler, verwickelt in die Affäre J.W. Leusing; zuletzt gesehen in Amsterdam, Lijnbaangracht 302; gesucht von Referat IVE4
- J 24: Antoni Jaworski (* 15. Mai 1904): ohne weitere Angaben; gesucht von Referat IVE5
- J 25: Jan Jaworski: Mitglied des polnischen Nationalrats; gesucht von Referat IVD2
- J 26: Branimir Jelic (* 28. Februar 1905 in Dolac, Jugoslawien): Arzt, [kroatischer Politiker]; vermuteter Aufenthaltsort: Englisches Internierungslager oder Gefängnis; gesucht von Referat IVD3
- J 27: Frank Jellinek (* 9. Januar 1908): Schriftsteller; gesucht von Referat IVE4
- J 28: Muriel Jenkins: ohne weitere Angaben; vermuteter Aufenthaltsort: 20 Dukesthorpe Road, Sydenham, London S.E. 26; gesucht von Referat IVA1
- J 29: Richard Adrien Jequier: Prokurist der Swiss Bank, involviert in Angelegenheit Ignaz Petschek; vermuteter Aufenthaltsort: London E.C. 2, 99 Gresham Street; gesucht von Referat IIID4
- J 30: Gregoire Jerry: keine weiteren Angaben; zuletzt gesehen in Bayonne; gesucht von Referat IVE4
- J 31: Julius Jewelowski (* 6. Mai 1874 in Willimpol): Emigrant; gesucht von Referat II B5
- J 32: Gerhard Jirris (* um 1917): Student, involviert in Affäre Erwin Stroschein; zuletzt gesehen in Treebek, Treebekstraats 25; gesucht von Referat IVE4
- J 33: Willy Joachim (* 17. Oktober 1892 in Walfischbay, Südafrika): Steuermann; gesucht von Referat IVE4
- J 34: Cyril Edwin Joad (* 12. August 1891): Professor und Schriftsteller; vermuteter Aufenthaltsort: London N.W. 3, 4 East Heath Road; gesucht von Referat VIG1
- J 35: Fritz John (1910–1994): Assistent [Mathematiker], Emigrant; vermuteter Aufenthaltsort: Lexington; gesucht von Referat IIIA1
- J 36: Fran W. Johnson (* um 1938): Britischer Nachrichtenagent, ehemaliger britischer Offizier; gesucht von Referat IVE4
- J 37: Johnson: Leiter des britischen Nachrichtendienstes in Jugoslawien; gesucht von Referat IVE4
- J 38: Ellen Johnston: gesucht von Refera IVE4
- J 39: Theodor De Jong, richtig Theodor Franssen (* 22. Juni 1892 in Münster): Ingenieur; zuletzt gesehen in Amsterdam; gesucht von Referat IVE4
- J 40: Harcourt Johnstone (1895–1945): Leiter der Publikationsabteilung; gesucht von Referat VIG1
- J 41: Alan Price-Jones [= Alan Pryce-Jones] [gleiche Person wie P120]: verwickelt in die Angelegenheit Ignaz Petschek; vermuteter Aufenthaltsort: London; gesucht von Referat IIID4
- J 42: Edith Jones (* 16. Februar 1910): Sekretärin in der britischen Paßabteilung Kopenhagen, verwickelt in Affäre Steven/Frank [Mitarbeiterin im britischen Nachrichtendienst]; gesucht von Referat IVE4
- J 43: Evelyn Jones: gesucht von Referat VIG1
- J 44: Frederick Elwyn Jones: Schriftsteller [Labour-Politiker]; gesucht von Referat IIIA5
- J 45: Reginald Jones-Bates: gesucht von Referat IVE4 [= Reginald Bates-Jones B45? ]
- J 46: Oscar Philipp Jones [recte: Oscar Philip Jones] (* 15. Oktober 1898 in Beckenham): „Master-Pilot“; gesucht von Referat IVE4 und Stapo Köln Köln[7]
- J 47: Walter Joseph: Mitarbeiter von Richard Merton; gesucht von Abteilung IIID
- J 48: William Frederick Jowett: Unterhausabgeordneter der Labour Party; gesucht von Referat VIG1
- J 49: Harold Cornellé Joye: Direktor; gesucht von Referat IVE4
- J 50: Stanislaw Jozwiak: Mitglied des polnischen Nationalrates; gesucht von Referat IVD2
- J 51: Boris Jubanski, richtig Braginski: involviert in die Angelegenheit Fritz W. Eger; zuletzt gesehen in Antwerpen; gesucht von Referat IVE4
- J 52: Franz Juliusberger [recte: Franz Juliusburger] (* 1906): Emigrant; gesucht von Referat IIIA1 Franz Juliusburger bei DNB ?
- J 53: Felix Franz Jurasch (* 5. Oktober 1912 in Tirschtiegel); gesucht von Referat IVE5 und Stapo Schneidemühl

### Buchstabe K
- K 1: E G Kabel: Britischer Generalkonsul; gesucht von Referat IVE4
- K 2: Kabelik: Chairman der Anglo-Czech-Slovak Centre in London; vermuteter Aufenthaltsort: Clifton Gardens London W9, Telephone Abercron 3232; gesucht von Referat IVD1
- K 3: Josef Kaczmarczyk (* 2. Mai 1900 in Siemianowitz): Polnischer Agent; gesucht von Referat IVE5
- K 4: Kurt Kadega: Britischer Offizier; gesucht von Referat IVE4
- K 5: Abdul Kadi: Britischer Nachrichtenagent; zuletzt gesehen in Kabul; gesucht von Referat IVE4
- K 6: Ludwig Kahn: Assistent; vermuteter Aufenthaltsort: London; gesucht von Referat IIIA1
- K 7: Otto Kahn-Freund: Schriftsteller, Emigrant; gesucht von: 1 Fawley Road, London NW6; gesucht von Referat IIB5
- K 8: Ch. Kaiser: Jude, britischer Nachrichtendienst für Litauen; zuletzt gesehen in Kowno; gesucht von Referat VIC2
- K 9: Walter Kaiser [Pseudonym für Walter Gorrish] (* 22. November 1909 in Barmen): Pflasterleger [recte: Stuckateur], Redner; gesucht von Referat IVA2 [hielt sich tatsächlich in Frankreich auf]
- K 10: Arnold Meer Kaizer [recte: Arnold Myer Kaizer]: Journalist; vermuteter Aufenthaltsort: 37 North Crescent, London N3; gesucht von Referat IIB2[A 93]
- K 11: Kala: Oberst; gesucht von Referat VIG1
- K 12: Anna Kallin: Tänzerin; zuletzt gesehen in Bukarest; gesucht von Referat IVE4[A 94]
- K 13: Bernhard Kamnitzer (* 25. Oktober 1890 in Dirschau): keine Angabe [Rechtsanwalt, ehemaliger Finanzminister von Danzig]; vermuteter Aufenthaltsort: London; gesucht von Referat IVA1
- K 14: Lina Kant (* 15. August 1898 in Pforzheim): Übersetzerin für die Internationale Transportarbeitergewerkschaft; gesucht von Sachgebiet IVA1b[A 95]
- K 15: Hermann Kantorowicz: Professor [Rechtswissenschaftler]; gesucht von Referat IIIA1
- K 16: Miron Kantorowitsch (* 9. März 1905) [recte: 1895]: [Sozialhygieniker]; vermuteter Aufenthaltsort: London; gesucht von Referat IIIA1
- K 17: Otto Kantorowicz (* 22. März 1905) [recte: 19. November 1906]: [Physiker]; vermuteter Aufenthaltsort: London; gesucht von Referat IIIA1[A 96]
- K 18: Karin (Alias: Karl Becker): Gesucht von Referat IVA1
- K 19: Marian Vladimir Karpinski (* 1. August 1891 in Lemberg): Polnischer Nachrichtenagent; gesucht von Referat IVE4
- K 20: Kurt Karplus (* 21. März 1905) [recte: 1907]: Emigrant, Assistent [Ingenieur]; gesucht von Referat IIIA1;[A 97]
- K 21: Jaroslav Kaspar[-Paty] (* 1. Februar 1903 in Alt Paka): [Tschechischer] Stabshauptmann [und Nachrichtendienstler]; gesucht von Referat IVE4
- K 22: Wilhelm Kaspar [recte: Wilhelm Kasper] (* 8. August 1892 in Neustadt/Freiberg): Geschäftsmann [Kommunist]; gesucht von Referat IVA2 [hielt sich tatsächlich in Deutschland auf]
- K 23: Piet A. van Kasteel [= Petrus Albertus Kasteel]: Journalist; Heimat: Den Haag, Niederlande; gesucht von Abteilung IIIB
- K 24: Rudolf Kastner [vermutlich Rudolf Kasztner]: Schriftsteller, Emigrant; vermuteter Aufenthaltsort: South Lodge, Grove End Road, London NW8; gesucht von Referat IIB5
- K 25: Alada Katas: Journalist, involviert in die Angelegenheit Lukapello; Heimat Budapest; gesucht von Referat IVE4
- K 26: David Katz (* 26. Februar 1905) [recte: 1. Oktober 1884]: Professor, Emigrant; vermuteter Aufenthaltsort: London, gesucht von Referat IIIA1 [hielt sich tatsächlich in Schweden auf]
- K 27: Max Katzenellenbogen (* 1. Februar 1906 in Leipzig): Chemiker; gesucht von Referat IVA2
- K 28: Boris Kaufmann (* 18. März 1905): Emigrant; gesucht von Referat IIIA1
- K 29: Fritz Kaufmann (* 5. März 1905) [recte: 1891]: Emigrant, Dozent; vermuteter Aufenthaltsort: Oxford; gesucht von Referat IIIA1
- K 30: Robert Kauffmann: Jude; vermuteter Aufenthaltsort: London; gesucht von Referat VIG1
- K 31: Kaulbach (* 19. Dezember 1897 in Großbullesheim): Oberstaatssekretär; gesucht von Referat IVA2
- K 32: G.R. Kay: Schriftsteller; gesucht von Referat IVB4
- K 33: G Kaye: Führer der Union For Democratic Control; gesucht von Referat VIG1
- K 34: Keenan: Britischer Major; vermuteter Aufenthaltsort: London; gesucht von Referat IVE4
- K 35: Keenan: Offizier, britischer Nachrichtendienst für Estland; gesucht von Abteilung VIC2
- K 36: Ernst Keilwerth (* 29. Juli 1909 in Graslitz); gesucht von Sachgebiet IVA1b
- K 37: I.A. Keizer: Sekretär; zuletzt gesehen in den Niederlanden; gesucht von Referat IVE4
- K 38: Lotte Kellner (* 18. März 1905) [recte: 1904]: Emigrantin [Physikerin]; vermuteter Aufenthaltsort: London; gesucht von Referat IIIA1
- K 39: Jacob Kemmerling (* 23. August 1895 in Kerkrade); gesucht von Referat IVE4 [gestorben 1991]
- K 40: Johann Kempf (* 12. März 1893); vermuteter Aufenthaltsort: St Joachimsthal, Winsgombe, Cleusfield Road Ext, Leicester; gesucht von Sachgebiet IVA1b
- K 41: Thomas Kendrick (* 26. November 1881 in Kapstadt): Britischer Hauptmann
- K 42: Kennard: Britischer Major; zuletzt gesehen in Windhuk; gesucht von Referat IVE4
- K 42a: Rowland Kenney: Britischer Nachrichtenagent [eventuell identisch mit dem damaligen Pressesekretär des Foreign Office]; zuletzt gesehen in Kopenhagen; gesucht von Referat IVE4
- K 43: Kenny (* 5. Februar 1900 in Kingston): vermuteter Aufenthaltsort: 72 Langstoft Grave, Cottingham Road, Hul; gesucht von Referat IVA1
- K 44: Kenny: Britischer Hauptmann; gesucht von Referat IVE4
- K 45: Christian Van Kerkhoff (* 31. August 1883 in Leiden): Zigarrenhersteller, verwickelt in Angelegenheit Albert Steigers; gesucht von Referat IVE4
- K 46: Alfred Kern (* 3. Juni 1905 in Magdeburg) [gleiche Person wie K47]: Redakteur; gesucht von Referat IVA1
- K 47: Helmut Kern (Alias: Alfred Kern und D. Bakker) (* 3. Juni 1905 in Magdeburg) [gleiche Person wie K46]: Redakteur, involviert in den Kern-Kreis; gesucht von Referat IVA1[A 98]
- K 48: Kernroy (Alias Bromdoy): Britisch-polnischer Beamter; gesucht von Referat IVE4
- K 49: Alfred Kerr: Korrespondent der Pariser Tageszeitung; gesucht von Referat IVB4
- K 50: Ferdinand Louis Kerran (* 18. August 1883 in Framere): Mitglied des Parlaments; vermuteter Aufenthaltsort: First Avenue House, 45 High Holborn, London Wc1; gesucht von Referat IVE4 und Gestapo Wien
- K 51: J.B.A. Kessler [= Guus Kessler ]: Company Director Shell Transport& Trading; vermuteter Aufenthaltsort: Shell Transport & Trading Company Limited, 22 St Helens Court, Great St Helens, London EC2; gesucht von Referat IVE2
- K 52: Edward G Keyser: verwickelt in Angelegenheit Waldemar Potsch; zuletzt gesehen in Brüssel; gesucht von Referat IVE4
- K 53: K Miss Kibble: verwickelt in die Angelegenheit Walter Becker; vermuteter Aufenthaltsort: 12 Newton Street, Manchester; gesucht von Referat IVE4
- K 54: Egon Erwin Kich [= Egon Erwin Kisch ]: Jude, Emigrant, Schriftsteller; gesucht von Referat IIB5
- K 55: Ronald Kidd: gesucht von Referat VIG1
- K 56: Helene Kiewitz (Alias: Maria Grzonka) (* 6. November 1897 in Heydebreck); gesucht von Referat IVE5
- K 57: Bretislav Kika (* 25. November 1908 in Zablate): Tschechischer Militärattaché; gesucht von Referat IVE4
- K 58: Kannath Killby (* 24. April 1889 in London): Britischer Hauptmann; zuletzt gesehen in Kopenhagen; gesucht von Referat IVE4
- K 58a: Kenneth Killey (* 24. April 1889): Britischer Nachrichtenagent; zuletzt gesehen in Kopenhagen; gesucht von Referat IVE4
- K 59: M King: Britischer Hauptmann; vermuteter Aufenthaltsort: Whitehall; gesucht von IVE4
- K 60: Stephan King-Hall [recte: Stephen King-Hall] (* 21. März 1893 in London) [recte: 21. Januar 1893]: Redakteur/Herausgeber des K-H Weekly Newsletter; vermuteter Aufenthaltsort: Headfield House, Headley, Hants; gesucht von Referat VIG1
- K 61: R. Kinghorn: Kaufmann, britischer Nachrichtendienst für Estland; zuletzt gesehen in Reval; gesucht von Referat VIC2
- K 62: K.G. Kinlay: vermuteter Aufenthaltsort: London, gesucht von Referat VIG1
- K 63: George William Ernest Kinsey (* 8. September 1901 in London): Elektriker; vermuteter Aufenthaltsort: 53 Revelstokera, London; gesucht von Referat IVE4
- K 64: Wilhelm Kirchner (* 6. Januar 1920 in Düsseldorf): Gepäckträger; gesucht von Referat IVE5
- K 65: Leonard Kirkpatrick (* 6. November 1890 in Woodhidge): Commander; vermuteter Aufenthaltsort: Admiralität London; gesucht von Referat IVE4
- K 66: Hans Kirsch: Ingenieur; gesucht von Referat IVE4
- K 67: Emil Kirschmann (* 13. November 1888 in Oberstein/Nahe): [Reichstagsabgeordneter der SPD]; gesucht von Sachgebiet IVA1b
- K 68: Christof Kirschneck [= Christof Kirschnek ] (* 29. November 1912 in Haslau): Handlungsgehilfe; gesucht von Referat IVA1
- K 69: Paul Alfred Kiss (* 1. August 1894 in Greiz-Dolau); vermuteter Aufenthaltsort: 62 The Woodland, London N14; gesucht von Referat A1
- K 70: Rudolf Jesse Klaas (* 19. Februar 1915 in Beddington): Wehrdienstflüchtling; vermuteter Aufenthaltsort: The First, Hilliers Lane, Beddington, Croydon; gesucht von Referat VD2
- K 71: Robert Klausmann (* 15. Mai 1896 in Essen): Ehemaliges kommunistisches Mitglied eines Landesparlaments; gesucht von Referat IVA2
- K 72: Esther E. Klee-Rawidowicz [= Esther Eugenie Klee-Rawidowicz ] (* 14. März 1905): Assistentin; vermuteter Aufenthaltsort: London; gesucht von Referat IIIA1
- K 73: E.N. Van Kleffens [= Eelco van Kleffens]: Niederländischer Außenminister; zuletzt gesehen in Den Haag; gesucht von Abteilung IIID
- K 74: Heinz Klein: Jude, Emigrant, involviert in Angelegenheit Karl MacHacek; zuletzt gesehen in Brüssel; gesucht von Referat IVE4
- K 75: Steffan Klein: verwickelt in die Angelegenheit Albert Albseit; gesucht von Referat IVE4
- F 76: Fritz Kleine (* 7. März 1901 in Apolda) [gleiche Person wie K77 und W7]: Vorarbeiter, Arbeiter; gesucht von Referat IVE4
- K 77: Fritz Kleine (7. März 1901 in Apolda) (Fritz Arnol/Rudolf Ludwig Franke/Wagner) [gleiche Person wie K76]: Bühnentechniker, öffentlicher Redner [Verfasser von Lichtenburg, in: Konzentrationslager. Ein Appell an das Gewissen der Welt, Prag 1934. S. 182 ff]; gesucht von Referat IVA2
- K 78: Von Kleist (Deckname von Franz von Rintelen) (* 19. August 1878 in Frankfurt): Korventtenkapitän; gesucht von Referat IVE4
- K 79: Otto Klepper (Alias Charles Reber) (* 17. August 1888 in Brotterode): Gründer der Deutschen Freiheitspartei; gesucht von Referat IVA1
- K 80: Raymond Klibansky (* 19. März 1905) [recte: 15. Oktober 1905]: Privatdozent, Emigrant; vermuteter Aufenthaltsort: Oxford; gesucht von Referat IIIA1;
- K 81: Emma Klienberger [recte: Emmy Klieneberger-Nobel] (* 6. März 1905) [recte: 25. Februar 1892]: Privatdozentin [Biologin]; gesucht von Referat IIIA1
- K 82: Resie Klimpl (* 3. April 1909 in Fischern): vermuteter Aufenthaltsort: London; gesucht von Sachgebiet IVA1b
- K 83: Eugen Klinger (* 30. Mai 1906 in Rosenberg): Herausgeber; vermuteter Aufenthaltsort: Flat 13, Rugboy Mansions, Kings Road, London 14; gesucht von Referat IVE4 und Gestapo Prag
- K 84: Franz Kivana (* 29. Januar 1900 in Drahotus): Tschechischer Stabshauptmann; gesucht von Referat IVE4
- K 85: Hans Kniefke: Britischer Nachrichtenagent, verwickelt in die Angelegenheit Werner Potsch; zuletzt gesehen in Antwerpen; gesucht von Referat IVE4
- K 86: Karl Kniefke: Britischer Nachrichtenagent; zuletzt gesehen in den Niederlanden; gesucht von Referat IVE4
- K 87: Jaspar Knight [recte: Jasper Knight]: Manager im Unilever-Konzern; vermuteter Aufenthaltsort: Bolney Court, Oxon; gesucht von Abteilung IIID
- K 88: Louis Knoblauch; 18 Baltic Street, Leith; gesucht von Referat IVE3
- K 89: Waldemar Von Knorringen [recte: Waldemar von Knoeringen] (* 6. Oktober 1906 in Rechtesberg): gesucht von Referat IVA1
- K 90: Werner Knop (* 29. Dezember 1911 in Cuxhaven): Journalist; vermutete Adresse: 28 Commercial Street, London E.1. Pine Cottage Foyebell Hall; gesucht von Referat IVE4
- K 91: James Metcalfe Knowles (* 3. September 1911): Architekt; vermuteter Aufenthaltsort: 150 Cromwell Road, London S.W.7.; gesucht von Referat IVE4
- K 92: M. Knowles (* 25. November 1881 in Askern): Britischer Hauptmann, involviert in Angelegenheit Werner Pohl; vermuteter Aufenthaltsort: London; gesucht von Referat IVE
- K 93: Adam Koc (* 31. August 1891 in Suwalken) (Decknamen: Witold, Krajewski, Warminski, Adam): Polnischer Minister; gesucht von Abteilung IIIB und Referat IVD2
- K 94: Theodor Kochanski (* 29. Mai 1900 in Makowarsk): Polnischer Serjeant; gesucht von Referat IVE5
- K 95: Eberhard Koebel (* 22. Juni 1907 in Stuttgart) (Alias: Tusk): Schriftsteller; gesucht von Referat IVB1
- K 96: Franz Köhler (* 12. September 1897 in Silberbach); gesucht von Sachegbeiet IVA1b
- K 97: Hans Jürgen Koehler [Pseudonym für Heinrich Pfeifer] (* 21. März 1905 in Frankfurt am Main): Autor; gesucht von Referat IVB4
- K 98: Joh. M. Koek: Sekretär involviert in Angelegenheit Breijnen; zuletzt gesehen in Amsterdam; gesucht von Referat IVE4
- K 99: G. A. E. Blanche-Koelensmid [8. Dezember 1884 in Utrecht; † 25. Mai 1943 in Amsterdam]: involviert in Angelegenheit Prins; gesucht von Referat IVE4
- K 100: Wilhelm Koenen-Wenzel (7. April 186 [recte:1886] in Hamburg): Redakteur; gesucht von Referat IVA1
- K 101: Ernst Konig (* 20. Juni 1897 in Halle); gesucht von Referat IVA2
- K 102: Josef Korbel (* 20. September 1909 in Geiersberg): Tschechischer Legationsattaché [Vater von Madeleine Albright]; gesucht von Referat IVE4 und Gestapo Prag
- K 103: Tito Körner (* 26. April 1889 in Santiago): Journalist; zuletzt gesehen in Den Haag; gesucht von Referat IVE4
- K 104: Anton Köwer (* 3. Juni 1916 in Altrohlau); gesucht von Sachgebiet IVA1b
- K 105: MacKogen [richtig: Makohin]: gesucht von Referat IVD3
- K 106: MacKohen [richtig: Makohin]: gesucht von Referat IVD3
- K 107: Marie Kohl (* 1. August 1908 in Haslau): Knitter; gesucht von Referat IVA1
- K 108: Hans Kohn (* 5. März 1905) [recte: 15. September 1891]: Professor [Philosoph und Historiker]; vermuteter Aufenthaltsort: Northampton; gesucht von Referat IIIA1
- K 109: Hans Kohout (Alias Hans Jäger) (* 10. Februar 1899 in Berlin-Friedenau): Redakteur; vermuteter Aufenthaltsort: 21 Anson Road, London N.7.; gesucht von Referat IVA3
- K 110: J. E. F. De Kok: Direktor; zuletzt gesehen in Gravenhage; gesucht von Referat IVE2
- K 111: Oskar Kokoschka (* 8. Oktober 1868 in Poschlarn): Board Member des Freien deutschen Kulturbundes in England; vermuteter Aufenthaltsort: London; gesucht von Referat VIG1
- K 112: F Kolbe: Banker; 17 Welbeckstreet, London W.1.; gesucht von Referat IVA3
- K 113: Mate Kollibac: Konsulatssekretär; Heimat Dobrovnik; zuletzt gesehen in Zagreb; gesucht von Referat IVE4
- K 114: Julian Kolodziejczyk: Polnischer Hauptmann; gesucht von Referat IVE5
- K 115: Julian Kolodziejczak: Polnischer Hauptmann; gesucht von Referat IVE5
- K 116: Josef Konrad (* 13. September 1891 in Schonwald): gesucht von Sachgebiet IVA1b
- K 117: H. G. Kooning: Sekretär; zuletzt gesehen in Amsterdam; gesucht von Referat IVE4
- K 118: Josef Kopetz (* 19. Februar 1892 in Mies): vermuteter Aufenthaltsort: Farley Hall, Oakamoor, Staffordshire; gesucht von Referat IVA1
- K 119: Alexander Korda (* 16. September 1893 in Turkeve, Ungarn): Direktor der Korda Film Productions Ltd; vermuteter Aufenthaltsort: 81 Avenue Road, St John’s Wood, London N.W; gesucht von Referat IID5
- K 120: Ludwig Koren (* 4. Februar 1896 in St. Martin-Csr): gesucht von Referat IVE5
- K 121: Wladislav Kornaszewski (* 2. Juli 1899 in Stelno, Mogilno): Kaufmann; gesucht von Referat IVE5 und Gestapo Graudenz
- K 122: Imogen Kosmack (* 12. April 1913 in Glasgow) (richtiger Name Veit): Sprachlehrer; vermuteter Aufenthaltsort: London; gesucht von Referat IVE4
- K 123: Ling Kossack (eigentlich Hermann Pevelling); gesucht von Referat IVE4
- K 124: Van Gross Ir. M. H. Koster: Sekretär; zuletzt gesehen in den Niederlanden; gesucht von Referat IVE4
- K 125: Paul Koster (* 17. Januar 1896 in Helder) [Alias: K. Bakker, Paul Kalter, Peter Ballin]; Nachrichtenagent [verwickelt in die Venlo-Affäre]; zuletzt gesehen in Paris; gesucht von Referat IVE4
- K 126: Stanisław Kot (* 22. Oktober 1885 in Ruda, Westschlesien): Professor, polnischer Emigrant; gesucht von Referat IIIB5
- K 127: Josef Kotas (* 12. August 1891 in Ostrau): Sekretär aus Ostrau, Schlesien; gesucht von Referat IVA1[A 99]
- K 128: Gerardus Cornelius Kotting [recte: Gerardus Cornelis Kotting] (Alias Kling) (* 18. Juli 1880 in Rotterdam): Britischer Nachrichtenagent; zuletzt gesehen in Rotterdam; gesucht in Referat IVE4
- K 130: Josef Kowalski (* 14. März 1904 in Laar-Duisburg): Mieter; gesucht von Referat IVE5 und Gestapo Oppeln
- K 131: Johann Jan Kowoll (* 27. Dezember 1890 in Siemianowitz); Redakteur; gesucht von Sachgebiet IVA1b
- K 132: Wilhelm Kraemer (Alias Kraenel, Kroenel, Kroel) (* 11. Februar 1899 in Duisberg): Lagerist, verwickelt in Angelegenheit Wilhelm Willemse; zuletzt gesehen in den Niederlanden; gesucht von Referat IVE4
- K 133: Jerzy Krafft: Grenzschutzkommissar; gesucht von Referat IVE5
- K 134: Krajewski (Alias Koc): Minister; gesucht von Referat IIIB5
- K 135: Otto Kraus (* 1. Januar 1883 in Platten, Neudeck): vermuteter Aufenthaltsort: 67 Sparkenhoe Street, Leicester; gesucht von Referat IVA1
- K 136: Wolfgang Kraus (* 19. März 1905) [fraglich]: Assistent [Jurist]; vermuteter Aufenthaltsort: Cambridge; gesucht von Referat IIIA1 [hielt sich tatsächlich in den USA auf]
- K 137: Krause: Britischer Nachrichtenagent; vermuteter Aufenthaltsort: Black Friars Road, London S.W.5.; gesucht von Referat IVE4
- K 138: Kraushaar [recte: Luise Kraushaar] (Alias: Luise Szepanski; Codename: Trude) (* 13. Februar 1905 in Berlin): Stenotypist; gesucht von Referat IVA2;
- K 139: Max Krauss: Mitarbeiter von Richard Merton; vermuteter Aufenthaltsort: London; gesucht von Abteilung IIID
- K 140: Kurt Krautter (* 27. November 1904 in Neukölln): Arbeiter; gesucht von Referat IVA2 [hielt sich tatsächlich in Frankreich auf]
- K 141: Otto Krayer (* 13. März 1905) [recte: 22. Oktober 1899 in Köndringen]: Privatdozent; gesucht von Referat IIIA1; [hielt sich tatsächlich in den USA auf]
- K 142: Hans Adolf Krebs (* 14. März 1905): [recte. 25. August 1900 in Hildesheim] Privatdozent [Mediziner]; gesucht von Referat IIIA1
- K 143: Kregloh: Britischer Nachrichtenagent; zuletzt gesehen in Rotterdam; gesucht von Referat IVE4
- K 144: Karl Kreibich (* 14. Februar 1883 in Coikov); gesucht von Referat IVA1
- K 145: Werner Kreissl (* 18. Juni 1922 in Christophhammer); vermuteter Aufenthaltsort: Leicester; gesucht von Referat IVA1
- K 145: Ludwig Krejei [recte: Ludwig Krejci] (* 17. August 1890 in Brunn): Tschechischer General; gesucht von Referat IVE4 und Gestapo Prag[A 100]
- K 146: Johann Kreißl (* 18. Juni 1893 in Christophhammer): Eisenwender; vermuteter Aufenthaltsort: Leicester; gesucht von Referat IVE4
- K 147: Willi Kressmann [recte: Willy Kressmann] (* 6. Oktober 1907 in Berlin): [Sozialdemokrat]; gesucht von Sachgebiet IVA1b
- K 149: Franzisek Kretkowski (* 5. Februar 1897 in Jaksice): gesucht von Referat IVE5
- K 150: Kreuziger (Geburtsname Maria Babic) (* 21. November 1903 in Pivola); zuletzt gesehen in Belgrad; gesucht von Referat IVE4
- K 151: Gerhard Kreyssig (* 25. Dezember 1899 in Krossen): Gewerkschaftsfunktionär [Leiter der wirtschaftspolitischen Abteilung des Internationalen Gewerkschaftsbundes]; vermuteter Aufenthaltsort: London; gesucht von Referat (Sachgebiet) IVA1b
- K 152: Jan Kriazek (* 8. März 1898 in Cicie); Landwirt; gesucht von Referat IVE5
- K 153: Krier [= Lily Krier-Becker ] (Geburtsname Lily Becker): Hausfrau; vermuteter Aufenthaltsort: London; gesucht von Sachgebiet IVA1b
- K 154: Peter (Pierre) Krier (* 4. März 1885 in Bonneweg): Minister; vermuteter Aufenthaltsort: London; gesucht von Sachgebiet IVA1b
- K 155: Karl Kriz (* 28. Oktober 1903 in Bilin): Technical Official; vermuteter Aufenthaltsort: Trebovir Road, London S.W.5; gesucht von Referat IVE4
- K 156: Jan Kropke: Grenzschutzbeamter; gesucht von Referat IVE5
- K 157: Josef Kroll (* 16. November 1905 in Laszow, Kalisch): Arbeiter; gesucht von Referat IVE5
- K 158: Wenzel Krnadnasky (* 5. Juni 1876 in Prag): Redakteur; vermuteter Aufenthaltsort: London; gesucht von Referat IVE4
- K 159: Emil Kruger [recte: Krüger] (* 19. November 1902 in Braunschweig); gesucht von Referat IVA1
- K 160: Julian Krzysowski (Alias Kolodziejczak): Polnischer Hauptmann; gesucht von Referat IVE5
- K 161: Winfried Krzyzanowski (Alias Ludecke) (* 14. Mai 1886 in Neustettin): Schriftsteller; gesucht von Referat IVE5 und Gestapo Innsbruck
- K 162: Ksiazek: Britischer Nachrichtenagent, verwickelt in Angelegenheit R. Kukiz; gesucht von Referat IVE4
- K 163: Paul Kubis (* 22. März 1912 in Runthe, Hamm): Melker, gesucht von Referat IVE5
- K 164: [Bertha] Kuczinski (Geburtsname Berta Gradenwitz) (* 30. Juni 1879 in Kottbus) [Ehefrau von K165]: [Malerin]; vermuteter Aufenthaltsort: London; gesucht von Referat IVA1
- K 165: Robert Kuczynski (* 18. Februar 1905) [recte: 12. August 1876]: Direktor, Emigrant; gesucht von Referat IIIA1
- K 166: Josef Kugler (* 22. Januar 1887 in Schonfeld): Arbeiter; vermuteter Aufenthaltsort: Chulloden House, Inverness, Schottland; gesucht von Referat IVA1
- K 167: Karl-August Kuhndorf: Emigrant, britischer Nachrichtendienst für Lettland; zuletzt gesehen in Riga; gesucht von Referat VIC2
- K 168: Franz Kuhnl (* 13. November 1891 in Saaz): vermuteter Aufenthaltsort: Albury; gesucht von Referat IVA1b
- K 169: Oskar Künzl (* 18. März 1913 in Rothau): vermuteter Aufenthaltsort: 25 Northdown Road, Margate, Kent; gesucht von Referat (Sachgebiet) IVA1b
- K 170: Nicholas Kurtl [recte: Nicholas Kurti] (* 22. März 1895): Emigrant, Assistent; vermuteter Aufenthaltsort: Oxford; gesucht von Referat IIIA1
- K 171: Heinrich Kuhn (* 18. März 1905): Privatdozent [Physiker]; vermuteter Aufenthaltsort in Albury; gesucht von Referat IIIA1
- K 172: Kukel: Mitglied des polnischen Parlaments; gesucht von Referat IVD2
- K 173: Rudolf Kukiz (* 23. Juni 1909 in Bukowsko, Sanok): Britischer Nachrichtenagent; gesucht von Referat IVE4
- K 174: Prokop Kumpost (* 18. Juli 1894 in Hnevkovize): Ehemaliger tschechischer Oberst; gesucht von IVE4
- K 175: Anton Kunzlik (* 14. April 1900 in Staab); gesucht von Sachgebiet IVA1b
- K 176: Rudolf Kupfer-Sachs (Alias Sachs) (* 22. Mai 1897 in Berlin): Graphischer Designer; gesucht von Sachgebiet VC3A und Gestapo Berlin
- K 177: Franz Kupka (* 2. Januar 1901 in Rosenberg, Westschlesien): Kellner, gesucht von Referat IVE5
- K 178: Wenzl Kuplent (* 22. Juni 1897 in Eleonorenhain); gesucht von Sachgebiet IVA1b
- K 179: Jaroslav Kurz (* 7. April 1899 in Klattau): Ehemaliger tschechischer Major; gesucht von Referat IVE4
- K 180: Otto Kurz: [Kunsthistoriker] Warburg-Institut; vermuteter Aufenthaltsort: London; gesucht von Referat IIIA1
- K 181: Franz Kutschker (* 26. November 1916 in Groß-Endersdorf): Wehrdienstflüchtling; vermuteter Aufenthaltsort: 14 Wisnistay Grove, Manchester; gesucht von Referat VD2
- K 182: Erich Kuttner (* 27. Mai 1887 in Berlin-Schöneberg): gesucht von Sachgebiet IVA1b [hielt sich tatsächlich in den Niederlanden auf]
- K 183: Wladimir Kysilewsky: Schriftsteller; gesucht von Referat IVD3

### Buchstabe L
- L 1: André Labarthe: Mitglied der illegalen französischen Regierung; gesucht von Referat VIG1
- L 2: Karl Laborski (* um 1895): Fellhändler, verwickelt in Angelegenheit „Fred Schidloff“; vermuteter Aufenthaltsort: England; gesucht von Referat IVE4
- L 3: Leo Lagarde (* 25. November 1892 in Znaim): vermuteter Aufenthaltsort: England; gesucht von Referat (Sachgebiet) IVA1b
- L 4: Charles Albert Lambert (* 14. Oktober 1900 in London): Berichterstatter; gesucht von Referat IVA1
- L 5: Charles A. Lambert: Ehemaliger Berliner Korrespondent des Manchester Guardian; vermuteter Aufenthaltsort: England; gesucht von Referat IVB4
- L 6: Jan (Johann) Lamkowski, Deckname Grabowski (* 26. Januar 1888 in Lesson): Polnischer Nachrichtenoffizier; gesucht von Referat IVE5 und Stapo Graudenz
- L 7: Arnold Lamm: Britischer Nachrichtenagent; zuletzt gesehen in Antwerpen; vermuteter Aufenthaltsort: England; gesucht von Referat IVE4
- L 8: Josef Lampersberger (* 16. September 1912 in Degerndorf): Kellner; vermuteter Aufenthaltsort: England; gesucht von Referat IVA1 und Stapoleitstelle München
- L 9: Hans Landau (* 1892): Emigrant, außerordentlicher Professor; vermuteter Aufenthaltsort: London; gesucht von Referat IIIA1
- L 10: Josef Landau (* 29. April 1877 in Litzmannstadt): Bankier, polnische Emigranten-Regierung; vermuteter Aufenthaltsort: England; gesucht von Abteilung IIIB
- L 11: Max Landau [recte: Max Landesmann[8]]: Jude, Bankbeamter, verwickelt in Angelegenheit „Ignaz Petschek“; vermuteter Aufenthaltsort: London; gesucht von Referat IIID4
- L 12: F. H. Landshoff [= Fritz Helmut Landshoff]: vermuteter Aufenthaltsort: London; gesucht von Referat IIB5
- L 13: Lane: Britischer Captain; vermuteter Aufenthaltsort: London; gesucht von Referat IVE4
- L 14: Gerhard Lange (* 2. Juli 1892 in Rhede): Werftzeichner, verwickelt in die Angelegenheit „Aloisius Porta“; vermuteter Aufenthaltsort: England; gesucht von Referat IVE4
- L 15: Robert Lange (* 21. Mai 1882 in Magdeburg): Werkmeister; vermuteter Aufenthaltsort: England; gesucht von Referat IVE4
- L 16: Willy Lange (* 20. Mai 1899 in Öderan): vermuteter Aufenthaltsort: England; gesucht von Referat (Sachgebiet) IVA1b
- L 17: Felix Langer: Schriftsteller, Emigrant; vermuteter Aufenthaltsort: London N.W. 3, 16 Kemplay Road; gesucht von Referat IIB5
- L 18: Karl Langhammer (* 25. März 1885 in Schwaderbach): vermuteter Aufenthaltsort: England; gesucht von Referat (Sachgebiet) IVA1b
- L 19: Adolphe Maximilian Langsner (* 14. Juli 1893 in Woronienks): Agent; vermuteter Aufenthaltsort: England; gesucht von Referat IVE4
- L 20: Erich Langstödt (* 1910): Professor, Emigrant; vermuteter Aufenthaltsort: Cambridge gesucht von Referat IIIA1[A 101]
- L 21: V. Lanner: „Internationaler Friedensfeldzug“; gesucht von Referat VIG1
- L 22: George Lansbury (* 21. Februar 1859): „fördert deutsche Emigranten und Einkreisungspolitik“, vermuteter Aufenthaltsort: London E. 3, 39 Bow Road; gesucht von Referat VIG1
- L 23: Jean Lareida, Deckname Victor Vaucher: (* 17. April 1903 in Zürich): Nachrichtedienstagent; gesucht von Referat IVE4 und Stapo Bremen
- L 24: Raffael Lasalle (* 10. Mai 1887 in Köln): Britischer Nachrichtendienstagent; vermuteter Aufenthaltsort: England; gesucht von Referat IVE4
- L 25: Hans Laser (1899–1980): Privatdozent, Emigrant; vermuteter Aufenthaltsort: Cambridge, Molteno Institute; gesucht von Referat IIIA1
- L 26: Harold J. Laski (* 30. Juni 1893): Professor, Antifaschisten Liga; vermuteter Aufenthaltsort: London W 14, Devon Lodge, Addison Bridge Place; gesucht von Referat VIG1
- L 27: Nathan Laski: Antifaschist; vermuteter Aufenthaltsort: Manchester; gesucht von Referat VIG1
- L 28: Neville Jonas Laski: Rechtsanwalt, jüdische Abgeordneten-Kammer, Völkerbundsanhänger; vermuteter Aufenthaltsort: London N.W. 3, 10 Wedderburn Rd.; gesucht von Referat VIG1 und Referat IIB2
- L 29: Ludyga Laskowski [= Jan Ludyga-Laskowski] (* 15. März 1894 in Rosenberg): Polnischer Major, Kaufmann; gesucht von Referat IVE5 und Stapo Oppeln
- L 30: Arthur Lasnitzki (* 1896): Assistent [Mediziner], Emigrant; vermuteter Aufenthaltsort: Manchester Universität; gesucht von Referat IIIA1[A 102]
- L 31: Samuel Last (1902–1991): Emigrant, Assistent [Mediziner]; vermuteter Aufenthaltsort: Northampton, Mental Hospital; gesucht von Referat IIIA1
- L 32: George Lathan (1875–1942): Abgeordneter [des Unterhauses], Gewerkschaftler; gesucht von Rederat VIG1
- L 33: Heinrich Lauber (1899–1979): Privatdozent, Emigrant; vermuteter Aufenthaltsort: London; gesucht von Referat IIIA1
- L 34: Lauber (Geburtsname Marie Zettl) (* 1. Oktober 1884 in Neuhammer): gesucht von Referat IVA1
- L 35: Martin Laurence, richtig Adolf Paul Narr: vermuteter Aufenthaltsort: London; gesucht von Referat VIG1
- L 36: Robert Laurence, richtig Adolf Paul Narr [gleiche Person wie L35 und M79]: vermuteter Aufenthaltsort: London; gesucht von Referat VIG1
- L 37: Lauthew, verheiratete Webb, geb. Sellheim, Magda Antonowna: Russin, britischer Nachrichtendienst für Estland; zuletzt gesehen in Reval; gesucht von Referat VIC2
- L 38: Frederic William Pethick-Lawrence (1871–1961) [gleiche Person wie P38]: Abgeordneter [des Unterhauses]; gesucht von Referat VIG1
- L 39: George Reverend Lawrence: Reverend, Prediger; vermuteter Aufenthaltsort: England; gesucht von Referat IVE4
- L 40: Lawrenson: Britischer Agent; zuletzt gesehen in Petrinja; vermuteter Aufenthaltsort: England; gesucht von Referat IVE4, Abteilung III und Stapo Graz
- L 41: E. F. Lawson: Jude, britischer Hauptmann; gesucht von Referat VIG1
- L 42: Will Lawther: Rotspanienpropagandist; gesucht von Referat VIG1
- L 43: Dorothy Layton: Anhänger der Harand-Bewegung; vermuteter Aufenthaltsort: London; gesucht von Referat VIG1
- L 44: Walter Thomas Layton (* 15. März 1884): Vorsitzender des News Chronicle, Antifaschist; vermuteter Aufenthaltsort: London S.W. 15, 198 West Hill, Putney; gesucht von Referat VIG1
- L 45: Abraham Lazarus: Kommunistenführer, Jude; gesucht von Referat VIG1
- L 46: Marie Lazarsfeld-Jahoda (* 26. Januar 1907 in Wien): Schriftstellerin, Jüdin, verwickelt in Angelegenheit „SPÖ-Auslandszweigstelle“; vermuteter Aufenthaltsort: London N.W. 1, 10 Regents Park Terrace; gesucht von Referat IIB5, Referat (Sachgebiet) IVA1b, Referat VIG1
- L 46a: O’Leary: Britischer Nachrichtenagent; zuletzt gesehen in Kopenhagen; vermuteter Aufenthaltsort: England; gesucht von Referat IVE4
- L 47: Henryk Leather: involviert in die Angelegenheit „Fisher“: vermuteter Aufenthaltsort: England; gesucht von Referat IVE4
- L 48: Henry Jean Leather (* um 1895), Deckname Roger Gerard: Britischer Offizier; vermuteter Aufenthaltsort: England; gesucht von Referat IVE4
- L 49: Leatry: Leiter des britischen Pass Office, verwickelt in Angelegenheit „C.M. Bjerring“; zuletzt gesehen in Kopenhagen; vermuteter Aufenthaltsort: England gesucht von Referat IVE4 und Stapo Kiel
- L 50: Zygmunt Lecwicz (* 25. März 1886 in Warschau): Kunstreiter, ehemaliger polnischer Oberst; gesucht von Referat IVE5 und Stapo Schneidemühl
- L 51: Richard Lederer (* 6. März 1905 in Asch): [SPD?]; gesucht von Referat IVA1
- L 52: Rudolf Leeb (* 7. Mai 1902 in Berlin): [SPD-Funktionär]; vermuteter Aufenthaltsort: England; gesucht von Referat IVA1
- L 53: Maurice de Leeuw, Deckname Heymann: Britischer Nachrichtendienstagent, involviert in Angelegenheit „Tinsley“; vermuteter Aufenthaltsort: England; gesucht von Referat IVE4
- L 54: Dick (Edward) Lefontaine: Britischer Konsulatsbeamter, Nachrichtenoffizier; zuletzt gesehen in Istanbul; vermuteter Aufenthaltsort: England; gesucht von Referat IVE4
- L 55: Joseph Leftwich: Journalist; vermuteter Aufenthaltsort: London N.6, 24 Shepherds Hill High Gate; gesucht von Referat IIB5
- L 56: George Legh-Jones: Direktor; vermuteter Aufenthaltsort: London E.C. 3, 22 St. Helens Court, Shell Transport u. Trading Co; gesucht von Referat IVE2
- L 57: Hans Leo Lehmann (1907–1992): Ass.[istent] [Chemiker], Emigrant; vermuteter Aufenthaltsort: London, Universität; gesucht von Referat IIIA1
- L 58: Kurt Lehmann (* 20. August 1906 in Barmen): Seemann; gesucht von Referat IVA1 sowie Stapoleitstelle Hamburg [hielt sich tatsächlich in Nordafrika auf]
- L 59: Otto Lehmann-Rüßbüldt [recte: Otto Lehmann-Rußbüldt] (* 1. Januar 1871 in Berlin): [Pazifist]; vermuteter Aufenthaltsort: London; gesucht von Referat IIB5
- L 60: Werner Lehmann (* 22. Mai 1904 in Bochum): Seemann; vermuteter Aufenthaltsort: London; gesucht von Referat IVA1 [hielt sich tatsächlich in Nordafrika auf]
- L 61: Bruno Leichentritt [recte: Bruno Leichtentritt] (* 1888): Außerordentlicher Professor, Emigrant; vermuteter Aufenthaltsort: London; gesucht von Referat IIIA1
- L 62: Otto Leichter, Deckname Konrad Huber (* 22. Februar 1897): Dr. jur.; gesucht von Referat IVA1
- L 63: Dr. Henry Leiper [= Henry Smith Leiper]: Methodistenpfarrer, Anhänger der „Friends of Europe“; vermuteter Aufenthaltsort: England; gesucht von Referat VIG1
- L 64: Arthur Leiser: Britischer Nachrichtenagent, involviert in Angelegenheit „Fray Strong“; vermuteter Aufenthaltsort: England; gesucht von Referat IVE4
- L 65: Rudolf Leißler (* 20. März 1911 in Nieder-Ramstedt): Heizer; vermuteter Aufenthaltsort: Internierungslager; gesucht von Referat IVA1 und Stapoleitstelle Hamburg
- L 66: Lengborne: Britischer Oberstleutnant; vermuteter Aufenthaltsort: England; gesucht von Referat IVE4
- L 67: Emil Lengyel: Schriftsteller; vermuteter Aufenthaltsort: England; gesucht von Referat IVB4
- L 68: John Robert Lennox (* 12. Oktober 1896 in London): Architekt; vermuteter Aufenthaltsort: London, S.E., 14 Courtside; gesucht von Referat IVE4
- L 69: V. C. H. Gordon Lennox [= Victor Gordon Lennox]: Korrespondent des Daily Telegrafe [Daily Telegraph]; vermuteter Aufenthaltsort: England; gesucht von Referat IVB4
- L 70: Friedrich Lenz (* 14. Oktober 1902 in Saarbrücken): Installateur; gesucht von Referat IVA2
- L 71: Leo Leonard (* 21. Januar 1916 in Frankfurt/Main): Dienstpflichtiger; vermuteter Aufenthaltsort: London N.W. 3, 230 Finchley Road oder 70 Westend Lane; gesucht von Referat (Sachgebiet) VD2f
- L 72: I. F. P Leslie: Kaufmann, britischer Nachrichtendienst für Estland; zuletzt gesehen in Reval; vermuteter Aufenthaltsort: England; gesucht von Referat VIC2
- L 73: J. Lesser [recte: Jonas Lesser]: Schriftsteller, Emigrant; vermuteter Aufenthaltsort: London N.W. 6, 56 Fairhazel Gardens; gesucht von Referat IIB5
- L 74: Herbert Lessig (* 5. Juli 1902 in Dresden), Deckname Bert, Ping-Pong, Tilly: Buchdrucker; gesucht von Referat IVA2
- L 75: Dr. Charlotte Leubuscher (1888–1961): außerordentlicher Professor, Emigrant; vermuteter Aufenthaltsort: Oxford; gesucht von Referat IIIA1
- L 76: Walter Leubuscher (* 9. Januar 1909 in Marburg) [recte: 5. September 1900 in Berlin[9]]: Techniker, Schwarze Front; vermuteter Aufenthaltsort: England; gesucht von Referat IVA3[A 103]
- L 77: Ernst v. Reichenau-Leuchtmar (* 23. Mai 1893 in Berlin): Privatlehrer; vermuteter Aufenthaltsort: England; gesucht von Referat IVA2
- L 78: D. M. von Leusden: Sekretär, Holländer, involviert in Angelegenheit „Breijnen“; zuletzt gesehen in Holland; vermuteter Aufenthaltsort: England; gesucht von Referat IVE4
- L 79: I. W. Leusing (* 22. Mai 1902 in Mettmann): Britischer Agent; zuletzt gesehen in Rotterdam; vermuteter Aufenthaltsort: England; gesucht von Referat IVE4
- L 80: Viscount Leverhulme [= William Lever, 2. Viscount Leverhulme]: vermuteter Aufenthaltsort: London, Unilever-House, Blackfriars; gesucht von Referat IVE2
- L 81: Adolf Levi: Mitarbeiter des Richard Merton [bis 1933 Direktor der Forschungsabteilung und stellvertretendes Vorstandsmitglied der Frankfurter Metallgesellschaft]; vermuteter Aufenthaltsort: London; gesucht von Abteilung IIID
- L 82: Dr. Walter Levinthal (* 1886 in Bath): Emigrant, Assistent [Bakteriologe]; gesucht von Referat IIIA1
- L 83: Dr. Prof. Ida Levisohn: (* 1901): Emigrant[in]; vermuteter Aufenthaltsort: London; gesucht von Referat IVA1[A 104]
- L 84: Hermann Levy (* 1881 in London): Außerordentlicher Professor, Emigrant; gesucht von Referat IIIIA1
- L 85: Hyman Levy: Professor, Einkreisungsfront-Anhänger, Jude; gesucht von Referat VIG1
- L 86: Leon Lewandowski (* 2. Februar 1899 in Lissa): Radiohändler; gesucht von Referat IVE5 und Stapo Liegnitz
- L 87: Jack Lichfield (* 10. September 1884 in London): Kaufmann; vermuteter Aufenthaltsort: England; gesucht von Referat IVE4
- L 88: Dr. Ilse Lichtenstaedter [recte: Ilse Lichtenstädter] (* 1901): Emigrant; vermuteter Aufenthaltsort: Oxford, Universität; gesucht von Referat IIIA1
- L 89: Hermann Liebermann (* 3. Januar 1870 in Drohodycz): Rechtsanwalt, Jude, politischer Sejm-Abgeordner; gesucht von Abteilung IIIB und Referat IVD2
- L 90: Gerhard Liebmann, Deckname Werner Meier (* 29. Juni 1906 in Charlottenburg): Konstrukteur; vermuteter Aufenthaltsort: Cambridge; gesucht von Referat IVA1 und Referat IVA2
- L 91: Dr. Hermann Liebmann (* 1907): Emigrant [Chemiker]; vermuteter Aufenthaltsort: Edinburgh, Universität; gesucht von Referat IIIA1[A 105]
- L 92: Dr. Heinrich Liepmann (1904–1983): Dozent, Emigrant; vermuteter Aufenthaltsort: London; gesucht von Referat IIIA1
- L 93: Dr. Leo Liepmann (* 1900): Privatdozent, Emigrant; vermuteter Aufenthaltsort: London, gesucht von Referat IIIA1
- L 94: Ashe Lincoln: Jude, Anglo-ukrainisches Komitee; vermuteter Aufenthaltsort: London 1, Essex Court Temple E.C.4.; gesucht von Referat (Sachgebiet) [V?]D3a
- L 95: Alexander Dunlop Lindsay (* 1871): Volksfrontanhänger; vermuteter Aufenthaltsort: Oxford, Universität; gesucht von Referat VIG1
- L 96: Lindsay-Scott [= Scott Lindsay]: Angehöriger des Nationalrats der Arbeiterbewegung; vermuteter Aufenthaltsort: England; gesucht von Referat VIG1
- L 97: Erich Lindstadt [recte: Erich Lindstaedt] (* 5. November 1906 in Rixdorf): [kommunistischer Jugendfunktionär]; vermuteter Aufenthaltsort: England gesucht von Referat (Sachgebiet) IVA1b [hielt sich tatsächlich in Schweden auf]
- L 98: Wiette Lionell: verwickelt in Angelegenheit „Fisher“; vermuteter Aufenthaltsort: England; gesucht von Referat IVE4
- L 99: Josef Lis: Major, Nachrichtenoffizier; vermuteter Aufenthaltsort: England; gesucht von Referat IVE5 und von der Stapo Graudenz
- L 100: Lisbeths: Britischer Hauptmann, Nachrichtenoffizier; vermuteter Aufenthaltsort: England; gesucht von Referat IVE4
- L 101: Lisicki: Emigrant, verwickelt in „Free Europe“; vermuteter Aufenthaltsort: London; gesucht von Referat VIG1 und IIB5
- L 102: Dr. Hans Werner Lissmann (1909–1995): Emigrant [Zoologe]; vermuteter Aufenthaltsort: Cambridge, Universität; gesucht von Referat IIIA1
- L 103: Listerwell: Britischer Journalist; vermuteter Aufenthaltsort: England; gesucht von Referat IVE4
- L 104: William Listowel: Anhänger gegen Deutschland gerichteter Organisationen; vermuteter Aufenthaltsort: London-Kensington S.W. 7, 36 Onslowgardens; gesucht von Referat VIG1 und Referat IVA5
- L 105: Karl Lisycky (* 28. März 1893 in Holleschau): Ehemaliger Sekretär des tschechischen Außenministeriums; vermuteter Aufenthaltsort: London; gesucht von Referat IVE4 und Stapoleitstelle Prag
- L 106: Boleslaw Litgeber [recte: Bolesław Leitgeber]: [Sekretär der polnischen Exilregierung], verwickelt in „Free Europe“; vermuteter Aufenthaltsort: London; gesucht von Referat VIG1
- L 107: Karl Liticky (* 23. März 1893 in Holleschau): CSR-Legationsrat; gesucht von Referat (Sachgebiet) IVD1a
- L 108: Maurice Gordon Liverman (* 1892): [Direktor der Gordon Packaging Company; Magistrat in London; Mitglied des Rotarier Clubs; Mitglied des Board of Deputies of British Jews und des Verteidigungskomitees des Boards]; vermuteter Aufenthaltsort: London N.W. 2, 13 Coverdale Road; gesucht von Referat IIB2
- L 109: Adelheid Livingstone [= Adelaide Livingstone]: Leiterin der Britischen Gräberkommission, Nachrichtenagentin; vermuteter Aufenthaltsort: England; gesucht von Referat IVE4
- L 110: J. B. Lloyd: Direktor; vermuteter Aufenthaltsort: London E.C. 2, Britannic House, Anglo-Iranian Oil Co.; gesucht von Referat IVE2[A 106]
- L 111: George Megan Lloyd [wahrscheinlich George Lloyd, 1. Baron Lloyd] (* 1902) Liberaler Abgeordneter, Völkerbundsbewegung; vermuteter Aufenthaltsort: London; gesucht von Referat VIG1
- L 112: Lord Lloyd [= George Lloyd, 1. Baron Lloyd]: Chef des British Council; vermuteter Aufenthaltsort: London; gesucht von Referat IVE4
- L 113: Max Erwin Lobkowicz (* 29. Dezember 1888 in Bilin): Gutsbesitzer, tschechischer Emigrant; vermuteter Aufenthaltsort: London; gesucht von Referat IVE4 und Stapoleitstelle Prag
- L 114: Max Ernst Lobkowicz [recte Max Erwin Lobkowicz]: Fürst, CSR-Attaché; vermuteter Aufenthaltsort: London; gesucht von Referat (Sachgebiet) IVD1a
- L 115: Bruce Lockhart (* 2. August 1887): Journalist [Nachrichtendienstler]; vermuteter Aufenthaltsort: London; gesucht von Referat IVE4
- L 116: Dr. Otto Loeb (* 30. Mai 1898 in Trier): [Weinhändler]; vermuteter Aufenthaltsort: London N.W. 3, 6 Eton Rise; gesucht von Referat IVE4 und Stapo Koblenz
- L 117: Dr. Alfred Loeser: „Privatpraxis“, Emigrant; vermuteter Aufenthaltsort: London; gesucht von Referat IIIA1
- L 118: Adolfo Löwe [recte: Adolph Lowe] (* 4. März 1893): Professor, Emigrant; vermuteter Aufenthaltsort: Manchester; gesucht von Referat IIIA1
- L 119: Eberhard Löwe (* 24. Dezember 1890 in Berlin): Major; vermuteter Aufenthaltsort: England; gesucht von Referat IVE5 und Stapo Tilsit
- L 120: Lionell Loewe [= Lionel Loewe]: Britischer Nachrichtendienstoffizier, involviert in Angelegenheit „Stevens/Best“ [[[Venlo-Zwischenfall]]]; zuletzt gesehen in Den Haag; vermuteter Aufenthaltsort: England; gesucht von Referat IVE4[A 107]
- L 121: Dr. Jan Löwenbach: Emigrant; vermuteter Aufenthaltsort: Welwyn Garden City (Hertfordshire), 36 Digswellroad; gesucht von Referat IIB5
- L 122: Leo Loewenson (1884–1968): Assistent, Emigrant; vermuteter Aufenthaltsort: London; gesucht von Referat IIIA1
- L 123: Dr. Otto Löwenstein (* 1906): Assistent, Emigrant; vermuteter Aufenthaltsort: Birmingham Universität; gesucht von Referat IIIA1
- L 124: Dr. Hans Loewenthal (* 4. Dezember 1899 in Berlin): Assistent, Emigrant; vermuteter Aufenthaltsort: London; gesucht von Referat IIIA1[A 108]
- L 125: Siegmund Löwi (* 5. April 1883 in Barnsdorf): Gewerkschaftssekretär; vermuteter Aufenthaltsort: London; gesucht von Referat (Sachgebiet) IVA1b.[A 109]
- L 126: Siegmund Löwy [selbe Person wie L125] (* 5. April 1883 in Warnsdorf): vermuteter Aufenthaltsort: England; gesucht von Referat IVA1 und von der Stapoleitstelle Dresden
- L 127: Estelle Loggin: Emigrantenzeitschrift „Die Zukunft“; vermuteter Aufenthaltsort: England; gesucht von Referat VIG1
- L 128: Dr. Heinz London (* 7. November 1907): Emigrant [Physiker]; vermuteter Aufenthaltsort: Bristol, Universität; gesucht von Referat IIIA1
- L 129: Charlotte Elisabeth Lorenz, geb. Heide (* 6. November 1904 in Dresden): gesucht von Referat IVA1 und Stapoleitstelle Dresden
- L 130: Ludwig Lorenz (* 6. März 1917 in Altrohlau): vermuteter Aufenthaltsort: England; gesucht von Referat (Sachgebiet) IVA1b
- L 131: Roman Lorentz (* 20. Juli 1910 in Troppau): Ehemaliger estnischer Offizier; vermuteter Aufenthaltsort: England; gesucht von Referat IVE4, Referat IIIE4 und Stapo Tilsit
- L 132: Emily Lorimer: Overend [?], Schriftstellerin; vermuteter Aufenthaltsort: England; gesucht von Referat IIIA5
- L 133: Henry George Ch. Loscelles, richtig Henry George Ch. Earl of Harewood: gesucht von Referat VIG1
- L 134: Johann Losch (* 26. Dezember 1909): Anstreicher; gesucht von Referat IVA1 und Stapoleitstelle Karlsbad
- L 135: Hans Lothar: Mitinhaber der Fa. „Secker u. Warburg“, Emigrant; vermuteter Aufenthaltsort: London W.C. 2, 22 Essex Street; gesucht von Referat IIB5
- L 136: London: Direktor; zuletzt gesehen in Wassenaar; vermuteter Aufenthaltsort: England; gesucht von Referat IVE2
- L 137: David Low (* 7. April 1891): Karikaturist des „Evening Standard“; vermuteter Aufenthaltsort: London N.W. 11, 3 Rodborough Road; gesucht von Referat IVB4 und Referat VIG!
- L 138: Gerhard Hans Lubszynski (* 31. August 1904 in Berlin): Ingenieur; vermuteter Aufenthaltsort: London; gesucht von Referat IVA1[A 110]
- L 139: F. L. Lucas. Professor, Emigrantenzeitschrift „Die Zukunft“; vermuteter Aufenthaltsort: Cambridge, Universität; gesucht von Referat VIG1
- L 140: A.H. Ludwig: Britischer Nachrichtenagent; zuletzt gesehen in Den Haag; vermuteter Aufenthaltsort: England; gesucht von Referat IVE4
- L 141: Hans Lübeck (* 12. Juli 1908 in Bremen): Handlungsgehilfe; vermuteter Aufenthaltsort: England; gesucht von Referat IVA1
- L 142: Winfried Lüdecke, Deckname Krzyzanowski (* 14. Mai 1886 in Neustettin): Schriftsteller; gesucht von Referat IVE5 und Stapo Innsbruck
- L 143: Dr. Ljubomir Lukapello: Britischer Nachrichtenagent; vermuteter Aufenthaltsort: England; gesucht von Referat IVE4
- L 144: F. W. Lund: Direktor; vermuteter Aufenthaltsort: London E.C. 2, Britannic House, Anglo-Iranian Oil Co.; gesucht von Referat IVE2
- L 145: R.T. Lund: Secretary des Boy-Scout I.B. [International Bureau]; vermuteter Aufenthaltsort: London S.W. 1, 25 Buckingham Palace Road, Indernationales Büro der Boy-Scouts; gesucht von Referat (Sachgebiet) IVB1b
- L 146: Frau Mey Luyten: Sekretärin, verwickelt in Angelegenheit „Brijnen“; vermuteter Aufenthaltsort: England; gesucht von Referat IVE4
- L 147: George Lyall: Britischer Generalkonsul [in Bremen]; vermuteter Aufenthaltsort: England; gesucht von Referat IVE4
- L 148: George Ernest Lyon (* 24. April 1888 in London): Ingenieur, involviert in Angelegenheit „Henry Noble-Dudley“; vermuteter Aufenthaltsort: London; gesucht von Referat IVE4 und Stapoleitstelle Königsberg
- L 149: Oliver Lyttelton: Captain [Handelsminister], Personenkreis „Merton“; vermuteter Aufenthaltsort: London; gesucht von Referat IIID5

### Buchstabe M
- M 1: Mej. C. van Maanen: involviert in Angelegenheit „Brijnen“; zuletzt gesehen in Breda; gesucht von Referat IVE4 und Stapo Osnabrück
- M 2: P. Maars: involviert in Angelegenheit „Brijnen“; zuletzt gesehen in Bergen-Schoorl, Laanweg C 156 Schoorl; vermuteter Aufenthaltsort: England; gesucht von Referat IVE4 und Stapo Osnabrück
- M 3: Frl. Macadam: gesucht von Referat VIG1
- M 4: Charles B. Mac-Alpine: gesucht von Referat VIG1
- M 5: Rose Macaullay [recte: Rose Macaulay]: Schriftsteller; gesucht von Referat VIG1
- M 6: Mr. Mac-Cann: verwickelt in die Angelegenheit „Ignaz Petschek“; vermuteter Aufenthaltsort: 4 Meddoecroft Road, Wallasey, Cheshire; gesucht von Referat IIID4
- M 7: G. M. Max-Carthy [= G.M. McCarthy]: Mitarbeiter von „Sunday Referee Ltd.“; gesucht von Referat IVB4[A 111]
- M 8: Alexander Macoene, Deckname: Masume, Masmoe, Mazome (* 5. Dezember 1885 in Petersburg): Professor der Chemie; vermuteter Aufenthaltsort: England; gesucht von Referat IVA2
- M 9: Mac-Cohen, richti Makohin [identisch mit M 44]: vermuteter Aufenthaltsort: England; gesucht von Referat (Sachgebiet) IVD3a
- M 10: C. Mac-Cracken (* 18. Juli 1880 in London): Britischer O.[berst]-Leutnant; zuletzt gesehen in Brüssel; vermuteter Aufenthaltsort: England; gesucht von Referat IVE4
- M 11: Mac-Kogen, richti Makohin: vermuteter Aufenthaltsort: England; gesucht von Referat (Sachgebiet) IVD3a
- M 12: Mc-Mahon: Direktor; vermuteter Aufenthaltsort: London S.W. 1, 5 Wilton Place; gesucht von Referat IVE2
- M 13: Stanislaw MacKiewicz: Mitglied des polnischen Nationalrates; gesucht von Referat IVD2
- M 14: Ronald MacLeay: gesucht von Referat VIG1
- M 15: Henry Mc-Mahon [= Henry McMahon]: Direktor; vermuteter Aufenthaltsort: London S.W. 1, 5 Wilton Place; gesucht von Referat IVE2
- M 16: Harold Macmillan (1894–1986): Politiker und Verleger; vermuteter Aufenthaltsort: Haywards Heath/Sussex, Chelwood Gate; gesucht von Referat VIG1
- M 17: Lord MacMillan [wahrscheinlich Hugh Macmillan, Baron Macmillan]; gesucht von Referat VIG1
- M 18: N. J. MacMurray: Major, C[ommi]ttee-Sekretär; gesucht von Referat VIG1
- M 19: Macohon, richtig Makohin: vermuteter Aufenthaltsort: England; gesucht von Referat [Sachgebiet] IVD3a
- M 20: Eduard Henri Macuarie (* 6. Juni 1911 in London): Steward der „Imperial Air Ways“-Fluggesellschaft; vermuteter Aufenthaltsort: London; gesucht von Referat IVE4
- M 21: Hans Mager (* 13. August 1916 in Berlin): Wehrdienstflüchtling; gesucht von Referat (Sachgebiet) VD2f
- M 22: J. H. Magowan [= John Hall Magowan]: Handelsrat bei einer Botschaft; vermuteter Aufenthaltsort: London; gesucht von Referat IVE4
- M 23: Johannes Maier (Maier-Hultschin) [= Johannes Maier-Hultschin]: Redakteur, Emigrant; vermuteter Aufenthaltsort: London N.W. 3, Belsize Park Gardens; gesucht von Referat IIB5 und IVA3
- M 24: I. G. Maier-Hultschin [identisch mit M 23]: Schriftsteller, Emigrant; vermuteter Aufenthaltsort: London N.W. 3, 22 Belsize Park Gardens; gesucht von Referat IIB5
- M 25: Gustav Mayer (* 4. Oktober 1871): Außerordentlicher Professor [Geschichte], Emigrant; vermuteter Aufenthaltsort: London; gesucht von Referat IIIA1
- M 26: Peter Mayer: Schriftsteller, Emigrant; vermuteter Aufenthaltsort: 34 Lanhill Road (Maida Hill), London W.9.; gesucht von Referat IIB5
- M 27: Willy Mayer-Groß [= Wilhelm Mayer-Gross] [identisch mit G 119]: Außerordentlicher Professor, Emigrant; vermuteter Aufenthaltsort: Maudsley Hospital, London; gesucht von Referat IIIA1
- M 28: Johannes Meier (* 2. Mai 1901 in Ostrog, Kreis Ratibor): Chefredakteur; gesucht von Referat IVE5
- M 29: Karl Meier (* 25. Mai 1887 in Königstein, Kreis Pirna): Schlosser; vermuteter Aufenthaltsort: Liverpool; gesucht von Referat IVA1
- M 30: Alfred Meyer: Außerordentlicher Professor [Neurologe], Emigrant; vermuteter Aufenthaltsort: London, Maudsley Hospital; gesucht von Referat IIIA1
- M 31: E. H. Meyer [= Ernst Hermann Meyer]: Emigrant; vermuteter Aufenthaltsort: London; gesucht von Referat VIG1
- M 32: Ernst-Wilhelm Meyer (* 2. April 1892 in Leobschütz): gesucht von Referat (Sachgebiet) IVA1b
- M 33: Gerhard Meyer (Ökonom) (* 1904): Emigrant; vermuteter Aufenthaltsort: Manchester; gesucht von Referat IIIA1
- M 34: Herbert Meyer (* 1911): Assistent [Chemiker], Emigrant; vermuteter Aufenthaltsort: London; gesucht von Referat IIIA1[A 112]
- M 35: Martin Meyer: vermuteter Aufenthaltsort: London; gesucht von Abteilung IIID
- M 36: Otto Meyer, Deckname Otto (* 17. November 1908 in Peine); gesucht von Referat IVA2
- M 37: Meyer (* 20. Mai 1901 in Leyden): involviert in Angelegenheit „de Haas“; zuletzt gesehen in Den Haag; vermuteter Aufenthaltsort: England; gesucht von Referat IVE4 und Stapo Aachen
- M 38: W. Maine: Abteilungsleiter im britischen Nachrichtendienst; vermuteter Aufenthaltsort: London; gesucht von Referat IVE4
- M 39: Martin Mainz: (* 13. November 1915 in Frankfurt): Kaufmann, involviert in Angelegenheit „Meijer Arnold“; zuletzt gesehen in Den Haag; gesucht von Referat IVE4 und Stapoleitstelle Münster
- M 40: Anton Mais: Redakteur; vermuteter Aufenthaltsort: London; gesucht von Referat IIB5
- M 41: Joe Maisner: Britischer Agent, involviert in Angelegenheit „Kurt Felsenthal“; zuletzt gesehen in Brüssel; gesucht von Referat IVE4
- M 42: Anna Makant (* 30. März 1881 in Waterford): Witwe, involviert in Angelegenheit „Holden Hill Makant“; vermuteter Aufenthaltsort: Sevenolks, Kent, Hazelbourne; gesucht von Referat IVE4 und S+tapo Neustadt
- M 43: Holden Hill Makant (* 22. Juli 1909 in Broadstairs): Student; vermuteter Aufenthaltsort: Sevenolks, Kent, Hazelbourne; gesucht von Referat IVE4 und Stapo Neustadt
- M 44: Jakob Makohin (* 27. September 1880 in Wicza oder Wien), Decknamen Mac-Cohen, Mac-Kohen, Razumowsky, Macohon, Mac-Kogen, Mokriwsky, Masepa-Razumowsky; vermuteter Aufenthaltsort: England; gesucht von Referat IVD3
- M 45: H. W. Malcolm: Direktor; vermuteter Aufenthaltsort: London E.C.3, 22 Great St. Helen's, (Shell Transport u. Trading Co.); gesucht von Referat IVE2
- M 46: S. Malcolm: Angestellter der Firma „Harris Scarfe Limited“; vermuteter Aufenthaltsort: London, 4 Lloyd’s Avenue Fenchurch Street; gesucht von Referat IVE3 und Stapo Karlsruhe
- M 47: Lord Malech (* 11. April 1885); gesucht von Referat VIG1
- M 48: James Joseph Mallon (* 1880): Soziologe, Fabian Society; gesucht von Referat VIG1
- M 49: Cecil Malone [= Cecil L’Estrange Malone]: Oberst, Mitglied des Parlaments; vermuteter Aufenthaltsort: London; gesucht von Referat (Sachgebiet) IVD3a
- M 50: Kurt Mandelbaum (* 13. November 1904 in Schweinfurt): [Sozialforscher]; vermuteter Aufenthaltsort: London; gesucht von Referat IVA1
- M 51: Geoffrey Mander (1882–1962): Politiker, Abgeordneter; vermuteter Aufenthaltsort: London S.W.1, 4 Barton Street; gesucht von Referat VIG1
- M 52: Ernst Manheim (1900–2002): Assistent, Emigrant; vermuteter Aufenthaltsort: London; gesucht von Referat IIIA1
- M 53: Karl Mannheim (* 27. März 1893): Ordentlicher Professor [Soziologe und Philosoph], Emigrant; gesucht von Referat IIIA1
- M 54: Mannheim [= Hermann Mannheim] (* 1889): Außerordentlicher Professor [Kriminologe], Emigrant; vermuteter Aufenthaltsort: London; gesucht von Referat IIIA1
- M 55: Heinrich Mann (* 27. März 1871 in Lübeck): Schriftsteller, Emigrant; gesucht von Referat IIB5
- M 56: Jakob Mann (* 11. Januar 1914 in Bobrka): Student; gesucht von Referat IVE5 und Stapo Köslin
- M 57: Josef Mannet (* 27. Februar 1912 in Karlsbad); zuletzt gesehen in Bad Bari; gesucht von Referat (Sachgebiet) IVA1b
- M 58: Ethel Mannin (1900–1984): Journalistin; gesucht von Referat VIG1
- M 59: Leah Manning: Politikerin; gesucht von Referat VIG1
- M 60: Mannton (* 1886): Arbeiterführer; gesucht von Referat VIG1
- M 61: Manschinger, geb. Hartwig: Stenotypist [Stenotypistin?]; gesucht von Referat (Sachgebiet) IVA1b
- M 62: Stanislaus Manthey: Polnischer Kriminalbeamter; gesucht von Referat IVE5 und Stapo Liegnitz
- M 63: A. de la Mar: Leiter des Bpro Reuter in Amsterdam; gesucht von Referat IVE4 und Stapo Münster
- M 64: John Marchbank: Generalsekretär der Englischen Eisenbahnverbände; vermuteter Aufenthaltsort: England; gesucht von Referat (Sachgebiet) IVA1b
- M 65: John Marchbank (* 1883): Gewerkschafter; vermuteter Aufenthaltsort: England; gesucht von Referat VIG1
- M 66: Rudolf Margies (* 25. Februar 1884 in Parchau), Decknamen Stacho, Stach und Stachud: Fabrikarbeiter; vermuteter Aufenthaltsort: England; gesucht von Referat IVA2
- M 67: Abraham Chaim Margullis (* 1. Oktober 1895 in Lodz), Deckname von Hammerstein: Polnischen Nachrichtenagent; gesucht von Referat IVE5 und Danzig
- M 68: A. H. (Agoston) de Marich [= Marich Ágoston] (* 19. Januar 1882) [recte: 19. November 1883]: Grenzpolizeimajor a. D., verwickelt in Angelegenheit „Verheuwen“; zuletzt gesehen in Utrecht; gesucht von Referat IVE4 und Stapo Aachen
- M 69: Simon Marks [= Simon Marks, 1. Baron Marks of Broughton]: vermuteter Aufenthaltsort: London S.W. 7, 42 Hyde Park Gate, South Kensington, London S.W.7.; gesucht von Referat IIB2
- M 70: Günther Markscheffel [recte: Günter Markscheffel] (* 16. November 1908 in Gleiwitz): vermuteter Aufenthaltsort: England; gesucht von Referat IVA1
- M 71: Lord Marley (* 16. April 1884): Fabian Society; vermuteter Aufenthaltsort: 417 Bloor Street West, Toronto; gesucht von Referat VIG1 und IVA5
- M 72: Marmorek-Schiller (* 10. November 1878 in Wien) [identisch mit Sch 20]: Redakteur; vermuteter Aufenthaltsort: England; gesucht von Referat IVA1
- M 73: Baron Marochetti (* 22. Juli 1894 in Vouse): Angeblicher englischer Offizier; vermuteter Aufenthaltsort: London, 13 Emperorsgate; gesucht von Referat IVE4
- M 74: Marrack [= wahrscheinlich John Marrack]: Professor; vermuteter Aufenthaltsort: London; gesucht von Referat VIG1
- M 75: Hans Mars (1898–1985): Dozent, Emigrant; vermuteter Aufenthaltsort: Birmingham; gesucht von Referat IIIA1
- M 76: Jacob Marschak (1898–1977): Privatdozent, Emigrant; vermuteter Aufenthaltsort: Oxford; gesucht von Referat IIIA1
- M 77: Hans Martin (KLM-Manager): Direktor der holländischen Luftfahrtgesellschaft K.L.M., Den Haag; zuletzt gesehen in Den Haag; gesucht von Referat IVE4
- M 78: Kingsley Martin (* 28. Juli 1897): Journalist; vermuteter Aufenthaltsort: London W.C. 1, 16 Great James Street; gesucht von Referat VIG1
- M 79: Robert Martin, richtig Paul Adolf Narr [identisch mit L 35 und L 36]: vermuteter Aufenthaltsort: London; gesucht von Referat VIG1
- M 80: Martin [= Hubert S. Martin]: Leiter des Internationalen Büros der internationalen Pfadfinderbewegung in London, Emigrant; vermuteter Aufenthaltsort: London; gesucht von Referat IVE4
- M 81: A. Marx: Bankdirektor; zuletzt gesehen in Amsterdam; vermuteter Aufenthaltsort: England; gesucht von Referat IVE4
- M 82: Fritz M. Marx [= Fritz Morstein Marx] (* 1900): Assistent, Emigrant; vermuteter Aufenthaltsort: Cambridge Universität; gesucht von Referat IIIA1
- M 83: Jan Masaryk: Früherer tschechischer Gesandter in London, Außenminister der tschechoslowakischen Regierung in London, Emigrant; gesucht von Referat (Sachgebiet) IVD1a und Referat IIB5
- M 84: Johann Masaryk: Emigrant; vermuteter Aufenthaltsort: London; gesucht von Referat VIG1
- M 85: Kurt Maschler: Schriftsteller, Emigrant; vermuteter Aufenthaltsort: Stanmore bei London, 7 Woodcroft Avenue; gesucht von Referat IIB5
- M 86: Jakob Masepa-Razumowsky, richtig Makohin: vermuteter Aufenthaltsort: England; gesucht von Referat (Sachgebiet) IVD3a
- M 87: Alexander Masmoe, Deckname Alexander Macoene (* 5. Dezember 1885 in Petersburg): Professor der Chemie; gesucht von Referat IVA2
- M 88: F. N. Mason-MacFarlane [= Noel Mason-McFarlane]: Oberst, Attaché für Luftfahrt; vermuteter Aufenthaltsort: England; gesucht von Referat IVE4
- M 89: Frau Mastel: gesucht von Referat VIG1
- M 90: Masterson [= Thomas S. Masterson]: Britischer Captain und Generaldirektor der Phönix [Phoenix] Oil in London, involviert in Angelegenheit „Dr. Fritz Rauth“; gesucht von Referat IVE4
- M 91: Alexander Masume, richtig Macoene (* 5. Dezember 1885 in St. Petersburg) [identisch mit M 8]: Professor der Chemie; gesucht von Referat IVA2
- M 92: Erwin Masur (* 20. Januar 1899 in Friedrichstadt): Prokurist; vermuteter Aufenthaltsort: England; gesucht von Referat IVA1 und Stapoleitstelle Hamburg
- M 92a: Masur, geb. Annemarie Bodenstein (* 18. November 1909 in Gronau): vermuteter Aufenthaltsort: England; gesucht von Referat IVA1 und Stapoleitstelle Hamburg
- M 93: Kommandant Mathieu: zuletzt gesehen in Brüssel; vermuteter Aufenthaltsort: England; gesucht von Referat IVE4 und Stapoleitstelle Münster
- M 94: Richard Mattes (* 20. Dezember 1896 in Neuwied): Metzger; vermuteter Aufenthaltsort: London, Hendon Pare Mansion Flat 24; gesucht von Referat IVA1
- M 95: Israel Mattuck: Geistlicher; vermuteter Aufenthaltsort: England; gesucht von Abteilung IVG1
- M 96: Josef Matuschek: Redakteur (* 19. Februar 1897 in Radwanitz): Redakteur; vermuteter Aufenthaltsort: England; gesucht von Referat IVA1
- M 97: Charles R. Maude (* 27. Februar 1882): Oberst, Chef der Berlin Spionageabteilung der englischen Mission; vermuteter Aufenthaltsort: England; gesucht von Referat IVE4[A 113]
- M 98: Ernst G.B. Maxse [= Ernest Maxse]: Englischer Generalkonsul in Rotterdam; zuletzt gesehen in Rotterdam; vermuteter Aufenthaltsort: England; gesucht von Referat IVE4
- M 99: James Maxton (* 22. Juni 1885): Politiker, Abgeordneter; vermuteter Aufenthaltsort: Geechwood, Barrhead, Renfrewshire; gesucht von Referat VIG1
- M 100: Edward May (* 1903): Privatpraxis [Medizin], Emigrant; vermuteter Aufenthaltsort: London; gesucht von Referat IIIA1[A 114]
- M 101: J. Henry May (* 1867): Wirtschaftler; gesucht von Referat VIG1
- M 102 Sir John Maynard [wahrscheinlich John Maynard Keynes]: vermuteter Aufenthaltsort: England; gesucht von Referat VIG1
- M 103: Alexander Mazome, Deckname Alexander Macoene [identisch mit M 8] (* 5. Dezember 1885 in Petersburg): Professor der Chemie; vermuteter Aufenthaltsort: England, gesucht von Referat IVA2
- M 104: Martha McKenna: vermuteter Aufenthaltsort: England; gesucht von Referat IVE4
- M 105: Hans Meisel: [Schriftsteller, Politikwissenschaftler], Emigrant; vermuteter Aufenthaltsort: Princeton, 65 Stockton Street; gesucht von Referat IIB5
- M 106: Ferdinand Meißner (* 28. März 1896 in Olmütz): Früherer Hauptschriftleiter des Preßburger Grenzboten; vermuteter Aufenthaltsort: London S.W. 7, 8 Mason Place; gesucht von Referat IVE4[A 115]
- M 107: Meixner, geb. Alosia Endt (* 14. März 1905 in Bärringen): Bei Miß Savvnry’s Thorpland Hall, Falkenham, Norfolk; gesucht von Referat (Sachgebiet) IVA1b
- M 108: Willi Melchert [Pseudonym von Rudolf Kircher][10]: Schriftsteller; vermuteter Aufenthaltsort: England; gesucht von Referat IIIA5
- M 109: Henry Melchett (* 10. Mai 1898 in London): Bankdirektor; vermuteter Aufenthaltsort: London S.W. 3, 8 Chelsea Embankment; gesucht von Referat IIB2[A 116]
- M 110: William Mellor (1888–1942): Journalist; gesucht von Referat VIG1
- M 111: Taddy Mellors: Englischer Rennfahrer, involviert in Angelegenheit „Kurt Felsenthal“; vermuteter Aufenthaltsort: England; gesucht von Referat IVE4
- M 112: Albrecht Mendelssohn Bartholdy (1874–1936): Ordentlicher Professor, Emigrant; vermuteter Aufenthaltsort: Universität Oxford; gesucht von Referat IIIA1 und Referat VIG1 [wahrscheinlich identisch mit B 39]
- M 113: Bernhard Menne: Schriftsteller, Emigrant; vermuteter Aufenthaltsort: London W.9, 67 Warrington Crescent; gesucht von Referat IIIA5 und Referat II B5
- M 114: Carl Mennicke (1887–1959): Professor, Emigrant; vermuteter Aufenthaltsort: Amersfoort; gesucht von Referat IIIA1
- M 115 Frederick Menzies: vermuteter Aufenthaltsort: London; gesucht von Referat IVE4 und Stapo Darmstadt
- M 116: Kurt Merling-Eisenberg (* 1899): Privatdozent, Emigrant; vermuteter Aufenthaltsort: London; gesucht von Referat IIIA1[A 117]
- M 117: A.F. Merry: Handelssekretär; gesucht von Referat IVE4
- M 118: Karl Mertens, richtig Hans Barison (* 19. Dezember 1897 in Großbüllesheim): Oberstadtsekretär; vermuteter Aufenthaltsort: England; gesucht von Referat IVA2
- M 119: Alfred Merton: vermuteter Aufenthaltsort: London; gesucht von Abteilung IIID
- M 120: Israel Richard Merton (* 1. Dezember 1881 in Frankfurt): Kaufmann, Emigrant, Jude; vermuteter Aufenthaltsort: London, British Metal Corporation Ltd.; gesucht von Referat IVE4, Referat IIID5 und Stapo Frankfurt
- M 121: Josef Merz (* 12. Februar 1914 in Rotenfels): Eisendreher; zuletzt gesehen in Utrecht; vermuteter Aufenthaltsort: England; gesucht von Referat IVE4 und Stapoleitstelle Karlsruhe
- M 122: Hilde Merzbach (* 2. Februar 1909 in Frankfurt/Main): vermuteter Aufenthaltsort: London; gesucht von Referat IVA1[A 118]
- M 123: L. Meses: vermuteter Aufenthaltsort: 25 Bulkington Cunte, Worthing-Sussex; gesucht von Referat IVE4
- M 124: Lord Meston [= James Meston, 1. Baron Meston] (* 12. Juni 1865): Präsident der liberalen Partei; vermuteter Aufenthaltsort: Hurst Place, Cookham Dene, Berkshire; gesucht von Referat VIG1
- M 125: Julio Metal (* 23. Mai 1879 in Jarow): Bankier; vermuteter Aufenthaltsort: London; gesucht von Referat IVA1[A 119]
- M 126: Alfred Meusel (1896–1960): Außerordentlicher Professor, Emigrant; gesucht von Referat IIIA1
- M 127: Friedrich Meyenberg (1875–1949): Außerordentlicher Professor, Emigrant; vermuteter Aufenthaltsort: Sheffield; gesucht von Referat IIIA1
- M 127a: Martin Meyer: Mitarbeiter des Merton; vermuteter Aufenthaltsort: London; gesucht von Abteilung IIID
- M 128: Hermann Meynen (* 7. Mai 1895 in Mülheim), Deckname Meynen-Sellerbeck: Früherer Wirtschaftsschriftsteller; vermuteter Aufenthaltsort: England; gesucht von Referat IVA3
- M 129: Paul Meyrowitz (* 22. November 1888 in Frankfurt): Bankier, involviert in Angelegenheit „Frank Beaumont“; vermuteter Aufenthaltsort: London; gesucht von Referat IVE4 und Stapoleitstelle Berlin
- M 130: B. Mevering: involviert in Angelegenheit „Breijnen“; zuletzt gesehen in Hilversum; vermuteter Aufenthaltsort: England; gesucht von Referat IVE4
- M 131: Siegfried E. Michael (* 1898): Emigrant; vermuteter Aufenthaltsort: Birmingham; gesucht von Referat IIIA1[A 120]
- M 132: Günther Isidor Michalowski, Deckname Joachim (* 7. August 1911 in Düsseldorf): Student; vermuteter Aufenthaltsort: England; gesucht von Referat IVA2 [hielt sich tatsächlich in Frankreich auf, starb 1940][A 121]
- M 133: Irma Michalowski, richtig Irma Abrasimos, geborene Michelson (* 12. September 1901 in Riga): Kontoristin, Bardame; vermuteter Aufenthaltsort: England; gesucht von Referat IVE5 und Stapoleitstelle Königsberg
- M 134: Lorenz Michealis (* 1902): Assistent [Mediziner], Emigrant; vermuteter Aufenthaltsort: Glasgow; gesucht von Referat IIIA1[A 122]
- M 135: Michelson, verheiratete Irma Abrasimos, Deckname: Michalowski (* 12. September 1901 in Riga): Kontoristin, Bardame; gesucht von Referat IVE5 und Stapoleitstelle Königsberg
- M 136: Middelton-Peddelton, richtig Ustinov (= Jona von Ustinov): vermuteter Aufenthaltsort: London; gesucht von Referat IVE4
- M 137: James Smith Middleton (1878–1962): Politiker; vermuteter Aufenthaltsort: England; gesucht von Referat VIG1
- M 138: Anton Migawa: Arbeiter; vermuteter Aufenthaltsort: England; gesucht von Referat IVE5 und Stapo Schneidemühl
- M 139: Mijer: Britischer Agent, involviert in Angelegenheit „Oberst Gibson“; vermuteter Aufenthaltsort: England; gesucht von Referat IVE4
- M 140: Stanislaw Mikolajczyk: Mitglied des polnischen Nationalrates; vermuteter Aufenthaltsort: England; gesucht von Referat IVD2
- M 141: Miles: vermuteter Aufenthaltsort: England; gesucht von Referat VIG1
- M 142: Cyrill Miller [recte: Cyril Miller]: Lehrer, englischer Nachrichtendienst in Lettland; zuletzt gesehen in Riga; vermuteter Aufenthaltsort: England; gesucht von Referat VIC
- M 143: David Mills: Abteilungsleiter der Völkerbundsliga und IS-Mann; vermuteter Aufenthaltsort: London; gesucht von Referat IVE4
- M 144: John Kenneth Mills (* um 1912 in Kensington): Reisender; vermuteter Aufenthaltsort: London; gesucht von Referat IVE3
- M 145: John George Mitchell (* 19. November 1906 in Bletchley): Arzt; vermuteter Aufenthaltsort: Biddonkam, Bedford; gesucht von Referat IVE4
- M 146: Peter Chalmers Mitchell (* 23. November 1864): Wissenschaftler; vermuteter Aufenthaltsort: England; gesucht von Referat VIG1
- M 147: William Foot Mitchell: Direktor; vermuteter Aufenthaltsort: Quendon Hall, Essex; gesucht von Referat IVE2
- M 148: Mitchell: Angestellter von AJOC [Anglo-Iranian Oil Company]; vermuteter Aufenthaltsort: London E.C. 2, Britannic House; gesucht von Referat IVE2
- M 149: G.R. Mitchison: vermuteter Aufenthaltsort: England; gesucht von Referat VIG1
- M 150: Naomi Mitchison (* 1. November 1897): Novellistin; vermuteter Aufenthaltsort: River Court, Hammersmith Mall; gesucht von Referat VIG1
- M 151: Muriel Mitschell-Henry (* 28. August 1893 in Bradford): Reklameleiterin, involviert in Angelegenheit „Julius Guthlac Birch“; gesucht von Referat IVE4
- M 152: Annelise Modrze (1901–1938): Emigrantin; vermuteter Aufenthaltsort: Oxford, Universität; gesucht von Referat IIIA1
- M 153: Wilhelm Möckel (* 20. Februar 1896 in Asch): Scherer; vermuteter Aufenthaltsort: London N. 8, SS-Prince 40, Church Linei; gesucht von Referat IVA1 und Stapo Karlsbad
- M 154: Rudolf Möller-Dostali: Journalist, Emigrant; vermuteter Aufenthaltsort: London W.C. 1, Bedford Place 12; gesucht von Referat VIG1 und IIB5
- M 155: Hertha Möser (* 26. September 1911 in Berlin): Schneiderin; vermuteter Aufenthaltsort: England; gesucht von Referat IVA2
- M 156: Rose Mohrer (* 11. Juni 1912 in Frankfurt): Medizinstudentin; vermuteter Aufenthaltsort: London; gesucht von Referat IVA1
- M 157: Mokriwsky, richtig Makohin: vermuteter Aufenthaltsort: England: gesucht von Referat (Sachgebiet) IVD3a
- M 158: Willi Molitor (* 25. Mai 1902 in Essen): Schlosser; vermuteter Aufenthaltsort: London; gesucht von Referat IIA1 und Stapoleitstelle Düsseldorf
- M 159: A. Moncrieff: vermuteter Aufenthaltsort: England; gesucht von Referat VIG1
- M 160: Herbert Monk: Britischer Vizekonsul; vermuteter Aufenthaltsort: England; gesucht von Referat IVE4[A 123]
- M 161: Noel Monks: Korrespondent des Daily Express; vermuteter Aufenthaltsort: England; gesucht von Referat VIG1
- M 162: Sandu Monolovisi: zuletzt gesehen in Bukarest; vermuteter Aufenthaltsort: England; gesucht von Referat IVE4
- M 163: Lionel Samuel Montagu (* 1883): Bankier; vermuteter Aufenthaltsort: London W.1, 5 Saville Row; gesucht von Referat IIB2[A 124]
- M 164: Frederick Montague [= Frederick Montague, 1. Baron Amwell] (* 1876): Politiker; vermuteter Aufenthaltsort: England; gesucht von Referat VIG1
- M 165: Soor Montague: Schriftsteller; vermuteter Aufenthaltsort: England; gesucht von Referat VIG1
- M 166: L. G. Montefiori: vermuteter Aufenthaltsort: London W. 1, 37 Weymouth Street; gesucht von Referat VIG1 und IIB2
- M 167: John Montresor (* 1912 in Cap[e]town, Südafrika): Angeblicher englischer Offizier, involviert in die Angelegenheit „David Peter“; vermuteter Aufenthaltsort: Gun House, Borthmouth; gesucht von Referat IVE4 und Stapo Innsbruck
- M 168: Ferdinand Monzer (* 12. Juli 1898 in Mlady-Smoliwec): Ehemaliger tschechischer Oberstleutnant; vermuteter Aufenthaltsort: England; gesucht von Referat IVE4 und Stapoleitstelle Prag[A 125]
- M 169: Taddy Moore: Englischer Motorradrennfahrer, involviert in Angelegenheit „Felsenthal“; gesucht von Referat IVE4
- M 170: Siegfried Moos (* 19. September 1904 in München): Bankangestellter; vermuteter Aufenthaltsort: London; gesucht von Referat IVA1
- M 171: Fritz Moosberg (* 16. Mai 1902 in Lippstadt): Kaufmann; zuletzt gesehen in Holland; vermuteter Aufenthaltsort: England; gesucht von Referat IVE4 und Stapo Dortmund[A 126] [hielt sich tatsächlich in Südamerika auf]
- M 172: Franz Moravec [identisch mit M 173] (* 23. Juli 1895 in Caslau): Ehemaliger tschechischer Oberst; vermuteter Aufenthaltsort: London W. 8., 53 Lexham Gardens, Kensington, London W8; gesucht von Referat IVE4 und Stapoleitstelle Prag
- M 173: František Moravec (* 23. Juli 1895 in Tschaslau [Caslau]): Ehemaliger tschechischer Oberst; vermuteter Aufenthaltsort: London; gesucht von Referat IVE6
- M 174: David Morgan: Herausgeber der Zeitschrift Youth At Work; gesucht von Referat VIG1
- M 175: Morris: Angestellter der AJOC; vermuteter Aufenthaltsort: London E.C. 2, [Anglo Iranian Oil Company], Britannic House; gesucht von Referat IVE2
- M 176: Morton: Englischer Nachrichtendienst; zuletzt gesehen in Libau; gesucht von Abteilung VIC2
- M 177: Morton: Britischer Major, involviert in Angelegenheit „Oberst Gibson“; vermuteter Aufenthaltsort: England; gesucht von Referat IVE4
- M 178: Herbert Morrison [identisch mit M 179]: Stadtpräsident von London, verwickelt in Angelegenheit „Treviranus“; vermuteter Aufenthaltsort: London; gesucht von Referat IVE4
- M 179: Herbert Stanley Morrison (* 3. Januar 1888) [identisch mit M 178]: Minister; vermuteter Aufenthaltsort: London S.E. 9, 55 Archery Road; gesucht von Referat VIG1
- M 180: R.M.S. Morisson: Englischer Nachrichtendienst; vermuteter Aufenthaltsort: West Lychelt, East Lane; gesucht von Referat VIC2
- M 181: Stanley Morrison [wahrscheinlich identisch mit M 178 und M 179]: Direktor des Londoner Rundfunkgesellschaft; vermuteter Aufenthaltsort: London; gesucht von Referat VIG1
- M 182: S. Guy (Stanley) Morton (* 2. Januar 1885 in London): Dr.-Ing., Journalist; gesucht von Referat IVE4 und Stapoleitstelle Prag
- M 183: Eduard Moscow (um 1899): Leiter des Britischen Nachrichtendienstes in Amsterdam; zuletzt gesehen in Amsterdam; vermuteter Aufenthaltsort: England; gesucht von Referat IVE4
- M 184: Ellen Mosenthal (* 28. Januar 1920 in Berlin); vermuteter Aufenthaltsort: London S.W. 15, Putney Lane; gesucht von Referat IVE4 und Stapoleitstelle Hamburg
- M 185: Artur Moses: Verkäufer; zuletzt gesehen in Heerlen; gesucht von Referat IVE4 und Stapo Aachen
- M 186: Alfred Mozer (* 15. März 1905 in München): Schriftleiter; gesucht von Referat IVA1
- M 187: Felix Mrozowski (* 18. Mai 1896 in Krakau): Polnischer Hauptmann, Nachrichtenoffizier; gesucht von Referat IVE5 und Stapo Graudenz
- M 188: Josef Müller (* 22. August 1908 in Zuflucht): gesucht von Referat (Sachgebiet) IVA1b
- M 189: Stephan Müller (* 6. Januar 1913 in Schwaderbach): vermuteter Aufenthaltsort: London; gesucht von Referat (Sachgebiet) IVA1b
- M 190: Heinrich Münter (1883–1957): Außerordentlicher Professor [Anthropologe], Emigrant; vermuteter Aufenthaltsort: Oxford; gesucht von Abteilung IIID
- M 191: Wilhelm Münzenberg (* 14. August 1889 in Erfurt): Schriftsteller, Emigrant; gesucht von Referat IIB5 [hielt sich tatsächlich in Frankreich auf]
- M 192: Ramsay Muir (* 1872): Historiker und Politiker; gesucht von Referat VIG1
- M 193: R. H. Muir: Führend im Unilever-Konzern; vermuteter Aufenthaltsort: Pop’s House, Bracknell; gesucht von Abteilung IIID
- M 194: J. H. D. Munnik: involviert in Angelegenheit „Breijnen“; zuletzt gesehen in Enschede, Holland; vermuteter Aufenthaltsort: England; gesucht von Referat IVE4
- M 195: Mura, richtiger Name Budberg, geborene Baronin Sakrewsk [= Moura Budberg]: Englischer Nachrichtendienst für Estland; gesucht von Referat VIC2
- M 196: John Thomas Murphie [= John Thomas Murphy] (* 9. Dezember 1888 in Manchester): Journalist; vermuteter Aufenthaltsort: London 5, Crossroad Highbury, New Park 145; gesucht von Referat IVA1
- M 197: Barbara Murray: vermuteter Aufenthaltsort: London; gesucht von Referat VIG1
- M 198: Gilbert Murray (1866–1957): Professor der Universität Oxford; vermuteter Aufenthaltsort: Oxford; gesucht von Referat VIG1
- M 199: Rodney Margarethe Murray (* 18. September 1894 in Gramond): zuletzt gesehen in Buchschlag; vermuteter Aufenthaltsort: England; gesucht von Referat IVE4 und Stapo Darmstadt.
- M 200: Mary Murry: gesucht von Referat VIG1
- M 201: Josef Musil: vermuteter Aufenthaltsort: London, Rosendaal Road; gesucht von Referat IVE4
- M 202: Morris Myer: Journalist; vermuteter Aufenthaltsort: London N.W. 11, 63 Ashbourn Avenue; gesucht von Referat IIB2[A 127]
- M 203: Franz Mykura (* 9. September 1896 in Trnovan): gesucht von Referat (Sachgebiet) IVA1b

### Buchstabe N
- N 1: Josef Nahakowski (* 27. Januar 1910 in Broeswnow, Kreis Stargard): Arbeiter, polnischer Nachrichtenagent; gesucht von Referat IVE5
- N 2: Franz Nagelschmidt (* 1875): Emigrant [Radiologe]; vermuteter Aufenthaltsort: Manchester; gesucht von Referat IIIA1[A 128]
- N 3: Günther Nagelschmidt (* 1908): Emigrant, Assistent [Chemiker]; gesucht von Referat IIIA1
- N 4: Zygmunt Stanislaus Najdowski (* 22. Februar 1910 in Hamborn): Student, polnischer Nachrichtenagent; gesucht von Referat IVE5
- N 5: Agnes Napp (* 13. Juni 1904 in Andernach): involviert in die Affäre Leo Heymann; zuletzt gesehen in Brüssel; gesucht von Referat IVE4, Abteilung IIIA und Stapo Aachen
- N 6: Adolf Paul Narr (* 18. März 1892) (Decknamen: Robert Arnold, Robert Laurenze, Robert Martin, Martin Laurence): Kunstmaler, Schriftsteller; vermuteter Aufenthaltsort: London; gesucht von Referat VIG1
- N 7: Harry Louis Nathan (* 2. Februar 1889): Rechtsanwalt und Politiker; gesucht von Referat VIG1
- N 8: Hans Naumann (* 1891): Emigrant; vermuteter Aufenthaltsort: Greenwich Hospital; gesucht von Referat IIIA1[A 129]
- N 9: Jaromir Necas (* 17. September 1888 in Neustadt): Ehemaliger tschechischer Minister; vermuteter Aufenthaltsort: London; gesucht von Referat IVD1 und IIB5
- N 10: Nemec [= František Němec]: Minister der ehemaligen tschechoslowakischen Regierung, Emigrant; vermuteter Aufenthaltsort: London; gesucht von Referat IIB5
- N 11: Anna Neubeck, geb. Herzstein (* 20. Juni 1900 in Witten) [Ehefrau von N12]: gesucht von Referat IVA2 [befand sich tatsächlich in Belgien, wurde 1940 nach Deutschland gebracht, am 7. Dezember 1942 ins KZ Auschwitz deportiert und dort offiziell mit Todestag am 1. Januar 1943 verstorben][A 130]
- N 12: Hans Neubeck (* 20. Juni 1897 in Essen) [recte: 28. Juni 1897]: keine Angaben [Werbeleiter, Kommunist, Vater von Herbert Neubeck]; gesucht von Referat IVA2 [hielt sich tatsächlich in der Sowjetunion auf][A 131]
- N 13: Albert Neuberger (* 1908): Emigrant; vermuteter Aufenthaltsort: London; gesucht von Referat IIIA1
- N 14: Franz Neudert (* 28. November 1912 in Eibenberg): gesucht von Referat IVA1
- N 15: Franz Neudert (* 18. März 1920 in Poschetzau): Kaufmann, gesucht von Referat IVA1
- N 16: Josef Neudert (* 10. August 1902 in Eibenberg): gesucht von Referat IVA1
- N 17: Neugroschel: Rechtsanwalt, verwickelt in die Angelegenheit Albert Albseit [= Albert Albseit Allister]; vermuteter Aufenthaltsort: London; gesucht von Referat IVE4 und Stapoleitstelle Wien
- N 18: Bernhard Herrmann Neumann (* 15. Oktober 1909): Emigrant [Mathematiker]; vermuteter Aufenthaltsort: Cambridge University; gesucht von Referat IIIA1
- N 19: Ernst Neumann (* 1. Mai 1908 in Breslau): Kaufmann; gesucht von Referat IVE5 und Stapoleitstelle Breslau
- N 20: Franz Neumann: Mitarbeiter in der Labour Partei [tatsächlich beim Institut für Sozialforschung in New York tätig]; vermuteter Aufenthaltsort: London W.C.1, 52 Dorthy Street; gesucht von Referat IVA1 [hielt sich tatsächlich in den USA auf]
- N 21: Otto Reinhold Gustav Neumann (* 4. April 1902 in Saabor, Kreis Grünberg): Britischer Nachrichtenagent, Arbeiter und kommunistischer Funktionär; gesucht von Referat IVE4
- N 22: Henry Woodd Nevison [recte: Henry Wodd Nevinson]: Journalist; gesucht von Referat VIG1
- N 23: Newbiggin: gesucht von Referat VIG1
- N 24: Kenneth Newby (* 11. September 1908 in Bradford): gesucht von Sachgebiet IVA1b
- N 25: Peter Henry Newhouse (* 14. März 1914 in Barrackpore, Indien): gesucht von Referat IVE4
- N 26: Mac Nichel: Führend im Unilever Konzern; vermuteter Aufenthaltsort: London, Unilever House, Blackfriars; gesucht von Abteilung IIID
- N 27: H.W. Nichols [recte: H.D. Nichols]: Mitarbeiter des Manchester Guardian; vermuteter Aufenthaltsort: London; gesucht von Referat IVB4[A 132]
- N 28: Nicholson [= Leslie Nicholson]: Diplomatischer Beamter, britischer Nachrichtendienst für Lettland; zuletzt gesehen in Riga; gesucht von Referat VIC2
- N 29: Arthur George Nichtson: Flieger; vermuteter Aufenthaltsort: London; gesucht von Referat IVE4 und Stapo Köln
- N 30: Wilhelm Nickel (* 24. Dezember 1891 in Schwerte): Schauspieler; gesucht von Referat IVA1[A 133]
- N 31: Harold Nicolson (* 28. Februar 1905 in Tehran): Schriftsteller und Politiker; vermuteter Aufenthaltsort: 4 Kings Bench-Walk, London S.E.1; gesucht von Referat VIG1
- N 32: Otto Niebergall (* 5. Januar 1904 in Kusel): Sekretär [KPD-Funktionär]; gesucht von Referat IVA2 [hielt sich tatsächlich in Frankreich auf]
- N 33: Karel Nihom (* 6. Oktober 1900 in Winterswijk): zuletzt gesehen in den Niederlanden; gesucht von Referat IVE4 und Stapoleitstelle Münster
- N 34: H. de Nijs: involviert in Angelegenheit Breijnen; zuletzt gesehen in Schagen, Niederlande; gesucht von Referat IVE4
- N 35: Otto Nitkewitsch (* um 1910): gesucht von Referat IVE4 und Stapoleitstelle Stuttgart
- N 36: Henry Noble-Dudley (* 11. Oktober 1901 in London): Direktor; vermuteter Aufenthaltsort: London; gesucht von Referat IVE4 und Stapoleitstelle Königsberg
- N 37: Philipp J. Noel-Baker (1889–1982): Unterhausabgeordneter, Professor; vermuteter Aufenthaltsort: 43 South Eaton Place, London S.W.1.; gesucht von Referat VIG1
- N 38: Norbeck (* 14. November 1899 in Budin, Norwegen) (Hannie Marie Norbeck): Polnische Agentin; gesucht von Referat IVE5
- N 39: Norreys (früher Newton): vermuteter Aufenthaltsort: London W. 1, 41 Hertford Street Mayfair; gesucht von Referat IVE3
- N 40: F.B.V. (Francis Benedikt) Norris (* 6. Juni 1883 in London): Englischer Oberstleutnant; vermuteter Aufenthaltsort: London; gesucht von Referat IVE4 und Stapo Kiel
- N 41: Francisco Norris: Britischer Oberst; gesucht von Referat VIG1
- N 42: Michael Norten: vermuteter Aufenthaltsort: London; gesucht von Referat IVE4 und Stapo Innsbruck
- N 42a: Harald North: Britischer Nachrichtenagent; früher in Kopenhagen; gesucht von Referat IVE4
- N 43: Anton Novotny (* 13. Juli 1891 in Wrschowitz): Arbeiter, Maurer; gesucht von Referat IVA1
- N 44: Wilhelm Novy (* 20. Februar 1892 in Zuckmantel): Parteisekretär; gesucht von Referat IVA1
- N 45: Gerda Nowack (* 22. Januar 1915 in Schmiedeberg, Hirschberg): Stenotypistin; vermuteter Aufenthaltsort: Grove-Meadow bei Beaconsfield; gesucht von Referat IVA1
- N 46: Peter Nowak (* 29. Juni 1916 in London): Wehrdienstflüchtling; gesucht von Referat (Sachgebiet) VD2f, Amtsgericht Hamburg
- N 47: Siegmund Nowakowski-Tempka (* 1891 in Krakau): Journalist, Schriftsteller, Mitglied der polnischen Emigrantenregierung; gesucht von Abteilung IIIB
- N 48: Zygmunt Nowakowski: Mitglied des Polnischen Nationalrates; gesucht von Referat IVD2
- N 49: Hermann Nuding (* 3. Juli 1902 in Oberurbach) (Deckname: Klaus Hermann Degen): Fabrikarbeiter [KPD-Politiker]; gesucht von Referat IVA2
- N 50: Nußbaum, geb. Margarethe Eisenberg (* 23. Februar 1906 in Wien): zuletzt gesehen: Den Haag; gesucht von Referat IVE4
- N 51: A.C. Nußbaumer: Banksachverständiger der Petscheks, involviert in Angelegenheit Ignaz Petschek; vermuteter Aufenthaltsort: London E.C. 2, 99 Gresham Street; gesucht von Referat IIID4
- N 52: B.H.S. Nygryn: Agent des britischen Nachrichtendienst; vermuteter Aufenthaltsort: London; gesucht von Referat IVE4

### Buchstabe O
- O 1: Hans Ober (* 19. Dezember 1897 in Großbullesheim) (richtig Hans Barison): Oberstadtsekretär; gesucht von Referat IVA2
- O 2: Obermüller: Angestellter des Shell-Konzerns: vermuteter Aufenthaltsort: London E.C. 3, 22 St. Helens Court, Shell Transport & Trading Company; gesucht von Referat IVE2
- O 3: Waclaw Wenzel Ochocki (* 7. September 1893 in Dolzig): Bürogehilfe, polnischer Agent; gesucht von Referat IVE5 und Stapo Liegnitz
- O 4: Felix Ochs: Mitarbeiter von Richard Merton [Diplombergingenieur] [* 1883/1884 in Mailand]; vermuteter Aufenthaltsort: London; gesucht von Abteilung IIID [hielt sich tatsächlich in den USA auf]
- O 5: Johann Ocimek (* 29. Mai 1917 in Klein-Lassowitz): Arbeitsdienstmann [Dienst-Flüchtling?]; gesucht von Referat IVE5 und Stapo Oppeln
- O 6: J.K. O'Donoghue (= John Kingston O’Donoghue): Ehemaliger Angehöriger der britischen Botschaft in Berlin; gesucht von Referat IVE4
- O 7: Oehl (* 29. Oktober 1907 in München) (geborene Luise Erna Christl Brod): Hausangestellten; gesucht von Referat IVA2
- O 8: Emil Ohm (* 29. Juli 1907 in St. Joachimsthal); gesucht von Referat IVA1
- O 9: Marie von Oertzen, geborene Stewart (* 24. August 1878 in Rohais); vermuteter Aufenthaltsort: London; gesucht von Referat IVE4 und Stapoleitstelle Hannover
- O 10: Walter Öttinghaus [recte: Walter Oettinghaus] (* 26. Februar 1883 in Gevelsberg): Gewerkschaftsbeamter; gesucht von Referat IVA1
- O 11: George Ogilvie-Forbes: Botschaftsrat; gesucht von Referat IVE4
- O 12: Oistros: Schriftsteller; gesucht von Referat IVB4
- O 13: Rudolf Olden (* 14. Januar 1885 in Stettin) [gleiche Person wie O14 und O15]: Rechtsanwalt, Schriftsteller; vermuteter Aufenthaltsort: Yatscombe Cottage Boars Hill, Cambridge oder Oxford; gesucht von Referat IVA1, Referat (Sachgebiet) IVA1b, Referat IVA5, und Referat IIB5
- O 14: Rudolf Olden [gleiche Person wie O 13 und O15]: Sekretär der „Internationalen PEN-Association“; vermuteter Aufenthaltsort: Yatscombe-Cottage Boars Hill, Oxford; gesucht von Referat IVA1
- O 15: Rudolf Olden [gleiche Person wie O13 und O14]: Berichterstatter der Pariser Zeitung; gesucht von Referat IVB4
- O 16: Jan (Jääpi) Oldenbroek (* um 1895): Sekretär der ITF; gesucht von Referat IVA1
- O 16a: O’Leary [= Bernard O’Leary]: Britischer Nachrichtenagent; zuletzt gesehen in Kopenhagen; gesucht von Referat IVE4
- O 17: Konstantin Olgin (* 24. Juni 1904 in Orel, Russland): Ehemaliger russischer Emigrant; gesucht von Referat IVE4 und Stapoleitstelle Berlin
- O 18: C.M. Olifiers: Holländischer Hauptmann im Nachrichtendienst; zuletzt gesehen in Den Haag; gesucht von Referat IVE4 und Stapoleitstelle Düsseldorf
- O 19: E.T. Oliver (* um 1897): Leiter der Schiffmaklerfirma Coubro und Scrutton; zuletzt gesehen in Rotterdam; gesucht von Referat IVE4
- O 20: Philipps Oliver: zuletzt gesehen in Paris; gesucht von Referat IVE4
- O 21: Vic Olivier [= Vic Oliver]: Jüdischer Schauspieler; gesucht von Referat VIG1
- O 21a: Christoph Ardon Olivier (* 10. April 1900 in Cooktown) (Deckname: Smith): Britischer Nachrichtenagent; zuletzt gesehen in Kopenhagen; gesucht von Referat IVE4
- O 22: Erich Ollenhauer (* 27. März 1901 in Magdeburg): Parteisekretär (SPD); gesucht von Referat IVA1
- O 23: Hysig Olsen: vermuteter Aufenthaltsort: London; gesucht von Referat IVE4
- O 24: Karl Olszar (* 18. April 1914 in Neu-Oderberg): Schneider; gesucht von Referat IVE5 und Stapo Brünn
- O 25: Josef Olszok (* 12. April 1915 in Deutsch-Leuten): Schneider; gesucht von Referat IVE0 [sic!], Stapo Brünn
- O 26: Jan Olthof (*um 1907): Sergeant; zuletzt gesehen in den Niederlanden; gesucht von Referat IVE4 und Stapo Aachen
- O 27: van Oorschot [recte: Johan Willem van Oorschot]: Niederländischer Oberst und Leiter des niederländischen Nachrichtendienstes; früher in Den Haag; gesucht von Referat IVE4 und Stapo Aachen
- O 28: Gerardus Van Oosterhout (* 27. März 1907 in Rotterdam): verwickelt in Angelegenheit Breijnen; zuletzt gesehen in Rotterdam; gesucht von Referat IVE4
- O 29: J.W. Oosterveen: Niederländischer Hauptmann im Generalstab; zuletzt gesehen in Den Haag; gesucht von Referat IVE4 und Stapoleitstelle Düsseldorf
- O 30: Adolf Opl (* 12. September 1894 in Prochomuth): vermuteter Aufenthaltsort: Holowfort Near Sheffield; gesucht von Referat IVA1
- O 31: Arthur Oppenheim: Mitarbeiter von Richard Merton; vermuteter Aufenthaltsort: London; gesucht von Abteilung IIID
- O 32: Gertrud Oppenheimer (1893–1948): Emigrantin [Chemikerin]; vermuteter Aufenthaltsort: London; gesucht von Referat IIIA1
- O 33: Oppenheimer: Britischer Handelsattaché in Den Haag; zuletzt gesehen in Den Haag; gesucht von Referat IVE4
- O 34: Marian Orlowicz (* 17. September 1913 in Komarow, Godecke): Student; gesucht von Referat IVE5
- O 35: Isidore Ostrer: [[[Filmproduzent]]]; vermuteter Aufenthaltsort: 47 Park Street, Upper Brook Feilde, London W.1.; gesucht von Referat IIB2
- O 36: Pauline Osuski, geb. Wachova (* 31. März 1889): Ehefrau von Stefan Osuski; gesucht von Referat IVE4 und Stapoleitstelle Prag
- O 37: Stefan Osuski [gleiche Person wie O38] (* 31. März 1898 in Brezova): Ehemaliger tschechischer Gesandter in Paris, Staatsminister der tschechischen Regierung in London; gesucht von Referat IVE4 und Stapoleitstelle Prag
- O 38: Stefan Osusky [rete: Štefan Osuský] [gleiche Person wie O38] (* 31. März 1898 in Brezova): Ehemaliger tschechoslowakischer Gesandter in Paris, Staatsminister der tschechoslowakischen Regierung in London; vermuteter Aufenthaltsort: London; gesucht von Referat IVD1 und Referat IIB5
- O 39: Karl Otten (* 29. Juli 1889 in Oberkruechten, Aachen): Emigrant, Schriftsteller; vermuteter Aufenthaltsort: 58 Hampstead Way, London N.W.11.; gesucht von Referat IIB5
- O 40: Hermon Ould (* 1886): Schriftsteller; vermuteter Aufenthaltsort: 36 Wobern Square, London W.C.1; gesucht von Referat VIG1
- O 41: Eduard Outrata (* 7. März 1898) [gleiche Person wie O 42 und O43]: Ehemaliger Leiter der Brünner Waffenwerke, Finanzminister der tschechoslowakischen Regierung in London; vermuteter Aufenthaltsort: London; gesucht von Referat IVD1
- O 42: Eduard Outrata (* 7. März 1898 in Caslau) [gleiche Person wie O41 und O43]: Industrieller; vermuteter Aufenthaltsort: London; gesucht von Referat IVE4 und Stapoleitstelle Prag
- O 43: Eduard Outraty: Finanzminister im Tschechischen Nationalausschuss, Emigrant; vermuteter Aufenthaltsort: London; gesucht von Referat IIB5
- O 44: Erna Owen, geb. Brückner (* 21. Dezember 1904 in Oberhausen); gesucht von Referat IVA1

### Buchstabe P
- P 1: Edward H. Packe: Vertreter der britischen Regierung [bei der Anglo-Iranian Oil Company]; vermuteter Aufenthaltsort: London E.C. 2, Britannic House, Anglo Iranian Oil Co.; gesucht von Referat IVE2
- P 2: A.H. Padding: verwickelt in Angelegenheit "Breijnen"; zuletzt gesehen in Eindhoven; vermuteter Aufenthaltsort: England; gesucht von Referat IVE4
- P 3: Ignacy Paderewski: Musiker, Mitglied des polnischen Nationalrates; gesucht von Referat IVD2
- P 4: Ds. N. Padt: verwickelt in die Angelegenheit "Breijnen"; zuletzt gesehen in Zutfen, Holland; vermuteter Aufenthaltsort: England; gesucht von Referat IVE4
- P 5: Karl-Otto Patel (1906–1975), Deckname Olaf Harrasin, Alex Afenda: Schriftsteller, [führend tätig im] Boy-Scout International-Büro/der Bündischen Jugend; vermuteter Aufenthaltsort London; gesucht von Referat IVB1
- P 6: Dr. Walter Pagel [* 1898]: Privatdozent [Pathologe] am Papworth; vermuteter Aufenthaltsort: Papworth Settlement, Cambridge; gesucht von Referat IIIA1
- P 7: Peter Pain: gesucht von Referat VIG1
- P 8: George Paish: (* 1867): Wirtschaftler; gesucht von Referat VIG1
- P 9: Karl Palacek [recte: Karel Paleček] (* 28. Januar 1918 in Pilsen) [recte: 28. Januar 1896 in Pilsen]: Ehemaliger tschechischer Major; vermuteter Aufenthaltsort: London, Kensington W. 8, 53 Lexham Gardens; gesucht von Referat IVE4
- P 10: Karel Palecek (* 28. Januar 1896) [gleiche Person wie P9]: Ehemaliger tschechischer Major, verwickelt in die Angelegenheit "Frantisek Moravec"; vermuteter Aufenthaltsort: London; gesucht von Referat IVE6
- P 11: Palecek(* 29. Januar 1896 in Pilsen) [gleiche Person wie P9], Deckname Zimmer: Tschechischer Major; vermuteter Aufenthaltsort: London; gesucht von Referat IVE3 und Stapo Dortmund
- P 12: R.A. Palmer [= Robert Palmer, 1. Baron Rusholme]: Generalsekretär der Cooperation Union Ltd; gesucht von Referat VIG1
- P 13: Eugen Panelsky: Jude, involviert in Angelegenheit "Ignaz Petschek"; gesucht von Referat IIID4
- P 14: Pankhurst [= Sylvia Pankhurst]: Sekretärin der Internationalen Frauenliga Matteotti; vermuteter Aufenthaltsort: Woodford Green/Essex, 3 Charteris Road; gesucht von Referat VIG1
- P 15: Friedrich Gustav Pannes (* 23. September 1900 in Essen): Hausmeister; zuletzt gesehen in Amsterdam; vermuteter Aufenthaltsort: England; gesucht von Referat IVE4
- P 16: Panski: zuletzt gesehen in Kowno; vermuteter Aufenthaltsort: England; gesucht von Referat IVE4 und Stapo Tilsit
- P 17: DR: J.H. van Panthaleon [= Jan van Panthaleon van Eck]: Direktor [Asian Petroleum Company]; vermuteter Aufenthaltsort: London E.C. 3, St. Helen’s Court, The Asiatic Petroleum Co.; gesucht von Referat IVE2
- P 18: Bernhard Pares [recte: Bernard Pares] (* 1. März 1867): Professor für Slawische Kultur an der Universität London; vermuteter Aufenthaltsort: London; gesucht von Referat VIG1;
- P 19: F.H. Parigger: zuletzt gesehen in den Holland; vermuteter Aufenthaltsort: England; gesucht von Referat IVE4
- P 20: John Parker (* 1906): gesucht von Referat VIG1
- P 21: S.J. Parker: Oberst; gesucht von Referat VIG1
- P 22: Parmentier [= Koene Dirk Parmentier]: Ehemaliger Zivilpilot der KLM, Emigrant; gesucht von Abteilung IIIB
- P 23: Maximilian Max Pashberg (* 26. Juli 1898 in Ratibor): Student, Volkswirt; gesucht von Referat IVE5 und Stapo Opperln
- P 24: Sydney Pascall: gesucht von Referat VIG1[A 134]
- P 25: Baron Passfield [= Sidney Webb]: [Wirtschaftswissenschaftler, Mitgründer der London School of Economics]; gesucht von Referat VIG1
- P 26: de Passen: Holländischer Major; zuletzt gesehen in Wassenaar; vermuteter Aufenthaltsort: England; gesucht von Referat IVE4 und Stapoleitstelle Düsseldorf
- P 27: John Paterson: Leiter des Nachrichteninstitutes I.C.I., verwickelt in Angelegenheit "Informationsheft I.C.I."; vermuteter Aufenthaltsort: London S.W.1, Buckinghamshire; gesucht von Referat IIID5
- P 28: Paty, richtig Jaroslav Kašpar: [Generalmajor der tschechischen Armee, Organisator des tschechischen Widerstands gegen die deutsche Besatzung seit 1938]; gesucht von Referat IVE4 und Stapoleitstelle Prag
- P 29: Ernst Paul (* 27. April 1897 in Steinsdorf, Tetschen): Generalsekretär; gesucht von Referat IVA1
- P 30: Paul Pawlowitsch, richtig Paul Dyks: Oberst; vermuteter Aufenthaltsort: England, gesucht von Referat IVE4
- P 31: Paxton: Geistlicher; gesucht von Referat VIG1
- P 32: I.W. Pearson: vermuteter Aufenthaltsort: London, Unilever House, Blackfriars; gesucht von Referat IVE2
- P 33: R.G. (Cecil James?) Pearson: Britischer Nachrichtenoffizier; zuletzt gesehen: in Genf; vermuteter Aufenthaltsort: England; gesucht von Referat IVE4
- P 34: Stanley Arthur Peartree (* 19. November 1902 in Leytonstone): Tabaksachverständiger; zuletzt gesehen in Griechenland; gesucht von Referat IVE und Stapoleitstelle Dresden
- P 35: Anton Pecher (* 2. April 1890 in Neudek); vermuteter Aufenthaltsort: England; gesucht von Referat IVA1
- P 36: Karl Pecher (* 7. April 1886 in Neudek): gesucht von Referat IVA1
- P 37: Middelton-Piddelton, richtig Ustinov [= Jona von Ustinov]; gesucht von Referat IVE4
- P 38: Frederic William Pethick-Lawrence (1871–1961) [gleiche Person wie L38]: [Unterhaus]abgeordneter; gesucht von VIG1
- P 39: Jaroslav Peklo (* 3. August 1901 in Wilkischen): vermuteter Aufenthaltsort: Manchester, Birsch Polygon, Dickenson Road; gesucht von Referat IVA1
- P 40: Dr. Franz Perabo (* 1910): Emigrant, Assistent [Zahnarzt, Experte für Kieferprothetik]; gesucht von Referat IIIA1
- P 41: Johann Pernikar (* 11. Januar 1903 in Ober-Cerekwe): Ehemaliger tschechischer Stabskapitän (Luftwaffe); vermuteter Aufenthaltsort: England; gesucht von Referat IVE4 und Stapoleitstelle Prag
- P 42: S.F. Perry: Sekretär der Cooperative Party; gesucht von Referat VIG1
- P 43: Franz Peter (* 13. Februar 1915 in Mährisch-Lodenice): Tschechischer Leutnant, Nachrichtendienstoffizier; vermuteter Aufenthaltsort: England; gesucht von Referat IVE4 und Stapoleitstelle Prag
- P 44: Dr. Wilhelm Peters (* 1880): Ordentlicher Professor, Emigrant; vermuteter Aufenthaltsort: Surrey; gesucht von Referat IIIA1
- P 45: Jan Petersen: Schriftsteller [Vorsitzender des Freien Deutschen Kulturbundes]; gesucht von Referat IIIA5
- P 46: Ardeschir Petigura (* 21. August 1905 in Kulangsu): Arzt; vermuteter Aufenthaltsort: England; gesucht von Referat IVA1
- P 47: Dr. Ernst Petschek: Jude; verwickelt in die Angelegenheit "Ignaz Petschek"; vermuteter Aufenthaltsort: London W.1, Corkstreet; gesucht von Referat IIID4[A 135]
- P 48: Eva Elisabeth Petschek: verwickelt in die Angelegenheit "Ignaz Petschek"; vermuteter Aufenthaltsort: Ascot Berkshire bei London; gesucht von Abteilung IIID[A 136]
- P 49: Fritz Petschek: Sohn Isidor Petscheks, verwickelt in die Angelegenheit "Julius Petschek"; vermuteter Aufenthaltsort: Ascot, Berkshire bei London; gesucht von Referat IIID4[A 137]
- P 50: Hans Petschek: Jude, verwickelt in die Angelegenheit "Julius Petschek"; vermuteter Aufenthaltsort: Ascot, Berkshire bei London; gesucht von Referat IIID4[A 138]
- P 51: Ina Louise Petschek: verwickelt in die Angelegenheit "Ignaz Petschek"; vermuteter Aufenthaltsort: Ascot Berkshire; gesucht von Abteilung IIID[A 139]
- P 52: Karl Petschek: Jude, verwickelt in die Angelegenheit "Ignaz Petschek"; vermuteter Aufenthaltsort: London W. 1, Corkstreet, Mayflair-Hotel, St. Regies; gesucht von Referat IIID4[A 140]
- P 53: Dr. Paul Petschek: Jude; verwickelt in die Angelegenheit "Julius Petschek"; vermuteter Aufenthaltsort: Ascot, Berkshire bei London; gesucht von Referat IIID4
- P 54: Rita Madelaine Petschek: verwickelt in die Angelegenheit "Ignaz Petschek"; vermuteter Aufenthaltsort: Ascot, Berkshire bei London; gesucht von Abteilung IIID[A 141]
- P 55: Victor Petschek: Jude, verwickelt in die Angelegenheit "Julius Petschek"; vermuteter Aufenthaltsort: Ascot, Berkshire bei London; gesucht von Referat IIID4
- P 56: Walter Petschek: Jude, verwickelt in die Angelegenheit "Julius Petschek"; vermuteter Aufenthaltsort: Ascot, Berkshire bei London; gesucht von Referat IIID4
- P 57: Wilhelm Petschek: Jude, verwickelt in die Angelegenheit "Ignaz Petschek"; vermuteter Aufenthaltsort: London W. 1, Corkstreet, Mayflair-Hotel, St. Regies; gesucht von Referat IIID4[A 142]
- P 58: Pety, richtig Jaroslav Kaspar [gleiche Person wie P28]: gesucht von Referat IVE4 und Stapoleitstelle Prag
- P 59: Hermann Peveling (* 7. August 1904 in Lippstadt), Deckname Ling Kossak: Schriftsteller; vermuteter Aufenthaltsort: London; gesucht von Referat IVE4 und Stapoleitstelle Prag
- P 60: Josef Plalfl (* 15. Dezember 1895 in Ochsenfurt): gesucht von Referat IVA1
- P 61: Olga Pfefferkorn (* 1. August 1916 in Frankfurt/Main): vermuteter Aufenthaltsort: Liverpool; gesucht von Referat IVA1
- P 62: Heinrich Pfeifer (* 21. März 1905 in Frankfurt) [selbe Person wie P63]: gesucht von Referat IVE5
- P 63: Heinrich Pfeiffer (* 21. März 1905 in Frankfurt), Deckname Hans Jürgen Koehler [selbe Person wie P62]: Schriftsteller; gesucht von Referat IVB4
- P 64: Jan Waclaw Pfeiffer (* 31. März 1918 in Warschau): Student, polnischer Offizier; gesucht von IVE5 und Stapoleitstelle Stettin[A 143]
- P 65: Kurt Pflüger (* 12. Oktober 1910 in Hannover): Student [Ägyptologe]; vermuteter Aufenthaltsort: London; gesucht von Referat IVA2
- P 66: Dr. Ursula Philipp (* 1908): Emigrantin; vermuteter Aufenthaltsort: London, Universität; gesucht von Referat IIIA1
- P 67: Jochim Philippovitsch (* 9. Januar 1910 in Cladle): Diplomingenieur; vermuteter Aufenthaltsort: Manchester; gesucht von Referat IVE4 und Stapo Leipzig
- P 68: Christopher John Phillips [identisch mit P69] (* 30. Juni 1896 in Nottingham): vermutlicher Aufenthaltsort: England; gesucht in Referat IVE4 und Stapoleitstelle München
- P 69: Ch. J. Phillips [= Christopher John Phillips]: Britischer Vizekonsul [in München]; gesucht von Referat IVE4[A 144]
- P 70: Karl Piasetzki (* 20. Januar 1897 in Satorw in Krakau): Oberstleutnant, Leiter der Offensiv-Abteilung; gesucht von Referat IVE5 und Stapo Kattowitz
- P 71: R.H. Pick: Emigrant, Schriftsteller; vermuteter Aufenthaltsort: London S.W. 5, 32 West Cromwell Road; gesucht von Referat IIB5
- P 72: Mieczyslaw Pieniazek (* 27. April 1896 in Sliwacow): Zollinspektor, Kundschafteroffizier; gesucht von Referat IVE5 und Stapo Schneidemühl
- P 73: Professor Pieper: [vermutlich Otto Alfred Piper]: Emigrant, "Sozialdemokratischer Weltprotestatnismus"; vermuteter Aufenthaltsort: England; gesucht von Referat VIH3 und IIB3
- P 74: Allard Pierson: Bankinhaber; zuletzt gesehen in: Amsterdam; vermuteter Aufenthaltsort: England; gesucht von Referat IVE4[A 145]
- P 75: Vincenty Pietz (* 2. Juli 1897 in Czarnikau): Gärtner; gesucht von Referat IVE5 und Stapo Oppeln
- P 76: Emil Pietzuch (* 9. März 1899 in Neurode), Deckname Franz Arthur: Zimmermann; gesucht von Referat IVA2
- P 77: Albert Pioch (* 8. April 1895 in Stewnitz, Kreis Flatow): Landwirt; gesucht von Referat IVE5 und Stapo Schneidemühl
- P 78: Bzdyl-Pioto [identisch mit B 273] (* 13. Juni 1898 in Polen): Protestantischer Geistlicher; zuletzt gesehen in Holland; vermuteter Aufenthaltsort: England; gesucht von Referat IVE4 und Stapo Aachen
- P 79: Frank Pitcairn [realiter ein Deckname des Journalisten Claud Cockburn]: Korrespondent; vermuteter Aufenthaltsort: London, S.W. 1, Viktoria Street 34; gesucht von Referat IVA1
- P 80: Paul Plasczyk (* 7. Oktober 1906 in Mikulsschütz): Nachrichtenagent (Polen); gesucht von Referat IVE5 und Stapo Oppeln
- P 81: J.M.Z. van der Plasse: Holländischer Major, involviert in "Karel Nihom"; zuletzt gesehen in Wassenaar; vermuteter Aufenthaltsort: ENGLAND, gesucht von Referat IVE4 und Stapoleitstelle Düsseldorf
- P 82: Theodor Plaut (1888–1948): Emigrant, außerordentlicher Professor [Wirtschaftswissenschaftler]; vermuteter Aufenthaltsort: Leeds; gesucht von Referat IIIA1
- P 83: Eugen Josef Stanislaw Plawski [= Eugeniusz Pławski] (* 26. März 1895 in Noworosyjsk, Kaukasus): Konteradmiral der polnischen Admiralität in England; gesucht von Referat IIIB
- P 84: Dr. Johann Plesch [= János Plesch] (* 1878): Emigrant [Internist], außerordentlicher Professo, Privatpraxis in London seit 1934; vermuteter Aufenthaltsort: London; gesucht von Referat IIIA1
- P 85: Karl Plotke: Mitarbeiter von Richard Merton; vermuteter Aufenthaltsort: London; gesucht von Abteilung IIID
- P 86: Josef Podlipnig (* 21. Juni 1902 in Klagenfurt), Deckname Fritz Valentin: Redakteur; vermuteter Aufenthaltsort: England; gesucht von Referat IVA1
- P 87: Karl Pöschmann (* 7. September 1903 in Eibenberg): gesucht von Referat IVA1
- P 88: Gustav Pötzsch (* 19. August 1898 in Rixdorf): Metallarbeiter; gesucht von Referat IVA2
- P 89: Dr. Ernst Polak: Emigrant; vermuteter Aufenthaltsort: London W. 8, Alma Terrace, 7 Allen Street; gesucht von Referat IIB5
- P 90: W.C. Polak (* 1. Juli 1897 in Zevenberger, Holland): zuletzt gesehen in Den Haag; vermuteter Aufenthaltsort: England; gesucht von Referat IVE4
- P 91: Dr. Michael Polanyl [recte: Michael Polanyi] (* 12. März 1891): Emigrant, außerordentlicher Professor [und ehemaliger Direktor des Kaiser-Wilhelm-Instituts für Physikalische Chemie und Elektrochemie]; vermuteter Aufenthaltsort: Manchester; gesucht von Referat IIIA1
- P 92: Ir. L. J. Poldermann: zuletzt gesehen in Holland; vermuteter Aufenthaltsort: England; gesucht von Referat IVE4
- P 93: M. Poldermans: zuletzt gesehen in Zierikzee/Holland, verwickelt in die Angelegenheit "Breijnen"; vermuteter Aufenthaltsort: England; gesucht von Referat IVE4
- P 94: N. Poliakoff [eventuell Wladimir Poliakow]: Journalist; vermuteter Aufenthaltsort: London; gesucht von Referat IVE4
- P 95: W. Poll: zuletzt gesehen in Amsterdam; vermuteter Aufenthaltsort: England; gesucht von Referat IVE4 und Stapo Aachen
- P 96: Dr. Oskar Pollack (* 7. Oktober 1893 in Wien), Decknamen Groß, Smith, Amann: Journalist; vermuteter Aufenthaltsort: England; gesucht von Referat IVA1
- P 97: Harry Pollitt (1890–1960): Politiker; gesucht von Referat VIG1 und Referat IIB4
- P 98: Henry Ernest Pomeroy: Britischer Vizekonsul; gesucht von Referat IVE4
- P 99: Lord Ponsonby [wahrscheinlich: Arthur Ponsonby, 1. Baron Ponsonby of Shulbrede] (* 16. Februar 1871): Politiker [Mitglied des House of Lords, Pazifist]; gesucht von Referat VIG1
- P 100: Wojciech (Albert) Poplonek (* 20. April 1896 in Trzinice): Maschinenschlosser, Kraftwagenführer; gesucht von Referat IVE5 und Stapo Schneidemühl
- P 101: Konrad Poppinger (* 22. Februar 1904 in Wien): Schneider; vermuteter Aufenthaltsort: London; gesucht von Referat (Sachgebiet) VC1e
- P 102: A.E. Porter [= Artur Ernest Porter]: Leiter einer sowjetrussischen Nachrichtendzentrale in Warschau; zuletzt: britischer Vizekonsul in Riga; gesucht von Referat IVE4 und Stapo Tilsit
- P 103: Jakob Pospieszny (* 13. Juli 1887 in Chajno, Kreis Samter): Tischler; gesucht von Referat IVE5
- P 104: A. Posthuma: Vertreter, Angestellter von Stevens, verwickelt in Affäre "Stevens-Best" [vgl. Venlo-Zwischenfall]; gesucht von Referat IVE4
- P 105: Josef Graf Potocki [vermutlich: Jerzy Józef Potocki]: Mitglied der Polnischen Regierung, höherer Beamter im Außenministerium; gesucht von Referat IVD2
- P 106: W. Mansell Powell: Britischer Vizekonsul [Vizekonsul in Hamburg in den 1930er Jahren]; vermuteter Aufenthaltsort: England; gesucht von Referat IVE4
- P 107: Eileen Power: Professor; gesucht von Referat VIG1
- P 108: Prager: Emigrant; vermuteter Aufenthaltsort: London, 513 Endsleighcourt; gesucht von Referat IIB5
- P 109: R. Prain: Gewerkschaftsbeamter; gesucht von Referat VIG1
- P 110: Carl Prausnitz (* 1876): Emigrant, außerordentlicher Professor; vermuteter Aufenthaltsort: Isle of Wight; gesucht von Referat IIIA1
- P 111: Dr. Otto Prausnitz (* 1904): Privatdozent, Emigrant; vermuteter Aufenthaltsort: London; gesucht von Referat IIIA1
- P 112: K. Prazek: vermuteter Aufenthaltsort: London; gesucht von Referat IVE4
- P 113: Leo Prchala (* 23. März 1892 in Mährisch-Ostrau): Ehemaliger tschechischer General; vermuteter Aufenthaltsort: England; gesucht von Referat IVE4 und Stapoleitstelle Prag
- P 114: Dr. Hans Preiss: Emigrantenbuchhandlung; vermuteter Aufenthaltsort: London W.C.,v Museumstr. 41a, Emigrantenbuchhandlung; gesucht von Referat IVA1 und IVA5
- P 115: Thomas Hildebrand Preston: Diplomat, englischer Nachrichtendienst in Litauen; zuletzt gesehen in Kaunas; gesucht von Referat VIC2
- P 116: Alfred Pretorius (* 20. Oktober 1902 in Berlin): Kaufmann; vermuteter Aufenthaltsort: England; gesucht von Referat IVE4 und Stapoleitstelle Prag
- P 117: H. W. Le Prevost: Herausgeber der Zeitschrift Headway; gesucht von Referat VIG1
- P 118: Dr. Nikolaus Prevsner [recte: Nikolaus Pevsner] (* 30. Januar 1902 in Leipzig): Emigrant, Privatdozent [Kunsthistoriker]; vermuteter Aufenthaltsort: London; gesucht von Referent IIIA1
- P 119: Franz Priborsky (* 27. September 1918 in Litovel): gesucht von Referat IVE5 und Stapo Brünn
- P 120: Alan Price-Jones [gleiche Person wie J41]: verwickelt in die Angelegenheit "Ignaz Petschek"; vermuteter Aufenthaltsort: London; gesucht von Referat IIID4
- P 121: George Ward Price (* 17. Februar 1886): Sonderkorrespondent vom Daily Mail; vermuteter Aufenthaltsort: London; gesucht von Referat IVB4
- P 122: Morgan Philips Price (1885–1973): Politiker; gesucht von Referat VIG1
- P 123: Viktor Pries (* 21. August 1908 in Hamburg): Schlosser; gesucht von Referat IVA2
- P 124: John Boynton Priestly [recte: John Boynton Priestley] (* 1894): Schriftsteller; gesucht von Referat VIG1
- P 125: Edmund Matthew Prince (* 21. September 1896 in London): Geschäftsführer; vermuteter Aufenthaltsort: England; gesucht von Referat IVE4 und Stapo Wesermünde
- P 126: Ludwig Pringsheim (* 4. März 1916 in Halle, Saale): Wehrpflichtiger; vermuteter Aufenthaltsort: London; gesucht von Referat (Sachgebiet) VD2f und Gericht der Kommandantur Berlin
- P 127: Prins: zuletzt gesehen in Den Haag; vermuteter Aufenthaltsort: England; gesucht von Referat IVE4
- P 128: Denis Nowell Pritt (1887–1972): vermuteter Aufenthaltsort: London, L.C. 4, 3 Pump Court; gesucht von Referat VIG1
- P 129: Karl Prochazka (* 25. August 1905 in Brünn): Ehemaliger tschechischer Nachrichtendienstoffizier; vermuteter Aufenthaltsort: England; gesucht in Referat IVE4 und Stapoleitstelle Prag
- P 130: Dr. Vilma Prochownick (* 18. März 1905 in Ledig): Emigrant[in], ledig, Assistentin [Chemikerin]; vermuteter Aufenthaltsort: Cambridge University; gesucht von Referat IIIA1
- P 131: Arthur Proskauer (* 4. August 1880 in Bauerwitz-Leobschütz) [nach der Ausbürgerungsmeldung im Reichsanzeiger 4. Juli 1880]: Apotheker; gesucht von Referat IVE5[A 146]
- P 132: Elisabeth Proskauer, geborene Winter (* 23. Juni 1896 in Jägerndorf): gesucht von Referat IVE5
- P 133: Erich Proskauer (* 8. September 1889 in Kreuzburg): Apotheker; gesucht von Referat IVE5
- P 134: Jan Przylibski (* 21. März 1893 in Jaroslaw): Polnischer Nachrichtenoffizier, Journalist; gesucht von Referat IVE5 und Stapo Danzig
- P 135: Stefan Puciata: Rechtsanwalt; gesucht von Referat IVE5 und Stapo Bromberg
- P 136: Sir Arthur Pugh (1870–1955): Vorsitzender des Generalrates der Gewerkschaften; gesucht von Referat VIG1
- P 137: Heinz Pulvermann: Jude, Generaldirektor der Julius-Petschek-Group; vermuteter Aufenthaltsort: London, Grosvenor House, Park Lane; gesucht von Referat IIID4
- P 138: Bruno Puppe (* 17. Januar 1904 in Nieder-Schönbrunn): Ziegelarbeiter; vermuteter Aufenthaltsort: Manchester; gesucht von Referat IVA1 und Stapoleitstelle Dresden
- P 139: Wolfgang Gans Edler Herr zu Putlitz (* 16. Juli 1899 in Laaske): Ehemaliger Legationsrat bei der deutschen Gesandtschaft; vermuteter Aufenthaltsort: England; gesucht von Referat IVE4

### Buchstabe R
- R 1: Dr. Eugen J. Rabinowitsch (* 1898): Assistent [Chemiker], Emigrant; vermuteter Aufenthaltsort: London; gesucht von Referat IIIA1[A 147]
- R 2: Raczkiewicz [=Władysław Raczkiewicz]: Mitglied der Polnischen Regierung, Staatspräsident; gesucht von Referat IVD2
- R 3: Heinrich Hermann Johann Radatz (* 2. März 1909 in Krefeld): Matrose (Heizer); gesucht von Referat IVA1
- R 4: Dr. Gustav Radbruch (* 21. November 1878): Ordentlicher Professor [Jurist, ehemaliger Reichsjustizminister], Emigrant; vermuteter Aufenthaltsort: Oxford; gesucht von Referat IIIA1
- R 5: Heinrich Raddatz [identisch mit R 3] (* 2. März 1909 in Krefeld): Schiffssabotage; vermuteter Aufenthaltsort: in England interniert; gesucht von Referat IVA2
- R 6: J.M. Rademakers: Schiffskapitän; zuletzt gesehen in Holland; vermuteter Aufenthaltsort: England; gesucht von Referat IVE4 und Stapoleitstelle Düsseldorf
- R 7: Dr. Richard Rado (1906–1989): Emigrant [Mathematiker]; vermuteter Aufenthaltsort: Universität Sheffield; gesucht von Referat IIIA1
- R 8: Hans Rahle: gesucht von Referat VIG1 und Referat IIB5
- R 9: Ramsdule: Britischer Nachrichtendienstagent; zuletzt gesehen in Schiebrock bei Rotte; vermuteter Aufenthaltsort: England; gesucht von Referat IVE4 und Stapoleitstelle Stuttgart
- R 10: Sir Norman Randal: Verbindungsoffizier zwischen Scotland Yard und dem Secret Intelligence Service; gesucht von Referat IVE4
- R 11: Herbert James Ratcliffe (* 13. April 1888 in London): Direktor, Captain; vermuteter Aufenthaltsort: England; gesucht von Referat IVE4 und Stapo Köln
- R 12: Eleonor Rathbone [= Eleanor Rathbone] (* 1872): Unterhausabgeordnete; vermuteter Aufenthaltsort: Liverpool. Greenbank, Greenbank Lane; gesucht von Referat VIG1
- R 13: Harry Rauch (* 18. Mai 1913 in Berlin): Kürschner; vermuteter Aufenthaltsort: England; gesucht von Referat IVE4 und Stapo Bremen
- R 14: Dr. Hermann Rauschning (* 7. August 1887 in Thorn): Ehemaliger Senatspräsident von Danzig; vermuteter Aufenthaltsort: England; gesucht von Referat IVA1, Referat IVA3 und Referat IIB5
- R 15: Charles E. Raven: Geistlicher [Theologe]; gesucht von Referat VIG1
- R 16: Dr. Simon Rawidowicz (1897–1957): [Philosoph], Emigrant; gesucht von Referat IIIA1
- R 17: Dr. Sigismund (Zygmunt) Rawita-Gawronski (* 9. Dezember 1886 in Genf), Deckname Gawronski: Handelsrat, polnische Botschaft in Berlin; gesucht von Referat IVE5
- R 18: Dr. Karl Rawitzki [= Carl Rawitzki] (* 21. Oktober 1879): [Jurist], Emigrant; vermuteter Aufenthaltsort: England; gesucht von Referat IIB5
- R 19: Prinz Jakob Masepa-Razumowsky, richtig Makohin [= Jacob Makohin]: vermuteter Aufenthaltsort: England; gesucht von Referat IVD3
- R 20: Prince Leon Razumowsky, richtig: Makohin: [Russischer Adeliger]; gesucht von Referat IVD3
- R 21: Ethel Reader: gesucht von Referat VIG1
- R 22: Rufus Marquess Of Gerald Reading (* 10. Januar 1889 in London), Familienname Isaac; vermuteter Aufenthaltsort: Heathfield/Sussex, Great Broadhurst Farm; gesucht von Referat VIG1
- R 23: Eva Violet Reading [geborene Eva Violet Mond]: [Zionistin, Frauenrechtlerin]; vermuteter Aufenthaltsort: London S.W. 7, 65, Rutland Gate; gesucht von Referat IIB2[A 148]
- R 24: Douglas Reed: Schriftsteller; gesucht von Referat IVB4 und Referat IIIA5
- R 25: Georg Reed: Generalsekretär der ITF [Internationale Tennisföderation], Schiffssabotage; vermuteter Aufenthaltsort: London; gesucht von Referat IVA2
- R 26: Cyril H. (Cyrus) Regnart, 65-72 Jahre [1868-1875 geboren]: Kptn [Kapitän, d.h. Hauptmann], Nachrichtenoffizier des brit.[ischen] Sp.[ionage]-Büros in Brüssel; vermuteter Aufenthaltsort: England; gesucht von Referat IVE4 [tatsächlich seit 1921 verstorben][A 149]
- R 27: Janusz Regulski (* 27. Dezember 1887 in Zwaiercie): General, Konsul, Mitglied der polnischen Emigrantenregierung i.[n] England; gesucht von Abteilung IIIB
- R 28: Helmut Rehbein (* 15. Februar 1915 in Potsdam) [recte: 1913]: Dienstpflichtiger [Wehrdienstflüchtling] [Theologe]; zuletzt gesehen in: Neu-Seeland; gesucht von Referat (Sachgebiet) VD2f
- R 29: Franz Rehwald (* 16. August 1903): Redakteur; gesucht von Referat IVA1
- R 30: Hans Reichard (* 18. Dezember 1904 in Hamburg): Werftarbeiter; gesucht von Referat IVA2[A 150]
- R 31: Ernst Von Reichenau-Leuchtmar [= Ernst von Reichenau] (* 23. Mai 1893 in Berlin): Privatlehrer; gesucht von Referat IVA2
- R 32: Dr. Bernhard Reichenbach (* 12. Dezember 1888 in Berlin): Schauspieler, Schriftsteller; vermuteter Aufenthaltsort: London; gesucht von Referat IVA1
- R 33: Fritz Ernst Reichenbach (* 11. Juli 1900 in Limbach): vermuteter Aufenthaltsort: England; gesucht von Referat IVE4 und Stapoleitstelle Chemnitz
- R 34: Hermann Reichenbach (* 6. Juli 1898 in Hamburg): Musiker; vermuteter Aufenthaltsort: England; gesucht von Referat IVA1
- R 35: Emanuel Reichenberger: Pater; gesucht von Referat VIG1 und Referat IIB5
- R 36: Erich Reichenberger, Deckname des Alfred Ottomar Baumeister: gesucht von Referat IVA1
- R 37: Julius Reif (* 5. Oktober 1893 in Handlawa): vermuteter Aufenthaltsort: London; gesucht von Referat IVA1
- R 38: Sidney Georg Reilly (* 24. März 1874 in Dublin): Britischer Kapitän [Hauptmann] und Nachrichtenoffizier; gesucht von Referat IVE4
- R 39: Ernst Reinhold (* 16. November 1897 in Schönfeld): gesucht von Referat IVA1[A 151]
- R 40: Adolf Reinwarth (* 26. August 1905 in Eibenberg): vermuteter Aufenthaltsort: England; gesucht von Referat IVA1
- R 41: Anton Reißner (* 30. Dezember 1890 in München): Gewerkschaftssekretär; vermuteter Aufenthaltsort: England; gesucht von Referat IVA1
- R 42: Dr. Tiberius Reiter (* 1903): Privatpraxis in London seit 1936, Emigrant; gesucht von Referat IIIA1[A 152]
- R 43: Richard Reitzner (* 19. August 1893 in Einsiedel): Parteisekretär; vermuteter Aufenthaltsort: England; gesucht von Referat IVA1
- R 44: Ella Remitschka(* 19. Dezember 1913 in Firschern): gesucht von Referat IVA1
- R 45: Hans Reul (* 13. April 1908 in Hof): Vermutlicher Aufenthaltsort: England; gesucht von Referat IVE4 und Stapo Nürnberg
- R 46: Karoline Effi Reul (* 14. April 1908 in London): vermuteter Aufenthaltsort: London, Ealing 5; gesucht von Referat IVE4
- R 47: Dr. Helena von Reybekiel (* 1881) [recte: 1879]: Dozentin, Emigrantin; vermuteter Aufenthaltsort: Birmingham, Universität; gesucht von Referat IIIA1[A 153]
- R 48: Reynoulds: Antiquitätenhändler, englischer Nachrichtendienst für Lettland; vermuteter Aufenthaltsort: England; gesucht von Referat VIC2
- R 49: Franz Rezler (* 23. Juni 1915 in Pchrelacks): Kapitän; zuletzt gesehen in Konstantinopel; vermuteter Aufenthaltsort: England; gesucht von Referat IVE4 und Stapoleitstelle Wien
- R 50: Christopher Rhodes (* 30. April 1914 in Gosport): Britischer Offizier des Pass-Control-Office, involviert in Angelegenheit Stevens/Best; zuletzt gesehen in Den Haag; vermuteter Aufenthaltsort: England; gesucht von Referat IVE4
- R 51: Viscountess Margaret Haig Rhondda [= Margaret Mackworth, 2. Viscountess Rhondda] (* 12. Juni 1883): Journalistin; vermuteter Aufenthaltsort: London N.W. 3, 1 B Bay Tree Lodge; gesucht von Referat VIG1
- R 52: John Philipp Richardsohn (Richardson?) (* 29. November 1890 in Preston): Matrose; vermuteter Aufenthaltsort: London; gesucht von Referat IVA1
- R 53: Harry Richter (* 8. Mai 1900 in Tirschenreuth): Journalist; zuletzt gesehen in Den Haag; vermuteter Aufenthaltsort: England; gesucht von Referat IVE4
- R 54: Dr. Lothar Richter (* 1895): Emigrant; vermuteter Aufenthaltsort: Halifax; gesucht von Referat IIIA1
- R 55: Dr. Esther Rickards: gesucht von Referat VIG1
- R 56: Richard Martin Rickett (* 18. März 1907): vermuteter Aufenthaltsort: England; gesucht von Referat IVA1
- R 57: James Riddel (Riddle) [identisch mit E 58]: Kaufmann, Nachrichtendienst für Estland; zuletzt gesehen in Reval; gesucht von Referat VI+C2
- R 58: James Riddle (Riddel): Kaufmann, englischer Freimaurer, britischer Nachrichtendienst für Estland; zuletzt gesehen in Reval; vermuteter Aufenthaltsort: England; gesucht von Abteilung VIC2
- R 59: F.A. Ridley [= Frank Ridley]: gesucht von Referat VIG1
- R 60: Alfred Rieck (* 4. Juli 1892 in Stettin): Adventist; zuletzt gesehen in Maastricht; vermuteter Aufenthaltsort: England; gesucht von Referat IVE4 und Stapo Aachen
- R 61: Dr. Julius Rieger: Evangelischer Geistlicher, involviert in Angelegenheit Amsling-Hildebrand-Freudenberg; vermuteter Aufenthaltsort: London S.E. 3, 1 Ulundi Road Blackheath; gesucht von Referat IIB3 und Referat VIH3
- R 62: Jürgen Riehl (* 10. Oktober 1906 in Königsberg): Gerichtsassessor, involviert in "Boy-Scout Internationales Büro/Bündische Jugend"; vermuteter Aufenthaltsort: London; gesucht von Referat IVB1
- R 63: Erwin Rieß (* 12. Oktober 1907 in Mannheim): Schlosser; gesucht von Referat IVA2
- R 64: W.A.F.H. Rijpma: zuletzt gesehen in Holland; vermuteter Aufenthaltsort: England; gesucht von Referat IVE4
- R 65: Heinz Rinke (* 8. Juni 1919 in Remscheid): Ehemaliger RAD[Reichsarbeitsdienst]-Mann; gesucht von Referat IVE5 und Stapo Breslau
- R 66: Dr. Erich Rinner (* 27. Juli 1902 in Berlin): vermuteter Aufenthaltsort: England; gesucht von Referat IVA1 [hielt sich tatsächlich in den USA auf]
- R 67: Franz Rintelen [= Franz von Rintelen], richtig Franz Rintelen (* 19. August 1878 in Frankfurt/Oder): Deutscher Korvettenkapitän a. D. und Schriftsteller; vermuteter Aufenthaltsort: England; gesucht von Referat IVE4
- R 68: Franz Rintelen von Kleist [= Franz von Rintelen] [identisch mit R 67] (* 19. August 1878 in Frankfurt), richtig Franz Rintelen: Deutscher Korvettenkapitän; vermuteter Aufenthaltsort: England; gesucht von Referat IVE4
- R 69: Franz von Rinteln [= Franz von Rintelen] (* 19. August 1878 in Frankfurt/Oder), richtig Franz Rintelen: Deutscher Korvettenkapitän; vermuteter Aufenthaltsort: England; gesucht von Referat IVE4
- R 70: Dr. Hubert Ripka (* 26. Juli 1895 in Koderik oder Köberwitz): Redakteur, Journalist, Staatssekretär im Ministerium für Auswärtige Angelegenheiten der tschechoslowakischen Regierung in London; gesucht von: Referat IVD1 und IVE4
- R 71: Ripka: Emigrant; vermuteter Aufenthaltsort: London; gesucht von Referat IIB5
- R 72: Josef Robak (* 5. November 1899): Oberleutnant; gesucht von Referat IVE5 und Stapoleitstelle Danzig
- R 73: Frederic Owen Roberts [recte: Frederick Owen Roberts] (* 1876): Parlamentsmitglied; gesucht von Referat VIG1
- R 74: Peter Roberts, richtig Schiller-Marmorek (* 10. November 1878 in Wien): Redakteur, Schriftsteller; vermuteter Aufenthaltsort: England; gesucht von Referat IVA1
- R 75: Stephen H. Roberts: Schriftsteller; gesucht von Referat IVB4
- R 76: Vera Roberts: zuletzt gesehen in Prag; vermuteter Aufenthaltsort: England; gesucht von Referat IVE4
- R 77: Wilfried Roberts [= Wilfrid Roberts] (* 28. August 1900): [Parlaments-]Abgeordneter; vermuteter Aufenthaltsort: London N.W. 3, 75 Flask Walk; gesucht von Referat VIG1
- R 78: H.S. Robertson: Captain; vermuteter Aufenthaltsort: London Piccadilly 19; vermuteter Aufenthaltsort: London; gesucht von Referat IVE4
- R 79: J.M. Robertson: gesucht von Referat VIG1
- R 80: Paul Robeson: Negersänger [schwarzer Bürgerrechtler]; gesucht von Referat VIG1
- R 81: Helene Elisabeth Robinson, geb. Brunert (* 27. Februar 1897 in Martenan): Ehefrau; vermuteter Aufenthaltsort: England; gesucht von Referat IVE4
- R 82: Jos. Robinson: Rot-Spanienkämpfer; gesucht von Referat VIG1
- R 83: L.M. Robinson [= Laurence Milner Robinson]: Britischer Generalkonsul; vermuteter Aufenthaltsort: England; gesucht von Referat IVE4
- R 84: W.A. Robinson: gesucht von Referat VIG1
- R 85: William Field Robinson: Vertreter einer britischen Bankengruppe; vermuteter Aufenthaltsort: England; gesucht von Referat IVE4
- R 86: Rudolf Robisch (* 14. September 1902 in Nassengrub): Brauereiarbeiter; gesucht von Referat IVA1
- R 87: B.H. Rodd: vermuteter Aufenthaltsort: Corford-Chiffs-Bournemouth, Brudderrel-Avenue; gesucht von Referat IVE4 und Stapoleitstelle Stuttgart
- R 88: William Stewart Roddy [= William Stewart Roddie] (* 17. Dezember 1882 in London): Britischer Oberstleutnant, verwickelt in Angelegenheit "Gerta Luise von Einem"; vermuteter Aufenthaltsort: England; gesucht von Referat IVE4
- R 89: Frank Rodgers: Attentäter; vermuteter Aufenthaltsort: London, Clapham Road 420; gesucht von Referat IVA2
- R 90: Mandervil Rose: vermuteter Aufenthaltsort: London, 4 Carmelit Street; gesucht von Referat IVE4 und Stapoleitstelle Hannover
- R 91: Albert Röhr, Deckname Heinz (* 5. November 1904 in Halle): Stukkateur; vermuteter Aufenthaltsort: Birmingham; gesucht von Referat IVA2[A 154]
- R 92: Adolf Röhrer (* 31. Dezember 1898 in Georgenthal): gesucht von Referat IVA1
- R 93: P.R. Roelfsema: zuletzt gesehen in Holland; vermuteter Aufenthaltsort: England; gesucht von Referat IVE4
- R 94: Emil Rösch (* 15. April 1881 in Hirschenstand, Kreis Graslitz): vermuteter Aufenthaltsort: London oder Leicester, Wentworth Road 14 bei Mosward; gesucht von Referat IVA1
- R 95: Franz Rötz (* 29. Januar 1887 in Altkinsberg, Kreis Eger): gesucht von Referat IVA1
- R 96: Franz Rötz (* 30. September 1909 in Altkinsberg, Kreis Eger); gesucht von Referat IVA1
- R 97: Roghair (* 11. Juni 1886 in Linghooten): zuletzt gesehen in Den Haag; vermuteter Aufenthaltsort: England; gesucht von Referat IVE4 und Stapoleitstelle Düsseldorf
- R 98: Andreas Rohm (* 31. Juli 1876 in Schönfeld, Kreis Elbogen): gesucht von Referat IVA1
- R 99: Hildegard Rohrschneider [= Hildegard Rohrschneider] (* 17. Juli 1899 in Liegnitz): Sekretärin; gesucht von Referat IVA1
- R 100: Ernst Rommeiss (* 2. Dezember 1905 in Heidelberg): Kaufmann; gesucht von Referat IVA2
- R 101: Jan Roney-Kougel (* 1914 in Paigton): Angeblicher britischer Offizier; vermuteter Aufenthaltsort: Old Reetory-Codford, Wiltshire, England; gesucht von Referat IVE4 und Stapo Innsbruck
- R 102: Roozeboom: Mitarbeiter des holländischen Nachrichtendienstes; zuletzt gesehen in Den Haag; vermuteter Aufenthaltsort: England; gesucht von Referat IVE4 und Stapoleitstelle Düsseldorf
- R 103: William Sylvester Rope (* 7. Dezember 1886 in Dresden): Britischer Nachrichtenagent; vermuteter Aufenthaltsort: London W. 1, 69 Brookstreet, Savile Club; gesucht von Referat IVE4
- R 104: Freddy van der Ropp: vermuteter Aufenthaltsort: London W.1, 69 Brookstreet; gesucht von Referat IVE4
- R 105: Dr. Helen Rosenau (1900–1984): Emigrantin [Kunsthistorikerin]; vermuteter Aufenthaltsort: London; gesucht von Referat IIIA1
- R 106: Wilhelm Rosenau (* 20. November 1915 in Graudenz): Arbeiter, ehemaliger Gefreiter; gesucht von Referat IVE5 und Stapo Dortmund
- R 107: Dr. Eduard Rosenbaum (1887–1979): Emigrant: vermuteter Aufenthaltsort: London; gesucht von Referat IIIA1
- R 108: Vladimir Rosenbaum-Docomun [= Wladimir Rosenbaum]: Rechtsanwalt; vermuteter Aufenthaltsort: England; gesucht von Referat IVE4[A 155]
- R 109: Dr. phil. Arthur Rosenberg (* 19. Dezember 1889 in Berlin): Privatdozent, außerordentlicher Professor, Emigrant; vermuteter Aufenthaltsort: Liverpool; gesucht von Referat IVA1 und Referat IIIA1
- R 110: Dr. Hans Rosenberg (* 1890): Außerordentlicher Professor [Tierarzt], Emigrant; vermuteter Aufenthaltsort: London; gesucht von Referat IIIA1[A 156]
- R 111: Dr. Karl Rosenberg (* 1893): Kurator, Emigrant; vermuteter Aufenthaltsort: Cambridge, Harvard-Universität; gesucht von Referat IIIA1[A 157]
- R 112: Marie Rosenberg (1907–1982): Assistentin, Emigrantin; vermuteter Aufenthaltsort: Ambleside; gesucht von Referat IIIA1
- R 113: Dr. Alfred Rosenthal (* 1902): [Chemiker], Emigrant; vermuteter Aufenthaltsort: London; gesucht von Referat IIIA1
- R 114: Dr. Erwin Rosenthal (1904–1991): Professor, Emigrant; vermuteter Aufenthaltsort: Manchester; gesucht von Referat IIIA1
- R 115: Dr. Paul Rosin (1890–1967): Ordentlicher Professor [Chemiker], Emigrant; vermuteter Aufenthaltsort: London; gesucht von Referat IIIA1
- R 116: Antoni Rosner (* 15. Januar 1897 in Wien): Ehemaliger polnischer Major; gesucht von Referat IVE5 und Stapoleitstelle Danzig
- R 117: Cornelius van Rossem [recte: Cornelis van Rossem] (* 5. April 1879 in Prätoria [Pretoria], Transvaal): Angeblicher Komponist [Industrieller?]; zuletzt gesehen in Amsterdam; vermuteter Aufenthaltsort: England; gesucht von Referat IVE4 und Stapoleitstelle Berlin
- R 118: Enid Rosser: gesucht von Referat VIG1
- R 119: Rudolf Rossmeisl (* 6. Juni 1900 in Rothau): gesucht von Referat IVA1
- R 120: Mac Rostal [= Max Rostal] (* 1905): Professor, Emigrant; vermuteter Aufenthaltsort: London; gesucht von Referat IIIA1
- R 121: Cecil Roth: Schriftsteller; gesucht von Referat IVB4
- R 122: Anthony James D. Rotschild: Bankier; vermuteter Aufenthaltsort: London W 1, 42 Hill Street, Berkley Square; gesucht von Referat VIG1 und Referat IIB2
- R 123: Lionel Nathan de Rothschild: vermuteter Aufenthaltsort: London W. 8, 18 Kensington Palace Gardens; gesucht von Referat IIB2
- R 124: Dr. Paul Rothschild (* 1901): Assistent, Emigrant; gesucht von Referat IIIA1[A 158]
- R 125: Rovers: involviert in Angelegenheit "Antoine"; zuletzt gesehen in Holland; vermuteter Aufenthaltsort: England; gesucht von Referat IVE4 und Stapoleitstelle Münster
- R 126: Maria Roweck, geborene Harnier (* 23. Oktober 1890 in Maasmünster): zuletzt gesehen in Holland; vermuteter Aufenthaltsor: England; gesucht von IVE4
- R 127: Dr. Agnes Maude Royden (* 1876): Publizistin; gesucht von Referat VIG1
- R 128: T. Royden [= Thomas Royden, 1. Baron Royden]: Direktor; vermuteter Aufenthaltsort: Liverpool, Cunard Building; gesucht von Referat IVE2
- R 129: Rozier, geb. de Gay: vermuteter Aufenthaltsort: London; gesucht von Referat IVE4
- R 130: Wenzl Rubner [= Wenzel Rubner] (* 1. September 1886 in Oberlohma, Kreis Eger): gesucht von Referat IVA1[A 159]
- R 131: Dr. Josef Rudinsky, Deckname Ing. Thunko (* 30. Juli 1891 in Thurzovska): Journalist, frh. Pfarrer; vermuteter Aufenthaltsort: England; gesucht von Referat IVE4 und Stapoleit Prag
- R 132: Maria Runge, geborene Dabrowski (* 18. Juli 1896 in Zeznitzere): Sekretärin im ehemaligen polnischen Konsulat; gesucht von Referat IVE5
- R 133: Georg Rusche: Assistent [Soziologe] Emigrant; vermuteter Aufenthaltsort: London; gesucht von Referat IIIA1
- R 134: Bertrand Russell: gesucht von Referat VIG1
- R 135: Edmund Rust (* 24. Oktober 1900 in Litschkau); gesucht von Referat IVA1
- R 136: Stanislaus Rychlinski (* 20. April 1906 in Stocherowo): Arzt; gesucht von Referat IVE5 und Stapoleitstelle Königsberg
- R 137: Franz Rys (* 28. November 1905 in Schönbrunn) [fraglich]: Ehemaliger Hotelier; vermuteter Aufenthaltsort: England; gesucht von Referat IVE4 und Stapoleitstelle Prag

### Buchstabe S
- S 1: Fritz Saar (* 21. Oktober 1897 in Minden): [Gewerkschafter]; vermuteter Aufenthaltsort: England, gesucht von Referat IVA1
- S 2: Rudolf Sachs, Deckname Kupfer-Sachs (* 22. Mai 1897 in Berlin): Graphiker; vermuteter Aufenthaltsort: England; gesucht von Referat (Sachgebiet) VC3a
- S 3: Tobias Sachs: Britischer AgenT; zuletzt gesehen in Kowno; vermuteter Aufenthaltsort: England; gesucht von Referat IVE4, Referat VIC2 und Stapo Tilsit
- S 4: Julius Sack, Deckname Julijs Zaks (* 26. August 1900): Britischer Agent; zuletzt gesehen in Riga; vermuteter Aufenthaltsort: England; gesucht von Referat IVE4 und Referat VIC2
- S 5: A. Safrastian: Britischer Nachrichtenagent; vermuteter Aufenthaltsort: London N.W. 3, 71 Haverstock Hill; gesucht von Referat IVE4
- S 6: Karl Hans Sailer (* 15. Oktober 1900): Redakteur; vermuteter Aufenthaltsort: England; gesucht von Referat IVA1
- S 7: Maria Sakrewska, verheiratete Budberg, Deckname „Mura“: Britischer Nachrichtendienst für Estland; in Russland geboren; vermuteter Aufenthaltsort: London; gesucht von Referat VIC2
- S 8: Robert Salinger (* 9. Januar 1893 in Weikersdorf): Kaufmann; vermuteter Aufenthaltsort: England; gesucht von Referat IVE4 und Stapoleitstelle Berlin
- S 9: Sir Isidore Salmon (1876–1941): Anwalt; vermuteter Aufenthaltsort: London W. 1, 51 Mount Street; gesucht von Referat IIB2
- S 10: John Maitland Salmond: Direktor; vermuteter Aufenthaltsort: London E.C. 3, 22 St. Helen's Court, Shell Transport a. Trading Co.; gesucht von Referat IVE2
- S 11: Dr. Richard Salomon (1884–1966): Ordentlicher Professor, Emigrant; vermuteter Aufenthaltsort: London, Universität; gesucht von Referat IIIA1
- S 12: Sidney Salomon: Rechtsanwalt; vermuteter Aufenthaltsort: London W.C. 1, Woburn House, Upper Woburn Place; gesucht von Referat IIB2
- S 13: Sir Arthur Salter (1881–1975): Professor, Parlamentsausschuss für Flüchtlinge; vermuteter Aufenthaltsort: Oxford; gesucht von Referat VIG1
- S 14: Herbert Louis Samuel: vermuteter Aufenthaltsort: London W2, 32 Porchester Terr.[ace]; gesucht von Referat IIB2
- S 15: P. M. Samuel: Direktor; vermuteter Aufenthaltsort: London E.C. 3, 22 St. Helens Court, Shell Transport a. Trading Co.; gesucht von Referat IVE2[A 160]
- S 16: Dr. Richard Samuel (1900–1983): Assistent, Emigrant; vermuteter Aufenthaltsort: Cambridge Universität; gesucht von Referat IIIA1
- S 17: Viscount Samuel [identisch mit S 14] (* 1870): Mitglied vom Rat für christliches Judentum; gesucht von Referat VIG1
- S 18: Harry Samuels: Rechtsanwalt; vermuteter Aufenthaltsort: London N.W. 2, 28 Exeter Road, London N.W.2; gesucht von Referat IIB2
- S 19: Sandbrink: zuletzt gesehen in Winterswijk; vermuteter Aufenthaltsort: England; gesucht von Referat IVE4 und Stapoleitstelle Münster
- S 20: Wilhelm Sander (* 6. Mai 1895 in Dresden): gesucht von Referat (Sachgebiet) IVA1b
- S 21: William Sander (* 22. Februar 1894 in London oder 22. April 1884): Britischer Vizekonsul; vermuteter Aufenthaltsort: England; gesucht von Referat IVE4
- S 22: William Stephan Sanders (1871–1941): Politiker, „Fabian Society“; gesucht von Referat VIG1
- S 23: Viscount John Sankey [= John Sankey, 1. Viscount Sankey] (* 26. Oktober 1866): Jurist, Fabian Society; gesucht von Referat VIG1
- S 24: Fürst Sapieha [= Eustachy Sapieha]: Mitglied der ehemaligen polnischen Regierung; vermuteter Aufenthaltsort: England; gesucht von Referat IVD2 [tatsächlich 1939–1941 in sowjetischer Gefangenschaft]
- S 25: Sarasin-Fisher: Britischer Major, Nachrichtenagent; vermuteter Aufenthaltsort: England; gesucht von Referat IVE4
- S 26: August Sartori: Britischer Vizekonsul; vermuteter Aufenthaltsort: England; gesucht von Referat IVE4
- S 27: Ellice Victor Sassoon (* 30. Dezember 1881): Vermuteter Aufenthaltsort: London EC 3, 86 Grace Church Street; gesucht von Referat IIB2
- S 28: Ernst Sattler (* 16. Februar 1892 in Teplitz): [Verlagsleiter]; vermuteter Aufenthaltsort: England; gesucht von Referat IVA1
- S 29: Josef Sattler (* 29. Oktober 1905 in Graslitz): gesucht von Referat (Sachgebiet) IVA1b
- S 30: Josef Sattler (* 22. Dezember 1912 in Eibenberg): vermuteter Aufenthaltsort: England; gesucht von Referat (Sachgebiet) IVA1b
- S 31: Geoffrees Savill (* 23. August 1901 in Rogston): Ingenieur; vermuteter Aufenthaltsort: East Sheen, Observatory, Nr. 50; gesucht von Referat IVE4 und Stapoleitstelle Berlin
- S 32: George Saville, richtig Grove-Spiro: gesucht von Referat IVE4
- S 33: Dr. Fritz Saxl (1890–1948): Außerordentlicher Professor, Emigrant; vermuteter Aufenthaltsort: London, Warburg-Institut; gesucht von Referat IIIA1
- S 34: Scaly: Pastor; zuletzt gesehen in Hamburg; vermuteter Aufenthaltsort: England; gesucht von Referat IVE4
- S 35: John Russell Scott (1879–1949): Vorsitzender d. „Manchester Guardian“, „Evening News“; gesucht von Referat VIG1
- S 36: Scott-Lindsay [= H. Scott-Lindsay]: Sekretär, Nationalrat der Arbeiterbewegung; vermuteter Aufenthaltsort: England; gesucht von Referat VIG1[A 161]
- S 37: Baron Sebottendorf [= Rudolf von Sebottendorf]: Generalvertreter; vermuteter Aufenthaltsort: London, Fa. Guild Hall Civil Contractes; gesucht von Referat IVE3 und Stapoleitstelle Stuttgart
- S 38: E.F.H. Sedgwice, richtig: Ernst Hanfstaengl (* 11. Februar 1887 in München): vermuteter Aufenthaltsort: London, 28 Gunterstone Road; gesucht von Referat IVC5
- S 39: Stan Sedkol: Britischer Beamter, britischer Nachrichtendienst für Lettland; zuletzt gesehen in Riga; vermuteter Aufenthaltsort: England; gesucht von Referat VIC2
- S 40: Karl Sedlarsce (* 24. September 1894 in Brüssel): Ehemaliger tschechischer Stabskapitän; vermuteter Aufenthaltsort: England; gesucht von Referat IVE4 und Stapoleitstelle Prag
- S 41: Charl Harry Seed (* 2. August 1888 in London): vermuteter Aufenthaltsort: London; gesucht von Referat IVE4 und Stapo Kiel
- S 42: Gerhard Seeger [recte: Gerhart Seger] (* 16. November 1896 in Leipzig): Schriftsteller, Emigrant; vermuteter Aufenthaltsort: England; gesucht von Referat IIB5
- S 43: Louis Seelig (* 6. Juli 1902 in London): Sekretär, Pilot, involviert in Angelegenheit „Grove-Spiro“; früher Westerland; vermuteter Aufenthaltsort: England; gesucht von Referat IVE4
- S 44: Paul Seelig (* 10. Juni 1915 in Bandung): zuletzt gesehen in Hollanden; vermuteter Aufenthaltsort: England; gesucht von Referat IVE4
- S 45: Dr. Siegfried Fritz Seelig (* 1899): Privatdozent, Emigrant; vermuteter Aufenthaltsort: Edinburgh; gesucht von Referat IIIA1[A 162]
- S 46: J. C. Segrue: Korrespondent der News Chronicle; früher Wien; vermuteter Aufenthaltsort: England; zuletzt gesehen in Wien; gesucht von Referat IVB4[A 163]
- S 47: Bernhard Sekler (* 4. Mai 1895 in Kolomea): Polnischer Offizier; gesucht von Referat IVE5 und Stapoleitstelle Breslau
- S 48: Leonore (Lore) Seligmann [= Evelyn Anderson] (* 13. Mai 1907 in Frankfurt/Main): vermuteter Aufenthaltsort: London; gesucht von Referat IVA1
- S 48a: K. G. Sell: Britischer Nachrichtenagent; zuletzt gesehen in Kopenhagen; vermuteter Aufenthaltsort: England; gesucht von Referat IVE4
- S 49: Magda Antonowna Sellheim, verheiratete Webb, geschiedene Lauthew: Russin, britischer Nachrichtendienst für Estland; zuletzt gesehen in Reval; vermuteter Aufenthaltsort: England; gesucht von Referatg VIC2
- S 50: Z. Semoff: Vermuteter Aufenthaltsort: London, 101 Arthur Corat Quinsway Nr. 2; gesucht von Referat IVE4 und Stapoleitstelle Wien
- S 51: R. Williams Watson-Seton (= Robert William Seton-Watson) (* 1879): Professor, Historiker, verwickelt in das tschechoslowakisches Komitee „Internationaler Friedensfeldzug“; vermuteter Aufenthaltsort: England; gesucht von Referat VIG1
- S 52: Shackleton [identisch mit Sch 1]: involviert in Angelegenheit „Alabert Albseit“; vermuteter Aufenthaltsort: London, 175 Piccadilly; gesucht on Referat IVE4 und Stapoleitstelle Wien
- S 53: Harald Anthony Shadforth (* 28. April 1892 in Piccadilly-Rye): Britischer Botschaftsattaché, involviert in Angelegenheit „von Einem“; vermuteter Aufenthaltsort: England; gesucht von Referat IVE4
- S 54: Edmund Cecil Shannon (* 11. September 1898): Britischer Major; vermuteter Aufenthaltsort: London W 1, Piccadilly 96; gesucht von Referat IVE4 und Stapo Wesermünde
- S 55: Richard Shelley: Britischer Captain; vermuteter Aufenthaltsort: England; gesucht von Referat IVE4
- S 56: M. Shepherd: Britischer Konsul; vermuteter Aufenthaltsort: England; gesucht von Referat IVE4
- S 57: Klara Sheridan, geb. Wrden (* 1900): Schriftstellerin; vermuteter Aufenthaltsort: London; gesucht von Referat IVE4
- S 58: Emanuel Shinwell (1884–1986): Politiker; gesucht von Referat VIG1
- S 59: Israel Moses Sieff: Präsident der englischen Zionistenorganisation; gesucht von Referat VIG1
- S 60: Rebecca Doro Sieff: vermuteter Aufenthaltsort: London W 1, Brook House, Parklane; gesucht von Referat IIB2
- S 61: Max Sievers, Deckname Siko (* 11. Juli 1887 in Berlin): Verbandssekretär; vermuteter Aufenthaltsort: England; gesucht von Referat IVA1
- S 62: Rudolf Sigmund (* 2. Mai 1902 in Drahowitz): vermuteter Aufenthaltsort: Albury Chilworth b. Quildforth Surrey, „Surrey guest house“; gesucht von Referat (Sachgebiet) IVA1b
- S 63: Dr. Alexander Sik (* 8. Oktober 1900 in Sewastopol): Advokatenkonzipient; vermuteter Aufenthaltsort: London; gesucht von Referat IVE4 und Stapoleitstelle Prag
- S 64: Wladislaw Eugeniusz Sikorski [= Władysław Sikorski] (* 20. Mai 1881 in Toszow Nar): Ehemaliger polnischer General; vermuteter Aufenthaltsort: England; gesucht von Abteilung IIIB, Referat IVD2 und IVG1
- S 65: Lewis Silkin: Jude, Parlamentsmitglied, Londoner Stadtrat; vermuteter Aufenthaltsort: London; gesucht von Referat VIG1
- S 66: James Herbert Sillem (* 22. Mai 1898 in Sunninghill): Kaufmann, britischer Nachrichtendienst für Estland; zuletzt gesehen in Dorpat; vermuteter Aufenthaltsort: England; gesucht von Referat VIG2[A 164]
- S 67: Walter Oskar Sillem (* 16. Juli 1874 in Esher): Fabrikant, britischer Nachrichtendienst für Estland; zuletzt gesehen in Dorpat; vermuteter Aufenthaltsort: England; gesucht von Referat VIC2
- S 68: Silley (* um 1890): Hotelinhaberin; vermuteter Aufenthaltsort: Brixham, Northcliff Hotel; gesucht von Referat IVE4 und Stapo Osnabrück
- S 69: John Lord Cademan of Silverdale [= John Cadman, 1. Baron Cadman]: Präsident [der Anglo-Iranian Oil Company]; vermuteter Aufenthaltsort: London E.C. 2, Britannic House, Anglo Iranian Oil Co.; Referat IVE2
- S 70: Silvermann: Abgeordneter; gesucht von Referat VIG1
- S 71: Rudolf Siman (* 10. April 1893 in Jindr-Hradec): Ehemalige tschechischer Stabskapitän und Journalist; zuletzt gesehen in Den Haag; vermuteter Aufenthaltsort: England; gesucht von Referat IVE4[A 165]
- S 72: A. P. Simon: Abgeordneter; vermuteter Aufenthaltsort: London; gesucht von Referat VIG1
- S 73: Dr. Franz Eugen Simon (1893–1956): Emigrant, ordentlicher Professor; vermuteter Aufenthaltsort: Oxford-Universität; gesucht von Referat IIIA1
- S 74: Sir John Allsebrook Simon (1873–1954): Abgeordneter [des Unterhauses]; gesucht von Referat VIG1
- S 75: Hugo Simon (* 1. September 1890 in Usch): Bankier, ehemaliger Finanzminister; vermuteter Aufenthaltsort: England; gesucht von Referat IVA1
- S 76: Dr. Walter Simon (* 1898): Außerordentlich Professor, Emigrant; vermuteter Aufenthaltsort: London; gesucht von Referat IIIA1
- S 77: Simon: Belgischer Artillerist; zuletzt gesehen in Lüttich; vermuteter Aufenthaltsort: England; gesucht von Referat IVE4 und Stapo Trier
- S 78: Dr. Simon: Direktor, Legitimist; vermuteter Aufenthaltsort: London; gesucht von Referat VIG1
- S 79: Dr. Hellmuth Simons (1893–1969): [Bakteriologe] Emigrant; vermuteter Aufenthaltsort: London; gesucht von Referat IIIA1
- S 80: F. Simpson (* um 1882): Britischer Agent; zuletzt gesehen in Brüssel; vermuteter Aufenthaltsort: London; gesucht von Referat IVE4
- S 81: I. L. Simpson: vermuteter Aufenthaltsort: London, Unilever House, Blackfriars; gesucht von Referat IVE2
- S 82: Simpson, richtig Black (* um 1895): Britischer Agent; vermuteter Aufenthaltsort: England; gesucht von Referat IVE4
- S 83: Simpson: Professor, britischer Nachrichtendienst für Estland; vermuteter Aufenthaltsort: Edinburgh Universität; gesucht von Referat VIC2
- S 84: Stanley Simpson: Korrespondent der London „Times“; gesucht von Referat VIG1[A 166]
- S 85: Sir Archibald Sinclair (* um 1890): Führer der liberalen Partei; gesucht von Referat VIG1
- S 86: Sinclair: Beamter im Auswärtigen Amt in London; vermuteter Aufenthaltsort: London; gesucht von Referat IVE4
- S 87: H. W. Singer [= Hans Wolfgang Singer (Ökonom)] (* 1910): Emigrant [Wirtschaftswissenschaftler]; vermuteter Aufenthaltsort: London; gesucht von Referat IIIA1
- S 88: Karl Singer (* 9. Mai 1890 in Wien): vermuteter Aufenthaltsort: England; gesucht von Referat (Sachgebiet) IVA1b
- S 89: von Sinowjew (* um 1890): zuletzt gesehen in Köln; gesucht von Referat IVE4 und Stapo Köln
- S 90: Franz Sinowzik (* 8. Januar 1900 in Orlawen): Hauer und Dolmetscher; gesucht von Referat IVE5 und Stapo Allenstein
- S 91: Taddäus Marian Viktor Skapski (* 7. August 1908 in Berlin): Polnischer Agent; vermuteter Aufenthaltsort: England; gesucht von Referat IVE5
- S 92: Viktor Skapski (* 29. Oktober 1911 in Dortmund): Arbeiter, Privatlehrer; gesucht von Referat IVE5 und Stapo Schneidemühl
- S 93: Danylo Skoropadski (* 13. Februar 1904 in Petersburg): Ingenieur; vermuteter Aufenthaltsort: London; gesucht von Referat (Sachgebiet) IVD3a
- S 94: Wilhelm Skoruppa (* 10. November 1894 in Paruschowitz): Kaufmann; vermuteter Aufenthaltsort: England; gesucht von Referat IVE5 und Stapo Oppeln
- S 95: Wladislaus Skoszewski (* 28. April 1891 in Schliewitz): Polnischer Polizeibeamter; gesucht von Referat IVE5 und Stapo Schneidemühl
- S 96: H ter Slaa: zuletzt gesehen in Amsterdam; vermuteter Aufenthaltsort: England; gesucht von Referat IVE4
- S 97: Algernon Sladen: Britischer Major; vermuteter Aufenthaltsort: Wentworth/Norfolk Cottage, Surray; gesucht von Referat IVE4
- S 98: Emil Sladky (* 11. Januar 1905 in Wien): Eisendreher; vermuteter Aufenthaltsort: England; gesucht von Referat (Sachgebiet) IVA1b[A 167]
- S 99: Wenzel Slama (* 24. Januar 1893 in Ranna): Ehemaliger tschechischer Stabskapitän, involviert in Angelegenheit "Frantisek Moravec"; vermuteter Aufenthaltsort: London, 53 Lexham Gardens, Kensington W8; gesucht von Referat IVE4 und Referat IVE6
- S 100: Dr. Juraj Slavik (* 28. Januar 1890 in Dobroniva): Ehemaliger tschechischer Gesandter, involviert in Angelegenheit "Benes"; vermuteter Aufenthaltsort: England; gesucht von Referat IVE4, Referat IVD1 und Stapoleitstelle Prag
- S 101: Slezak [= Deckname von Alois Vicherek]: Ehemaliger tschechischer General, involviert in Angelegenheit "Benes"; vermuteter Aufenthaltsort: England; gesucht von Referat (Sachgebiet) IVD1a
- S 102: Robert Townsend Smallbones: Britischer Generalkonsul; vermuteter Aufenthaltsort: England; gesucht von Referat IVE4
- S 103: Iwan Smirnoff: Flieger; zuletzt gesehen in Holland; vermuteter Aufenthaltsort: England; gesucht von Abteilung IIIB
- S 104: Aline Sybil Smith-Atherton (= Aline Atherton-Smith) (* 13. November 1875 in Ryde): vermuteter Aufenthaltsort: Chantrya; gesucht von Referat IVA1
- S 105: Bertram A. Smith: Direktor; vermuteter Aufenthaltsort: London S.W. 1, Shell Transport & Trading Company; gesucht von Referat IVE2
- S 106: Cyrus Smith: Britischer "Passport-Offizier", verwickelt in Angelegenheit "Jens Dons"; vermuteter Aufenthaltsort: England; gesucht von Referat IVE4, Abteilung IIID und Stapo Kiel
- S 107: Jackson Smith: Gehilfe des Handelsattachés; vermuteter Aufenthaltsort: England; gesucht von Referat IVE4
- S 108: Jonah Walker-Smith [identisch mit W 10]: vermuteter Aufenthaltsort: London W.C. 1, 21 Russell Square, involviert in Angelegenheit "Ignaz Petschek"; gesucht von Referat IIID4
- S 109: Neville A. Smith (* 1. Juni 1914 in Leicester): Börsenmakler; vermuteter Aufenthaltsort: London E.C. 2, 35 Morgate; gesucht von Referat IVE4 und Stapo Erfurt
- S 110: Rennie (Renny) Smith: vermuteter Aufenthaltsort: London; gesucht von Referat VIG1
- S 111: R. W. Smith: vermuteter Aufenthaltsort: Sheffield, 10, 214 Cobden View Road; gesucht von Referat IVE4 und Stapo Kiel
- S 112: Wilburn Emmet Smith (* 7. April 1882 in Port Henry): Amerikanischer Major; zuletzt gesehen in Brüssel; vermuteter Aufenthaltsort: England; gesucht von Referat IVE4 und Stapo Aachen
- S 113: W. Gordon Smith (* 16. April 1815): Geophysiker; vermuteter Aufenthaltsort: Durham, 14 Kitchener Terrace, Garrow Co.; gesucht von Referat IVE4
- S 114: Jan Smits: involviert in Angelegenheit "Helmers"; zuletzt gesehen in den Niederlanden; vermuteter Aufenthaltsort: England; gesucht von Referat IVE4 und Stapo Kiel
- S 115: Johann Smitt: zuletzt gesehen in Rotterdam; vermuteter Aufenthaltsort: England; gesucht von Referat IVE4 und Stapo Kiel
- S 116: Kaz. Smogarzewski [= Casimir Smogorzewski]: involviert in "Free Europe"; vermuteter Aufenthaltsort: London; gesucht von Referat VIG1
- S 117: Franz Smolcic (* 25. Mai 1908 in Königsberg): vermuteter Aufenthaltsort: Guildford, Surrey Hills, Guesthouse Chvonthnaz; gesucht von Referat (Sachgebiet) IVA1b
- S 118: Johann Smudek [recte: Jan Smudek] (* 8. September 1915 in Weißenschuld): vermuteter Aufenthaltsort: England; gesucht von Referat IVE4 und Stapoleitstelle Prag[A 168]
- S 119: Jaromir Smutny (* 23. Juni 1892 in Bavorov): Ehemaliger Legationsrat, Gesandter, involviert in Angelegenheit "Benes"; vermuteter Aufenthaltsort: London; gesucht von Referat IVE4, Referat IVD1 und Stapoleitstelle Prag
- S 120: Josef Šnejdárek (* 2. April 1875 in Nepajedla): Ehemaliger tschechischer General; vermuteter Aufenthaltsort: England; gesucht von Referat IVE4 und Stapoleitstelle Prag
- S 121: Snejdarek [identisch mit S 120]: Mme. [Tschechischer Offizier]; gesucht von Referat IVE4 und Stapoleitstelle Prag
- S 122: Wilhelm Snell (* 23. Juli 1894 in Oranienburg): Gewerkschaftler; vermuteter Aufenthaltsort: England; gesucht von Referat IVA1[A 169]
- S 123: Lord Snell [= Harry Snell, 1. Baron Snell] (* 1865): Führer der Arbeiterpartei [Labour Party] im Oberhaus [House of Lords]; gesucht von Referat VIG1
- S 124: C. P. Snow [= Charles Percy Snow]: vermuteter Aufenthaltsort: Cambridge Universität; gesucht von Referat VIG1
- S 125: Dr. Karl Söllner (1903–1986): Privatdozent, Emigrant; vermuteter Aufenthaltsort: London; gesucht von Referat IIIA1
- S 126: Celina Sokoloff [identisch mit S127]: vermuteter Aufenthaltsort: London N.W. 6, 43 Compayne Gardens; gesucht von Referat IIB2
- S 127: Celina Sokolov [identisch mit S126] (* in Warschau): vermuteter Aufenthaltsort: London N.W. 6, 43 Compayne Gardens; gesucht von Referat IIB2
- S 128: Leonid Sokolow: Russe, Handelsvertreter, britischer Nachrichtendienst für Estland; zuletzt gesehen in Reval; gesucht von Referat VIC2
- S 129: Soley: Generalvertreter von Vickers-Armstrong; vermuteter Aufenthaltsort: London; gesucht von Referat IVE4 und Stapoleitstelle Berlin
- S 130: Dr. Friedrich Solmsen (1904–1989): Privatdozent, Emigrant; vermuteter Aufenthaltsort: Cambridge Universität; gesucht von Referat IIIA1
- S 131: Adam Soltowski: Graf, Pole, britischer Nachrichtendienst für Litauen; zuletzt gesehen in Kowno; vermuteter Aufenthaltsort: England; gesucht von Referat VIC2
- S 132: Julius Sommer: Mitarbeiter von Richard Merton; vermuteter Aufenthaltsort: London; gesucht von Abteilung IIID[A 170]
- S 133: Sommer: Britischer Agent, involviert in Angelegenheit "Gibson"; vermuteter Aufenthaltsort: England; gesucht von Referat IVE4
- S 134: Dr. Martin Sommerfeld (1894–1939): Außerordentlicher Professor, Emigrant; vermuteter Aufenthaltsort: Northampton, Smith College; gesucht von Referat IIIA1
- S 135: Dr. Robert Sondheimer: Emigrant; vermuteter Aufenthaltsort: London; gesucht von Referat IIIA1
- S 136: Sonikowski [recte: Kazimierz Sosnkowski]: Polnischer General, Angehöriger der ehemaligen polnischen Regierung; vermuteter Aufenthaltsort: England; gesucht von Referat IVD2
- S 137: Reginald William Sorensen [= Reginald Sorensen, Baron Sorensen]: Sozialistische christliche Liga; vermuteter Aufenthaltsort: England; gesucht von Referat VIG1
- S 138: Georg (Jerzy) Sosnowski [= Jerzy Sosnowski] (* 4. Dezember 1896 in Lemberg): Ehemaliger polnischer Rittmeister, Nachrichtenagent; vermuteter Aufenthaltsort: England; gesucht von Referat IVE5
- S 139: Southam: Kaufmann, britischer Nachrichtendienst für Estland; zuletzt gesehen in Reval; vermuteter Aufenthaltsort: England; gesucht von Referat VIC2
- S 140: Lord Julius Salter Elias Southwood [= Julius Elias, 1. Viscount Southwood] (* 1873): Direktor von "Odhams Press Ltd."; vermuteter Aufenthaltsort: London; gesucht von Referat VIG1
- S 141: Stanley Grove-Spiro, Deckname Lord George Saville Lord Drummond (* 17. Januar 1900 in Kapstadt, Südafrika) [Doubletteneintrag]: Bankier, Makler, britischer Agent; vermuteter Aufenthaltsort: London 5, Suffolk Street Pall-Mall (Büro), London S.W. 1, Kensingtown [Kensington?], London W. 8 Gottesmore Gandens 18 oder de Vere Gardens 46 (privat); gesucht von Referat IVE4
- S 142: Anezka Spurny [= Anežka Hodinová-Spurná] [identisch mit Sp 19] (* 15. Januar 1895 in Douhrawice): Ehemaliger tschechischer Abgeordneter; vermuteter Aufenthaltsort: London; gesucht von Referat IVE4 und Stapoleitstelle Prag
- S 143: W. R. J. Squance: Gewerkschaftsbeamter, Internationaler Friedensfeldzug; vermuteter Aufenthaltsort: England; gesucht von Referat VIG1[A 171]
- S 144: Dr. Johann Sramek [= Jan Šrámek] (* 11. August 1870 in Grygov): Premierminister der tschechoslowakischen Exilregierung, involviert in Angelegenheit "Benes"; vermuteter Aufenthaltsort: England; gesucht von Referat IVE4, Referat (Sachgebiet) IVD1a und Stapoleitstelle Prag
- S 145: R. S. Roman Sudakoff (* 9. August 1889 in Russland): Ehemaliger russischer Offizier, britischer Nachrichtendienst für Lettland; zuletzt gesehen in Riga und Belgrad; vermuteter Aufenthaltsort: England; gesucht von Referat IVE4 und VIC2
- S 146: Viktor Sudakoff (* um 1900): Geschäftsführer, britischer Nachrichtendienst für Lettland; zuletzt gesehen in Riga; vermuteter Aufenthaltsort: England; gesucht von Referat IVE4 und Stapo Tilsit
- S 147: Herbert Sulzbach: Schriftsteller, Emigrant; vermuteter Aufenthaltsort: London N.W. 3, 58b Beslize Park Gardens; gesucht von Referat IIB5
- S 148: Dr. Max Sulzbacher (1901–1976): Assistent [Chemiker], Emigrant; vermuteter Aufenthaltsort: London; gesucht von Referat IIIA1
- S 149: Roman Suszycki (* 27. Mai 1902 in Kamienskoje) [identisch mit S 150]: Kaufmann; gesucht von Referat IVE5 und Stapo Bromberg
- S 150: Roman Susczinski (* 27. Mai 1902 in Kamienskoje): Kaufmann; vermuteter Aufenthaltsort: England; gesucht von Referat IVE5 und Stapo Bromberg
- S 151: Cha[rle]s W. Sutton: Auslandsredakteur beim "Daily Express", involviert in Angelegenheit "Panton"; vermuteter Aufenthaltsort: London E.C. 4, Fleetstreet; gesucht von Referat IVE4[A 172]
- S 152: Hannen Swaffer (1879–1962): Schriftleiter des 'Daily Herald'; vermuteter Aufenthaltsort: London; gesucht von Referat VIG1
- S 153: F.T. Frederick Thomas Swann [wahrscheinlich einfach Frederick Thomas Swann] (* 22. Juli 1899 in Petersburg): Kapitän; vermuteter Aufenthaltsort: London; gesucht von Referat IVE4 und Stapoleitstelle Berlin
- S 154: Gladys Helen Rachel Swaythling: vermuteter Aufenthaltsort: London W. 8, 28 Kensington Court; gesucht von Referat IIB2[A 173]
- S 155: Lord Stuart Albert Samuel Montagu Swaythling (* 1898); vermuteter Aufenthaltsort: London W. 8, 28 Kensington Court; gesucht von Referat IIB2
- S 156: Jerzy Wlodzimierz Swirskik [= Jerzy Świrski] (* 5. April 1882 in Kalisch): Polnischer Admiral; vermuteter Aufenthaltsort: England; gesucht von Abteilung IIIB
- S 157: Franz Syroka (* 1. Januar 1908 in Kurgan): gesucht von Referat IVE5 und Stapo Elbing
- S 158: Josef Szczerbinski: Polnischer Nationalrat; vermuteter Aufenthaltsort: England; gesucht von Referat IVD2
- S 159: Tadeus Szeffer (* um 1905): Ehemaliger polnischer Hauptmann; gesucht von Referat IVE5 und Stapoleitstelle Danzig
- S 160: Dr. Leo Szillard [recte: Leó Szilárd] (* 1889): Privatdozent, Emigrant; vermuteter Aufenthaltsort: Oxford-Universität; gesucht von Referat IIIA1
- S 161: Hanne Maria Szlandak, geb. Paciorkowska (* 17. Juli 1889 in Pagow): Angestellte; vermuteter Aufenthaltsort: England; gesucht von Referat IVE5 und Stapo Leipzig
- S 162: Henryk Sziendak (* 17. Mai 1905 in Bobrowini): Arzt; vermuteter Aufenthaltsort: England; gesucht von Referat IVE5 und Stapo Leipzig
- S 163: Henryk Szliwitzki (* 21. Februar 1896 in Gnesen): Polnischer Oberleutnant, Nachrichtenagent; vermuteter Aufenthaltsort: England; gesucht von Referat IVE5 und Stapoleitstelle Stettin
- S 164: Henryk Szmidt (Schmidt) (* 2. Januar 1901 in Parlin): Polnischer Hauptmann, Nachrichtenoffizier; vermuteter Aufenthaltsort: England; gesucht von Referat IVE5
- S 165: Roszi Szösz: Tänzerin; zuletzt gesehen in Belgrad; vermuteter Aufenthaltsort: England; gesucht von Referat IVE4
- S 166: Gustav Szulz: Polnischer Offizier; gesucht von Referat IVE5
- S 167: Wawrczyn Szwaba (Schwabe) (* 10. September 1908 in Kopnitz): Tischler, polnischer Agent; vermuteter Aufenthaltsort: England; gesucht von Referat IVE5
- S 168: Dr. Ignacy Szwarcbart: Mitglied des polnischen Nationalrates; gesucht von Referat IVD2
- S 169: Theofil Szymanski (* 10. August 1906 in Königshütte): Destillateur, Kutscher; vermuteter Aufenthaltsort: England; gesucht von Referat IVE5 und Stapo Oppeln

#### Abschnitt Sch
- Sch 1: Schacleton [identisch mit S 52]: verwickelt in Angelegenheit „Alabert Albseit“; vermuteter Aufenthaltsort: London; gesucht von Referat IVE4 und Stapoleitstelle Wien
- Sch 2: Adolf Schallamach (1905–1997): Assistent; vermuteter Aufenthaltsort: England; gesucht von Referat IIIA1
- Sch 3: Alfred Scharf (1900–1965): Assistent; vermuteter Aufenthaltsort: London; gesucht von Referat IIIA1
- Sch 4: Dr. Karl Scharff (* 1911): vermuteter Aufenthaltsort: London; gesucht von Referat IIIA1[A 174]
- Sch 5: August Schary (* 23. November 1898 in Poremba): Hüttenarbeiter; vermuteter Aufenthaltsort: England; gesucht von Referat IVE5 und Stapo Oppeln
- Sch 6: Robert von Schauroth: Früher Offizier; vermuteter Aufenthaltsort: England; gesucht von Referat IVE4
- Sch 7: Hermann Scheiber (* 23. Februar 1888 in Reutte, Tirol): vermuteter Aufenthaltsort: England, NW 9,Slough Blane, Kings Bury; gesucht von Referat IVE4 und Stapoleitstelle Stuttgart
- Sch 8: Josef Scheitler (* 27. Oktober 1899 in Chodau): vermuteter Aufenthaltsort: Sheffield, Rustlings Road 149; gesucht von Referat IVA1 und Stapoleitstelle Karlsruhe
- Sch 9: H. Schellenberger: Vorstandsmitglied der Freien deutschen Kulturliga in England; vermuteter Aufenthaltsort: London; gesucht von Referat VIG1
- Sch 10: Franz Scherbaum (* 19. Januar 1909 in Graslitz): vermuteter Aufenthaltsort: England; gesucht von Referat (Sachgebiet) IVA1b
- Sch 11: Alouis Schermuly [recte: Alois Schermuly] (* 14. Juli 1903 in Frankfurt/Main): Hilfsarbeiter [Kommunist]; vermuteter Aufenthaltsort: England; gesucht von Referat IVA2
- Sch 12: Ernst Scheuer: Mitarbeiter von Richard Merton; vermuteter Aufenthaltsort: London; gesucht von Abteilung IIID
- Sch 13: George Schicht: vermuteter Aufenthaltsort: London, Unilever House, Blackfriars; gesucht von Referat IVE2[A 175]
- Sch 14: Fritz Schiefer (* 25. März 1889 in Ohligs): Schleifer; vermuteter Aufenthaltsort: England; gesucht von Referat IVA2
- Sch 15: Otto Schiff (* 1876): vermuteter Aufenthaltsort: London W. 1, 25 Berkley Square; gesucht von Referat IIB2
- Sch 16: Viktor Schiff [= Victor Schiff]: Mitarbeiter des Daily Herald; vermuteter Aufenthaltsort: London; gesucht von Referat IVB4
- Sch 17: Alexander Schifrin (* 11. August 1901 in Kharkov): Jude; vermuteter Aufenthaltsort: England; gesucht von Referat IVA1
- Sch 18: Josef Schijbal (* 19. Juni 1903 in Hrun-Trebinje): Ehemaliger tschechischer Stabskapitän; vermuteter Aufenthaltsort: England; gesucht von Referat IVE4 und Stapoleitstelle Prag
- Sch 19: Gotthard Schild (* 21. Januar 1898 in Wohlau): Kaufmann, involviert in Angelegenheit „Hans Jäger“; vermuteter Aufenthaltsort: England; gesucht von Referat IVE6[A 176]
- Sch 20: Schiller-Mamorek [recte: Jakob Saul Schiller-Marmorek] (* 10. November 1878 in Wien), Deckname Peter Roberts: Redakteur; vermuteter Aufenthaltsort: England; gesucht von Referat IVA1
- Sch 21: Ernst Schilling (* 25. Oktober 1901 in Berlin): Bäcker; vermuteter Aufenthaltsort: London; gesucht von Referat IVA2
- Sch 22: Hermann Erwin Adolf Schlafke (* 2. November 1902 in Kattowitz): Polnischer Nachrichtenagent; gesucht von Referat IVE5 und Stapo Oppeln
- Sch 23: Johannes Schleicher (* 20. Februar 1904 in Schwabach): Lehrer; vermuteter Aufenthaltsort: England; gesucht von Referat IVA1
- Sch 24: Max Schlesinger (* 1907): Assistent; vermuteter Aufenthaltsort: London; gesucht von Referat IIIA1[A 177]
- Sch 25: Hans Schloßmann (1894–1956): vermuteter Aufenthaltsort: Cambridge; gesucht von Referat IIIA1
- Sch 26: Alfons Schmettan (* 28. April 1896 in Bukarest): Artist, Nachrichtenagent, Kaufmann; vermuteter Aufenthaltsort: England; gesucht von Referat IVE4
- Sch 27: Andreas Schmidkunz (* 13. Dezember 1897 in Eger): vermuteter Aufenthaltsort: England; gesucht von Referat (Sachgebiet) IVA1b
- Sch 28: Erich Schmidt (* 4. August 1910 in Berlin): vermuteter Aufenthaltsort: England; gesucht von Referat IVA1
- Sch 29: Heinz Schmidt (* 26. November 1906 in Halle): Berichterstatter; gesucht von Referat IVA1 und Stapo Halle
- Sch 30: Johanna Schmidt (* 24. Juli 1889 in Frankfurt): vermuteter Aufenthaltsort: England; gesucht von Referat IVA1
- Sch 31: Ludwig Schmidt (* 7. April 1889 in Drahowitz in Karlsbad): vermuteter Aufenthaltsort: England; gesucht von Referat (Sachgebiet) IVA1b
- Sch 32: Werner Schmidt (* 18. Oktober 1911 in Berlin): Photograph; vermuteter Aufenthaltsort: England; gesucht von Referat IVA1
- Sch 33: Fritz Eduard Schmitt (* 11. August 1899 in Sobernheim): Diplomingenieur; vermuteter Aufenthaltsort: London S.W. 1, Victoria Street; gesucht von Referat IVE4 und Stapoleitstelle Magdeburg
- Sch 34: Edmund Schmitz (* 15. Mai 1918 in Hohscheid): „Dienstpflichtiger“ [Dienstflüchtling]; zuletzt gesehen in Palästina; vermuteter Aufenthaltsort: England; gesucht von Referat (Sachgebiet) VD2f
- Sch 35: Barbara Schneider, geb. Ripper (* 18. Januar 1896 in Budapest): vermuteter Aufenthaltsort: London N.W. 3, 2 B Winchester Road; gesucht von Referat IVA1
- Sch 36: Bruno Schneider (* 21. Januar 1904 in Adorf): Schlosser; vermuteter Aufenthaltsort: London; gesucht von Referat IVA1
- Sch 37: Bruno Schneider (* 6. September 1904 in Adorf):Nachrichtenagent; vermuteter Aufenthaltsort: London E.G. 4, 35 Bridestreet; gesucht von Referat IVE3 und Stapo Halle
- Sch 38: Erich Schneider (* 1903): Assistent [Botaniker]; vermuteter Aufenthaltsort: London; gesucht von Referat IIIA1[A 178]
- Sch 39: Friedrich Wilhelm Schneider (* 20. August 1912 in Köln-Mülheim): Chauffeur, Diener, involviert in Angelegenheit „Putlitz“ [[[Wolfgang Edler von Putlitz]]]; zuletzt gesehen in Den Haag; vermuteter Aufenthaltsort: England; gesucht von Referat IVE4 und Stapo Köln[A 179]
- Sch 40: Josef Schneider (* 27. Juni 1913 in St. Joachimsthal): vermuteter Aufenthaltsort; gesucht von Referat (Sachgebiet) IVA1b
- Sch 41: Robert Schnurmann (1904–1995): Assistent; vermuteter Aufenthaltsort: Cambridge; gesucht von Referat IIIA1[A 180]
- Sch 42: Alexander Schönberg (1892–1985): Professor; vermuteter Aufenthaltsort: Edinburgh; gesucht von Referat IIIA1
- Sch 43: Karl Schonstein (* 3. März 1888 in Haslau, Kreis Asch): vermuteter Aufenthaltsort: England; gesucht von Sachgebiet IVA1b
- Sch 44: Engelbert Scholtyssek: Polnischer Nachrichtenagent; vermuteter Aufenthaltsort: England; gesucht von Referat IVE5 und Stapo Oppeln
- Sch 45: Jan Schramek [= Jan Šrámek]: Emigrant, Ministerpräsident im tschechoslowakischen Nationalausschuss; vermuteter Aufenthaltsort: London; gesucht von Referat II B5
- Sch 46: G. Schreiner: zuletzt gesehen in Amsterdam; vermuteter Aufenthaltsort: England; gesucht von Referat IVE4
- Sch 47: Wilhelm Otto Schreiner [= Gerth Schreiner] (* 16. September 1892 in Laubach): Redakteur; vermuteter Aufenthaltsort: England; gesucht von Referat IVA1 [hielt sich tatsächlich in den Niederlanden auf]
- Sch 48: Schröbel (Schröder): involviert in Angelegenheit „Stevens/Best“ [siehe Venlo-Zwischenfall]; vermuteter Aufenthaltsort: England; gesucht von Referat IVE4
- Sch 49: Schröder: involviert in Angelegenheit „Stevens/Best“ [siehe Venlo-Zwischenfall]; vermuteter Aufenthaltsort: England; gesucht von Referat IVE4
- Sch 50: Alfred Schubert (* 19. August 1900 in Schmiedeberg): vermuteter Aufenthaltsort: Hope View, Castleton Derbyshir; gesucht von Referat IVA1
- Sch 51: Stanislav Schürmann (* 9. Mai 1900): Polnischer Beamter; gesucht von Referat IVE5
- Sch 52: Alfred Schürrer (* 8. Mai 1911 in Kohling): vermuteter Aufenthaltsort: England; gesucht von Referat (Sachgebiet) IVA1b
- Sch 53: Arthur Schütz: Schriftsteller, Emigrant; vermuteter Aufenthaltsort: 10 Tarranbrae Court, Willesden Lane, London N.W.6.; gesucht von Referat IIB5
- Sch 54: Eva Schütz: geschützt von Referat IVE4
- Sch 55: Georg Schuh (* 31. August 1917 in London): „Dienstpflichtiger“ [Wehrdienstflüchtling]; vermuteter Aufenthaltsort: London; gesucht von Referat (Sachgebiet) VD2f und KP-Stelle Braunschweig
- Sch 56: von der Schulenburg (* 13. März 1908 in Küstrin): zuletzt gesehen in Gravenhage; gesucht von Referat IVE4
- Sch 57: Gustav Schulz (* 7. Juni 1915 in Freienhuben): Füsilier; vermuteter Aufenthaltsort: England; gesucht von Referat IVE5 und Stapo Tilsit
- Sch 58: Hans Jürgen Schulz (* 6. November 1914 in Hersfeld): Schlosser; gesucht von Referat IVE5
- Sch 59: George Schuster (* 1881): vermuteter Aufenthaltsort: London S.W. 1, St. James’ Place und Nether Worton House Middle Barton Oxon; gesucht von Referat IIB2
- Sch 60: Hans Schwann (* 5. Juli 1884 in München): Kaufmann; vermuteter Aufenthaltsort: England; gesucht von Referat IVE5
- Sch 61: Erich Schwarz, Deckname Hirsch: vermuteter Aufenthaltsort: London; gesucht von Referat IVA1
- Sch 62: Ernst Schwarz (* 1. Dezember 1889 in Frankfurt am Main): vermuteter Aufenthaltsort: London; gesucht von Referat IIIA1
- Sch 63: Georg Schwarz: Mitarbeiter von Richard Merton; vermuteter Aufenthaltsort: London; gesucht von Abteilung IIID[A 181]
- Sch 64: Richard Schwarz (* 8. Mai 1891 in Fleißen [Plesná]): vermuteter Aufenthaltsort: Margate, Kent; gesucht von Referat IVA1
- Sch 65: Georg Schwarzenberger (1908–1991): Ass.[istent]; vermuteter Aufenthaltsort: London; gesucht von Referat IIIA1
- Sch 66: Georg Schwarzloh, Deckname Steiner (* 19. Dezember 1911 in Lübeck): Früherer Polizeibeamter, Schwarze Front; vermuteter Aufenthaltsort: England; gesucht von Referat IVA3[A 182]
- Sch 67: Ernst Lazarus Schwarzschild (* 14. Dezember 1909 in Frankfurt/Main): Schriftleiter; vermuteter Aufenthaltsort: England; gesucht von Referat IVA1[A 183]
- Sch 68: Alfred Schweitzer-Detraz [identisch mit D 41]: Bankprokurist; zuletzt gesehen in Basel; vermuteter Aufenthaltsort: London; gesucht von Referat IVE4 und IIIA1 sowie Stapoleitstelle Karlsruhe
- Sch 69: Alois Schweitzer (* 1. Juli 1905 Litice): Ehemaliger tschechischer Kpt. [Kapitän]; gesucht von Referat IVE4 und Stapoleitstelle Prag
- Sch 70: Schweitzer: [= Carl Gunther Schweitzer]: Ehemaliger evangelischer Superintendent, Emigrant, illegaler Nachrichtendienst der Bekenntnisfront; gesucht von Referat VIH3 und Referat IIB3

#### Abschnitt Sp
- Sp 1: Kasimir Stanislaus Spadrowski (* 1. März 1899): Polnischer Oberstleutnant; gesucht von Referat IVE5 und Stapo Oppeln
- Sp 2: Edward Luis Spears [= Edward Louis Spears] (* 1886): Politiker und Offizier; gesucht von Referate VIG1
- Sp 3: Ch. Frank Spencer-Davidson (* 10. August 1889 in Montabu): Rechtsanwalt; gesucht von Referat IVE4 und Stapoleitstelle Wien
- Sp 4: Maurice Spencer: Oberst; gesucht von Referat VIG1[A 184]
- Sp 5: John Alfred Spender [= J. A. Spender] (* 1862): Journalist; gesucht von Referat VIG1
- Sp 6: Steffan Spender [= Stephen Spender] (* 1909): Schriftsteller; gesucht von Referat VIG1
- Sp 7: Helmut Speth (* 29. August 1911 in Szankow): Polnischer Agent; gesucht von Referat IVE4 und Stapo Schneidemühl
- Sp 8: Alexander Nikolaus Speyer (* 6. Februar 1887 in Amsterdam): Rechtsanwalt; zuletzt gesehen in den Niederlanden; gesucht von Referat IVE4 und Gestapo Osnabrück
- Sp 9: Annemarie Spiegel, alias Behrens (* 25. Juli 1901 in Altona); gesucht von Referat IVA1
- Sp 10: Felix Graf fon Spiegel-Diesenberg (* 19. Januar 1891 in Iglau, Mähren): [Großgrundbesitzer], involviert in Angelegenheit von Gerlach; zuletzt gesehen in Südmähren; gesucht von Referat IVE4[A 185]
- Sp 11: Karl Spieker [= Carl Spiecker] (* 7. Januar 1888 in Mönchengladbach): Ministerialdirektor a. D., Deutsche Freiheitspartei, Schwarze Front; vermuteter Aufenthaltsort: London; gesucht von Referat IVA1 und IVA3
- Sp 12: Isabella Spielberg (* 13. Oktober 1902): gesucht von Referat IVE4 und Stapoleitstelle Berlin
- Sp 13: Felix Spielbichler (* 10. Januar 1911 in Lendorf, Kreis Spittal): Maurergehilfe; gesucht von Referat IVA1
- Sp 14: C. Spithout: involviert in Angelegenheit in Breijnen; zuletzt gesehen in den Niederlanden; gesucht von Referat IVE4
- Sp 15: Mr. J. Spoor: zuletzt gesehen in den Niederlanden; gesucht von Referat IVE4
- Sp 16: Sprenger: involviert in Angelegenheit Breijnen; zuletzt gesehen in Drente, Holland; gesucht von Referat IVE4
- Sp 17: Josef Springer (* 16. August 1895 in Oporowka, Lissa); gesucht von Referat IVE5
- Sp 18: Franz Sprink (* 20. Januar 1900 in Lippstadt): Drahtzieher; gesucht von Referat IVA2
- Sp 19: Anezka Spurny [identisch mit S 142] (* 15. Januar 1895 in Doubrawice): Ehemaliges Mitglied des tschechischen Parlaments; vermuteter Aufenthaltsort: London; gesucht von Referat IVE4 und Stapoleitstelle Prag

#### Abschnitt St
- St 1: Josef Stängler (* 9. August 1893 in Elbogen): Hilfsarbeiter; vermuteter Aufenthalt: 17 Castel Street, Barry Glan; gesucht von Referat IVA1 und Referat (Sachgebiet) IVA1b
- St 2: Johannes Stahl, Deckname Franz (* 25. Juni 1900 in Heiligenstadt): vermuteter Aufenthaltsort: England; gesucht von Referat IVA2
- St 3: Friedrich Stampfer (* 8. September 1874 in Brünn): Schriftsteller, Emigrant; vermuteter Aufenthaltsort: England; gesucht von Referat IIB5
- St 4: Stanczyk [= Jan Stanczyjk]: Mitglied der polnischen Regierung; vermuteter Aufenthaltsort: England; gesucht von Referat IVD2
- St 5: Jan Stanislawski (* 16. Mai 1898 in Woysk): Polnischer Agent; vermuteter Aufenthaltsort: England; gesucht von Referat IVE5 und Stapo Köslin
- St 6: Edmond Stanton (* 21. November 1881 in Cork, Irland): Kaufmann; vermuteter Aufenthaltsort: London W. 1, Cavendish Court; gesucht von Referat IVE4
- St 7: Rüdiger Ernst von Starhemberg [= Ernst Rüdiger Starhemberg] (* 10. Mai 1899 in Efending):Leiter der österreichischen Heimwehr, österreichischer Legitimist; vermuteter Aufenthaltsort: England; gesucht von Referat IVA3
- St 8: Fürst Starhemberg: Britischer Fliegeroffizier, Emigrant; gesucht von Referat IIB5
- St 9: Adam Starzynski (* 10. Dezember 1893 in Jutroschin): Ehemaliger polnischer Beamter; vermuteter Aufenthaltsort: England; gesucht von Referat IVE5 und Stapo Dortmund
- St 10: J.W. Stassen: involviert in Angelegenheit „Brijnen“; zuletzt gesehen in Holland; vermuteter Aufenthaltsort: England; gesucht von Referat IVE4
- St 11: P.S. Stedman: Miß; vermuteter Aufenthaltsort: England; gesucht von Referat VIG1
- St 12: Wikham Steed [= Henry Wickham Steed] (* 10. Oktober 1871): Journalist; vermuteter Aufenthaltsort: England; gesucht von Referat IVE4 und Referat IVA5, Referat IVB4, Referat IIIB15 und Referat VIG1
- St 13: C.E. Steel [= Christopher Steel]: I. Botschaftssekretär; vermuteter Aufenthaltsort: England; gesucht von Referat IVE4
- St 14: Steen, richtig Anjus Campbell (* 10. Februar 1861 in Sorel): Rentier; vermuteter Aufenthaltsort: England; gesucht von Referat IVE4 und Stapoleitstelle Berlin
- St 15: Maximillian Paul Leon Steenberghe (* 2. Mai 1899 in Leiden): Ehemaliger holländischer Wirtschaftsminister; zuletzt gesehen in Den Haag; vermuteter Aufenthaltsort: England; gesucht von Abteilung IIIB
- St 16: G.L. Steer: vermuteter Aufenthaltsort: England; gesucht von Referat VIG1
- St 17: S.S.J. Steers: Britischer Nachrichtendienst in Estland; zuletzt gesehen in Reval; vermuteter Aufenthaltsort: England; gesucht von Referat VIC2
- St 18: B. Stegemann: involviert in Angelegenheit „Brijnen“; zuletzt gesehen in Winterswyk; vermuteter Aufenthaltsort: England; gesucht von Referat IVE4
- St 19: Anna Stein, geborene Uhlir (* 31. März 1902 in Wien): Büroangestellte, verwickelt in Angelegenheit „Brijnen“; vermuteter Aufenthaltsort: England; gesucht von Referat (Sachgebiet) IVA1b
- St 20: H. K. Stein: Sekretär; vermuteter Aufenthaltsort: London E.C.3, St. Helen's Court, Shell Mex and B.P. Ltd.; gesucht von Referat IVE2[A 186]
- St 21: Kurt Stein (* 20. Februar 1900 in London): vermuteter Aufenthaltsort: England; gesucht von Referat IVE4
- St 22: Moritz Stein (* 4. März 1915 in Leipzig): Polnischer Nachrichtenagent; vermuteter Aufenthaltsort: England; gesucht von Referat IVE5 und Stapo Danzig
- St 23: Oskar Stein: Polnischer Agent; gesucht von Referat IVE5
- St 24: Josef Steiner (* 23. Dezember 1902 in Altenmark): Brotausträger; vermuteter Aufenthaltsort: London; gesucht von Referat IVA1 und Stapo Salzburg
- St 25: Hilde Steinfels (* 17. August 1903 in Birkenfeld): vermuteter Aufenthaltsort: England; gesucht von Referat IVA1
- St 26: Baron Stempel: Nachrichtenagent; vermuteter Aufenthaltsort: England; gesucht von Referat IVE4
- St 27: Paul Stepanek: Filmschauspieler, Emigrant; vermuteter Aufenthaltsort: England; gesucht von Referat IIB5
- St 28: Campbell Stephen (1884–1947): Politiker; vermuteter Aufenthaltsort: England; gesucht von Referat VIG1
- St 29: David Stephens: Britischer Beamter; vermuteter Aufenthaltsort: England; gesucht von Referat IVE4 und Stapo Innsbruck
- St 30: Philipp Pembrocke Stephens [recte: Philip Pembroke Stephens] (* 23. September 1903 in Little Nissenden): Journalist; vermuteter Aufenthaltsort: England; gesucht von Referat IVE4 [tatsächlich bereits seit 1937 verstorben]
- St 31: Pierre Stercks: zuletzt gesehen in Brabant; vermuteter Aufenthaltsort: England; gesucht von Referat IVE4
- St 32: Karl Stern (1906–1975): vermuteter Aufenthaltsort: London; gesucht von Referat IIIA1
- St 33: Kurt Stern (1902–1981): Privatdozent; vermuteter Aufenthaltsort: Rochester; gesucht von Referat IIIA1 [vielleicht Kurt Stern (Schriftsteller)]
- St 34: Moya Stevens, geb. Godfrey (* 16. Februar 1895 in London): Schriftstellerin, verwickelt in Angelegenheit „Stevens/Best“; vermuteter Aufenthaltsort: London; gesucht von Referat IVE4
- St 35: Margaret Stewart: Schriftstellerin; vermuteter Aufenthaltsort: England; gesucht von Referat VIG1
- St 36: Marie Stewart, verheiratete von Oertzen (* 24. August 1878 in Rohais): involviert in Angelegenheit „von Oertzen“; vermuteter Aufenthaltsort: London; gesucht von Referat IVE4 und Stapoleitstelle Hannover
- St 37: Gustav Gamma-Stocker (* 23. Oktober 1904 in Zürich): Hotelsekretär; zuletzt gesehen in Zürich; vermuteter Aufenthaltsort: England; gesucht von Referat IVE4 und Stapoleitstelle Karlsruhe
- St 38: Fritz Stockinger (* 22. September 1894 in Wien): Früherer Handelsminister, österreichischer Legitimist; vermuteter Aufenthaltsort: England; gesucht von Referat IVA3
- St 39: H. N. Stoddart: Britischer Nachrichtendienst für Lettland; zuletzt gesehen in Riga; vermuteter Aufenthaltsort: England; gesucht von Abteilung VIC2
- St 40: Walter Denis Stoeter (* 5. Juli 1915 in London): vermuteter Aufenthaltsort: London; gesucht von Referat IVA1 und Stapo Lübeck
- St 41: Adolf Stohwasser (* 21. Mai 1907 in Altstrohlau): vermuteter Aufenthaltsort: England; gesucht von Referat (Sachgebiet) IVA1b
- St 42: R.R. Stockes [= Richard Stokes]: Abgeordneter; vermuteter Aufenthaltsort: England; gesucht von Referat VIG1
- St 43: Zadok Stokvis (* 19. März 1878 in Den Haag): zuletzt gesehen in Holland; vermuteter Aufenthaltsort: England; gesucht von Referat IVE4
- St 44: Fritz Stoll (* 23. Juli 1896 in Breslau): Prokurist, verwickelt in Angelegenheit Kurt Wechselmann; zuletzt gesehen in Amsterdam; vermuteter Aufenthaltsort: England; gesucht von Referat IVE4 und Stapoleitstelle Breslau
- St 45: Gustav Stolper (* 25. Juli 1888 in Wien): Schriftsteller, Jude, Emigrant; vermuteter Aufenthaltsort: London; gesucht von Referat IIB5
- St 46: Hermann Gustav Stolterfoht: Britischer Vizekonsul; gesucht von Referat IVE4
- St 47: Frederic Viktor Stopford [= Frederick Victor Stopford] (* 6. Juli 1900 in Weymouth) [† 1982]: Commandeur; zuletzt gesehen in Prag; vermuteter Aufenthaltsort: England; gesucht von Referat IVE4
- St 48: Otto Stowasser (* 19. Februar 1898 in Altrohlau): vermuteter Aufenthaltsort: England; gesucht von Referat (Sachgebiet) IVA1b
- St 49: Heinrich Stowitz (* 16. Oktober 1903 in Pechbach): vermuteter Aufenthaltsort: England; gesucht von Referat (Sachgebiet) IVA1b
- St 50: Lord Strabolgi (* 1886): Vermuteter Aufenthaltsort: England; gesucht von Referat VIG1
- St 51: John Strachey: Schriftsteller; vermuteter Aufenthaltsort: England; gesucht von Referat IVB4
- St 52: Lytton Strachey (* 1901): Schriftsteller; vermuteter Aufenthaltsort: England; gesucht von Referat VIG1
- St 53: Gustaf Straetman (* 16. Juni 1902 in Maastricht): Schiffsfunker, involviert in Angelegenheit „Stevens/Best“ [[[Venlo-Affäre]]]; gesucht von Referat IVE4
- St 54: Emil Strankmüller (* 26. Februar 1902): Ehemaliger tschechischer Major, involviert in Angelegenheit „Frantisek Moravec“; vermuteter Aufenthaltsort: 53 Lexham Gardens, Kensington, London W.8; gesucht von Referat IVE4 und Referat IVE6
- St 55: Otto Strasser (* 10. September 1897 in Windsheim), Decknamen: Baumann, Dr. Berger, Loerbrocks, Otto Boostrom: Schriftsteller, Schwarze Front; vermuteter Aufenthaltsort: England; gesucht von Referat IVA3
- St 56: Paul Strasser [alias Bernhard Strasser], Deckname Pater Bernhard (* 21. März 1895 in Windsheim): Kapuziner-Pater; vermuteter Aufenthaltsort: England; gesucht von Referat IVA3
- St 56a: Bert Strauß: Jüdischer Emigrant; zuletzt gesehen in Den Haag; vermuteter Aufenthaltsort: England; gesucht von Referat IVE4
- St 57: Bertold Strauß, richtig: Dr. Halder: Britischer Agent; zuletzt gesehen in Den Haag; vermuteter Aufenthaltsort: England; gesucht von Referat IVE4
- St 58: Frank Strauß (Strawson): Direktor; vermuteter Aufenthaltsort: England; gesucht von Referat VIG1[A 187]
- St 59: Georg Russell Strauß [= George Strauss, Baron Strauss]: Politiker; vermuteter Aufenthaltsort: England; gesucht von Referat VIG1; gesucht von Referat VIG1
- St 60: Frank Strawson-Strauß [identisch mit St 58]: Direktor; vermuteter Aufenthaltsort: England; gesucht von Referat VIG1
- St 61: H. A. Pullar Strecker (* 1894): Privatdozent [Neurologe]; vermuteter Aufenthaltsort: England; gesucht von Referat IIIA1
- St 62: Karl Strelka (* 23. September 1896 in Prag): Ehemaliger tschechischer Major; vermuteter Aufenthaltsort: England; gesucht von Referat IVE4 und Stapoleitstelle Prag
- St 63: Fray Strong: Britischer Hauptagent[in]; vermuteter Aufenthaltsort: England; gesucht von Referat IVE4 und Stapoleitstelle München
- St 64: K.W.D. Strong: Korvettenkapitän; vermuteter Aufenthaltsort: England; gesucht von Referat IVE4
- St 65: Nic Strong: zuletzt gesehen in Amsterdam; vermuteter Aufenthaltsort England; gesucht von Referat IVE4
- St 66: Stronski [= Stanislaw Stronski]: Mitglied der polnischen Regierung [Informationsminister der Exilregierung]; vermuteter Aufenthaltsort: England; gesucht von Referat IVD2
- St 67: Ruthern Stuart: Britischer Oberst; zuletzt gesehen in Wien; vermuteter Aufenthaltsort: England; gesucht von Referat IVE4
- St 68: A.P. Stufkens: involviert in Angelegenheit „Brijnen“; zuletzt gesehen in Holland; vermuteter Aufenthaltsort: England; gesucht von Referat IVE4
- St 69: Ernst Stutzig (* 1. Juni 1898 in Pechöfen): vermuteter Aufenthaltsort: England; gesucht von Referat (Sachgebiet) IVA1b
- St 70: Franz Styczakowski: Kraftfahrer, polnischer Feldwebel; vermuteter Aufenthaltsort: England; gesucht von Referat IVE5

### Buchstabe T
- T 1: Richard Tacke (* 11. August 1877 in Berlin): Kunstmaler; zuletzt gesehen in Holland; gesucht von Referat IVE4 und Stapo Hamburg
- T 2: Charles Edmund Tatlow: vermuteter Aufenthaltsort: Unilever House, Blackfriars, London; gesucht von Referat IVE2[A 188]
- T 3: Jaroslaw Tauer (* 24. Februar 1898 in Bela-Weisswasser): Tschechischer „Stabskapitän“, verwickelt in die Angelegenheit Frantisek Moravec; vermuteter Aufenthaltsort: Lexham Gardens, Kensington, London W8; gesucht von Referat IVE4 und Referat IVE6
- T 4: Max Tautz (* 28. Juni 1896 in Goldbach, Kreis Glatz): Glasschleifer; gesucht von Referat IVE5 und Staatspolizeistelle Kattowitz
- T 5: Rees Lewell Taylor: gesucht von Referat IVE4
- T 6: S. W. Taylor: Major im Kriegsministerium; vermuteter Aufenthaltsort: London; gesucht von Referat IVE4 und Staatspolizeileitstelle Hannover
- T 7: Taylor (* um 1890): Britischer Nachrichtenagent, involviert in Angelegenheit Hooper; zuletzt gesehen in Rotterdam; gesucht von Referat IVE4 und Staatspolizeileitstelle Hamburg
- T 8: Wilhelm Trebarth (* 5. August 1902 in Düsseldorf) (Deckname: Schimmel, Schorsch, Michalski, Schneider, Georg Humbold, Hermann, Fritz): Schriftsetzer; gesucht von Referat IVA2
- T 9: Else Johanna Tebbe (* 7. Dezember 1913 in Mühlheim): involviert in Angelegenheit Wilhelm Willemse; zuletzt gesehen in Den Haag; gesucht von Referat IVE4 und Staatspolizeileitstelle Düsseldorf
- T 10: Hermann Tempel (* 29. November 1889 in Dietzum): Schriftleiter; gesucht von Referat IVA1
- T 11: Jan van den Tempel (* 1. August 1877 in Willemstad): Ehemaliger holländischer Sozialminister; zuletzt gesehen in Amsterdam; gesucht von Abteilung IIIB
- T 12: Raleigh Temperley (* um 1890): Britischer Militärattaché in Holland, involviert in die Angelegenheit Stevens/Best [Venlo-Zwischenfall]; gesucht von Referat IVE4
- T 13: Siegmund Tempka-Nowakowski (* 1891 in Krakau): Journalist, polnische Emigrantenregierung; gesucht von Abteilung IIIB
- T 14: Gabriele Tergit-Reifenberg: Emigrantin, Schriftstellerin; vermuteter Aufenthaltsort: London NW.3, 23 Belsize Avenue; gesucht von Referat IIB5
- T 15: A.A. Artur Tester: vermuteter Aufenthaltsort: London S.W., James Place 14; gesucht von Referat IVE4
- T 16: Arthur Tester (* 23. August 1895 in Stuttgart): Emigrant, Bankdirektor, Schauspieler; gesucht von Referat IIB5 und Referat VIG1
- T 17: Ingeborg Tester (22. Dezember 1918 in Wiesbaden): zuletzt gesehen in Berlin-Halensee; gesucht von Referat IVE4 und Stapoleitstelle Hamburg
- T 18: H. V. Tewson (Vincent Tewson): Geschäftsführender Sekretär des Gewerkschaftsausschusses; gesucht von Referat VIG1
- T 19: August Thalheimer (* 18. März 1884 in Affaltrach): Schriftsteller; gesucht von Referat IVA1
- T 20: Major Da C. P. Thomsen: involviert in Angelegenheit Breijnen; zuletzt gesehen in Gouda; gesucht von Referat IVE4
- T 21: George Paget Thompson [recte: George Paget Thomson] (* 1892): Professor der Physik in London; gesucht von Referat VIG1
- T 22: John Thompson (* 2. Oktober 1913 in Bradford): gesucht von Referat (Sachgebiet) IVA1b
- T 23: Thompson: Leiter englischer Agenten; zuletzt gesehen in Wien; gesucht von Referat IVE4 und Stapoleitstelle Wien
- T 24: David Yalden Thomson; vermuteter Aufenthaltsort: London N.W. 1, 8 St. George’s Terrace; gesucht von Sachgebiet IVB1b
- T 25: Sybil Thorndike: Nationalrat für zivile Freiheit; gesucht von Referat VIG1
- T 26: Hans Thorner (* 19. März 1905): Assistent; vermuteter Aufenthaltsort: London, Peckham House (Mental Hospital); gesucht von Referat IIIA1
- T 27: James Thorton: Journalist; vermuteter Aufenthaltsort: London, Lexington Road 4; gesucht von Referat IVE4 und Stapoleitstelle Karlsruhe
- T 28: Thornton: Britischer Kapitän, involviert in Angelegenheit Waldemar Pötsch; zuletzt gesehen in Brüssel; gesucht von Referat IVE4
- T 29: Thurko (richtig Josef Rudinsky): Ingenieur; gesucht von Referat IVE4 und Stapoleitstelle Prag
- T 30: Albert Thurnwald (* 2. Februar 1907 in Wilkischen, Kreis Mies); gesucht von Referat IVA1
- T 31: Ernest Thurtle (1884–1954): Vertreter der Labour Party; gesucht von Referat VIG1
- T 32: Frank C. Tiarks [= Frank Cyril Tiarks]: Direktor; vermuteter Aufenthaltsort: London E.C. 2, Britannic House, Anglo-Iranian Oil Co.; gesucht von Referat IVE2
- T 33: Oldrich Tichy (* 30. Januar 1898 in Nethanicich): Ehemaliger tschechischer Oberstleutnant [Mitarbeiter des tschechoslowakischen Geheimdienstes], involviert in Angelegenheit Frantisek Moravec; vermuteter Aufenthaltsort: London W.8, 53 Lexham Gardens, Kensington; gesucht von Referat IVE4 und IVE6[A 189]
- T 34: Gustav Tille (* 7. Juni 1880 in Schelkau, Kreis Weißenfels): Schuhmacher, Lagerverwalter; gesucht von Referat IVA1[A 190]
- T 35: Ben Tillett (* 1859): Gewerkschaftsführer; gesucht von Referat VIG1
- T 36: Hubert Tiltman-Hessel [identisch mit H 128] [recte: Hubert Hessell Tiltman] (* 22. Februar 1897 in Birmingham): Journalist; gesucht von Referat IVE4
- T 37: Harold J. Timperley [= Harold John Timperley]: Journalist; gesucht von Referat VIG1
- T 38: Bolten Richard Tinsley [= Richard Bolton Tinsley] (* 14. November 1875 in Liverpool); zuletzt gesehen in Rotterdam; gesucht von Referat IVE4
- T 39: Stefan Tischkewicz: Graf, involviert in Angelegenheit Camber; gesucht von Referat IVE4 und Stapo Tilsit
- T 40: Judith Todd: gesucht von Referat VIG1
- T 41: Tadeusz Tomaszewski: Mitglied des polnischen Nationalrates; gesucht von Referat IVD2
- T 42: Ludwig Tomczak (* 30. Juli 1894 in Miemierzyce): Polnischer Grenzbeamter; gesucht von Referat IVE5 und Stapo Liegnitz
- T 43: William Tomingas (* 6. Juni 1895): Britischer Agent; gesucht von Referat IVE4 und Stapo Tilsit
- T 44: Alfred Tompson (* 29. August 1901 in London): involviert in Angelegenheit Johan Kreuz; vermuteter Aufenthaltsort: London; gesucht von Referat IVE4 und Stapo Koblenz
- T 45: Gordon Tompson: gesucht von Referat VIG1
- T 46: Johann Toot: zuletzt gesehen in Holland; gesucht von Referat IVE4
- T 47: Tops: Niederländischer Eisenbahnbeamter; zuletzt gesehen in Blerik, Sportstraat; gesucht von Referat IVE4
- T 48: Dona Torr: Schriftsteller[in]; gesucht von Referat VIG1
- T 49: Sylvia Townsend-Warner: Schriftstellerin; gesucht von Referat VIG1
- T 50: Eva Träger (* 10. November 1905 in Neukölln): „Kinderhortnerin“ [Kindergärtnerin]; gesucht von Referat IVA2
- T 51: Isidor Traube (* 1890): Emigrant, außerordentlicher Professor; vermuteter Aufenthaltsort: Edinburgh Universität; gesucht von Referat IIIA1
- T 52: Walter Ehregott Trautzsch (Deckname Erich Schubert) (* 16. März 1903 in Lengefeld): Metallarbeiter; gesucht von Referat IVA2
- T 53: J. Treffers: zuletzt gesehen in Niederlande; gesucht von Referat IVE4
- T 54: Johann Treitl (* 21. Juni 1910 in Daßnitz, Kreis Falkenau/Eger): Fabrikarbeiter; vermuteter Aufenthaltsort: 34 Abbey-Fields, Faversham, Kent; gesucht von Referat (Sachgebiet) IVA1b und Referat IVA1 sowie Stapo Karlsbad
- T 55: Lord Barnett Herts Trenchard [recte: Hugh Trenchard, 1. Viscount Trenchard]: Marschall der RAF [Luftwaffenoffizier]; vermuteter Aufenthaltsort: Dancers Hill House, Barnett Herts [sic!]; gesucht von Referat IIID2
- T 56: J.B. Trend [= John Brande Trend]: Professor [Romanist, Hispanist]; gesucht von Referat VIG1
- T 57: Robert Trenkle (* 17. November 1905 in Furtwangen): Polizeibeamter; gesucht von Referat IVA3[A 191]
- T 58: E.N.S. Trentham: Finanzrat der britischen Botschaft in Berlin; gesucht von Referat IVE4[A 192]
- T 59: Charles Trevelyan [= Charles Trevelyan, 3. Baronet] (* 1870): gesucht von Referat VIG1
- T 60: Gottfried Reinhold Treviranus (* 20. März 1891 in Schieder, Lippe): Reichsminister a. D., Sekretär beim Flüchtlingskomitee im Völkerbund; vermuteter Aufenthaltsort: London; gesucht von Referat IVE4, Referat (Sachgebiet) IV3a, Referat IVB1, Referat (Sachgebiet) IVA1b, Referat VIG1, Referat IIB5
- T 61: Tribbatts (geborene Demmer): Witwe; vermuteter Aufenthaltsort: Mittchell Avenue, Ventnori-of-Wight; gesucht von Referat IVA1
- T 62: Otto Trunk (* 18. Mai 1903 in Tyczyn): Diplomingenieur; gesucht von Referat IVE4 und Stapoleitstelle Danzig
- T 63: Arthur Trunkhardt (* 10. Juli 1887 in Gelsenkirchen): Polnischer Redakteur; gesucht von Referat IVE5 und Stapo Oppeln[A 193]
- T 64: Roman Trupkiewicz (* 14. Juni 1901 in Gradacac): Kaufmann; gesucht von Referat IVE5 und Stapo Liegnitz
- T 64a: Turnball [= Ronald Turnbull]: Britischer Nachrichtenagent; früher in Kopenhagen; gesucht von Referat IVE4[A 194]
- T 65: Turner: Diplomatischer Beamter; zuletzt gesehen in Reval; gesucht von Referat IVC2
- T 66: Hans Türkheim: Außerordentlicher Professor [Zahnheilkunde], Emigrant; vermuteter Aufenthaltsort: London; gesucht von Referat IIIA1
- T 67: Alma Twoja: verwickelt in Angelegenheit Norman John Beiles; zuletzt gesehen in Kutno; gesucht von Referat IVE4
- T 68: Anna H. Tynan: Sekretärin; vermuteter Aufenthaltsort: 15 Grosvenor Crescent, London; Referat VIG1

### Buchstabe U
- U 1: Hans Ucko (1900–1967): Emigrant, Privatdozent; vermuteter Aufenthaltsort: Guy’s Hospital, London; gesucht von Referat IIIA1
- U 2: W.D. van Uden: zuletzt gesehen in Holland; gesucht von Referat IVE4
- U 3: Anna Uhlir, verheiratete Stein (* 31. März 1902 in Wien); gesucht von Referat VIA1
- U 4: Fred Uhlmann: Vorstandsmitglied der „Freien deutschen Kulturliga“ in England; gesucht von Referat VIG1 und IIB5
- U 5: Robert Ulich (1890–1977): Emigrant, ordentlicher Professor und Dozent an der Universität Cambridge; gesucht von Referat IIIA1
- U 6: Erwin Ullrich (* 9. August 1903 in Berlin) (Deckname Rudi Herbert); gesucht von Referat IVA2
- U 7: Stanley Unwin (* 19. Dezember 1884): Verleger, Vorsitzender und Direktor; gesucht von Referat CIGI [wahrscheinlich VIG1]
- U 8: A.H. Uppington; vermuteter Aufenthaltsort: 33 Marlborough Buildings, Somerset; gesucht von Referat IVE3 und Staatspolizeistelle Trier
- U 9: Thomes Urch [recte: Reginald Urch]: Journalist, zuletzt in Riga [Korrespondent der Times in Riga]; gesucht von Referat VIC2
- U 10: Ustinov [wahrscheinlich Jona von Ustinov] (Deckname: Middleton-Peddelton): Journalist, britischer Nachrichtenagent; vermuteter Aufenthaltsort: London; gesucht von Referat IVE4
- U 11: Freda Utley: Journalist; gesucht von Referat VIG1

### Buchstabe V
- V 1: J.L. Vachell [= John Lyne Vachell]: Oberst, Attaché für Luftfahrt; gesucht von Referat IVE4[A 195]
- V 2: Frieda Vahrenhorst (* 27. Februar 1915 in Hannover): gesucht von Referat IVA1
- V 3: Veit Valentin (1885–1947): Außerordentlicher Professor, Emigrant; vermuteter Aufenthaltsort: London University; gesucht von Referat IIIA1
- V 4: Matheus Otto Vandenheul (* 14. Oktober 1892 in Amsterdam): Französischer Agent; zuletzt gesehen in Rotterdam; gesucht von Referat IVE4 und Stapo Aachen
- V 5: Vanek, verehelichte Emilie Beaumont [= Emilie Vanek] (* 20. März 1894 in Wien): Agentin, verwickelt in die Affäre Beaumont; zuletzt gesehen in Prag; gesucht von Referat IVE4
- V 6: Robert Vansittart: Führend im Britischen Nachrichtendienst, diplomatischer Hauptberater des Außenministeriums; vermuteter Aufenthaltsort: London W. 1, 44 Park Street; gesucht von Referat IVE4
- V 7: Alfred Varga (Deckname Karl) (* 29. September 1907 in Berlin): Arbeiter; vermuteter Aufenthaltsort: London; gesucht von Referat IVA1 und IVA2
- V 8: Josef Vasicek (* 16. März 1896 in Tritschein): Handelsreisender; gesucht von Referat IVA1 und Stapo Troppau
- V 9: Bram Vastelahend: involviert in Angelegenheit Prins; zuletzt gesehen in den Niederlanden; gesucht von Referat IVE4
- V 10: Victor Vaucher, richtig Jean Lareida: gesucht von Referat IVE4 und Stapo Bremen
- V 11: Janet Vaughan: gesucht von Referat VIG1
- V 12: Jaroslav Vedral (* 17. November 1895 in Melnik): Ehemaliger tschechischer Oberst; gesucht von Referat IVE4 und Stapoleitstelle Prag
- V 13: Imogen Veit, geb. Kosmack [identisch mit K 122] (* 12. April 1913 in Glasgow): Sprachlehrerin; vermuteter Aufenthaltsort: London; gesucht von Referat IVE4
- V 14: Jan Geritt Velthuis: zuletzt gesehen in Rotterdam; gesucht von Referat IVE4 und Stapoleitstelle Düsseldorf
- V 15: J.A. Veltmann: Major, involviert in Angelegenheit Beijnen; zuletzt gesehen in Haarlem; gesucht von Referat IVE4
- V 16: Georg Venzl (* 31. Juli 1898 in Eger): gesucht von Referat (Sachgebiet) IVA1b
- V 17: Vergoossen: zuletzt gesehen in den Niederlanden; gesucht von Abteilung IIIA und Stapo Aachen
- V 18: J. Verhoel: involviert in Affäre Breijnen; zuletzt gesehen in Den Haag, Niederlande; vermuteter Aufenthaltsort: England; gesucht von Referat IVE4
- V 19: Hilda Vernon: gesucht von Referat VIG1[A 196]
- V 20: Verrat: Hochschullehrer; gesucht von Abteilung IIIB
- V 21: G. M. Vevers [=Geoffrey Marr Vevers]: Vizevorsitzender der Cult.[ural] Rel.[ations] USSR; gesucht von Referat VIG1
- V 22: Berthold Viertel: Emigrant; gesucht von Referat VIG1
- V 23: Rudolf Viest (* 24. September 1890 in Revuca): Tschechische Exilregierung, Staatssekretär im Ministerium für nationale Verteidigung der tschechoslowakischen Regierung in London; gesucht von Referat IVE4 und Referat IVD1 sowie Stapoleitstelle Prag
- V 24: H. L. Vinke: Hauptmann der Reserve, im holländischen Nachrichtendienst; zuletzt gesehen in Holland; gesucht von Referat IVE4
- V 25: Vitold, richtig Koc: Minister der polnischen Emigrantenregierung (Äußeres); gesucht von Abteilung IIIB
- V 26: Arthur Vive: Angehöriger der belgischen Militär-Sureté, involviert in Affäre Bastian; zuletzt gesehen in Brüssel; gesucht von Referat VIE4 und Stapo Köln
- V 27: Vivien: Französischer Polizeioffizier, verwickelt in Angelegenheit Wolfgang zu Putlitz; zuletzt gesehen in London; gesucht von Referat IVE4
- V 28: Vleugels: gesucht von Referat IVE4
- V 29: Anton Völkl (* 12. Juli 1902 in Neuenbrand): gesucht von Sachgebiet IVA1b
- V 30: Josef Völkl (* 20. März 1895 in Neuenbrand): vermuteter Aufenthaltsort: 28 Pacre Park, London, S.E. 13; gesucht von Referat IVA1 und Stapo Karlsbad
- V 31: Johann Vogel [= Hans Vogel] (* 16. Februar 1881 in Oberartelshofen): Vorsitzender der Sozialdemokratischen Partei; gesucht von Referat IVA1
- V 32: Wilhelm Hans Vogel [= Willi Vogel] (* 11. Dezember 1910 in Fürth): Sozialdemokratischer Parteisekretär; gesucht von Referat IVA1
- V 33: Vogelaar (* 15. August 1916 in Utrecht): Student; zuletzt gesehen in: s’Gravenhage; gesucht von Referat IVA4 und Stapoleitstelle Düsseldorf
- V 34: P. Vogelenzang: involviert in Angelegenheit Breijnen; zuletzt gesehen in Gorinchem; gesucht von Referat IVE4
- V 35: Franz Vob (* 6. September 1906 in Lichtenstadt, Kreis Karlsbad): Porzellandreher; vermuteter Aufenthaltsort: House End, Cumberland Street, Keswick; gesucht von Referat (Sachgebiet) IVA1b und Stapo Karlsbad
- V 36: Vojtisck: Ingenieur; gesucht von Referat VIG1 und Referat IIB5
- V 37: Otokar Volak (* 31. März 1902 in Zlin): Ehemaliger tschechischer Stabskapitän; gesucht von Referat IVE4 und Stapoleitstelle Prag
- V 38: Max Vollerth (* 26. August 1903 in Hamburg): Nieter; gesucht von Referat IVA2
- V 39: Josef Vomberg (* 11. August 1916 in Brauweiler): Mitglied des Reichsarbeitsdienstes; vermuteter Aufenthaltsort: London; gesucht von Referat (Sachgebiet) VD2f
- V 40: Willem Frederik Vonck (* 29. August 1896 in Sido-Hadjo): Hauptmann im Niederländischen Nachrichtendienst; zuletzt gesehen in Den Haag; gesucht von Referat IVE4 und Stapo Aachen
- V 41: Karl Vondracek (* 21. August 1889 in Prag): Ehemaliger tschechoslowakischer Leutnant [Mitglied des tschechischen Generalstabs in Prag]; gesucht von Referat IVE4 und Stapoleitstelle Prag
- V 42: Albert Peter Voorbourgh (* 20. Mai 1917 in Rotterdam): Sekretär, verstrickt in Affäre Best; zuletzt gesehen in Den Haag; gesucht von Referat IVE4 und Stapoleitstelle Düsseldorf
- V 43: L.D. Vorstman: involviert in Angelegenheit Best [= Venlo-Zwischenfall]; zuletzt gesehen in den Niederlanden; gesucht von Referat IVE4
- V 44: Fritz Vrana (* 12. April 1915 in Türmitz, Kreis Aussig): gesucht von Referat (Sachgebiet) IVA1b
- V 45: Adrianus Johannes Josephus de Vries, richtig Vrinten (* 13. November 1893 in Loon op Zand): Britischer Nachrichtenagent, involviert in Angelegenheit Stevens/Best; zuletzt gesehen in Rotterdam; gesucht von Referat IVE4
- V 46: De Vries [gleiche Person wie V47]: Holländischer Gastwirt, involviert in Angelegenheit Wilhelm Willemse; zuletzt gesehen in Nijmegen; gesucht von Referat IVE4 und Stapoleitstelle Düsseldorf
- V 47: de Vries [identisch mit V 46]: verwickelt in Angelegenheit Meyendorf; zuletzt gesehen in den Niederlanden; gesucht von Referat IVE4 und Stapo Lüneburg
- V 48: de Vriessen (Alias Theodor Franssen): zuletzt gesehen in Amsterdam; gesucht von Referat IVE4 und Stapo Lüneburg
- V 49: Adrianus Johannes Josephus Vrinten (Decknamen Zwart, A. Emmering, Frinten, de Vries) (* 13. November 1893 in Loon Op Zand) [identisch mit F 141]: Britischer Nachrichtenagent, involviert in Angelegenheit Stevens/ Best; gesucht von Referat IVE4 und Stapoleitstelle Düsseldorf
- V 50: Ferdinand Hubert Josef Vygen (* 29. Dezember 1897): Kaufmann; zuletzt gesehen in Heerlen; gesucht von Referat IVE4 und Stapo Aachen
- V 51: Vyth: zuletzt gesehen in Den Haag; gesucht von Referat IVE4

### Buchstabe W
- W 1: Pauline Wachova, verehelichte Osuski (* 31. März 1889): involviert in Angelegenheit "Stefan Osuski"; vermuteter Aufenthaltsort: England; gesucht von Referat IVE4 und Stapoleitstelle Prag
- W 2: Dr. Klaus Wachsmann (* 8. März 1907): Emigrant [Musikwissenschaftler]; vermuteter Aufenthaltsort: London; gesucht von Referat IIIA1
- W 3: Dr. Albert Malte Wagner (1886–1962): Privatdozent, Emigrant; vermuteter Aufenthaltsort: London; gesucht von Referat IIIA1
- W 4: Fritz Wagner, richtig Karl Kniefke: Agent; zuletzt gesehen in Amsterdam; vermuteter Aufenthaltsort: England; gesucht von Referat IVE4 und Stapo Wilhelmshaven
- W 5: Linda Wagner (* 13. November 1913 in Asch): vermuteter Aufenthaltsort: England; gesucht von Referat (Sachgebiet) IVA1b
- W 6: Marie Wagner, geborene Kohl (* 1. August 1908 in Haslau): Strickerin; gesucht von Referat IVA1
- W 7: Rudolf Wagner, richtig Fritz Kleine [identisch mit K 77] (* 7. März 1901 in Apolda): gesucht von Referat IVE4 und Stapoleiter Prag
- W 8: Wale: Englischer Oberstleutnant; gesucht von Abteilung VIC2
- W 9: Alexander George Walkden (1873–1951): [Unterhausabgeordneter] Gewerkschaftsbeamter; gesucht von Abteilung VIG
- W 10: Sir Jonah Walker-Smith: verstrickt in Angelegenheit "Ignaz Petschek"; vermuteter Aufenthaltsort: London, W.C. 1, 21 Russell Square; gesucht von Referat IIID4
- W 11: Franz Walter, richtig Friedrich Hexmann (* 28. April 1900 in Brünn): Journalist; vermuteter Aufenthaltsort: England; gesucht von Referat IVA2
- W 12: Friedrich Walter (* 8. April 1915 in London): Wehrdienstflüchtling; vermuteter Aufenthaltsort: Heath, Kent, 78. Broadway Brexley; gesucht von Abteilung Referat (Sachgebiet) VD2f
- W 13: H. Walsh: zuletzt gesehen in Holland; vermuteter Aufenthaltsort: England; gesucht von Referat IVE4 und Stapo Bremen
- W 14: Walzer: zuletzt gesehen Heerlen; vermuteter Aufenthaltsort: England; gesucht von Referat IVE4 und Stapo Aachen
- W 15: Franz Wanka (* 14. Juli 1898 in Oberleutensdorf): gesucht von Referat (Sachgebiet) IVA1b
- W 16: Marie Wanka (* 20. Dezember 1902 in Furth im Wald): vermuteter Aufenthaltsort: England; gesucht von Referat (Sachgebiet) IVA1b
- W 17: Johann Wanner (* 23. Januar 1919 in Seefeld Tirol): RAD-Mann; vermuteter Aufenthaltsort: England; gesucht von Referat (Sachgebiet) VD2f und KP-Stelle Innsbruck
- W 18: G. Warburg: Schriftleiter; gesucht von Referat IVB4 und IVA5
- W 19: W.L. Wardle: Oberhaupt der Methodistenkirche; gesucht von Referat VIG1
- W 20: E. Wardrop: Britischer Konsul; gesucht von Referat IVE4
- W 21: Dr. Nikolaus Wark (* 18. Januar 1881 in Böwen, Luxemburg): Dozent; zuletzt gesehen in Heerlen; vermuteter Aufenthaltsort: England; gesucht von Referat IVE4 und Stapo Aachen
- W 22: Adam Warminski, richtig Adam Koc: Minister der polnischen Emigrantenregierung; vermuteter Aufenthaltsort: England; gesucht von Abteilung IIIB
- W 23: Sylvia Townsend Warner: Schriftstellerin; gesucht von Referat VIG1
- W 24: Dr. Albert Wassermann (1901–1971): Emigrant, Privatdozent an der Universität London; gesucht von Referat IIIA1
- W 25: Olga Watkins: Schriftstellerin; gesucht von Referat IVB4
- W 26: Johnried Watson (* 1885 in Glasgow), Deckname Harald Eeman (* 25. April 1893 in Brüssel): Diplomatischer Beamter; zuletzt gesehen in Riga, Stockholm und Kaunas; vermuteter Aufenthaltsort: England; gesucht von Referat VIC2
- W 27: Robert I Watson: Direktor; vermuteter Aufenthaltsort: London E.C. 2, Britannic House, Anglo-Iranian-Oil Co.; gesucht von Referat IVE2[A 197]
- W 28: R. Williams Watson-Seton [= Robert William Seton-Watson] (* 1879): Historiker, Professor für Zentraleuropäische Geschichte; vermuteter Aufenthaltsort: England; gesucht von Referat VIG1
- W 29: Beatrice Webb (* 1859): Ehrenpräsidentin; gesucht von Abteilung VIG1
- W 30: Magda Antonowna Webb, geb. Sellheim, gesch. Lauthew: involviert in "M. Budberg"; zuletzt gesehen in Reval; gesucht von Referat VIC2
- W 31: Alois Weber (* 27. Juli 1897): Arbeiter; vermuteter Aufenthaltsort: England; gesucht von Referat (Sachgebiet) IVA1b
- W 32: Dr. August Karl Wilhelm Weber (* 4. Februar 1871 in Oldenburg): Bankdirektor a. D.; vermuteter Aufenthaltsort: London; gesucht von Referat (Sachgebiet) IVA1b
- W 33: Edith Weber (* 27. Oktober 1905 in Düsseldorf): Erzieherin; vermuteter Aufenthaltsort: England; gesucht von Referat IVE4
- W 34: Ludwig Weber (* 22. Mai 1902 in Pfungstadt): gesucht von Referat IVA1 und Referat IVA2
- W 35: Kurt Wechselmann (* 3. Februar 1888 in Mieckobitz): Kaufmann; zuletzt gesehen in Den Haag; vermuteter Aufenthaltsort: England; gesucht von Referat IVE4 und Stapoleitstelle Breslau
- W 36: Kurt Weck (* 20. November 1892 in Werdau): vermuteter Aufenthaltsort: England; gesucht von Referat (Sachgebiet) IVA1b
- W 37: Kurt Weckel (* 15. März 1877 in Schedewitz): Volksschullehrer; gesucht von Referat (Sachgebiet) IVA1b
- W 38: Josiah Clement Wedgewood (1872–1943): Britischer Oberst; gesucht von Referat VIG1
- W 39: Wilhelm van Weegham (* 1. Februar 1904 in Ueden): zuletzt gesehen in Renkum bei Arnheim; vermuteter Aufenthaltsort: England; gesucht von Referat IVE4
- W 40: Friedrich Wilhelm Weidmann (* 8. November 1902 in Erlangen): Arbeiter; vermuteter Aufenthaltsort: London; gesucht von Referat IIB3 und Stapo Nürnberg (tatsächlich bereits 1934 verstorben).[A 198]
- W 41: Dr. Hans Weil (* 1905): Assistent, Emigrant; vermuteter Aufenthaltsort: Newcastle-on-Tyne; gesucht von Referat IIIA1
- W 42: Dr. Gerhard Weiler (* 1899): [Chemiker], Emigrant; vermuteter Aufenthaltsort: Oxford; gesucht von Referat IIIA1[A 199]
- W 43: Dr. Martin Weinberger (1893–1965): Emigrant [Kunsthistoriker], Dozent an der Universität London; gesucht von Referat IIIA1
- W 44: Josef Weinhart (* 17. Juni 1897 in Gfell): vermuteter Aufenthaltsort: Barry in Glam, Glan Y Mor, Y.M.G.A.; gesucht von Referat (Sachgebiet) IVA1b
- W 45: Fritz Weinmann: Emigrant, Jude; vermuteter Aufenthaltsort: London; gesucht von Referat IIID4[A 200]
- W 46: Hans Weinmann: Hauptaktionär des Westböhmischen Bergbauaktienvereins; vermuteter Aufenthaltsort: London; gesucht von Abteilung IIID
- W 47: Dr. Alexander Weinstein (1897–1979): Privatdozent an der Universität London, Emigrant; gesucht von Referat IIIA1
- W 48: Nathan Weisenfeld: Arzt; vermuteter Aufenthaltsort: London; gesucht von Referat IVA2
- W 49: Bernhard Weiß (* 30. Juli 1880 in Berlin): Ehemaliger Polizeivizepräsident; gesucht von Referat IVA1 und Referat VIG1
- W 50: Harry Weiss (* 1906): Emigrant [Universitätsassistent]; vermuteter Aufenthaltsort: London; gesucht von Referat IIIA1[A 201]
- W 51: Dr. Joseph Weiss [= Joseph Joshua Weiss] (* 19. März 1905): Emigrant, Assistent an der Universität London; vermuteter Aufenthaltsort: London; gesucht von Referat IIIA1
- W 52: Dr. Karl Weissenberg (* 7. März 1905): Emigrant, außerordentlicher Professor; vermuteter Aufenthaltsort: Southampton; gesucht von Referat IIIA1
- W 53: Chaim Weizmann (* 1873 in Motyli bei Pinks): Professor der Chemie, Führer der "gesamten Judenvereine Englands"; vermuteter Aufenthaltsort: London S.W. 1, 104 Pall Mall, Reform Club; gesucht von Referat IIB2 und Referat VIG1
- W 54: Helene Welker (* 13. Dezember 1904 in Berlin): [Kommunistin]; gesucht von Referat IVA2
- W 55: Herbert George Wells (1866–1946): Schriftsteller; vermuteter Aufenthaltsort: London N.W. 1, Regents Park 13, Hannover Terrace; gesucht von Referat VIG1, Referat IIIA5 und Referat IIB4
- W 55a: Welsh: Britischer Nachrichtenagent; zuletzt gesehen in Kopenhagen; vermuteter Aufenthaltsort: England; gesucht von Referat IVE4
- W 56: Charles Joseph Ignace Marie Welter (* 6. April 1880 in Den Haag): Ehemaliger holländischer Kolonialminister; zuletzt gesehen: Den Haag, Statenplein 10; gesucht von Abteilung IIIB
- W 57: Robert de Werdestuyn/de Wijkersloot (* 21. September 1912 in Utrecht): Student; zuletzt gesehen in Nymwegen; vermuteter Aufenthaltsort: England; gesucht von Referat IVE4 und Stapoleitstelle Düsseldorf
- W 58: Dr. Johann Wenzel, Deckname Hermann und Bergmann (* 9. März 1902 in Niedau): Schlosser, Schmied; gesucht von Referat IVA2
- W 59: Dr. Heinz Werner (1890–1964): Emigrant, außerordentlicher Professor an der Universität Cambridge; gesucht von Referat IIIA1
- W 60: Hermann Werner (* 27. September 1893 in Buckwa); vermuteter Aufenthaltsort: England; gesucht von Referat (Sachgebiet) IVA1b
- W 61: Paul Robert Werner (* 16. Mai 1916 in Schneidelwitz): Gefreiter; gesucht von Referat IVE5 und Stapoleitstelle Breslau
- W 62: Lydia Wertheimer: Mitarbeiterin des Richard Merton; vermuteter Aufenthaltsort: London; gesucht von Abteilung IIID [hielt sich tatsächlich in Deutschland auf][A 202]
- W 63: Rebeca West [recte: Rebecca West] (* 1892): Journalistin [Schriftstellerin]; gesucht von Referat VIG1
- W 64: Westhoff, richtig Hans Barison (* 19. Dezember 1897 in Großbüllesheim): Oberstadtsekretär; vermuteter Aufenthaltsort: England; gesucht von Referat IVA2
- W 65: H Westerlaken: zuletzt gesehen in Holland; vermuteter Aufenthaltsort: England; gesucht von Referat IVE4
- W 66: Rudolf Paul Wetzel [= Rudi Wetzel] (* 10. Januar 1909 in Rechenberg): Büroangestellter, Student; vermuteter Aufenthaltsort: London N. 6, 89 Hornsey Lane Highgate; gesucht von Referat IVA1 und Stapoleitstelle Dresden
- W 67: D.F. Weyer: verwickelt in Angelegenheit "Breijnen"; zuletzt gesehen in Aalsmeer; vermuteter Aufenthaltsort: England; gesucht von Referat IVE4
- W 68: Monica Whateley: Schriftstellerin; gesucht von Referat IVB4[A 203]
- W 69: H. Graham White [= Henry Graham White] (* 1880): Politiker; gesucht von Referat VIG1
- W 70: John White-Baker [recte: John Baker White] (* 12. August 1902 in West Malling, Kent): Captain, Nachrichtenoffizier; vermuteter Aufenthaltsort: London, Fracanti Lanti; gesucht von Referat IVE4
- W 71: Lorenz (Wawrzin) Viennazek (* 15. Juni 1895 in Mischinow): Schuhmacher, polnischer Nachrichtenagent; gesucht von Referat IVE5 und Stapoleitstelle Breslau
- W 72: J Wiersma: involviert in Angelegenheit "Beijnen"; zuletzt gesehen in: Heiloo, Holland; vermuteter Aufenthaltsort: England; gesucht von Referat IVE4
- W 73: Gilbert C. Wigham [recte: Whigham]: Direktor; vermuteter Aufenthaltsort: London E.C. 2, Britannic House, Anglo-Iranian-Oil Co.; gesucht von Referat IVE2[A 204]
- W 74: Dr. Eugen Wigen: Emigrant, außerordentlicher Professor an der Madison University; gesucht von Referat IIIA1
- W 75: Robert de Wijkersloot dDe Werdestuyn (* 2. September 1912 in Utrecht): Student; zuletzt gesehen in Nymwegen; vermuteter Aufenthaltsort: England; gesucht von Referat IVE4 und Stapoleitstelle Düsseldorf
- W 76: B. Wildman: Britischer Konsul; vermuteter Aufenthaltsort: England; gesucht von Referat IVE4
- W 77: Wildman: Direktor der britischen Gesellschaft "Becons" in Riga; vermuteter Aufenthaltsort: England; gesucht von Referat IVE4
- W 78: Ph. Wiles: gesucht von Referat VIG1
- W 79: Williams: Englischer Offizier, involviert in Angelegenheit "Willimse"; vermuteter Aufenthaltsort: London 17, West Bury Avenue, Wordgreen 22; gesucht von Referat IVE4 und Stapoleitstelle Münster
- W 80: Ellen Wilkinson: Abgeordneter; vermuteter Aufenthaltsort: London W.C. 1, Universität College, Cower Street; gesucht von Referat IVA5 und Referat VIG1
- W 81: Il Willem: involviert in Angelegenheit "Willms"; gesucht von Referat IVE4
- W 82: Gerardus Hubert Willems (* 14. April 1903 in Kessel, Kreis Limburg): Kraftfahrer, Verkäufer, involviert in Angelegenheit "Gerhard Willms"; vermuteter Aufenthaltsort: England; gesucht von Referat IVE4
- W 83: A. M. Williams [= Alan Meredith Williams]: Britischer Vizekonsul; gesucht von Referat IVE4
- W 84: Francis Williams [= Edward Williams, Baron Francis-Williams]: Redakteur der Zeitung Daily Herald; gesucht von Referat VIG1
- W 85: James Williams: Händler, britischer Nachrichtenagent in Litauen; zuletzt gesehen in Kaunas; gesucht von Referat VIC2
- W 86: Piet van der Willik [= Pieter van der Wilik] (* 22. Juli 1980 in Den Haag): Direktor, verwickelt in Angelegenheit "Best" [= Venlo-Zwischenfall]; vermuteter Aufenthaltsort: England; gesucht von Referat IVE4
- W 87: Ted Willis [recte: Ted Willis, Baron Willis]: Vorsitzender der Jugendliga Arbeiterpartei; gesucht von Referat VIG1
- W 88: Gerhard Willms (* 14. April 1903 in Kessel, Kreis Limburg): Verkäufer; zuletzt gesehen in Venlo; gesucht von Referat IVE4 und Stapoleitstelle Düsseldorf
- W 89: Johann Wilnarik (* 5. Januar 1909 in Hradzen, Kreis Mies): "Tagarbeiter"; vermuteter Aufenthaltsort: Watford, 83 the Harebraaks; gesucht von Referat IVA1 und Stapo Karlsbad
- W 90: Wilhelm Wilnarik (* 10. November 1910 in Hradzen, Kreis Mies): Maurer; gesucht von Referat IVA1 und Stapo Karlsbad
- W 90a: Florence Wilson: Britische Nachrichtenagentin; zuletzt gesehen in Kopenhagen; gesucht von Referat IVE4
- W 91: H.J Wilson: vermuteter Aufenthaltsort: London E.C.1, 13 Barnstaple Mansions, Roseberry Avenue; gesucht von Referat IVE4 und Stapo Halle
- W 92: Paul Wimmer (* 28. November 1895 in Gablonz): gesucht von Referat IVA1
- W 93: Dr. Edgar Wind (1900–1971): Emigrant, Privatdozent [Kunsthistoriker]; vermuteter Aufenthaltsort: London; gesucht von Referat IIIA1
- W 94: Elisaneth Winter, verh. Proskauer (* 23. Juni 1896 in Jägersdorf): gesucht von Referat IVE5
- W 95: Dr. Arthur Winternitz [recte: Artur Winternitz]: [Mathematiker]; gesucht von Referat VIG1
- W 96: Dr. Leo Wislicki (* 12. August 1901): Emigrant [Mediziner], Ass.[istent], Privatpraxis in Manchester; gesucht von Referat IIIA1
- W 97: Karl Heinz Wisniewski (* 22. August 1919 in Schleusenau): Arbeitsdienstmann; gesucht von Referat IVE5 und Stapoleitstelle Königsberg
- W 98: Ludwig Wisniewski (* 7. Mai 1879 in Szymborze, Kreis Hohensalza): Polnischer Kriminalkommissar; gesucht von Referat IVE5 und Stapoleitstelle Berlin
- W 99: C.W. De Wit: zuletzt gesehen in: London; gesucht von Referat IVE4 und Stapoleitstelle Stuttgart
- W 100: Euten De Witte [= Eugen De Witte] (* 8. Oktober 1882 in Karlsbad): vermuteter Aufenthaltsort: Walmer, Kent, Garth, Sidney Road; gesucht von Referat (Sachgebiet) IVA1b
- W 101: Erich Wittkower: Privatdozent, Emigrant; vermuteter Aufenthaltsort: London, Maundsley Hospital; gesucht von Referat IIIA1[A 205]
- W 102: Dr. Rudolf Wittkower (1901–1971): Emigrant, Dozent [Kunsthistoriker]; zuletzt gesehen in Köln; vermuteter Aufenthaltsort: London, Warburg-Institut; gesucht von Referat IIIA1
- W 103: Mej. C.R.C. van Witzenburg: zuletzt gesehen in Holland; vermuteter Aufenthaltsort: England; gesucht von Referat IVE4
- W 104: Dr. Mieczyslaw Wnorowski (* 18. Oktober 1908 in Warschau): Presseattaché bei der polnischen Botschaft in Berlin; gesucht von Referat IVE5
- W 105: Albert Wohlfahrt (* 24. Februar 1915 in Altersberg bei Geildorf): Dienstpflichtiger [Wehrdienstflüchtling]; vermuteter Aufenthaltsort: Ashton-Wilts, the Cotsworld 8(Bruderhaus); gesucht von Referat (Sachgebiet) VD2f.
- W 106: Dr. Max Wohlwill: Mitarbeiter von Richard Merton; vermuteter Aufenthaltsort: London; gesucht von Abteilung IIID
- W 107: Leon Wojars: Polnischer Grenzbeamter; gesucht von Referat IVE5 und Stapo Allenstein
- W 108: Dr. M. Wolf [= Max Wolf]: Schriftleiter beim Manchester Guardian; vermuteter Aufenthaltsort: London W.C. 1, Nr. 17 St. Joar Street of Theobalds Street; gesucht von Referat (Sachgebiet) IVB1b
- W 109: Pierre de Wolff: Direktor der Swiss-Bank-Corp, involviert in Angelegenheit "Ignaz Petschek"; vermuteter Aufenthaltsort: London E.C. 2, Gresham Street 99; gesucht von Referat IIID4
- W 110: Leon Wolff (* 21. April 1896 in Culmsee, Kreis Thorn): Getreidekaufmann; gesucht von Referat IVE5
- W 111: William Wolsey: Verleger der Zeitschrift "Kameradschaft"; vermuteter Aufenthaltsort: London S.E. 3, 2 Paragon, Blackheath; gesucht von Referat IVB1
- W 112: Heinrich Wondrak (* 16. Mai 1894 in Meffersdorf): vermuteter Aufenthaltsort: Manchester, Scholgrove, Wittington; gesucht von Referat (Sachgebiet) IVA1b
- W 113: Josef A. Woodhouse (* 14. Januar 1893 in Birmingham): Ehemaliger britischer Polizeibeamter; vermuteter Aufenthaltsort: England; gesucht von Referat IVE4 und Stapo Köln
- W 114: Dorothy Woodman: Sekretärin d. Union d. demokratischen Kontrolle; gesucht von Referat VIG1
- W 115: Leonhard Woolf [recte: Leonard Sidney Woolf] (* 1880): Schriftsteller; gesucht von Referat VIG1
- W 116: Virginia Woolf (* 1890): Schriftstellerin; gesucht von Abteilung VIG
- W 117: J. Woudstra: Holländischer Polizeibeamter a. D., verwickelt in Angelegenheit "August de Fremery"; zuletzt gesehen in Ameland; vermuteter Aufenthaltsort: England; gesucht von Referat: IVE4
- W 117a: William Wood Wright (* 17. August 1889 in Liverpool): zuletzt gesehen in Kopenhagen; vermuteter Aufenthaltsort: England; gesucht von Referat IVE4
- W 118: Jan Wulstrup: zuletzt gesehen in Rotterdam, involviert in Angelegenheit "Waldemar Pötsch"; gesucht von Referat IVE4
- W 119: Berta Wunderlich (* 1. Juni 1906 in Schönbach): vermuteter Aufenthaltsort: England; gesucht von Referat (Sachgebiet) IVA1b
- W 120: Emil Wunderlich (* 4. Dezember 1897 in Neuberg): vermuteter Aufenthaltsort: England; gesucht von Referat (Sachgebiet) IVA1b
- W 121: Jan Wustra: involviert in Angelegenheit "Waldemar Pötsch"; zuletzt gesehen in Holland; gesucht von Referat IVE4 und Stapo Bremen
- W 122: Franz Wuttke, Deckname Georg Paul Rudolf (* 26. November 1899 in Josefsberg, Kreis Rosenberg): Grubenarbeiter; gesucht von Referat IVA1
- W 123: Siegfried Wreszynsky (* 10. November 1893 in Gnesen): Kaufmann; vermuteter Aufenthaltsort: London W. 1, 8 Grosvenor Street, Deckadresse: London W. 1, Alfordhouse 10 Parklane; gesucht von Referat IVE4 und Stapo Kiel
- W 124: John Liefers Wright (* 12. Juni 1886 in Riga): Kaufmann; zuletzt gesehen in Riga; vermuteter Aufenthaltsort: England; gesucht von Referat IVD2
- W 125: W. Charles Wright: Direktor; vermuteter Aufenthaltsort: London E.C. 3, 22 St. Helens Court, Shell Transport u. Trading Co.; gesucht von Referat IVE2[A 206]
- W 126: T.R. Wynne [wahrscheinlich Robert Wynne-Edwards]: Direktor; vermuteter Aufenthaltsort: London E.C. 2, Britannic House, Anglo Iranian Oil Co.; gesucht von Referat IVE2
- W 127: J.G. (Iwy) Wynyard (* 4. Juli 1892 in Auckland): vermuteter Aufenthaltsort: England; gesucht von Referat IVE4

### Buchstabe Y
- Y 1: Sergei Yakobsen [recte: Sergei Yakobson] (* 1901): Emigrant [, Forscher]; vermuteter Aufenthaltsort: Universität London; gesucht von Referat IIIA1 [hielt sich tatsächlich 1940 bereits in den USA auf]
- Y 2: David Yaskiel: Inhaber der „British International Jewish Agency“; vermuteter Aufenthaltsort: London West I, Southampton, Titzroy [Fitzroy?] Square; gesucht von Referat IVA1[A 207]
- Y 3: E.P. Young: Rundfunkautor, Oberstleutnant; gesucht von Referat VIG1
- Y 4: G. Gordon Young: Vertreter der Nachrichtenagentur Reuters in Warschau; gesucht von Referat IVB4
- Y 4a: Edward Huscarad Younge (* 8. September 1892): Britischer Nachrichtenagent; früher: Kopenhagen; gesucht von Referat IVE4
- Y 5: Young (* etwa 1885 bis 1890): Techniker, britischer Nachrichtenagent, Täterkreis Wilhelm Willemse; zuletzt gesehen in Holland; gesucht von Referat IVE4 und Stapoleitstelle Düsseldorf

### Buchstabe Z
- Z 1: Woiczech Zagorski (* 2. September 1907 in Kozmin, Polen): Polnischer Nachrichtenagent; gesucht von Referat IVE5
- Z 2: Julijs Zaks, richtig Julius Sack: Britischer Nachrichtenagent, beteiligt an der Angelegenheit Sudakoff; gesucht von Referat IVE4
- Z 3: Zofia Zaleska [= Sophia Zaleska]: Mitglied der polnischen Regierung [fraglich]; gesucht von Referat IVD2[A 208]
- Z 4: August Zaleski: Außenminister der polnischen [Exil-]Regierung; gesucht von Referat IVD2
- Z 5: Franz Zapf (* 22. Februar 1893 in Wintersgrün): Vermuteter Aufenthaltsort: London; gesucht von Referat (Sachgebiet) IVA1b
- Z 6: Robert Zapf (* 16. Dezember 1890 in Doglasgrün, Kreis Elbogen): Vermuteter Aufenthaltsort: 147 Rustlings Road, Sheffield; gesucht von Referat IVA1
- Z 7: Herbert Kurt Zassenhaus (1910–1988): Dozent, Emigrant; vermuteter Aufenthaltsort: London; gesucht von Referat IIIA1 [hielt sich tatsächlich in den USA auf]
- Z 8: Arthur Zeimer, früher Abraham (* 16. Oktober 1877 in Podwolcziska): Hauptmann, polnischen Nachrichtenagent; gesucht von Referat IVE5 und Stapoleitstelle München
- Z 9: Hans Zeitler (* 3. September 1912 in Hamburg): Wehrdienstflüchtling; zuletzt gesehen in Südafrika; gesucht von Referat VD2
- Z 10: Lucjan Żeligowski: General, Mitglied des polnischen Nationalrats; gesucht von Referat IVD2
- Z 11: Guido Zernatto (* 21. Juli 1903 in Treffen): Schriftsteller; gesucht von Referat IVA3
- Z 12: Rufin Rudolf Zernick (* 7. März 1901 in Nicolai, Polen): Kaufmann, polnischer Nachrichtenagent; gesucht von Referat IVE5
- Z 13: J. Zernike: Niederländer; zuletzt gesehen in Holland; gesucht von Referat IVE4
- Z 14: Friedrich Zeuner [= Frederick Everard Zeuner] (* 1905): Emigrant, Privatdozent; vermuteter Aufenthaltsort: Universität London; gesucht von Referat IIIA1
- Z 15: J.W. Zeylmans: involviert in Angelegenheit Breijnen; zuletzt gesehen in Zaandam, Niederlande; gesucht von Referat IVE4
- Z 16: Anton Ziaja (* 7. Juni 1904 in Beuthen): Kellner, polnischer Nachrichtenagent; gesucht von Referat IVE5 und Stapo Oppeln
- Z 17: Gerhardt Ziaja (* 4. September 1913 in Antonienhütte): Musiker; gesucht von Referat IVE5 und Stapo Oppeln
- Z 18: Anton Zibrid (* 9. Juli 1896 in Graslitz): vermuteter Aufenthaltsort: Northdown Road, Margate-Kent; gesucht von Sachgebiet IVA1b
- Z 19: Alfred Ziehm (* 10. Februar 1896 in Dresden): Gewerkschafter; gesucht von Sachgebiet IVA1b
- Z 20: J. von Zillhout: zuletzt gesehen in den Niederlanden; gesucht von Referat IVE4 und Stapo Bremen
- Z 21: Alfred Zimmern (1879–1957): Professor; gesucht von Referat VIG1
- Z 22: Alfred Zingler (* 6. Juni 1885 in Sprottau): Redakteur; gesucht von Referat IVA1
- Z 23: Josef Zinner (* 27. März 1894 in Janessen): gesucht von Referat (Sachgebiet) IVA1b
- Z 24: Zowanski: Generalkonsul; gesucht von Referat IVD2
- Z 25: Arthur Zucker (* 21. Juli 1894 in Berlin): Redakteur; vermuteter Aufenthaltsort: London; gesucht von Referat IVA1 [hielt sich tatsächlich auf dem Kontinent auf, am 18. September 1942 im KZ Auschwitz getötet[11]]
- Z 26: Karl Zuckermayer [recte: Carl Zuckmayer] (* 27. Dezember 1896 in Nockenheim): Emigrant, Schriftsteller; vermuteter Aufenthaltsort: London; gesucht von Referat VIG1 und IIB5.
- Z 27: Ph. van Zuiden: involviert in Angelegenheit Breijnen; zuletzt gesehen in Baarn, Niederlande; gesucht von Referat IVE4
- Z 28: Leonie Zuntz (1908–1942): Emigrantin [Archäologin]; vermuteter Aufenthaltsort: Oxford University; gesucht von Referat IIIA1
- Z 29: Adrianus Johannes Josephus Zwart (* 13. November 1893 in Loon op Zand): Britischer Nachrichtenagent, richtig: Vrinten, involviert in die Angelegenheit Stevens/Best; zuletzt gesehen in Rotterdam; gesucht von Referat IVE4
- Z 30: Konrad Zweig (1904–1980): Emigrant, Assistent; vermuteter Aufenthaltsort: London; gesucht von Referat IIIA1
- Z 31: Stefan Zweig (* 28. November 1881 in Wien): Emigrant, Schriftsteller, Jude; vermuteter Aufenthaltsort: 49 Hallam Street, London W:1; gesucht von Referat IIB2, Referat IIB5 und Referat VIG1
- Z 32: Jan Henryk Zychon (* 1. Januar 1896 in Krakau) [recte: 1. Januar 1902 in Skawina]: Kapitän [Chef der Nachrichtenabteilung des polnischen Generalstabs]; gesucht von Referat IVE5

## Irrtümer in der Liste

### Personen, die sich nicht in Großbritannien aufhielten
Eine größere Zahl von auf der Sonderfahndungsliste G.B. verzeichneten Personen hielt sich tatsächlich im Jahr 1940 nicht in Großbritannien, sondern in anderen Ländern auf. Einige waren niemals nach Großbritannien gelangt, andere hatten sich zwar zeitweise dort aufgehalten, waren aber im Jahr 1940 bereits an andere Orte weitergezogen.
Aufenthalt in kontinentaleuropäischen Ländern
Die meisten derjenigen Personen, die 1940 irrtümlich in Großbritannien vermutet wurden, hielten sich in Ländern des europäischen Kontinents auf, vor allem in Frankreich (z. B. Alfred Adolph, Hermann Harke, Günther Isidor Michalowski und Otto Niebergall), den Niederlanden (z. B. Alfred Mozer) und Belgien. Maria von Hohenberg war zu dieser Zeit in Österreich, Wilhelm Kasper  in Deutschland, David Katz in Schweden, Hans Neubeck in der Sowjetunion. Nachfolgend werden vier Gruppen mit verschiedenen Schicksalen betrachtet.
- Einige konnten sich der Festnahme durch die Nationalsozialisten entziehen, darunter Leonard Bartlakowski (hielt sich 1940 in Polen auf), Klaus Dohrn (1940 in Frankreich, entkam 1941 über Lissabon in die USA), Troels Fink (1940 in Dänemark, blieb dort bis 1945) und Fritz Heine (1940 in Frankreich, entkam 1941 über Lissabon nach Großbritannien).
- Einige gerieten infolge der deutschen Besetzung zahlreicher europäischer Länder in die Gewalt der Nationalsozialisten, überlebten aber die Nazi-Herrschaft. Zu ihnen zählen Louise Brod (KZ Ravensbrück), Walter Gorrish/Walter Kaiser (Zuchthaus), Kurt Krautter (Zuchthaus, KZ) und Kurt Lehmann (1941 vom Vichy-Regime an Deutschland ausgeliefert).
- Folgende Personen wurden nach Prozessen bzw. Schauprozessen zum Tode verurteilt und hingerichtet oder wurden in einem Konzentrationslager ermordet oder starben in der Haft:
  - Karl Albin Becker († 1942 im Strafgefängnis Plötzensee)
  - Rudolf Breitscheid (1940 in Frankreich, vom Vichy-Regime ausgeliefert, † 1944 KZ Buchenwald)
  - Wilhelm Gross († 1944 im KZ Auschwitz)
  - Theo Hespers (Zuchthaus, † 1943 hingerichtet)
  - Josef Hubmann (KZ Dachau, † 1945)
  - Erich Kuttner († KZ Mauthausen)
  - Werner Lehmann (1941 vom Vichy-Regime an Deutschland ausgeliefert, † 1941 im Gefängnis)
  - Anna Neubeck/Herzstein († 1942 im KZ Auschwitz)
  - Arthur Zucker († 1942 im KZ Auschwitz)
- Einige nahmen sich angesichts der deutschen Besatzung das Leben: Anton Reißner († Mai 1940 in den Niederlanden), Gerth Schreiner († Mai 1940 in den Niederlanden).

Aufenthalt in anderen Ländern
Einige der in der Sonderfahndungsliste verzeichneten Personen hielten sich 1940 in Übersee auf und gerieten daher niemals in die Gewalt der Nationalsozialisten. Die meisten von ihnen lebten zu dieser Zeit in den USA, darunter David Baumgardt, Emanuel Feuermann, Hermann Fränkel, Sergei I. Gaposchkin, Andreas Gemant, Olaf Helmer, Wolfgang Kraus, Otto Krayer, Emanuel Reichenberger, Erich Rinner, Sergei Yakobson und Herbert Kurt Zassenhaus. Aufenthalt in anderen überseeischen Ländern: Fritz Moosberg (Südamerika), Helmut Rehbein (Neuseeland). Aufenthalt in Palästina: Adalbert Farkas.

### Bereits verstorbene Personen
Die folgenden Personen, die 1940 auf der Sonderfahndungsliste verzeichnet wurden, waren zu diesem Zeitpunkt bereits verstorben: Lascelles Abercrombie († 1938 in UK), Hugh Shakespear Barnes († Februar 1940 in UK), Bernhard Baron († 1929 in UK), Lytton Strachey († 1932), Osmond D’Avigdor-Goldsmid († im April 1940), Dora Fabian († 1935 verstorben), Sigmund Freud († 1939 in UK), Hermann Horstmann († 1938), Albrecht Mendelssohn-Bartholdy († 1936), Hubert S. Martin († 1938), Cyril Regnart († 1920), Sidney Reilly († 1925 in der Sowjetunion) und Philip Pembroke Stephens († 1937) und Friedrich Wilhelm Weidmann († 1934).

## Faksimile-Ausgabe
- Imperial War Museum: The Black Book (Sonderfahndungsliste G.B.), (= Facsimile Reprint Series Bd. 2), London 1989. (Faksimile mit einem Vorwort von Gwyn M. Bayliss. Einleitung und Erläuterungen zum RSHA von Terry Charman)